# Włocławek

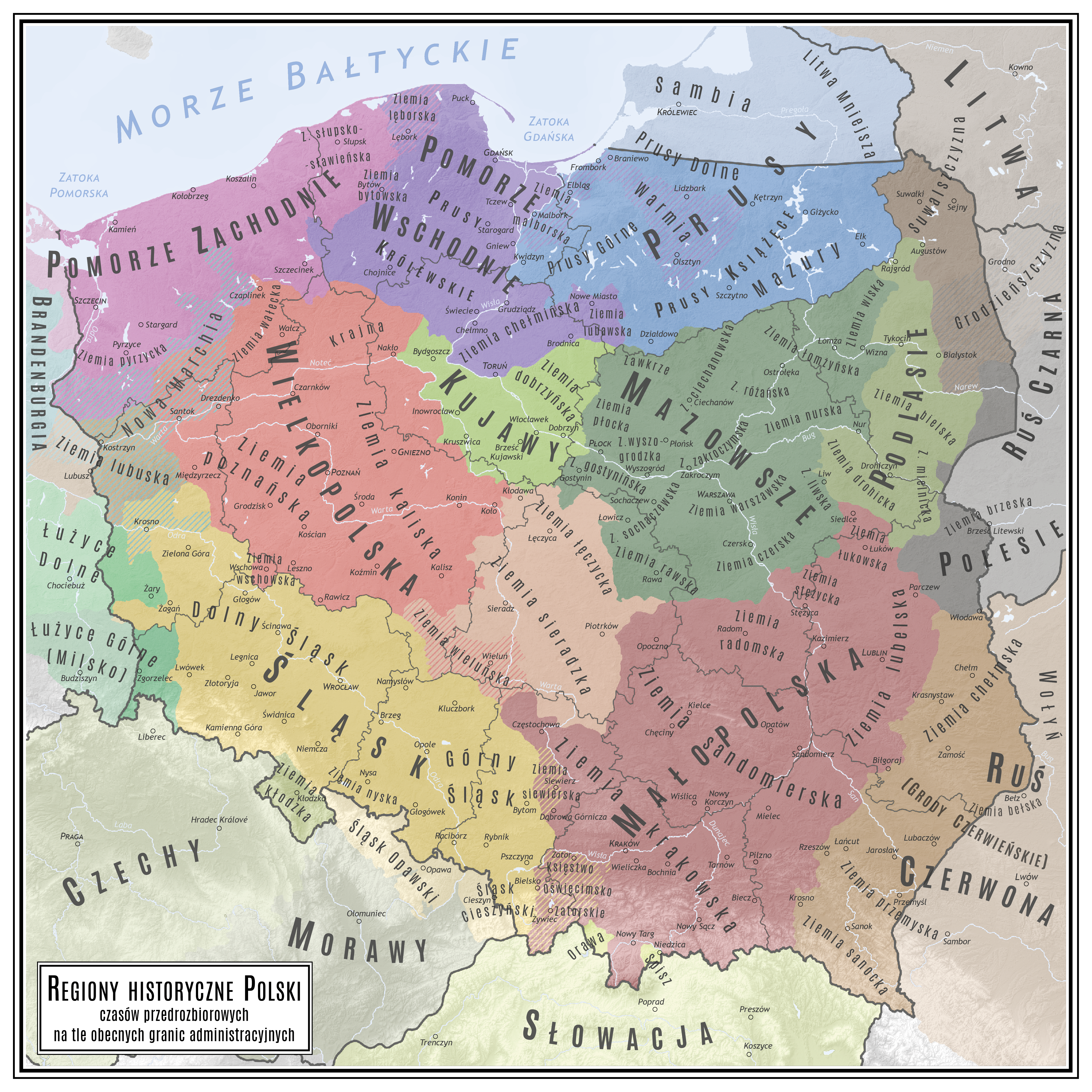
Włocławek, Kujawy i inne krainy historyczne Polski na tle współczesnych granic administracyjnych

Włocławek – miasto w centralnej Polsce, na prawach powiatu. Trzecie co do wielkości w województwie kujawsko-pomorskim, położone nad Wisłą, przy ujściu Zgłowiączki. Jest siedzibą powiatu włocławskiego i gminy wiejskiej Włocławek. Historyczną stolica Kujaw. Należy do najstarszych miast w Polsce. Jest jednym z największych ośrodków administracyjnych i gospodarczych w regionie, z dobrze rozwiniętą infrastrukturą kulturalną i sportową. Niewątpliwą zaletą jest położenie w centralnej części kraju, przez którą przebiega droga krajowa nr 91 oraz linia kolejowa nr 18. We Włocławku znajdują się trzy stacje kolejowe, z czego jedna o znaczeniu wojewódzkim. Niedaleko miasta przebiega również autostrada A1, transport drogowy ułatwiają dwa dedykowane węzły autostradowe. 15 km od granicy administracyjnej znajduje się trzeci węzeł (Kowal). Przez Włocławek przebiega międzynarodowa droga wodna E40 (Morze Bałtyckie-Morze Czarne). Miasto jest siedzibą kurii diecezji włocławskiej.
Według danych Głównego Urzędu Statystycznego z 31 grudnia 2024 roku, miasto było zamieszkiwane przez 99 474 osoby. Powierzchnia wynosiła 85,09 km² (41. miejsce w kraju), natomiast gęstość zaludnienia 1169 osób/km² (26. miejsce w województwie kujawsko-pomorskim).
Miasto biskupów włocławskich, należące do klucza włocławskiego, położone było w II połowie XVI wieku w powiecie brzeskokujawskim województwa brzeskokujawskiego. W latach 1975–1998 miasto było stolicą województwa włocławskiego.

## Nazwa
Nazwa miasta wywodzi się od imienia męskiego Władysław i jego polskiej odmiany Włodzisław. Pierwszy raz pojawiła się jako Władysławia (łac.”Wladislau castro”) w kronice polskiej autorstwa Galla Anonima spisanej po łacinie w latach 1112–1116. We fragmencie opisującym polskie siły bojowe w poszczególnych miastach Bolesława I Chrobrego Gall notuje, że miał on w tym grodzie 800 pancernych oraz 2000 tarczowników. Wymieniona została w formie zlatynizowanej Wladislaw w dokumentach z roku 1165. W 1185 kolejny dokument łaciński notuje ją jako vetus Vladislavia. Miejscowość pod zlatynizowaną nazwą Wladislavia wymieniona jest w łacińskim dokumencie wydanym w Świeciu w 1283 roku sygnowanym przez księcia pomorskiego Mściwoja II.
Sebastian Fabian Klonowic w swoim dziele z 1595 roku Flis, to jest Spuszczanie statków Wisłą zanotował nazwę Włocławka jako Włodsławek, a dokument z 1599 roku podaje nazwę Włodsław.

## Geografia

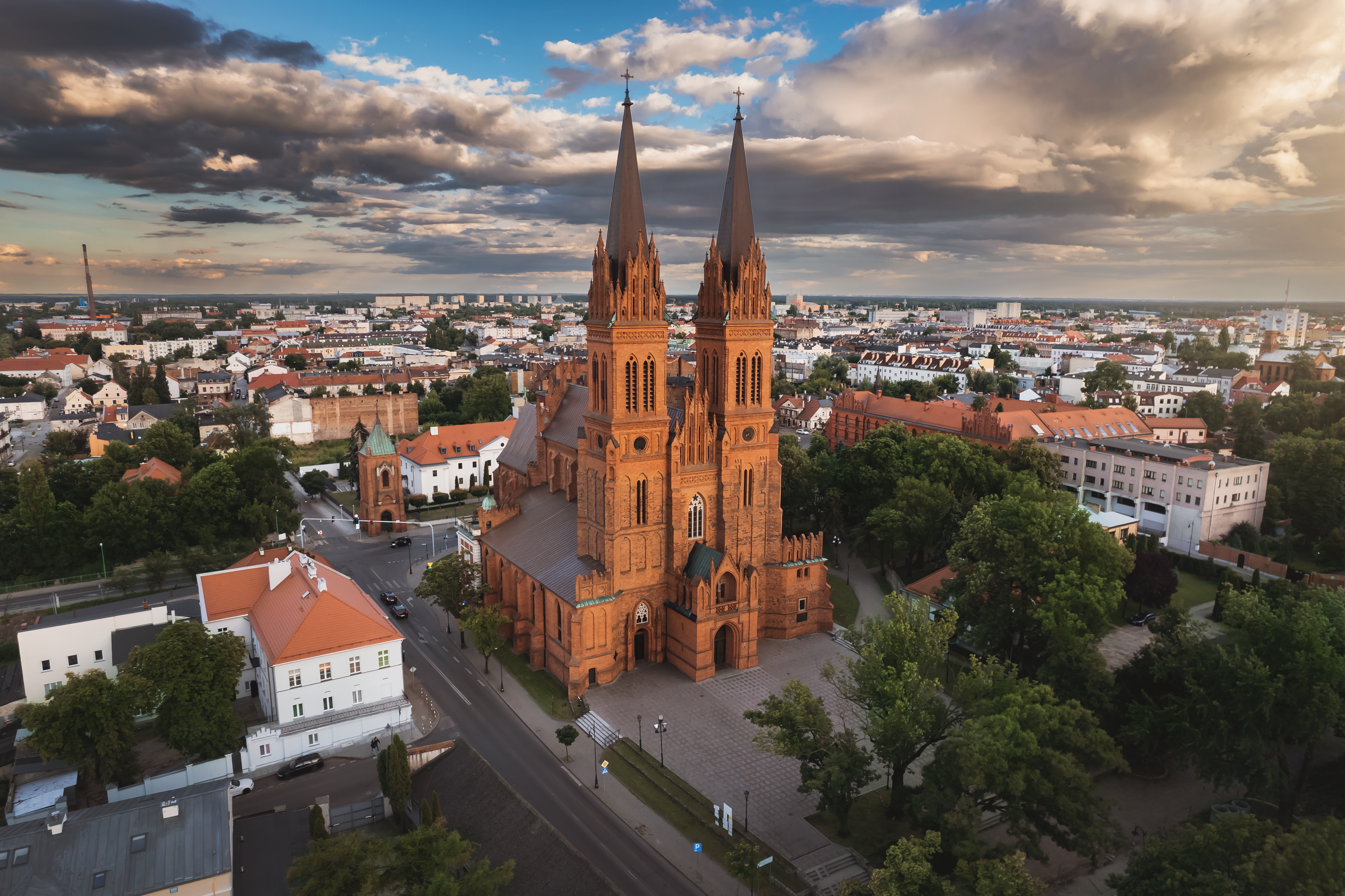
Bazylika katedralna Wniebowzięcia NMP

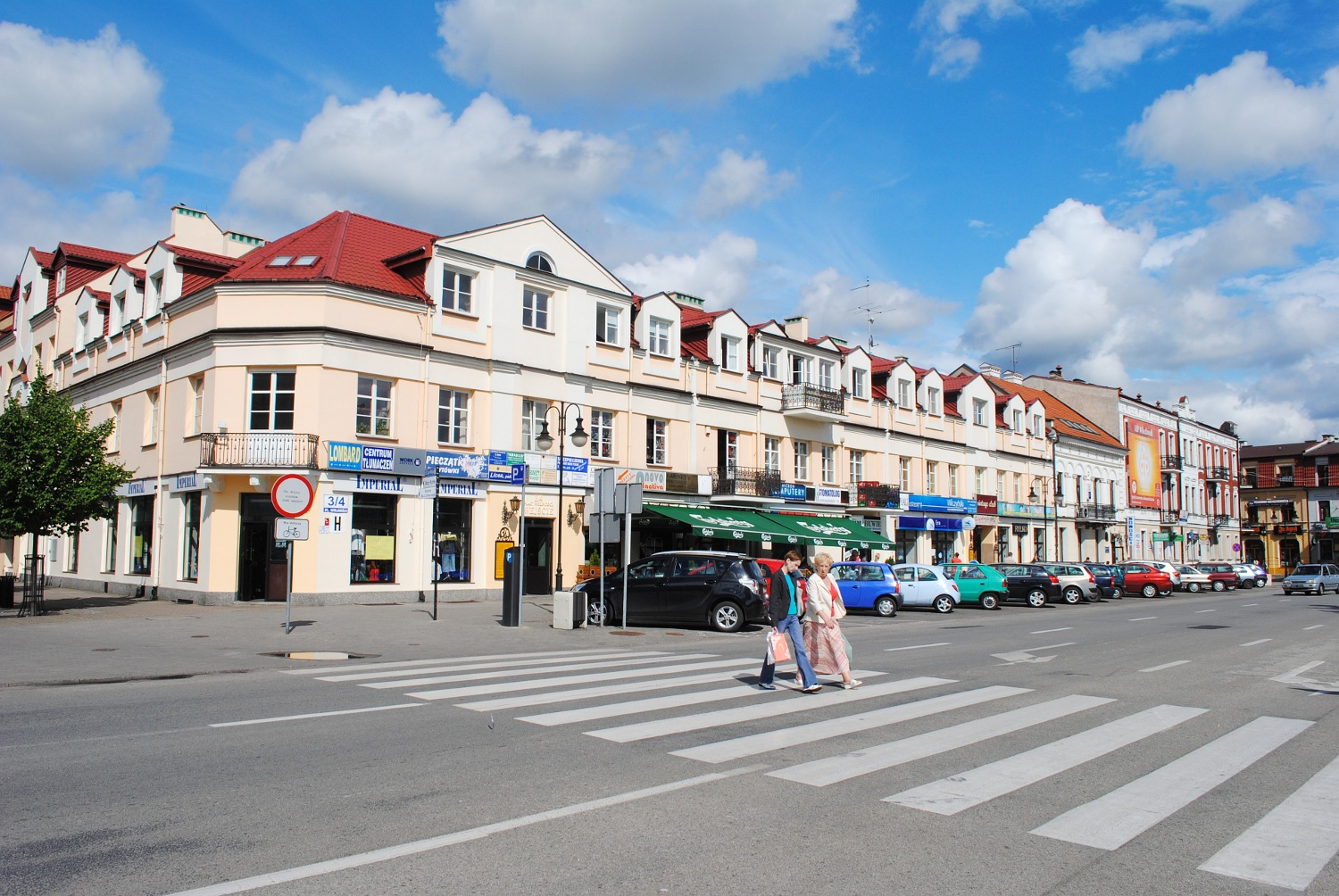
Plac Wolności

### Położenie
Włocławek leży w południowo-wschodniej części województwa kujawsko-pomorskiego, na obu brzegach Wisły oraz Zgłowiączki, w Kotlinie Płockiej.
Odległości drogowe do ważniejszych miast (mierzone od granic administracyjnych miast):
- Bydgoszcz – 79 km
- Gdańsk – 196 km
- Katowice – 301 km
- Konin – 78,5 km
- Kraków – 331 km
- Kutno – 48,8 km
- Łódź – 94,6 km
- Płock – 37,4 km
- Poznań – 163 km
- Warszawa – 136 km
- Wrocław – 250 km
- Toruń – 35,7 km

### Sąsiednie gminy
Bobrowniki, Brześć Kujawski, Dobrzyń nad Wisłą, Fabianki, Lubanie, Włocławek (gmina wiejska)

### Rzeki i jeziora

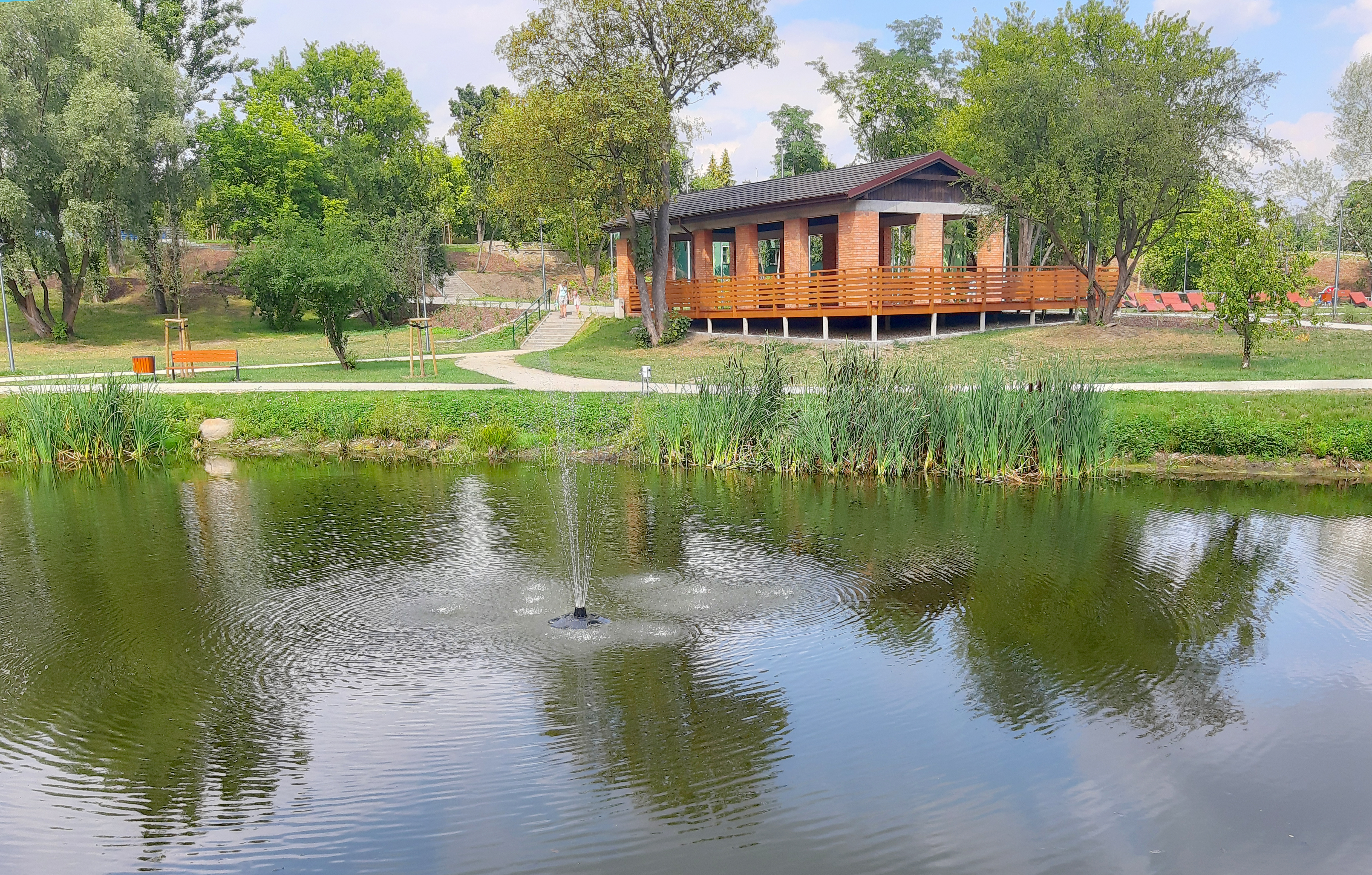
Park na Słodowie

Główną rzeką przepływającą przez miasto jest Wisła, dzieląca Włocławek na część prawobrzeżną (północna część miasta) i lewobrzeżną, odcinek przepływający przez miasto liczy 18 km. We wschodniej części miasta wody Wisły są spiętrzone zaporą, tworząc tzw. Zbiornik Włocławski (Jezioro Włocławskie). Kolejna ważna rzeka to Zgłowiączka (6,5 km odcinek na terenie miasta), której ujście do Wisły w X wieku stało się miejscem lokalizacji grodu książęcego. We wschodniej części miasta przepływa Rybnicka Struga, która poprzez tzw. Kanał Główny (Zuzankę) uchodzi do Wisły. Przez Włocławek przepływają także rzeka Chełmiczka (na os. Zarzeczewo) oraz okresowe wody rowu Zofijka (na os. Zofijka), które również wpadają do Wisły.

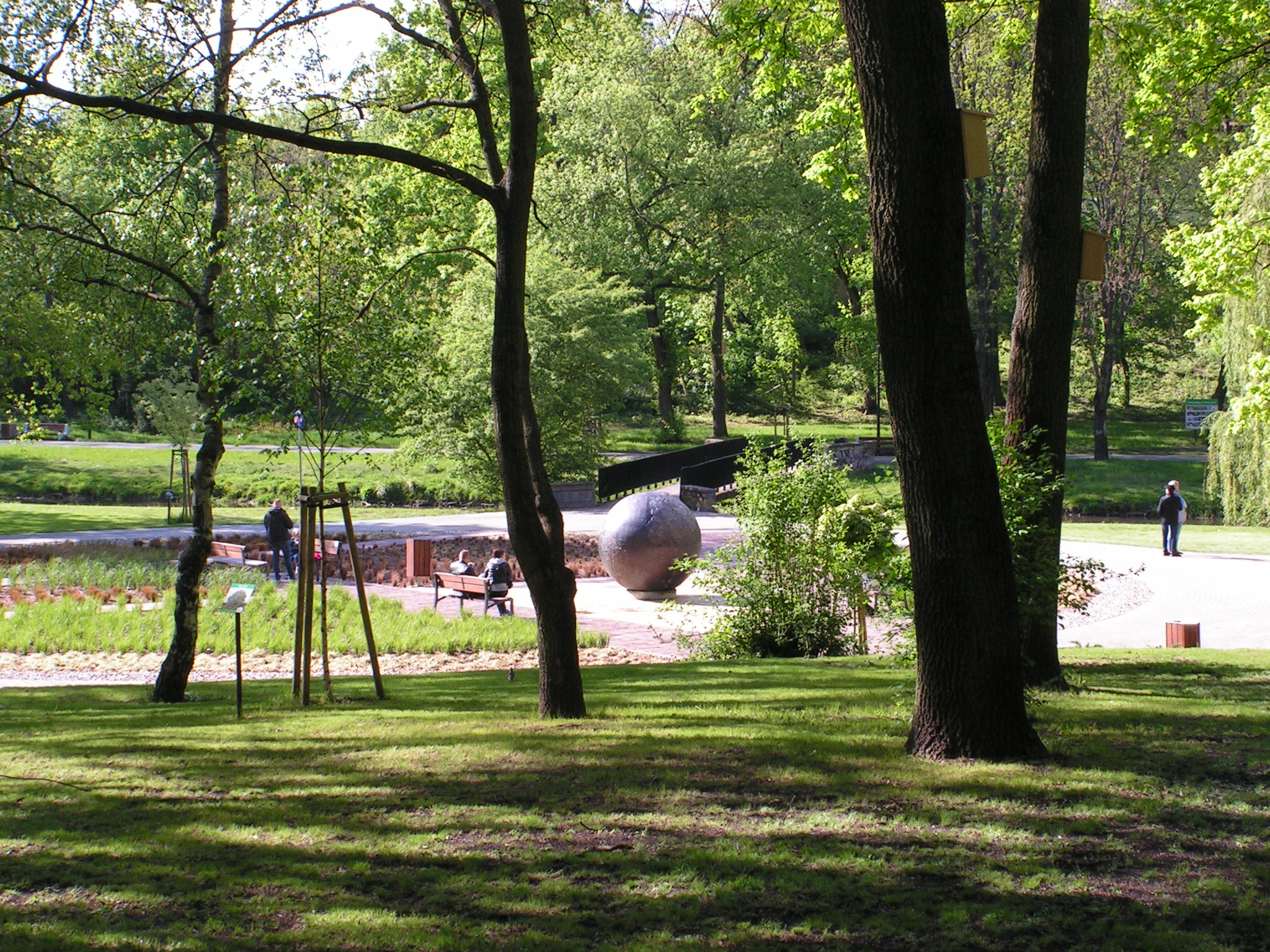
Ogród na Pompce, Włocławek

Największe jeziora na terenie miasta to: Jezioro Włocławskie, Jezioro Czarne, Rybnica, Krzywe Błota oraz zanikające jezioro Grzywno.

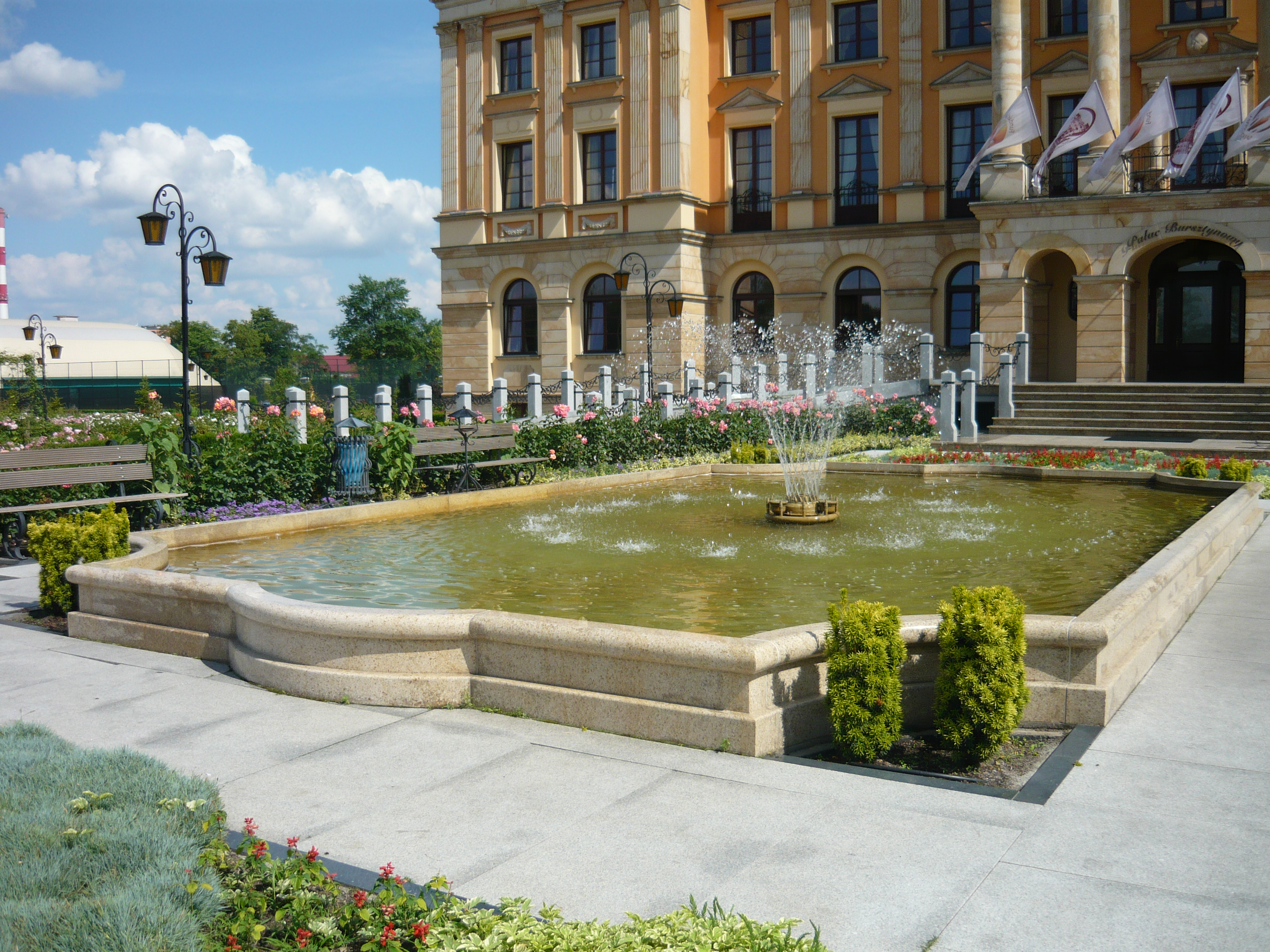
Ogrody przy Pałacu Bursztynowym

### Tereny zielone

#### Parki i obszary chronione
Lasy zajmują w mieście łącznie 2211,49 ha, zieleń miejska 258,167 ha (parki, zieleńce, skwery), a ogrody działkowe 182,18 ha. We

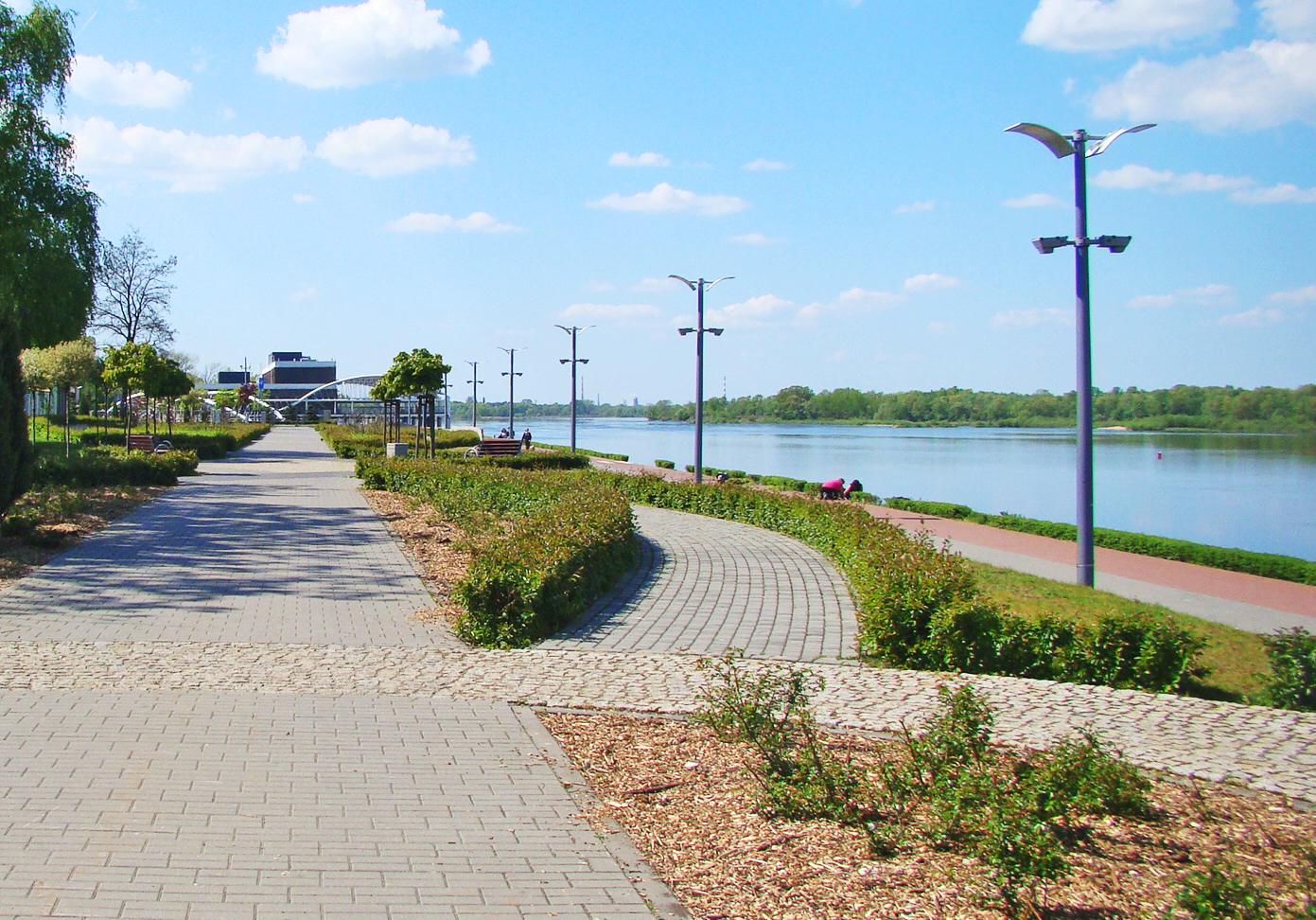
Bulwary im. Marszałka J. Piłsudskiego

Włocławku funkcjonują dwa parki miejskie, rezerwat przyrody oraz użytek ekologiczny:
- Park im. Henryka Sienkiewicza – pierwszy park został tutaj założony w 1824 r. (ogród miejski)[18] i zajmuje 21 ha. Przecina go rzeka Zgłowiączka, a w jego okolicach znajduje się między innymi Katedra, Pałac Biskupi, Bulwary. Park znajduje się w najstarszej części miasta i jest wpisany do rejestru zabytków. Wśród flory na uwagę zasługuje fakt występowania 104 różnych gatunków drzew.
- Ogród na Pompce – odrestaurowany w 2018 roku, stanowi integralną część Parku im. Henryka Sienkiewicza[19].
- Park na Słodowie – zrewitalizowany w latach 2017–2019, stanowi przedłużenie Parku im. Henryka Sienkiewicza[20].
- Park im. Władysława Łokietka – park założony w 1968–1969 roku, zajmuje 4,5 ha, obok ogrodów i pagórków znajduje się tutaj pomnik Armii Krajowej oraz kościół garnizonowy wojska i policji.
- Rezerwat przyrody Kulin – rezerwat znajduje się w północnej – prawobrzeżnej części miasta i zajmuje 51,16 ha, najcenniejszym obiektem przyrodniczym jest „gorejący krzew Mojżesza”, który występuje tylko w trzech miejscach w Polsce. O tej roślinie wspomina Stary Testament, a jej cechą charakterystyczną jest to, że wydzielane przez nią olejki mogą spowodować jej samozapłon.
- użytek ekologiczny w formie bagna o powierzchni 1 ha – znajduje się na terenie osiedla Krzywe Błota (dz. Południe), w gestii Nadleśnictwa Włocławek – Leśnictwa Dębice, w oddz. 243l[21].

Na terenie Włocławka znajdują się dwa obszary Natura 2000:

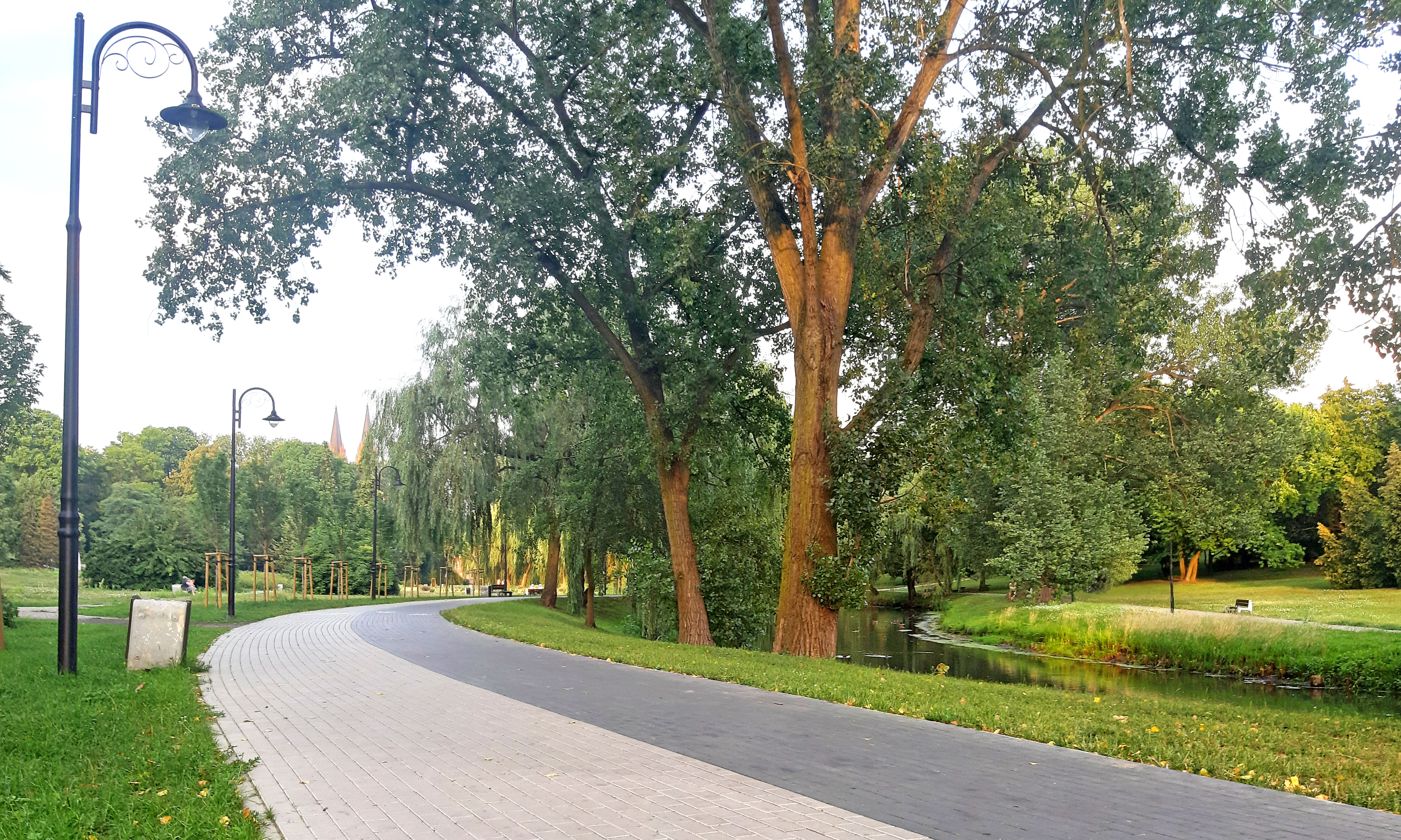
Park im. Henryka Sienkiewicza, Włocławek

- „Dolina Dolnej Wisły” – obszar obejmuje odcinek od mostu stalowego na rzece Wiśle we Włocławku do Przegaliny. Rzeka płynie w dużym stopniu naturalnym korytem, z namuliskami, łachami piaszczystymi i wysepkami. W dolinie zachowane są starorzecza i niewielkie torfowiska niskie. Brzegi pokrywają zarośla wierzbowe, lasy łęgowe, pola uprawne i pastwiska. Obszar stanowi ostoję ptasią o randze europejskiej. Na tym obszarze gniazduje około 180 gatunków ptaków m.in. bielik, rybitwa rzeczna, zimorodek, mewa, czarnogłowa, derkacz, sieweczka rzeczna. Występuje tutaj również bogata fauna innych kręgowców, liczne gatunki zagrożone oraz prawnie chronione[22],

- „Włocławska Dolina Wisły” – ostoja obejmuje odcinek dolnej Wisły, od tamy we Włocławku do Nieszawy. Położony jest w południowo-wschodniej części Kotliny Toruńskiej, która jest częścią Pradoliny Toruńsko – Eberswaldzkiej. Obszar obejmuje koryto rzeki Wisły na odcinku około 30 km wraz z terenami zalewowymi. Granice obszaru przebiegają wzdłuż krawędzi skarpy terasy zalewowej lub wałów przeciwpowodziowych[23]. Występują tu piaszczyste wyspy, starorzecza, strome skarpy, krawędzie erozyjne i podcięcia. W wodach Wisły żyją rzadkie gatunki ryb m.in. kiełb białopłetwy, minog rzeczny. Gniazdują m.in. bocian czarny, bielik, żuraw, derkacz[24].

#### Okolice miasta
- Bezpośrednio z miastem sąsiaduje Gostynińsko-Włocławski Park Krajobrazowy – powstał w 1979 roku jako jeden z pierwszych parków krajobrazowych w Polsce, liczy 38 950 ha. Zamieszkują go m.in. rysie, bobry, sokoły wędrowne, bociany czarne[25].
- Uzdrowisko Wieniec-Zdrój – 5 km od zwartej zabudowy Włocławka znajduje się otoczone przez lasy uzdrowisko, słynne z wód mineralnych (siarczanowych), odkrytych w 1907 roku i torfu leczniczego.

### Klimat
Wyjątkowo korzystny mikroklimat Włocławka kształtuje położenie wśród wysokopiennych lasów sosnowych. Oprócz drzew miasto osłania również wzniesienie szpetalskie, dzięki czemu wiatry są zwykle słabe. Przeważają wiatry zachodnie. Stopień nasłonecznienia jest stosunkowo wysoki. Teren jest ubogi w opady.
| Miesiąc | Sty  | Lut  | Mar  | Kwi  | Maj   | Cze | Lip   | Sie   | Wrz   | Paź | Lis  | Gru  |      |
| --- | ---- | ---- | ---- | ---- | ----- | --- | ----- | ----- | ----- | --- | ---- | ---- | ---- |
| Średnie dobowe temperatury [°C] | -2,6 | -1,6 | +2.1 | +7.4 | +13.3 | +17 | +18.7 | +17.1 | +13.2 | +8  | +2.6 | -0,8 | +7,9 |
| Źródło: dane z lat 1881–1930, za: Adam Ginsbert, Włocławek: studium monograficzne, Warszawa 1968, s. 15; według tego samego źródła średnia roczna suma opadów w latach 1891–1930 wynosiła 461 mm; obecnie szacuje się na ok. 500 mm – patrz notka UM Włocławek 2011 |      |      |      |      |       |     |       |       |       |     |      |      |      |

## Historia

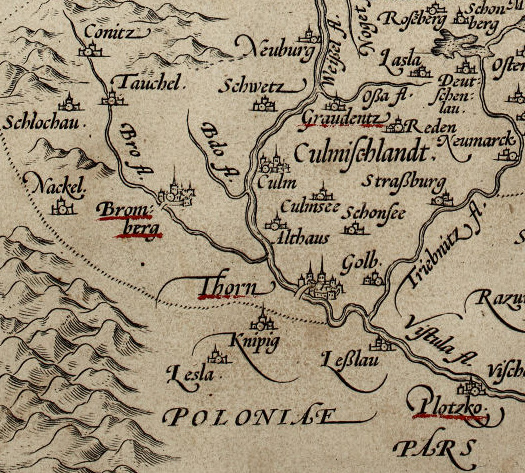
Włocławek (Leßlau) na fragmencie pruskiej mapy H. Zella, wydanej w 1573 r., opracowanej na podstawie oryginału z 1542 r.

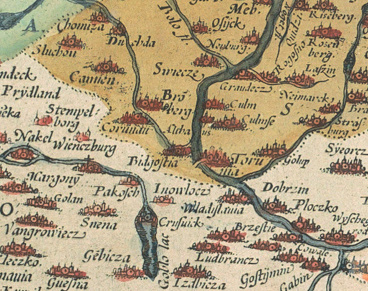
Włocławek (Wladislauia) na fragmencie polskiej mapy W. Grod(zi)eckiego, pochodzącej z atlasu Orteliusa, opracowanego w latach 1571–1584

### Pradzieje
Około X wieku p.n.e. na terenie Włocławka istniała osada kultury łużyckiej, natomiast w okresie późniejszym, około V wieku p.n.e., na terenie obecnego Włocławka funkcjonowała osada kultury pomorskiej.

### Średniowiecze
Otwarta osada wczesnośredniowieczna we Włocławku powstała w IX wieku n.e. w widłach ujścia Zgłowiączki do Wisły. Zajmowano się w niej obróbką brązu, wytopem żelaza, hodowlą, rolnictwem, myślistwem i rybołówstwem, obecne były kontakty handlowe. Około połowy X wieku osada została spalona. W okresie panowania Bolesława Chrobrego we Włocławku istniał ważny gród, który obok Poznania i Gniezna, dostarczał królowi znaczną liczbę wojowników (wg kronikarza Galla Anonima „z grodu Władysławia 800 pancernych i 2000 tarczowników, ci wszyscy waleczni i wprawieni w rzemiośle wojennym występowali [do boju] za czasów Bolesława”). Nie jest znane miejsce, w którym znajdował się gród Chrobrego, ale przypuszczalnie znajdował się po prawej stronie Wisły w Zarzeczewie, gdzie odnaleziono gród z XI wieku. Gród ten zalicza się do trzech głównych punktów strategicznych regionu, które upatruje się w grupie tzw. sedes regni principales (Kruszwica, Włocławek-Zarzeczewo, Chełmno-Kałdus). 

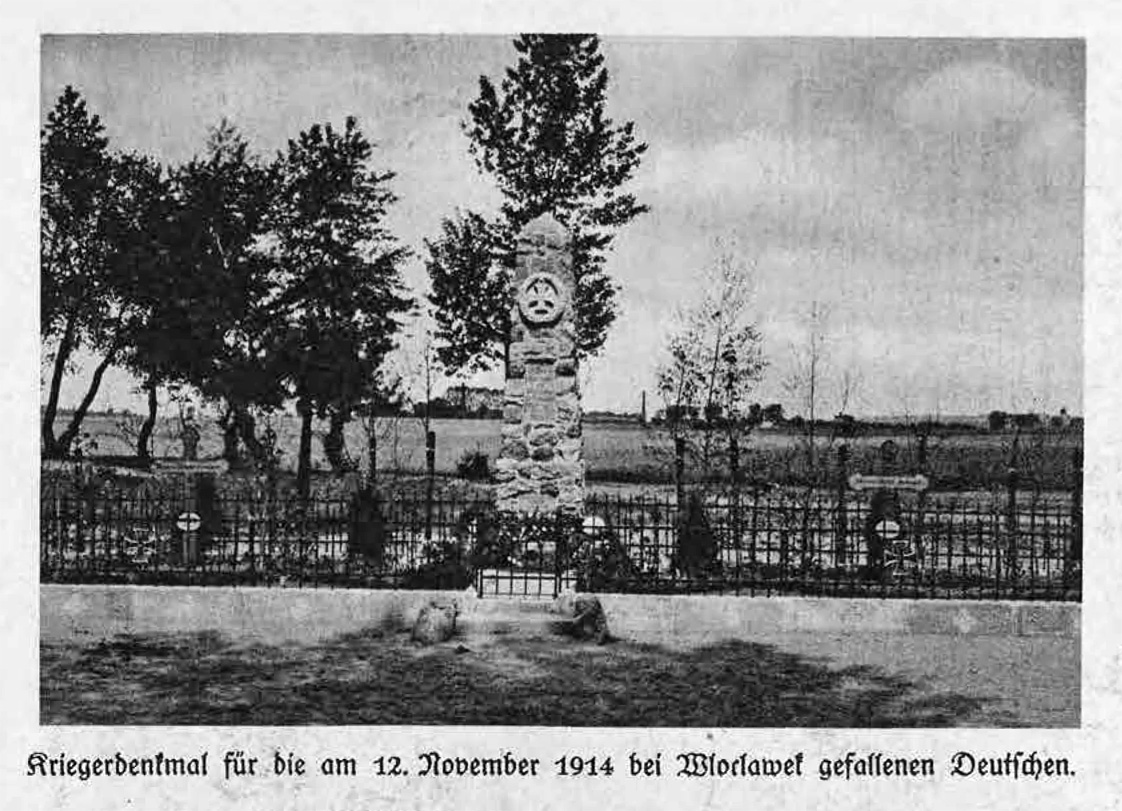
Nieistniejący cmentarz wojenny przy ul. Wienieckiej

Od XII wieku w okolicy dzisiejszego pałacu biskupiego odnotowany jest dynamiczniejszy rozwój osadnictwa i w tym okresie być może powstał nowy gród u ujścia rzeki Zgłowiączki. Znaczący wpływ na rozwój Włocławka i jego dzieje polityczne wywarło utworzenie w roku 1123/1124 biskupstwa włocławskiego i budowa romańskiej katedry. Katedra romańska zbudowana w 1. połowie XIII wieku znajdowała się w rejonie posesji Gdańska 1 i Bednarska 2. Gdy podjęte w roku 1140/1141 próby ogarnięcia misją chrześcijańską Prus nie powiodły się, doszło w połowie XII wieku do scalenia biskupstwa kruszwickiego i włocławskiego. Przy końcu XII lub na początku XIII w. biskupi włocławscy ufundowali po drugiej stronie Wisły kaplicę i szpital pod wezwaniem św. Gotarda, od którego powstała nazwa Szpetal. W latach trzydziestych XIII w. wojewoda mazowiecki Bogusza z rodu Doliwów ufundował w Szpetalu opactwo cysterskie i przekazał mu szpital i kaplicę. Po podziale terytorialnym monarchii piastowskiej na podstawie statutu księcia Bolesława Krzywoustego w 1138 Kujawy znalazły się w granicach księstwa mazowieckiego, przyznanego Bolesławowi Kędzierzawemu. W 1191 lub 1194 r. książę Mieszko Stary po raz pierwszy wydzielił z Mazowsza jako odrębne Księstwo kujawskie. W 1231 r. książę Konrad Mazowiecki utworzył dla swojego syna Kazimierza I księstwo kujawskie, ale Konrad sprawował nad nim władzę zwierzchnią aż do śmierci w 1247 roku. Kazimierz I kujawski zaraz po śmierci ojca opanował ziemię łęczycką i sieradzką, a w 1248 roku zajął także ziemię dobrzyńską. W 1257 roku we Włocławku doszło do zawarcia układu między braćmi Siemowitem I i Kazimierzem I kujawskim a zakonem krzyżackim, w którym książęta zrezygnowali z ziem, które w przyszłości zdobędą Krzyżacy na Jaćwieży. Około 1250 roku w najstarszej części dzisiejszego Włocławka funkcjonowały dwa ośrodki miejskie – miasto katedralne (civitas cathedralis) pod jurysdykcją biskupa (było zlokalizowany w okolicy dzisiejszego pałacu biskupiego) i miasto niemieckie („przez ludność napływową niemiecką na podgrodziu położone, zwane tak dlatego, że składało się z ludności napływowej niemieckiej”, powstałe „poprzez przywołanie zagranicznych osadników”). Narastający konflikt biskupa Wolimira z księciem Kazimierzem kujawskim sprawiły, że Włocławek zaczął tracić rolę centrum polityczno-administracyjnego Kujaw. W 1255 książę kujawski Kazimierz I na mocy dokumentu wystawionego w Kramsku oddał biskupowi Wolimirowi i jego następcom książęce miasto „niemieckie” (civitas theutonicalis). Podporządkowanie miasta biskupom włocławskim uformowało jego los na wiele wieków i kierunek jego rozwoju, który został uzależniony od ich decyzji. W konsekwencji po 1255 roku z Włocławka do Brześcia Kujawskiego przeniesiono siedzibę kasztelanów, a po ugodzie zawartej w 1266 r. między księciem Kazimierzem I a biskupem Wolimirem rozebrano gród książęcy. Po śmierci Kazimierza I kujawskiego (1267) jego ziemie zostały podzielone między pięciu synów i Włocławek znalazł się wówczas w granicach księstwa utworzonego z południowej części Kujaw, którego centrum polityczne stanowił gród w Brześciu Kujawskim.
Podczas wojny polsko-krzyżackiej Włocławek w Wielkanoc w dniu 23 kwietnia 1329 roku został spalony przez dowodzone przez brata zakonnego Kerstana wojska krzyżackie, które wymordowały część mieszkańców i spaliły romańską katedrę. Zniszczenia były tak wielkie, że biskup kujawski Maciej Pałuka z Gołańczy we wrześniu 1339 musiał powtórnie lokować miasto, tym razem na prawie chełmińskim. Odbudowę miasta połączono ze zmianami układu przestrzennego, w związku z którym w 1340 roku zmieniono lokalizację katedry znad Wisły na wzgórze, które wcześniej zajmowało miasto książęce. Z kolei nowe miasto lokacyjne założono na wschód od zniszczonej katedry, w pobliżu przeprawy przez rzekę, gdzie w połowie XII wieku znajdował się kościół św. Jana. W 1397 we Włocławku doszło do zjazdu królowej Jadwigi z wielkim mistrzem krzyżackim. Ostatni najazd Krzyżaków miał miejsce w lecie 1431 roku, gdy podczas wojny polsko-krzyżackiej na miasto najechał wielki marszałek Jost von Strupperg. Pierwsza wzmianka o Żydach we Włocławku pojawiła się w 1453 roku, jednak pierwsze żydowskie rodziny osiedliły się w mieście po 1803 roku. Włocławek w średniowieczu był niewielkim miastem, czego dowodzi to, że w przeciwieństwie do Inowrocławia i Brześcia, nigdy nie miał murów obronnych, a w 1458 r. jego mieszkańcy zostali zobowiązani do wystawienia na wyprawę przeciw zakonowi krzyżackiemu sześciu zbrojnych, a dla porównania: Inowrocław, największe wówczas miasto Kujaw, wystawiał dwudziestu zbrojnych. We Włocławku odbywały się szlacheckie sądy ziemskie, jednak miasto ustępowało w tym czasie liczbą ludności i ilością domów Inowrocławiowi i Brześciowi Kujawskiemu.
Zdaniem niektórych historyków, pod koniec XV wieku we Włocławku pobierał nauki Mikołaj Kopernik. Nauczycielem tego wielkiego astronoma, wówczas jeszcze młodzieńca, mógł być kanonik włocławski Mikołaj Wodka z Kwidzyna, dr medycyny zajmujący się również astronomią i astrologią, jeden z domniemanych konstruktorów zegara słonecznego, znajdującego się na katedrze włocławskiej.

### Nowożytność do XVIII wieku

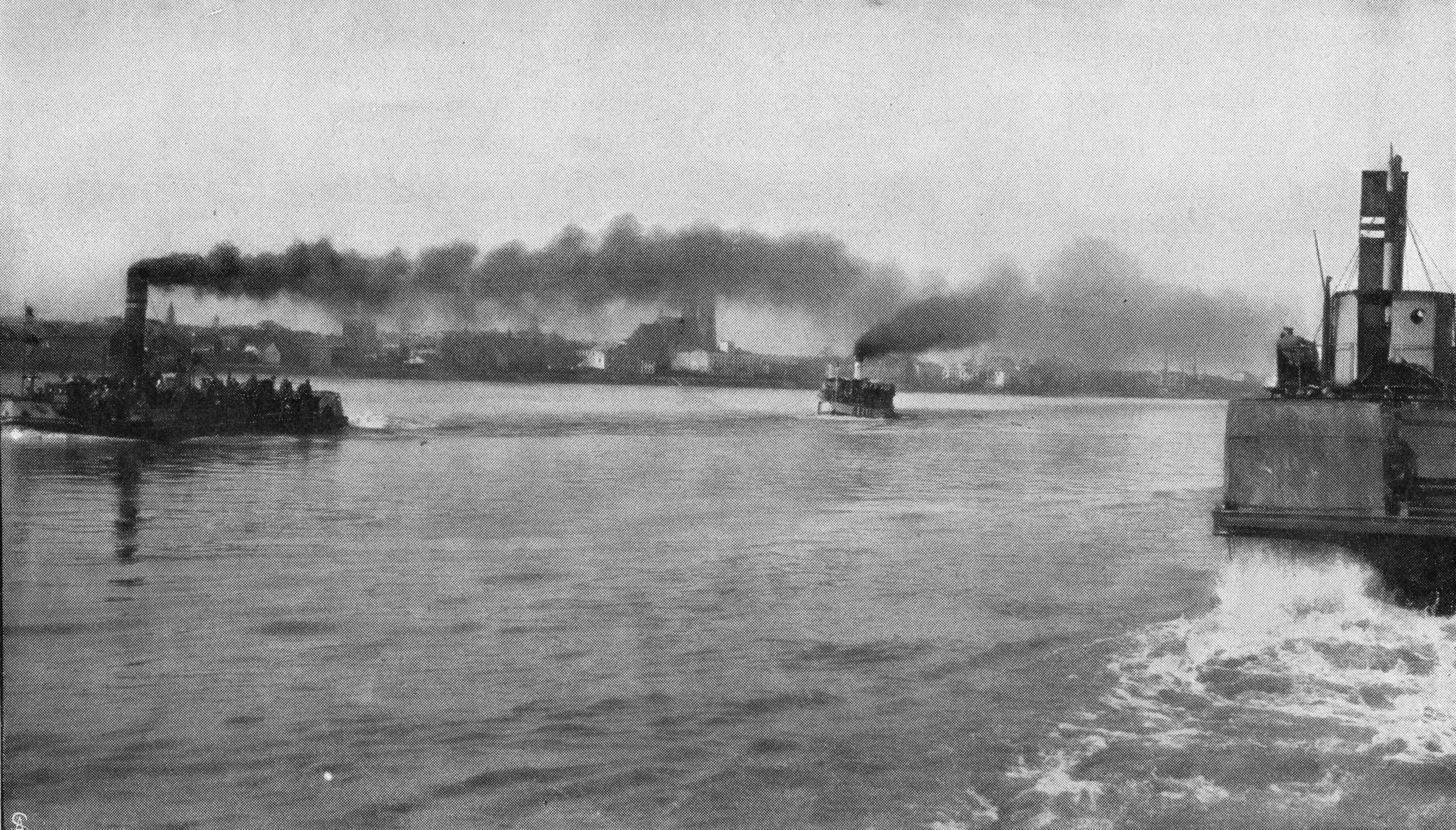
Zdjęcie z widokiem na nabrzeże Włocławka w 1915 r. (rekonstrukcja cyfrowa)

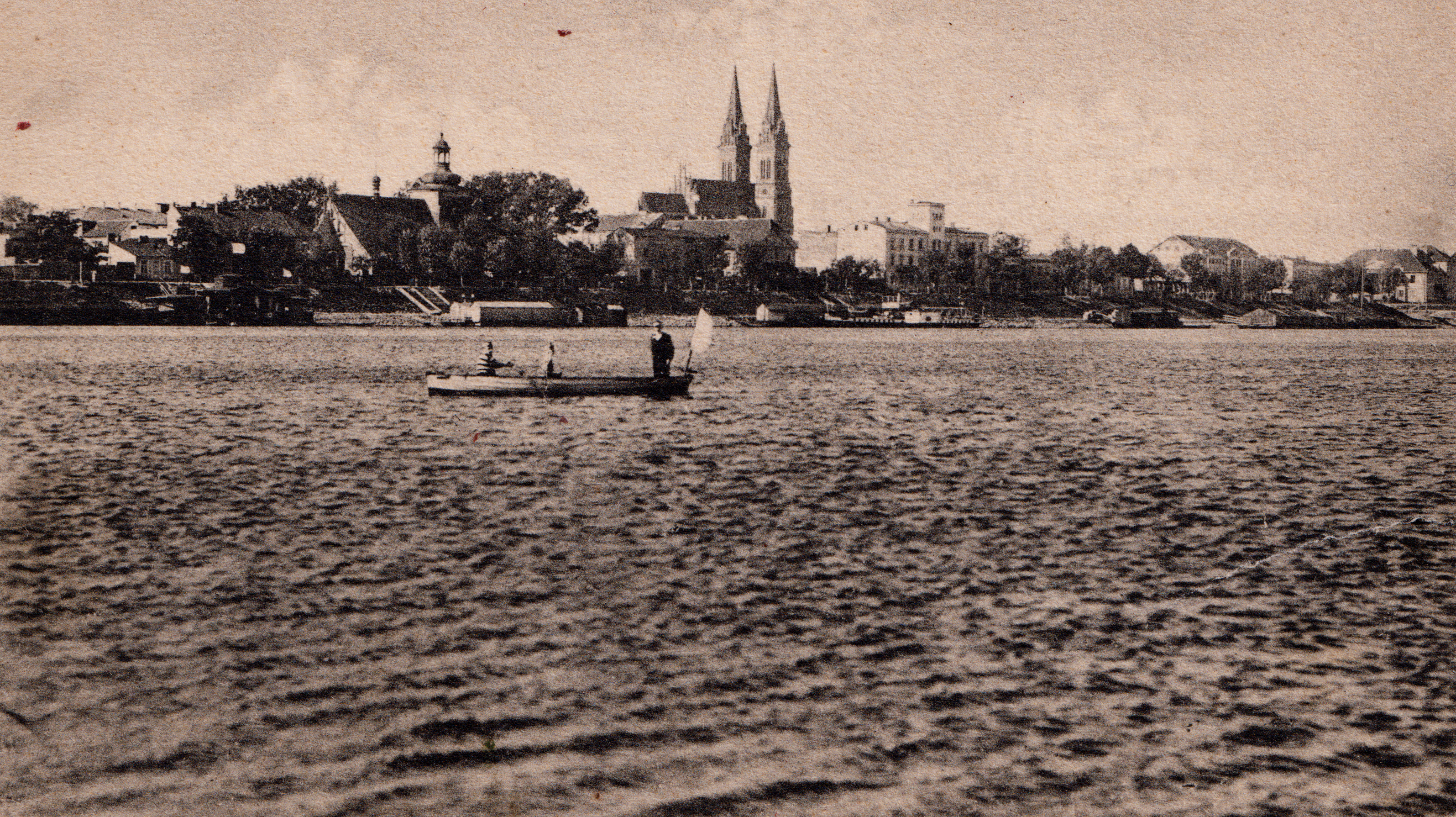
Bulwary we Włocławku na kartce pocztowej z 1914 r. (rekonstrukcja cyfrowa)

W 1520 r. król Zygmunt I Stary zlikwidował komorę celną w Dobrzyniu nad Wisłą i założył komorę we Włocławku. Kupcy płynący Wisłą mieli obowiązek zatrzymać się we Włocławku, gdzie poborca królewski pobierał cło, z którego 1/8 przekazywał wikariuszom katedry we Włocławku. Przy okazji miejscowi kupcy zaczęli zyskiwać na handlu zbożem, jednak nie przełożyło się to na większe znaczenie miasta w handlu dalekosiężnym. W 1569 biskup Stanisław Karnkowski założył we Włocławku seminarium duchowne, które funkcjonuje do dzisiaj. Mieszczanie włocławscy posiadali własną flotyllę wiślaną, obsługującą spław towarów. W 1598 roku w mieście działało 12 kupców zbożowych, istniało 27 spichlerzy, w tym 10 murowanych. Przy końcu XVI w. liczba mieszkańców miasta wzrosła do około tysiąca, a na przedmieściach do około czterystu. W inwentarzu z 1598 r. zapisano, że czynsz należny biskupowi płacono ze 194 domów położonych na terenie miasta. Włocławek już w XVI wieku posiadał drewniane wodociągi, co świadczy o zamożności miasta. W 1619 r. wybudowano dla seminarium nowy piętrowy budynek. Miasto zniszczone zostało przez pożar w 1620 roku (po pożarze komorę celną przeniesiono do Nieszawy), a w 1623 roku doszło do epidemii. W 1652 roku, z powodu nadużyć dokonywanych przez wikariuszy katedralnych, król przeniósł komorę celną z Włocławka do Nieszawy.
W 1657 roku miasto zostało spalone przez Szwedów. Dalszych zniszczeń i rabunków Szwedzi dopuszczali się w latach 1704–1705, natomiast w roku 1707 i 1769 Włocławek pustoszyły wojska rosyjskie. W 1789 roku miasto liczyło 1325 mieszkańców, de facto około 2 125, licząc także osoby zamieszkujące przedmieścia i tereny katedralne. Przez wieki Włocławek był miastem biskupim, w związku z czym innowiercy nie mogli się osiedlać w mieście. Dopiero po II rozbiorze Polski władze pruskie ograniczyły władzę biskupów i pod koniec XVIII wieku miasto stało się otwarte na przybyszów różnych wyznań.

### XIX wiek
Po II rozbiorze Polski, od kwietnia 1793 do połowy listopada 1806 Włocławek podlegał administracji zaboru pruskiego, w ramach Prus Południowych. Późną jesienią 1806 do miasta wkroczyło wojsko francuskie. Zwycięstwa napoleońskie doprowadziły do podpisania w lipcu 1807 pokoju w Tylży, na mocy którego powstało Księstwo Warszawskie. Włocławianie jako mieszkańcy Księstwa Warszawskiego musieli odtąd ponosić ciężary wojen francuskich. W maju 1809 przez Włocławek przeszło wojsko austriackie (brygada generała Mohra). Ostatecznie Francuzów pokonali Rosjanie – w lutym 1813 Księstwo Warszawskie zaczęło upadać, wkrótce w jego miejsce okupant rosyjski zaczął instalować Radę Najwyższą Tymczasową. Po kongresie wiedeńskim w 1815 miasto wcielono do Królestwa Polskiego, tzw. Kongresówki (zabór rosyjski).
W roku 1815 we Włocławku ustanowiono siedzibę władz nowej jednostki administracyjnej określanej jako obwód kujawski. W 1818 r. kujawscy politycy złożyli do izby poselskiej wniosek o utworzenie województwa kujawskiego. Wniosek został odrzucony przez władze Królestwa. W 1819 r. Włocławek i Łowicz zyskały uprawnienia przysługujące miastom wojewódzkim (Postanowienie Namiestnika z dnia 27 II 1819 r.). Jednym z uprawnień było powoływanie prezydenta zamiast burmistrza.
W 1830 r. władze obwodu przeniesiono na 6 lat do Brześcia, ale po tym okresie Włocławek odzyskał status miasta obwodowego, a w wyniku reform administracyjnych z 1842 r. obwód kujawski został przekształcony w powiat.
Włocławek ze względu na swoje dogodne położenie (pośrodku ziem polskich, na terenie żyznych Kujaw, nad żeglowną i zasobną w duże ilości wody dolną Wisłą) w latach rewolucji przemysłowej stał się miejscem, gdzie rozkwitająca międzynarodowa finansjera lokowała wiele swoich inwestycji. W 1816 uruchomiono tu przetwórnię cykorii Ferdynanda Bohma. W 1846 roku Włocławek liczył 6085 mieszkańców. W połowie XIX wieku pobudowano również fabryki maszyn rolniczych, fabrykę instrumentów i aparatów fizycznych, w mieście funkcjonowało także 14 browarów, huta szkła, cegielnia, tartaki oraz szereg innych przedsiębiorstw. We Włocławku zarejestrowano w tamtym okresie 42 różne rzemiosła skupiające ogromną ilość rzemieślników, w porcie włocławskim przy ulicy Gdańskiej stało w szczytowym okresie do 150 statków. W grudniu 1862 uruchomiono przeprowadzoną przez miasto linię kolejową Warszawa-Bydgoszcz.
Przed i po 1867 r. Włocławek był największym miastem po Warszawie w guberni warszawskiej.
W okresie powstania styczniowego przeciwko zaborcy rosyjskiemu, we Włocławku został stracony pułkownik Stanislao Bechi, Włoch, który walczył po stronie Polaków. Płaskorzeźba upamiętniająca jego bohaterstwo zdobi kościół Santa Croce we Florencji. W 1899 roku bracia Cassirerowie otworzyli Fabrykę Celulozy. W 1900 roku Włocławek liczył 22 971 mieszkańców. Na początku XX wieku rozwinął się przemysł fajansowy, ceramiczny, chemiczny, poligraficzny, metalowy i spożywczy.

### Okres II Rzeczypospolitej

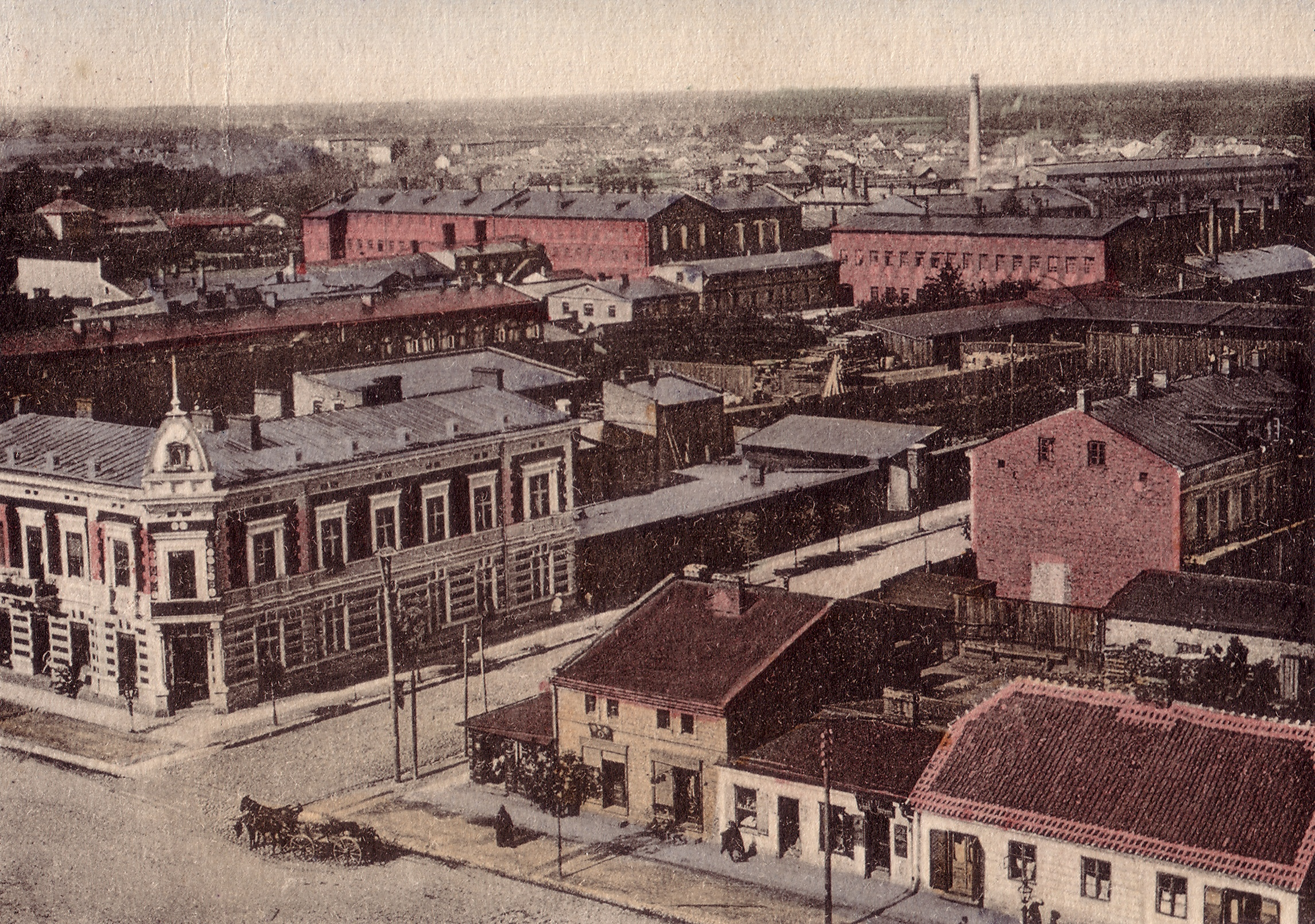
Ulica Wspólna (obecnie Kilińskiego)

Okupacja niemiecka w czasie I wojny światowej dokonała wielu zniszczeń w przemyśle. Dnia 16 sierpnia 1920 r. podczas wojny polsko-bolszewickiej oddziały przednie 4 armii radzieckiej pod dowództwem Gaja Gaj próbowały sforsować Wisłę w okolicach Włocławka. Wojsko polskie oraz miejscowa ludność broniła miasta w dniach 16–19 sierpnia 1920 r. skutecznie odpierając ataki bolszewików. We Włocławku stacjonował Batalion Zapasowy 14 Pułku Piechoty Ziemi Kujawskiej, którego żołnierze odznaczyli się w obronie miasta. Ostrzał artyleryjski uszkodził Katedrę i kościół farny św. Jana. Doszczętnie zniszczono również pałac biskupi.
Po odzyskaniu niepodległości wysadzono cerkiew ustawioną na środku dzisiejszego placu Wolności. W latach 30. powstały w mieście liczne nowe budynki, wśród których był budynek poczty przy ulicy Chopina. W okresie międzywojennym (1937 r.) Włocławek był największym miastem ówczesnego województwa warszawskiego (miasto Warszawa było wydzielone) i 17. miastem pod względem liczby ludności w całej Polsce.
W latach 30. miasto było jednym z silniejszych ośrodków wioślarskich w Polsce. Działały w nim aż cztery kluby wioślarskie: WTW, KKW, Wojskowy Yacht Klub Włocławek oraz Policyjny Klub Sportowy.
W 1931 r. zawiązał się komitet protestacyjny przeciwko planom przyłączenia Włocławka do województwa pomorskiego z siedzibą w Toruniu. Na czele komitetu stanął prezes Kujawskiego Związku Ziemian Jerzy Ciechomski oraz Michał Bojańczyk (fabrykant produkujący nawozy). W tym okresie podkreślano znikomy związek z Toruniem, a sam Toruń był mniejszym miastem niż Włocławek. W 1938 r. włączono Włocławek do województwa pomorskiego.
W 1934 roku odbyło się we Włocławku 10 dużych strajków robotniczych. W czerwcu 1936 roku odnotowano 64 strajki (w tym 8 okupacyjnych). W lipcu tego roku w strajku robotników zatrudnionych przy pracach publicznych wzięło udział ponad 2000 ludzi. W 1937 roku w wyborach do Rady Miejskiej 34 procent mandatów uzyskują ugrupowania lewicowe.
U progu wojny Włocławek liczył ok. 68 tys. mieszkańców. Oprócz polskiej większości żyły tu również mniejszości – żydowska (17,8% włocławian) i niemiecka (1,5%).
W okresie międzywojennym Włocławek przynależał do województwa warszawskiego, do 1938 roku był w nim największym miastem (miasto Warszawa było wydzielone).

### II wojna światowa

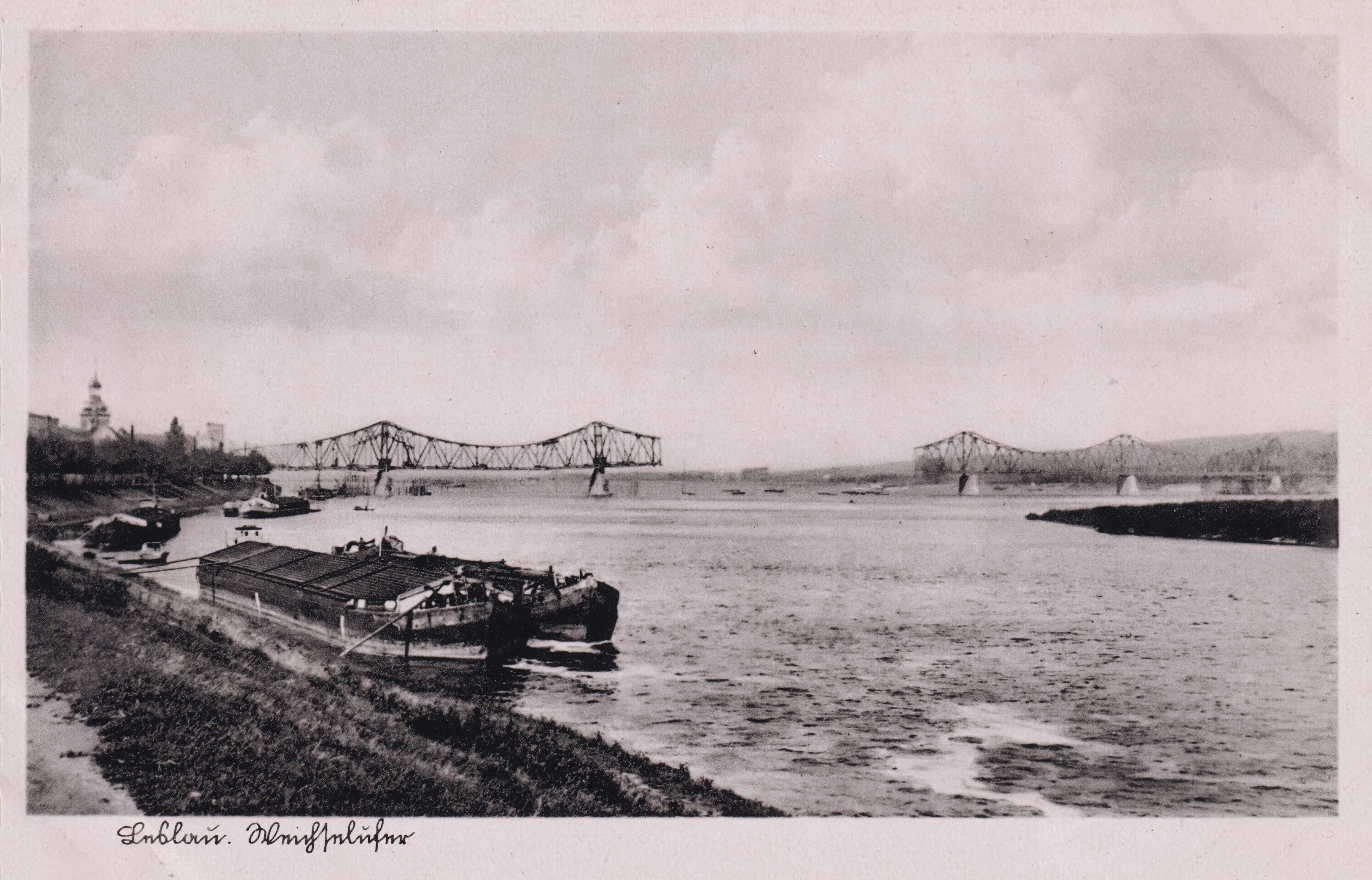
Włocławek w trakcie okupacji niemieckiej (rekonstrukcja cyfrowa)

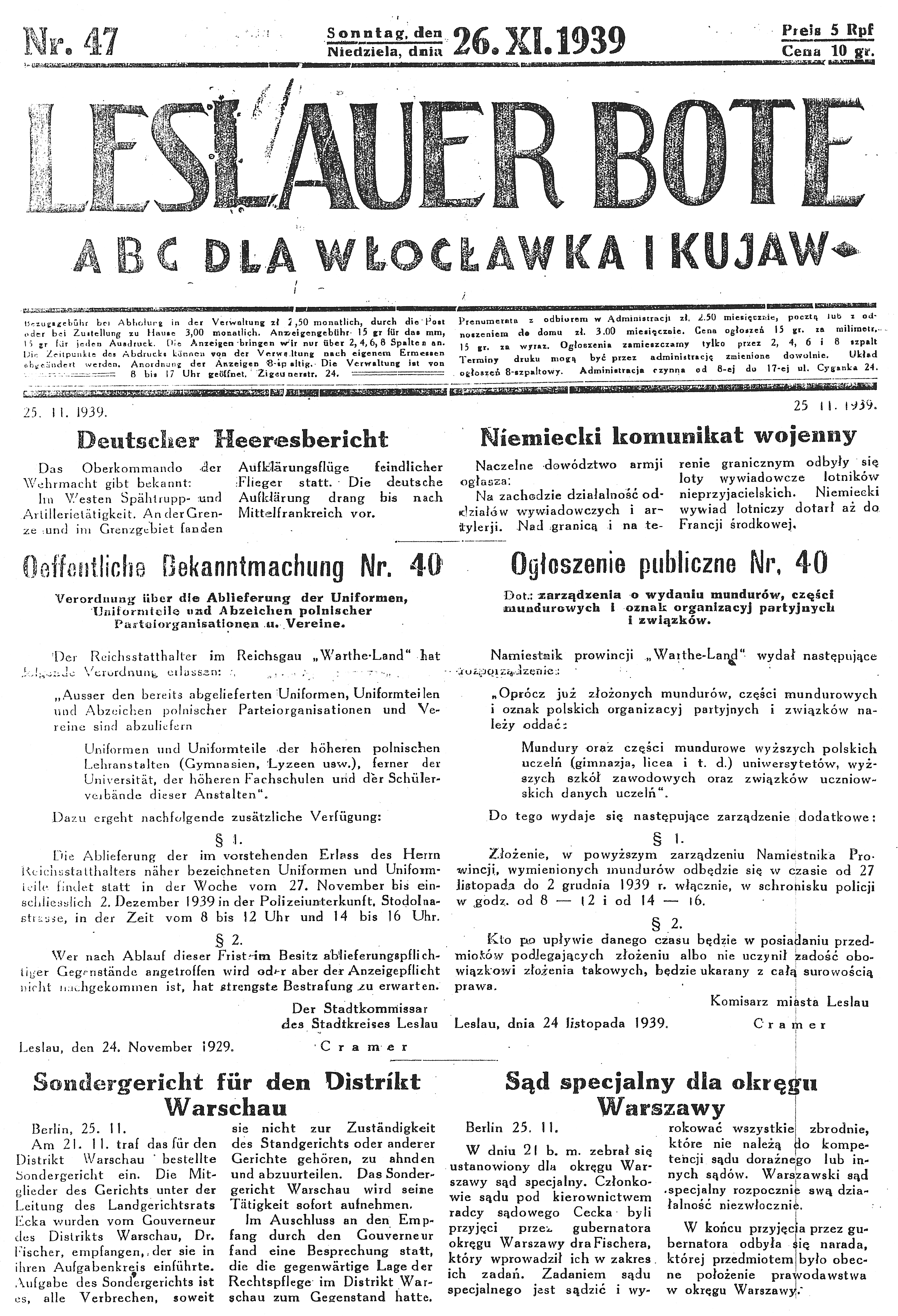
Włocławska gazeta z czasów okupacji

Wojska niemieckie zajęły miasto 14 września 1939 roku. Tego dnia rozpoczął się we Włocławku okres okupacji hitlerowskiej, który trwał aż do wyparcia Niemców przez czerwonoarmistów 20 stycznia 1945 roku. Niemcy przemianowali Włocławek na Leslau, tę nieoficjalną niemiecką nazwę, narzuconą zaraz po wkroczeniu okupanta, zatwierdzono oficjalnie 21 maja 1941 roku jako Leslau an der Weichsel. Administracyjnie miasto zostało włączone do Rzeszy, w granice szeroko pojętej Wielkopolski, zwanej przez władze okupacyjne Krajem Warty (Wartheland). Komisarzem Leslau mianowano Hansa Cramera, byłego burmistrza Dachau. Po ponad dwóch latach sprawowania władzy nad ludnością Włocławka Cramer został przeniesiony do Kowna, 15 stycznia 1942 roku jego obowiązki we Włocławku przejął Oskar Schulz.

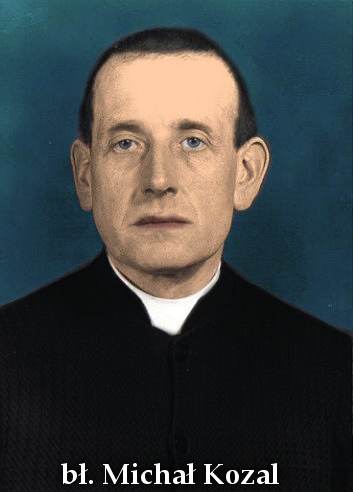
Biskup, męczennik, bł. Michał Kozal – zdjęcie obozowe

Od pierwszych dni hitlerowcy prowadzili brutalną politykę wyniszczającą miejscową ludność. Oprócz mordów na Żydach doliczono się również od 700 do 1000 ofiar wśród Polaków, którzy nie byli Żydami. Liczby te obejmują tylko morderstwa hitlerowskie dobrze znane historykom na obecnym etapie badań, w chwili obecnej nie da się oszacować całości ogromu zbrodni, jakich Niemcy dopuścili się na mieszkańcach Włocławka. Niemcy szybko i bezwzględnie przystąpili do rozprawy z polską inteligencją, pierwsze aresztowania wśród tzw. warstwy przywódczej miały miejsce we wrześniu. W drugiej połowie października oraz w listopadzie aresztowano 34 księży i 24 kleryków, biskupa Michała Kozala oraz nauczycieli z terenu miasta i powiatu, a także wiele innych osób zasłużonych dla lokalnej społeczności. Przesłuchiwania były połączone z torturami. Około 200 aresztantów wywieziono do obozów pracy w okolicach Królewca, gdzie wkrótce większość zamordowano. Wywożono również do innych obozów. Wielu spośród aresztowanych (co najmniej sto kilkadziesiąt osób) zamordowano na miejscu, we Włocławku. Wśród inteligencji aresztowań uniknęła część kobiet (nauczycielki), niektóre osoby zwalniano z aresztu, niektóre wydalano do Generalnego Gubernatorstwa. Co najmniej kilkadziesiąt osób zamordowano podczas likwidacji biednej dzielnicy Grzywno, przy czym liczba ta może być znacznie wyższa. Po spaleniu ruder i lepianek Grzywna wielu mieszkańców pozostało bez dachu nad głową i musiało szukać schronienia gdzie indziej, więcej niż 1000 osób wysiedlono stamtąd do GG. Wielu włocławian zaangażowało się w działalność konspiracyjną, pod tym zarzutem aresztowano około 400 osób, niezależnie od treści zasądzonych wyroków większość z tych niezwykle odważnych ludzi poniosło śmierć.
1 września 1939 roku w mieście przebywało około 12 000 Żydów. Mordów na tutejszych Żydach hitlerowcy dopuszczali się już od pierwszych dni okupacji, a 24 października Włocławek stał się pierwszym polskim okupowanym miastem, w którym Niemcy nakazali Żydom naszycie na ubrania żółtych trójkątów, tzw. łat. Na skutek prześladowań większość włocławskich Żydów postanowiła szukać ratunku w Generalnym Gubernatorstwie, wyjeżdżając najczęściej do Kutna, Lublina, Warszawy i Żychlina, około 2 tysiące osób wysiedlono z miasta przymusowo. W 1940 roku około 3 tysiące Żydów zostało przeniesionych do utworzonego przez hitlerowców getta żydowskiego w Rakutówku, wówczas najbiedniejszej dzielnicy Włocławka. Stłoczono ich w tamtejszych lichych domach i nienadających się do zamieszkiwania budynkach gospodarczych, które pozyskano wysiedlając około 600 Polaków. Od połowy 1941 roku zaczęto wywozić Żydów z getta włocławskiego, najpierw do Poznania i Chodzieży, a od września 1941 roku do getta łódzkiego. Poprzez getto w Łodzi oraz bezpośrednio z getta włocławskiego wszystkich tutejszych Żydów dowożono do obozu zagłady Kulmhof, zlokalizowanego w Chełmnie nad Nerem, gdzie zagazowywano ich spalinami. Pod koniec kwietnia 1942 roku odbyły się trzy ostatnie transporty, po czym getto spalono. Żydzi, którzy nie trafili do włocławskiego getta, wyjeżdżając wcześniej z miasta, w przeważającej większości również nie przeżyli Holocaustu, ocaleli jedynie nieliczni.

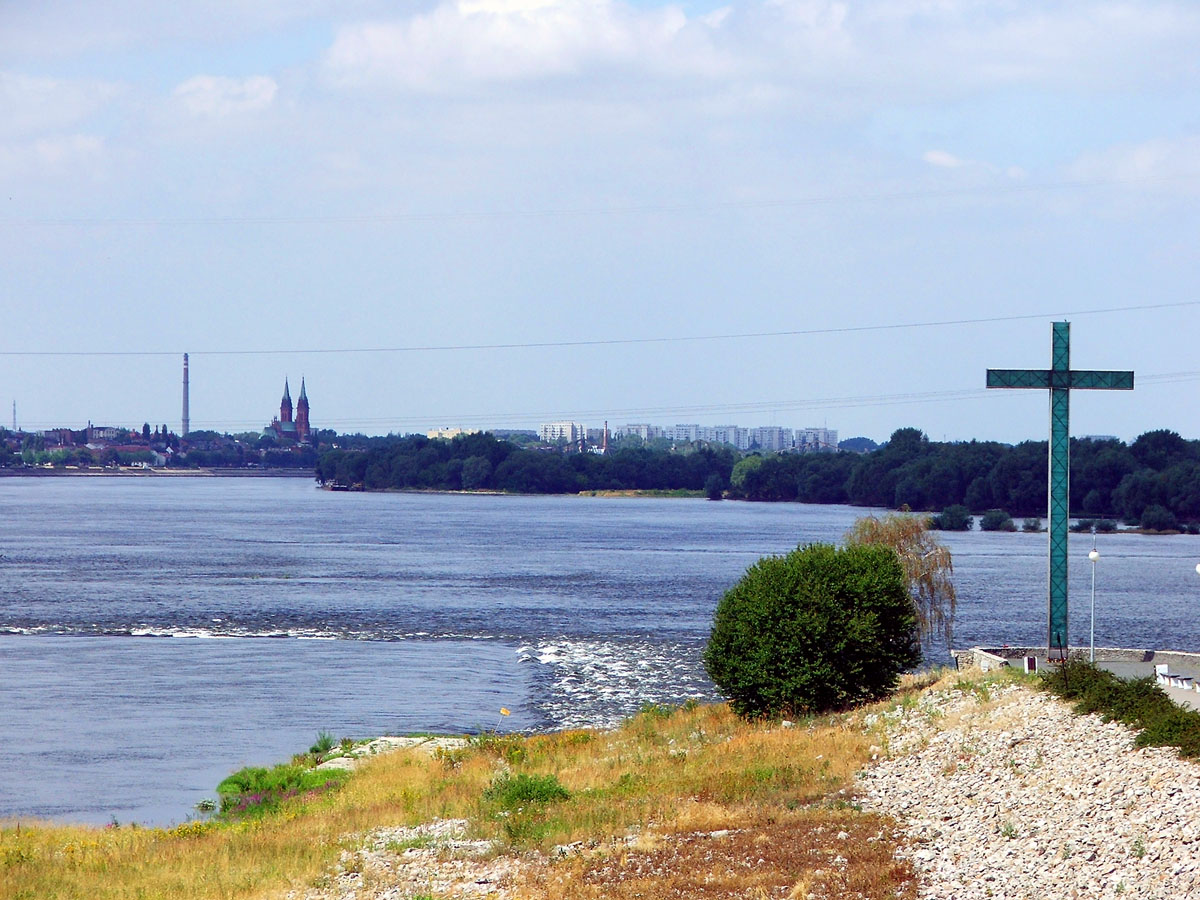
Widok z zapory na Włocławek, po prawej krzyż upamiętniający męczeńską śmierć ks. Jerzego Popiełuszki

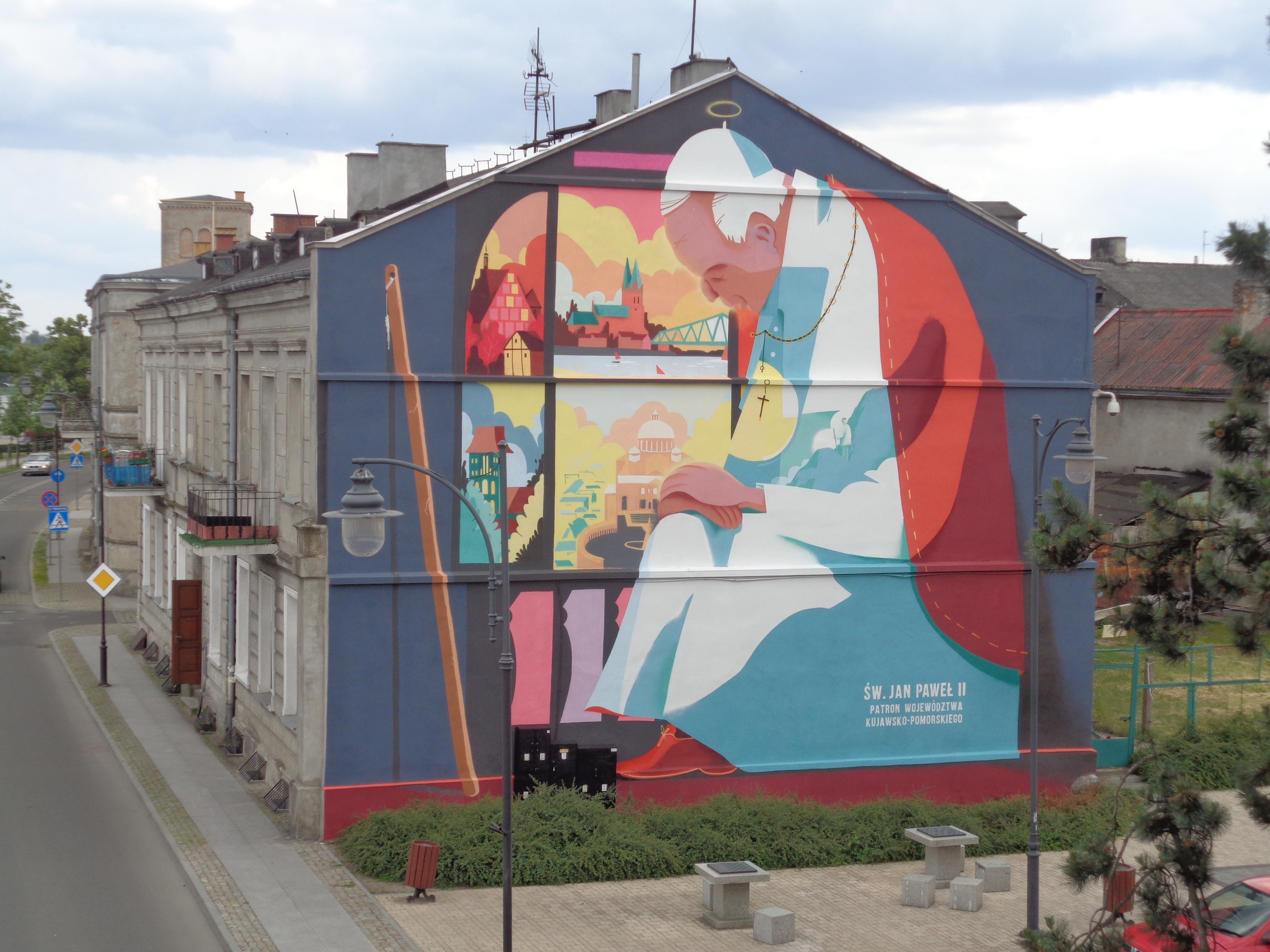
Mural upamiętniający Jana Pawła II

W okresie początkowym okupacji hitlerowskiej Niemców we Włocławku było stosunkowo niewielu. Stacjonował tu kilkutysięczny garnizon Wehrmachtu, a liczbę Volksdeutschów szacowano na około tysiąc osób. Okupanci zmierzali do przekształcenia Włocławka w miasto niemieckie nie tylko pod względem narzuconej przynależności państwowej i kulturowej, ale także pod względem etnicznym. Włocławek miał być Judenfrei, docelowo nie widziano w nim również miejsca dla Polaków – byli na każdym kroku prześladowani, mieli służyć wyłącznie jako tania siła robocza, chwilowo potrzebna gospodarce wojennej Rzeszy, ale bez przyszłości. Wskutek niemieckich prześladowań oraz akcji wysiedleń ludności polskiej z terenów zaanektowanych przez III Rzeszę przesiedlano włocławian do Generalnego Gubernatorstwa, w pierwszej kolejności polską inteligencję, Żydów oraz osoby podejrzewane o brak przychylności względem niemieckiej okupacji („aspołecznych”). W pierwszych miesiącach wojny Włocławek zmuszonych było opuścić około 16 tysięcy osób. W okresie późniejszym kontynuowano wywózki tysięcy Polaków do Generalnego Gubernatorstwa, tysiące Polaków wywożono też na roboty przymusowe w głąb Rzeszy. Wysiedlenia były połączone z rabunkiem, osoba wysiedlana musiała zrzec się swojego majątku ruchomego i nieruchomego. Do Włocławka w ramach akcji przesiedleńczo-kolonizacyjnej Heim ins Reich przesiedlano Niemców. Byli to Volksdeutsche z krajów nadbałtyckich (m.in. Estonii i Łotwy) oraz innych terenów wschodnich (m.in. Bukowiny i Galicji). Niemcy przybywali też do miasta z Wołynia, Besarabii i Dobrudży. W latach 1943/1944 pojawiały się również niemieckie kobiety i dzieci, które uciekały z miast Rzeszy bombardowanych przez aliantów. Na skutek przesiedleń liczba Niemców w mieście znacznie się zwiększyła, pod koniec wojny wynosiła ponad 11 tysięcy osób, Niemcy stanowili wtedy już blisko 22% mieszkańców Włocławka.
Wszystkie omówione wyżej działania okupanta doprowadziły do wyludnienia Włocławka w okresie II wojny światowej. Wczesne powojenne szacunki wskazywały, że wysiedlono i częściowo wymordowano niemal 3/4 mieszkańców miasta, jednak obecnie, na podstawie dokumentów archiwalnych, prezentuje się inne dane, które wskazują na to, że ubytek ludności mógł nie być aż tak drastyczny – z dostępnych obecnie danych wynika, że najmniej mieszkańców Włocławek liczył pod koniec 1943 roku, zamieszkiwało go wówczas 49 148 osób, w tym 37 615 Polaków. 1 września 1939 r. liczba Polaków we Włocławku wynosiła ok. 55 000, natomiast 20 grudnia 1944 r., na miesiąc przed wycofaniem się Niemców, w mieście żyło 38 992 Polaków.
Wojska 1 Frontu Białoruskiego – 47 Armia gen. lejtnanta Franca Pierchorowicza i 2 Armia Pancerna Gwardii gen. płk. Siemiona Bogdanowa – w ramach operacji wiślańsko – odrzańskiej – 20 stycznia 1945 roku stanęły na przedpolach Włocławka i po gwałtownych walkach wdarły się do miasta rozbijając garnizon niemiecki. W likwidacji utrzymujących się jeszcze do 22 stycznia niemieckich gniazd oporu brały udział również pododdziały 8 i 9 pułku 3 Dywizji Piechoty im. Romualda Traugutta z 1 Armii Wojska Polskiego. Po wojnie w hołdzie żołnierzom Armii Czerwonej zdobywającym miasto wzniesiono pomnik Wdzięczności na placu Wolności (w 1994 roku przykryty pomnikiem Żołnierza Polskiego).
Większość budynków, które uległy zniszczeniu w trakcie wojny to budynki gospodarcze (471), spłonęło lub zostało wyburzonych także 112 budynków o innym przeznaczeniu. Włocławek nie doświadczył masowych bombardowań, straty w nieruchomościach dotyczyły przede wszystkim spalonych przez Niemców dzielnic biedy – Grzywna i Rakutówka. Przemysł i miejska infrastruktura w znacznej mierze ocalały – Niemcy wycofywali się bardzo szybko i choć mieli szerokie plany działań destrukcyjnych, by nie pozwolić aby cokolwiek wartościowego dostało się w ręce wroga, to większości z nich nie zdążyli zrealizować. Wysadzili w powietrze most na Wiśle, uszkodzili jedną z turbin w miejskiej elektrowni. Niektóre zakłady straciły od kilku do aż kilkudziesięciu procent parku maszynowego, dokonywano też podpaleń, część z utraconych maszyn udało się jednak odzyskać, większość fabryk przetrwała dwie fale zniszczeń (pierwsza to dzieło hitlerowców, druga to efekt aktywności plądrujących miasto czerwonoarmistów).

### Okres Polski Ludowej
Okres PRL-u to wolniejszy rozwój miasta z porównaniem do innych miast. Przemysłowy Włocławek w 1937 r. był 17 miastem Polski pod względem liczby ludności (na 636 ówczesnych w II RP). Jeszcze w 1937 r. Włocławek był większym miastem niż Toruń. Płock i Rzeszów razem wzięte dopiero dorównywały liczbie ludności Włocławka. Wpływ na szybszy rozwój innych miast miały intensywne inwestycje np. Toruń już w 1945 r. zyskał uniwersytet, w 1960 sztuczne lodowisko, w 1963 dużą fabrykę chemiczną (Elana), w 1973 stadion żużlowy, również w latach 60 wybudowano liczne osiedla.
W połowie grudnia 1945 r. powstał projekt w Ministerstwa Administracji Publicznej, który przewidywał przyłączenie Włocławka do woj. łódzkiego. Ostatecznie Włocławek został przyłączony do województwa pomorskiego (z siedzibą w Bydgoszczy).
Pod koniec wojny i po wojnie podziemie antyniemieckie (AK, NSZ) było prześladowane przez ZSRR oraz polskich komunistów. Latem 1945 r. powstały na Kujawach oddziały walczące przeciwko nowym okupantom. Tworzyli akcje odwetowe oraz odbijali więźniów. W ich skład wchodzili byli żołnierz AK i NZS oraz dezerterzy z Ludowego Wojska Polskiego (LWP). W marcu 1945 r. byli żołnierze AK utworzyli Pułk Ziemi Kujawskiej, w tym było 46 osób z Włocławka. Dowódcą był major Emil Zawisza-Sulima (marzec-czerwiec 1945 r.) i ppłk. Stanisław Gałęzowski (czerwiec-sierpień 1945 r.). Pułk gromadził broń i ukrywał dezerterów LWP oraz osoby represjonowane przez UB. Wszyscy z posterunku MO w Lubrańcu należeli do podziemia antykomunistycznego i zostali aresztowani. W sierpniu 1945 r. funkcjonariusze Powiatowego Urzędu Bezpieczeństwa Publicznego we Włocławku aresztowali kadrę kierowniczą pułku. W tym samym miesiącu doszło do rozwiązania Pułku Ziemi Kujawskiej.
Niespełna 18-letni Jerzy Gadzinowski działał w konspiracji w Gimnazjum im. Ziemi Kujawskiej we Włocławku. Jego współpraca z Pułkiem Ziemi Kujawskiej i rozbicie pułku spowodowała, że musiał ukrywać się przed aresztowaniem. Do ukrywającego „Szarego” zaczęli przyłączać się inni młodzi ludzie, a zwierzchnictwo nad grupą Gadzinowskiego objął Jan Wiśniewski „Szreniawa” (były AK-owiec). W listopadzie 1945 r. oddział liczył ok. 40 osób. Grupa zdobywała broń na milicjantach, wystawiała pokwitowania za przejęte środki (np. z poczty), odbijała więźniów (np. Stanisława Lisoty, członka Pułku Ziemi Kujawskiej), zabijała funkcjonariuszy UB. Gadzinowski listopadzie 1945 r. został aresztowany w Łodzi przez funkcjonariuszy UB z Włocławka i Łodzi. Wykonano na nim wyrok śmierci w 1946 r. Podobny los spotkał 13 członków jego grupy. Aresztowano 250 osób, które pomagały grupie „Szarego”.
Do grupy „Szarego” dołączył Gabryel Fejcho, a na początku grudnia 1945 r. stworzył własny oddział. Na początku jego grupę tworzyli jego najbliżsi przyjaciele: Henryk Wysocki, Tadeusz Tyblewski, Wojciech Brodziński, Jan Lisiecki, Zeonan Rzetelski, Zbigniew Tomczak. Działali w okolicach Włocławka, a broń zdobywali na rozbijanych posterunkach Milicji Obywatelskiej. W marcu 1946 r. zastrzelili dwóch żołnierzy radzieckich w poczekalni dworcowej w Czerniewicach. Także w tym samym miesiącu, pod Lubrańcem, zostali otoczeni przez żołnierzy z Pułku Pontonowego z Włocławka i milicjantów. Udało się im wydostać z okrążenia. W kwietniu 1946 r. Gabryel Fejcho i Józef Kubacki zostali aresztowani przez funkcjonariuszy UB i MO z Konina i Poznania. W maju 1946 r. Fejcho otrzymał wyrok śmierci. Pozostali członkowie grupy zostali zebrani pod komendą Antoniego Fryszkowskiego „Rysia”. Dowódca został aresztowany w 1947 r. podczas wizyty u swojej narzeczonej w Wałbrzychu. 10 lutego 1948 r. został rozstrzelany we Włocławku, a miejsce jego pochówku jest nieznane.
Likwidacja oddziału „Rysia” nie udała się całkowicie. Stanisław Matuszewski „Mściciel” uciekł i utworzył 6-osoby oddział. Oddział został zlikwidowany w grudniu 1947 r. w trakcie otoczenia w Znaniewie. Przywódcę i jednego członka zastrzelono podczas próby ucieczki, a dwóch kolejnych skazano na karę śmierci w 1948 r. Był to ostatni oddział na terenie okolic Włocławka, który walczył zbrojnie z represjami komunistycznymi. Sądy wojskowe także karały osoby wspierające podziemie niepodległościowe. Często pomocy partyzantom udzielały całe rodziny np. Raszewscy z Łączewnej.
W maju 1946 r. trwały we Włocławku przygotowania do rocznicy Konstytucji 3 maja. Po mszy w katedrze młodzież planowała udać się na Plac Wolności. Milicja informowała uczestników mszy, że dalsze uroczystości są odwołane i mają rozejść się do domów. Mimo prób blokady przez władze komunistyczne włocławska młodzież zrealizowała zaplanowany harmonogram. Z nocy 3 na 4 maja aresztowano 5 uczestników uroczystości, a to z kolei wywołało manifestację ok. 4 tys. uczniów. 4 maja młodzież gromadziła się w różnych punktach miasta, w tym pod siedzibą Powiatowego Urzędu Bezpieczeństwa Publicznego (PUBP) na Placu Kopernika 3 (obecnie budynek muzeum diecezjalnego). Funkcjonariusze PUBP oddali strzały do demonstrujących. Zabili 11-letniego chłopca i ranili 2 osoby. Milicjant uczestniczący w zajściach również zginął w wyniku niewłaściwego posługiwania się bronią. Funkcjonariusze aresztowali 24 osoby. Aresztowany został między innymi 16-letni uczeń Jan Łukomski. Był przetrzymywany w celach PUBP przez dwa tygodnie. Został on zatrzymany za uwolnienie dziewczyn w gimnazjum Marii Konopnickiej, które przetrzymywano, aby zablokować ich uczestnictwo w manifestacji. Jan Łukomski później dostał nakaz pracy przy budowie Nowej Huty w Krakowie. Sprawę zastrzelenia ucznia badał poznański IPN, ale nie ustalił kto wydał rozkaz i kto strzelał.
30 czerwca 1946 r. odbyło się referendum ludowe. Władze komunistyczne musiały także we Włocławku i okolicach z fałszować wyniki referendum. Akcje propagandowe i ustawianie składów komisji nie przyniosły spodziewanych rezultatów i np. w powiecie włocławski na 1 i 2 pytanie referendum ludowego było więcej głosów na „nie”.
Na potrzeby wyborów do Sejmu w 1947 r. powołano powiatowy sztab ochrony wyborów. W skład sztabu weszli: płk Włodzimierz Piliński (wojsko), Stefan Śmiechowski (UB), mjr Błażejak (MO), kpt. Mysłowski (wojsko). Zmuszano do manifestacji poparcia dla komunistów, zastraszano wyborców, eliminowano przedstawicieli opozycji i mężów zaufania, fałszowano wyniki wyborów.
Po wojnie władze komunistyczne przejęły tysiące mieszkań, setki zakładów produkcyjnych i warsztatów, dziesiątki lokali instytucji społeczno-kulturalnych i religijnych. Kosztem wszystkich przedwojennych właścicieli nieruchomości wprowadzono nowy ład prawny, uniemożliwiający egzekwowanie czynszów z posiadanych nieruchomości, uniemożliwiający wymeldowanie meldowanych przymusowo przez władze obywateli, wymagający od właściciela budynku ubieganie się o urzędową zgodę nawet na możliwość zamieszkania we własnym domu.
Na podstawie dekretu PKWN z 31 sierpnia 1944 zostały utworzone miejsca odosobnienia, więzienia i ośrodki pracy przymusowej dla „hitlerowskich zbrodniarzy oraz zdrajców narodu polskiego”. Obozy pracy nr 139 i 197 Ministerstwo Bezpieczeństwa Publicznego utworzyło we Włocławku.
Lata 1947–49 to okres najbardziej intensywnej odbudowy ze zniszczeń wojennych. Uruchomiono zakłady pracy, odbudowano most drogowy przez Wisłę, wybudowano szkołę dla ponad tysiąca dzieci oraz stadion sportowy. W okrasie planu 6-letniego, w latach 1950–1955, nastąpiła dalsza rozbudowa zakładów przemysłowych, m.in. Zakładów Metalowych, Zakładów Ceramiki i Fabryki Fajansu. „Celuloza” – jeden z największych tego rodzaju zakładów w kraju zostaje rozbudowany i otrzymuje imię Juliana Marchlewskiego. W następnych latach wybudowano m.in. Zakłady Włókiennicze i Fabrykę Waniliny. 31 grudnia 1964 roku obszar miasta powiększono kosztem gromady Wieniec, z której przyłączono obszary leśne. W 1967 roku rozpoczęła się budowa Zakładów Azotowych. W 1969 r., realizując projekt Kaskada dolnej Wisły, wybudowano zaporę na Wiśle. W okresie PRL-u Włocławek z racji kumulacji dużego przemysłu był kreowany przez komunistów jako „czerwone miasto”, ale nie pokrywało to się ze stanem faktycznym.
W 12 maja 1966 roku Włocławek „za wkład w budownictwo socjalistyczne Polski Ludowej” otrzymał od Rady Państwa Order Sztandaru Pracy I klasy.
Holocaust, a później emigracja (skutek powojennych działań władzy ludowej, doniesień o samosądach, powstania państwa Izrael oraz polityka antyżydowska centralnych władz komunistycznych, szczególnie z lat 1956, 1967 i 1968 r.), sprawiły, że Włocławek utracił około 12 000 swoich obywateli – polskich Żydów, którzy przed wojną byli w mieście znaczącą mniejszością. Dziś identyfikuje się z nimi tylko kilka włocławskich rodzin.

### Okres po 1989 roku

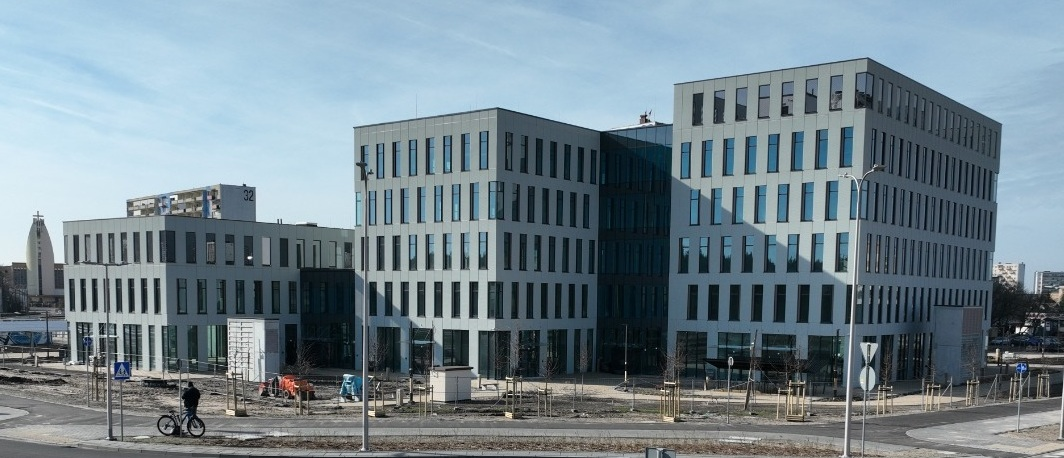
Tertio Ponte we Włocławku

W związku z transformacją ustrojową i silnym charakterem przemysłowym miasta, w latach 90., po kłopotliwych i niejednokrotnie pełnych nieprawidłowości przekształceniach dużych przedsiębiorstw państwowych, gwałtownie wzrosło bezrobocie. Stan ten pogłębiła utrata statusu miasta wojewódzkiego w 1998 roku. W 2006 roku Stowarzyszenie na rzecz Rozwoju Demokracji Lokalnej wystąpiło z oddolną inicjatywą konsultacji społecznych w sprawie zmiany przynależności administracyjnej miasta. Inicjatywa ta jednak nie uzyskała poparcia MSWiA. Postępująca marginalizacja Włocławka spowodowała, że w 2007 roku miasto zostało zakwalifikowane jako ośrodek subregionalny w Regionalnym Programie Operacyjnym Województwa Kujawsko-Pomorskiego.
Podjęto działania mające na celu przyspieszenie rozwoju miasta. W 2008 roku miasto zakupiło działki w okolicach Anwilu i utworzyło na ich terenie Włocławską Strefę Rozwoju Gospodarczego. W tym samym roku rozpoczęła się budowa instalacji kwasu tereftalowego na terenie obok Anwilu, oddanej do użytku w 2011 roku, kosztem około 3,75 mld zł. W 2017 roku PKN Orlen uruchomił we Włocławku elektrociepłownie z blokiem parowo-gazowym, a koszt inwestycji sięgnął 1,4 mld zł.

## Podział na jednostki funkcjonalno-przestrzenne

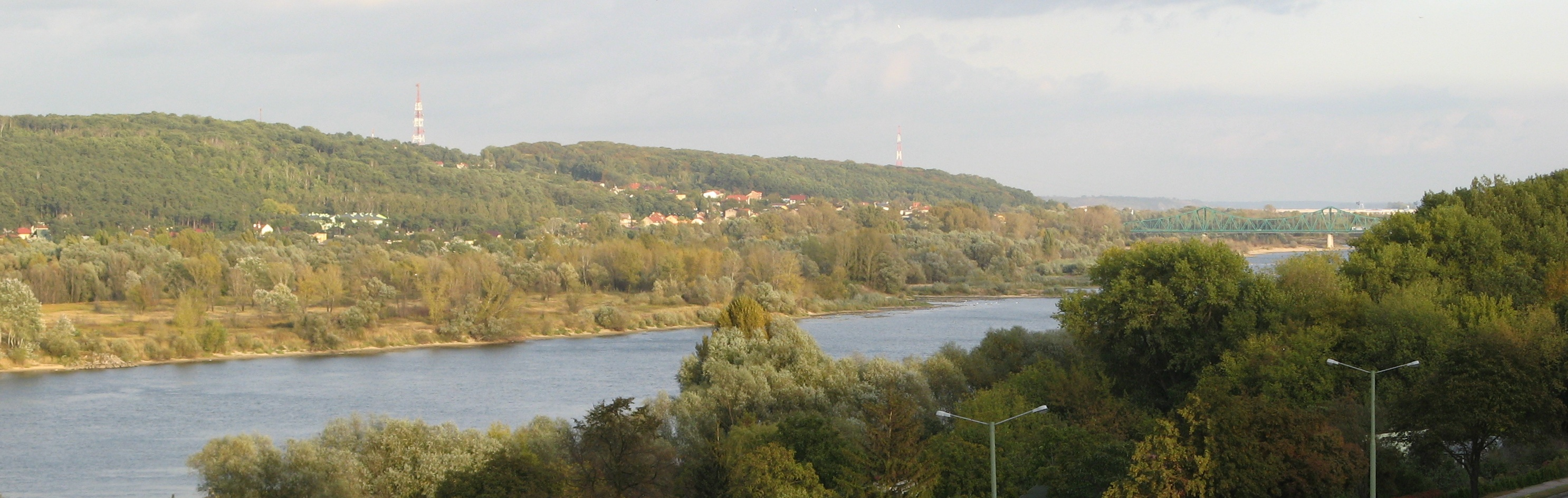
Widok na Zawiśle

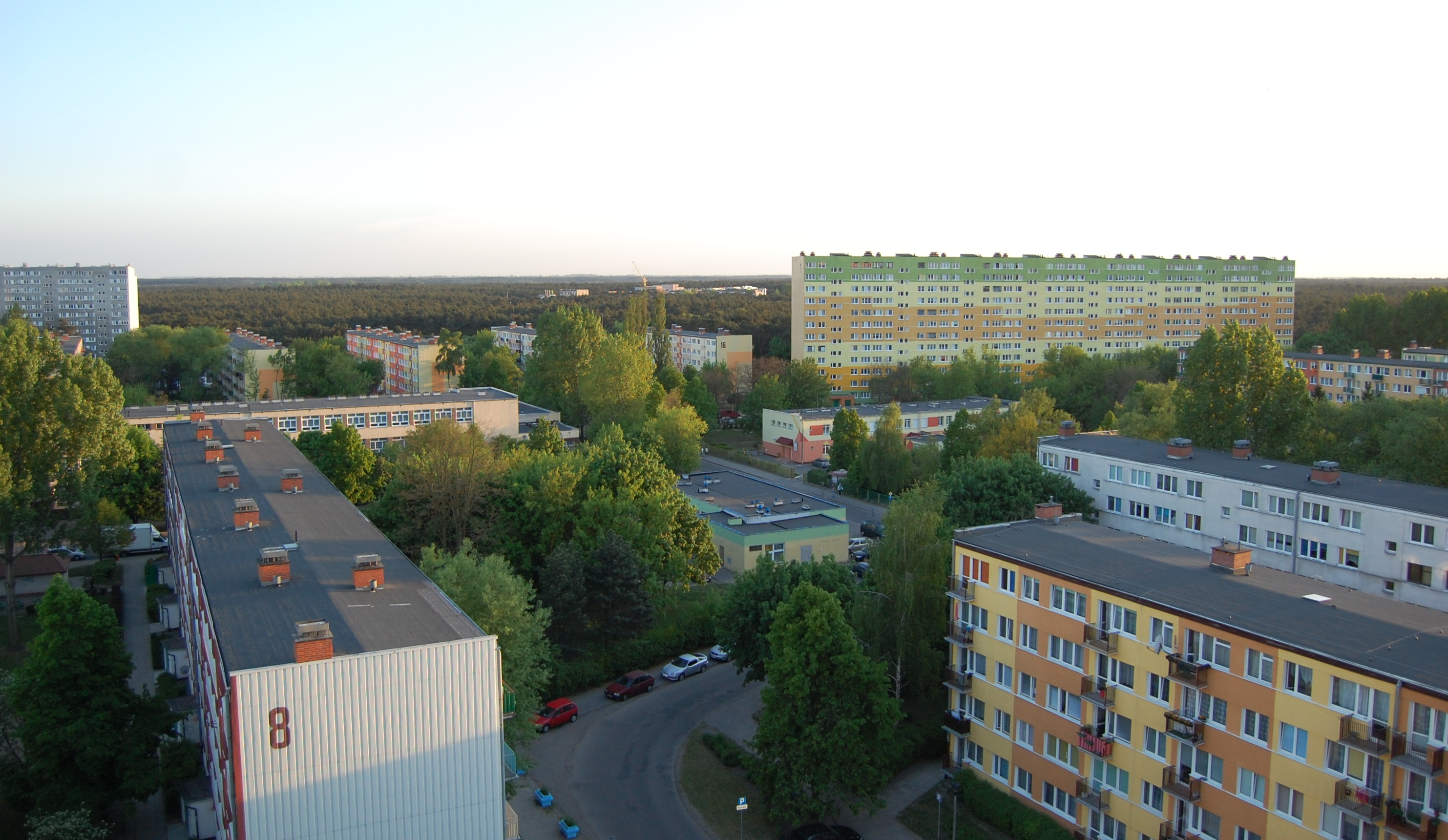
Osiedle Zazamcze we Włocławku

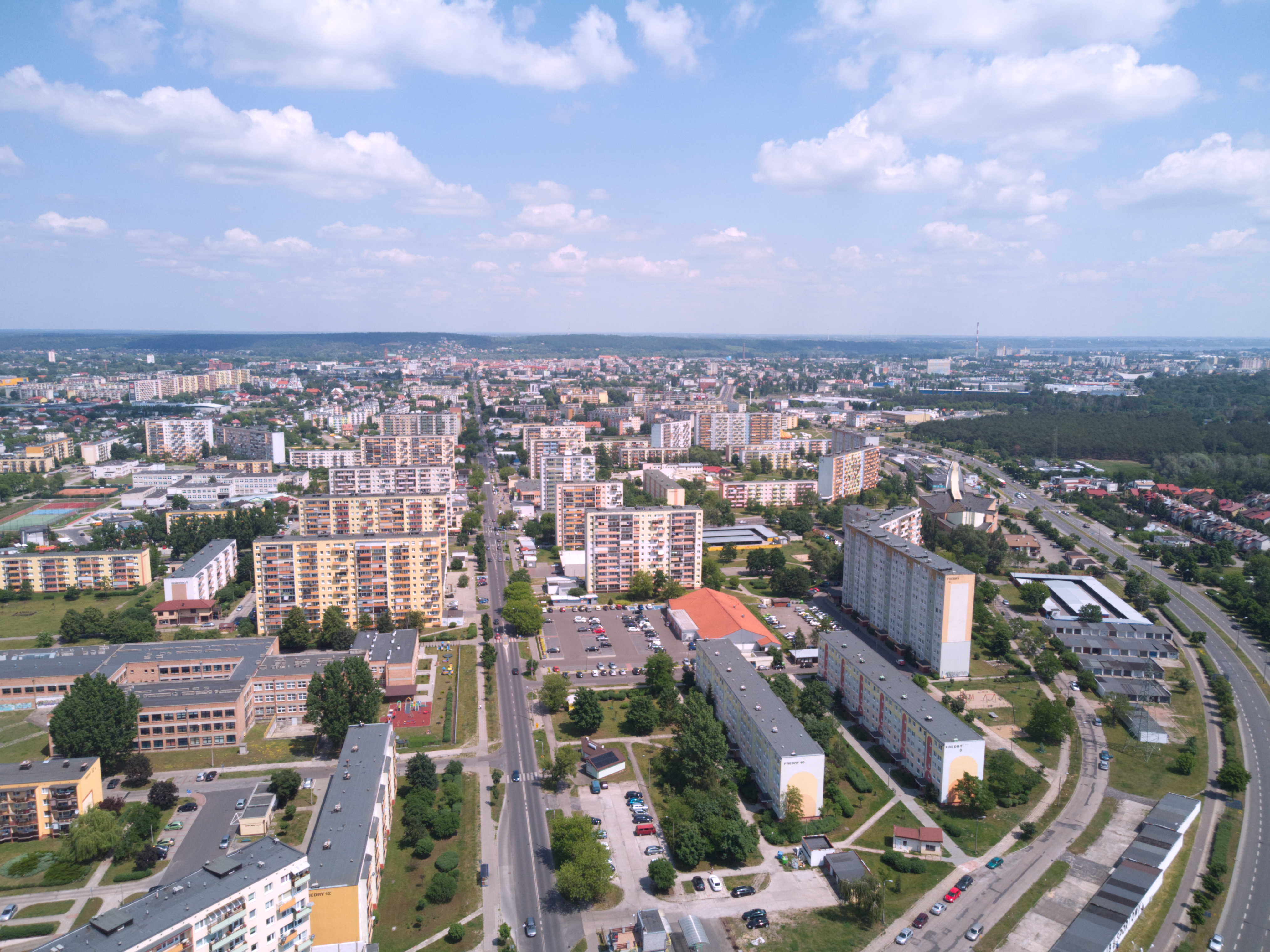
Osiedle Południe we Włocławku, ul. Kaliska

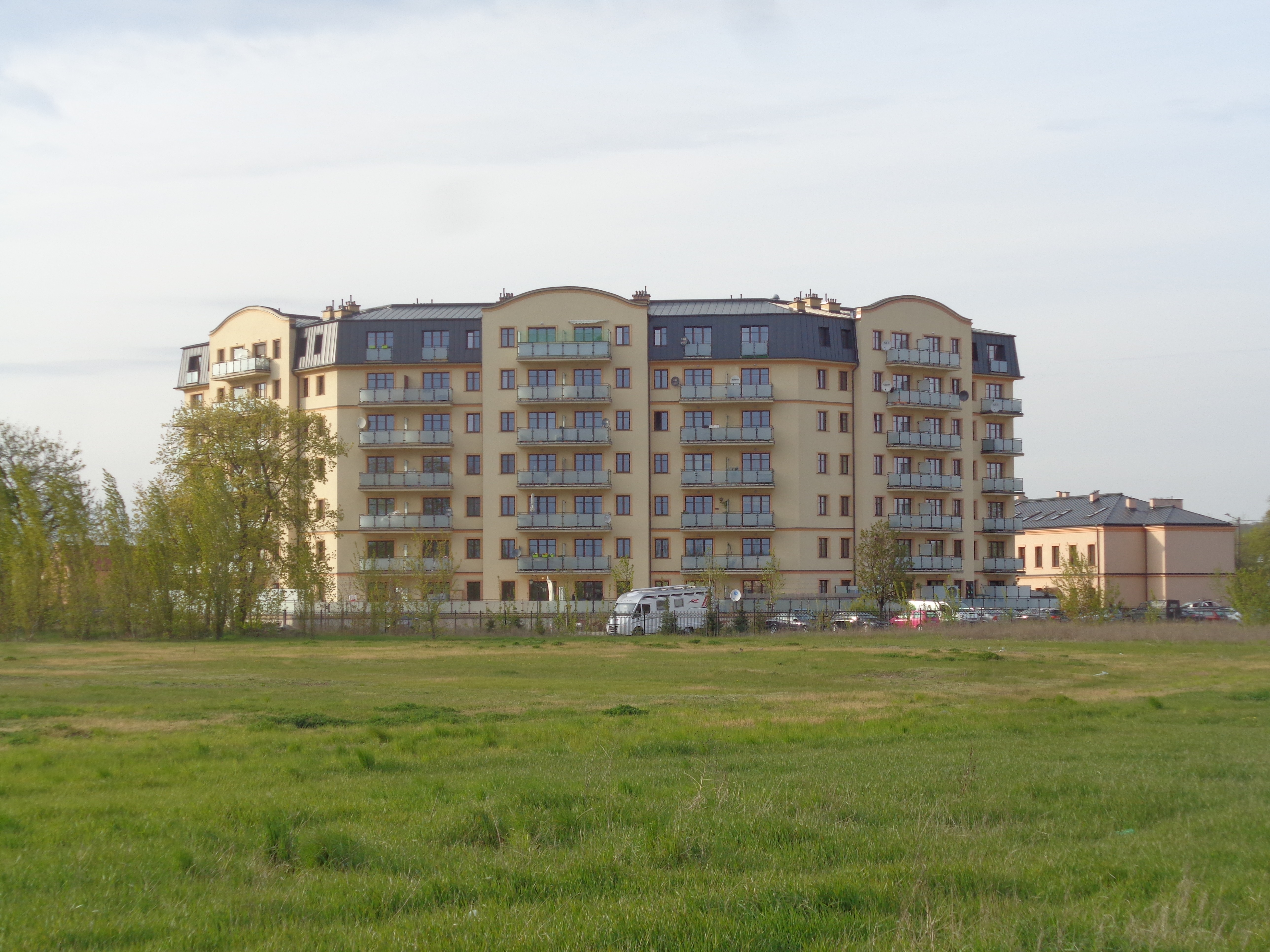
Osiedle Bursztynowe przy ul. Żytniej

We Włocławku znajduje się 500 ulic. W Statucie Miasta Włocławek nie określono podziału administracyjnego miasta, ale w studium uwarunkowań i kierunków zagospodarowania przestrzennego Włocławka mamy do czynienia z podziałem miasta na obszary:
- Śródmieście – będące najstarszą częścią miasta, obszar składający się ze starego miasta i centrum, położony centralnie nad Wisłą z dostępem do publicznych terenów zielonych, kumulujący usługi, kulturę, rozrywkę; 27 867[105] mieszkańców[106]. Obszar Śródmieścia objęty został programem rewitalizacji.
- Zazamcze – obszar głównie zabudowy wielorodzinnej, z niewielkimi uzupełnieniami zabudowy jednorodzinnej[106]. Położony w zachodniej części miasta, przylegający bezpośrednio do śródmieścia. Osiedle mieszkaniowe z pełną infrastrukturą oświatową, dostępem do służby zdrowia i usług, od zachodniej strony otoczone lasami[107]; 22 668[105] mieszkańców.
- Południe – obszar zabudowy wielorodzinnej i jednorodzinnej, położony w południowej części miasta, o największej liczbie mieszkańców, przylegający bezpośrednio do śródmieścia, jest dobrze skomunikowane z pozostałą częścią miasta; 36 209[105] mieszkańców.
- Wschód Mieszkaniowy – obszar zabudowy wielorodzinnej, jednorodzinnej i przemysłowej, położony we wschodniej części miasta, sąsiaduje ze Śródmieściem, Wschodem Przemysłowym oraz rzeką Wisłą; 17 620[105] mieszkańców.
- Zawiśle – obszar zabudowy jednorodzinnej, położony w północnej, prawobrzeżnej, części miasta. Prawa część Jednostki, położona pomiędzy Wisłą a ulicą Dobrzyńską, usytuowana jest na wysokiej skarpie (do 150 m). Mieści się tam również rezerwat przyrody „Kulin”. Osiedle jest dość dobrze skomunikowane z pozostałą częścią miasta[108]; 3393[105] mieszkańców.
- Michelin – obszar głównie zabudowy jednorodzinnej, położony w najbardziej wysuniętej na południe części miasta. Osiedle otoczone lasami, stanowi jedną z atrakcyjniejszych okolic mieszkaniowych. Powiązane komunikacyjne z centrum miasta w oparciu o Al. Jana Pawła II; 7605[105] mieszkańców.
- Rybnica – obszary zabudowy jednorodzinnej, przemysłowej, wypoczynkowej, położony w najbardziej wysuniętej na wschód części miasta, 609[105] mieszkańców.
- Wschód Leśny – obszar niezabudowany, położony we wschodniej części miasta, z niewielkim jeziorem, miejsce wypoczynku i rekreacji mieszkańców[107]. Znajdują się tutaj tereny po byłym poligonie wojskowym.
- Zachód Przemysłowy – najbardziej na zachód wysunięta część miasta, charakteryzuje się zabudową przemysłową, gdzie zlokalizowany jest m.in. Anwil S.A.[108] Osiedle mieszkaniowe domów jednorodzinnych; 930[105] mieszkańców.
- Wschód Przemysłowy – obszar głównie przemysłowy, położony we wschodniej części miasta, zlokalizowane są główne zakłady produkcyjne w mieście. Niewielką część osiedla zajmują także tereny mieszkaniowe wielorodzinne, przy ul. Płockiej; 322[105] mieszkańców[109].

Na ogólnie dostępnych mapach (planach miasta) zwykle nie zaznacza się podziału na urzędowe obszary funkcjonalno-przestrzenne, wschodnie dzielnice określane są jako Wschód i Kazimierza Wielkiego, nie występuje nazwa Zachód Przemysłowy, a Michelin traktowany jest jako dzielnica położona na południe od Mielęcina, a nie obszar obejmujący oba te osiedla. Nazwy włocławskich dzielnic i osiedli to często nazwy miejscowości wcielonych do miasta na przestrzeni dziejów (np. Zazamcze, Rybnica), na mapach i w powszechnym użyciu znalazły się również nazwy stosunkowo nowe (np. Śródmieście, Zawiśle, Południe).

## Rada Miasta
| Ugrupowanie                      | Kadencja 2002–2006 | Kadencja 2006–2010 | Kadencja 2010–2014 | Kadencja 2014–2018   |
| -------------------------------- | ------------------ | ------------------ | ------------------ | -------------------- |
| Sojusz Lewicy Demokratycznej     | 12 (SLD-UP)        | 6 (LiD)            | 11                 | 9 (SLD Lewica Razem) |
| Samoobrona                       | 4                  | –                  | –                  | –                    |
| POPiS                            | 3                  | –                  | –                  | –                    |
| Włocławska Wspólnota Samorządowa | 6                  | 5                  | 3                  | –                    |
| Prawo i Sprawiedliwość           | –                  | 5                  | 5                  | 10                   |
| Platforma Obywatelska            | –                  | 6                  | 5                  | 5                    |
| Blok Troski o Włocławek          | –                  | 3                  | 1                  | –                    |
| Bezpartyjny Włocławek            | –                  | –                  | –                  | 1                    |

## Patron miasta
8 października 2002 roku patronem miasta został uznany błogosławiony Michał Kozal (1893–1943) – biskup i męczennik II wojny światowej.

## Symbole miasta i Święto Miasta
W Uchwale nr 65/XII/2003 Rady Miasta Włocławka z dnia 6 października 2003 roku w sprawie uchwalenia Statutu Miasta Włocławek określono symbole miejskie.

### Herb
Herb miejski zmieniał się na przestrzeni dziejów, a najstarsze jego wizerunki zachowały się na pieczęciach miejskich z XIII wieku. Jeszcze w 1990 roku herb miasta wyglądał inaczej niż ten obecnie obowiązujący. W 1950 roku zmieniono herb wyrzucając infułę biskupią i umieszczając na środkowej baszcie tarczę z półlwem i półorłem, która przypominała herb książąt kujawskich (herb miejski nie posiadał korony). W 1990 roku powrócono do herbu opisanego przez Magistrat Włocławka w 1925 roku.
Obecny herb został określony w uchwale w następujący sposób: „w czerwonej tarczy srebrny mur blankowany ze złotą zamkniętą bramą, nad murem trzy baszty z których dwie boczne mniejsze blankowane, zaś środkowa większa blankowana z nakrytą złotą infułą biskupią”.

### Barwy miasta
Barwy miejskie określają dwa kolory dominujące na fladze miasta: żółty i czerwony. Połączenie tych dwóch kolorów również jest wykorzystywane w Warszawie, Łodzi, Wrocławiu, Białymstoku. Kolory te stosuje włocławskie MPK do malowania swoich autobusów.

### Flaga miejska
Flaga składa się z dwóch pionowych pasków (czerwonego i żółtego) oraz trójkątnego ogona (schwenkla). Na czerwonym pasku umieszczony jest herb miasta.

### Logo miasta i hasło promocyjne
W 1994 r. logo miejskie stworzył Józef Stolorz. Przedstawia widok na Bulwary im. J. Piłsudskiego.
W II połowie 2022 roku opracowano nowe logo miasta. Logo tworzy litera „W” i wzór róży znany z fajansu włocławskiego oraz napis „WŁOCŁAWEK”. Za nowy znak graficzny promujący miasto odpowiada włocławska agencja kreatywna Gutenberg Design. W ramach zlecenia stworzyła Księgę Znaku oraz System identyfikacji wizualnej Włocławka. Jest to przykład marketingu terytorialnego. Urząd Miasta 18–25 października 2022 r. zorganizował głosowanie elektroniczne na hasło promocyjne. 64% głosów otrzymało hasło: „Włocławek jak malowany”. Inne hasła w konkursie: „WŁOCŁAWEK …zdobi…” i „WŁOCŁAWEK …FAJne wspomnienia”. Od 27 października 2022 r. logo i hasło są wykorzystywane na profilu Facebookowym Urzędu Miasta Włocławek.
Księga znaku zawiera niezbędne informacje dotyczące używania logo. W księdze zawarte są wariacje znaku dla:
- kultury,
- sportu,
- turystyki i rekreacji,
- ekologii,
- inwestycji.

Wariacje różnią się kolorem, który zbudowany jest w oparciu o psychologię koloru. Mogą występować z tekstem oznaczającym obszar, np. sport. Księga określa użycie logo na różnych tłach oraz w wersji achromatycznej.
System identyfikacji wizualnej miasta Włocławek zawiera kontekst użycia:
- blankiety korespondencyjne,
- koperty,
- ulotki,
- plakaty,
- ogłoszenia prasowe,
- teczki promocyjne[118].

### Hejnał miasta
„Hejnałem Miasta Włocławek jest utwór instrumentalny na trąbkę, fragment melodii ludowej – kujawiaka”.

### Święto Miasta i Dni Włocławka
„Świętem Miasta jest 14 czerwca”. „Dni Włocławka odbywają się w pierwszą sobotę i niedzielę po 14 czerwca”.

## Miasto fajansu

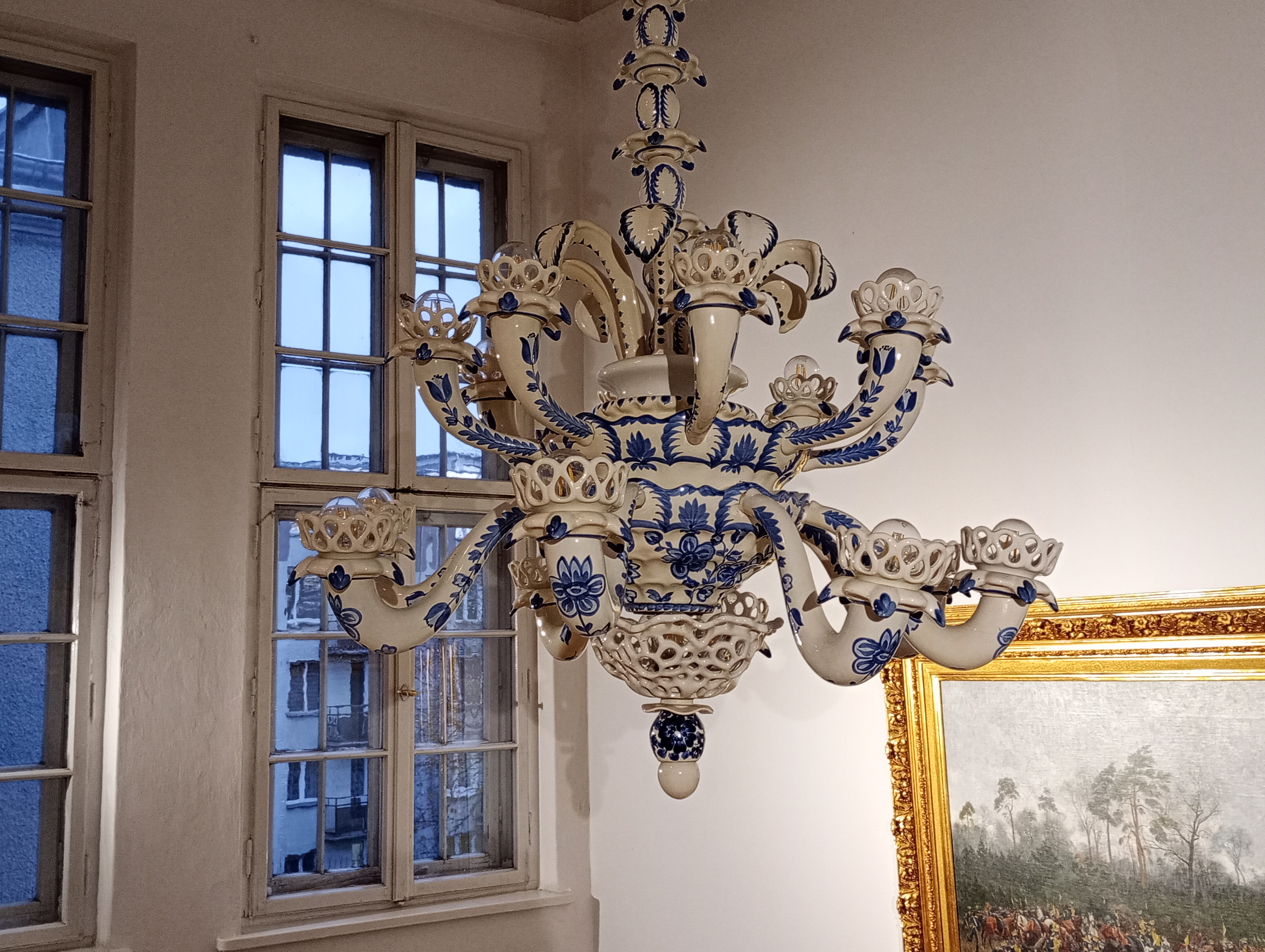
Żyrandol w gmachu głównym MZKiD projektu Heleny i Lecha Grześkiewiczów z 1954 roku

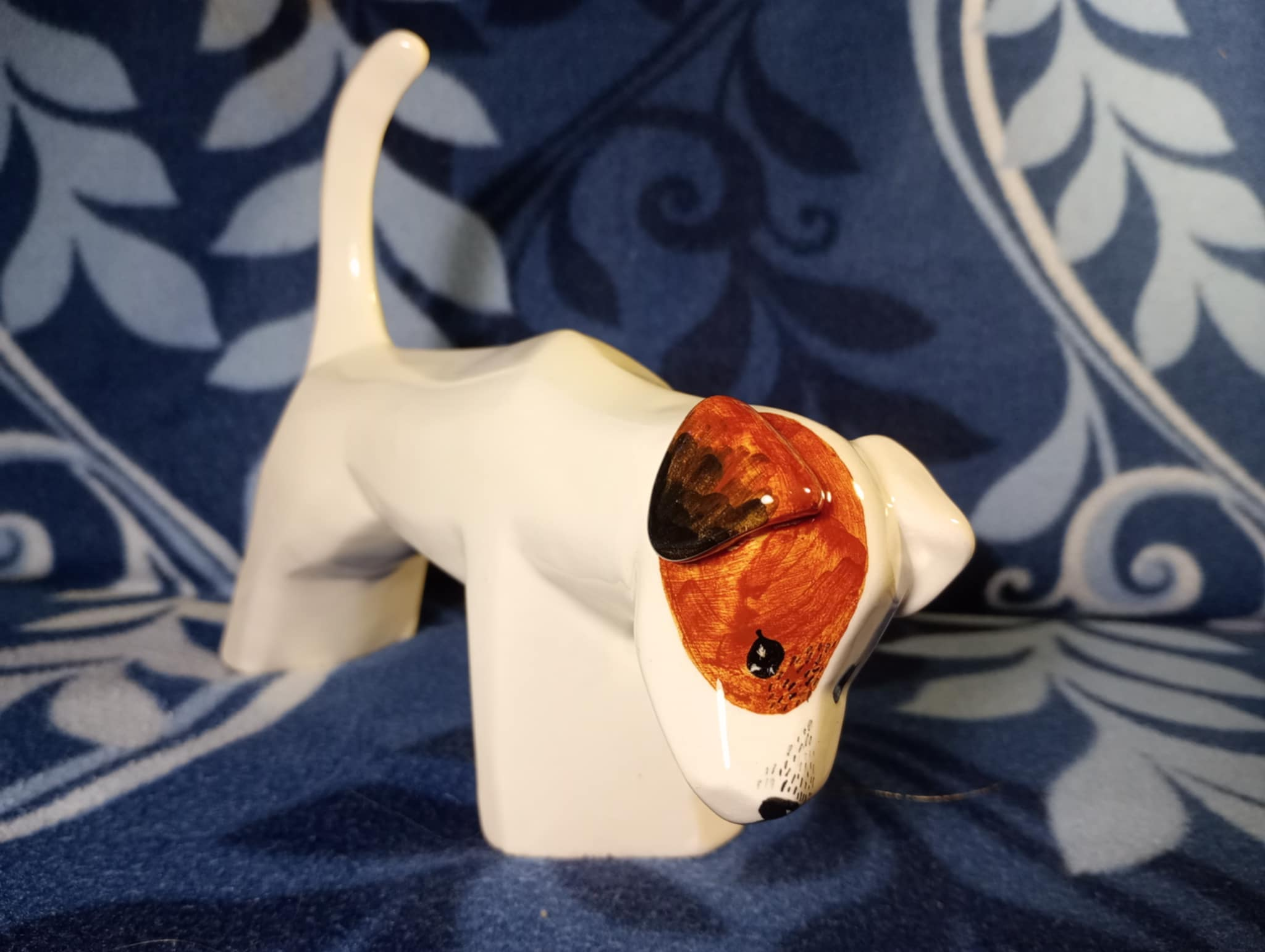
Geometryczny pies wykonany w Fabryce Fajansu Tyberiusz Rajs we Włocławku (2024). Autorem projektu jest właściciel przedsiębiorstwa Tyberiusz Rajs. Pomalowała Agnieszka Gerlach.

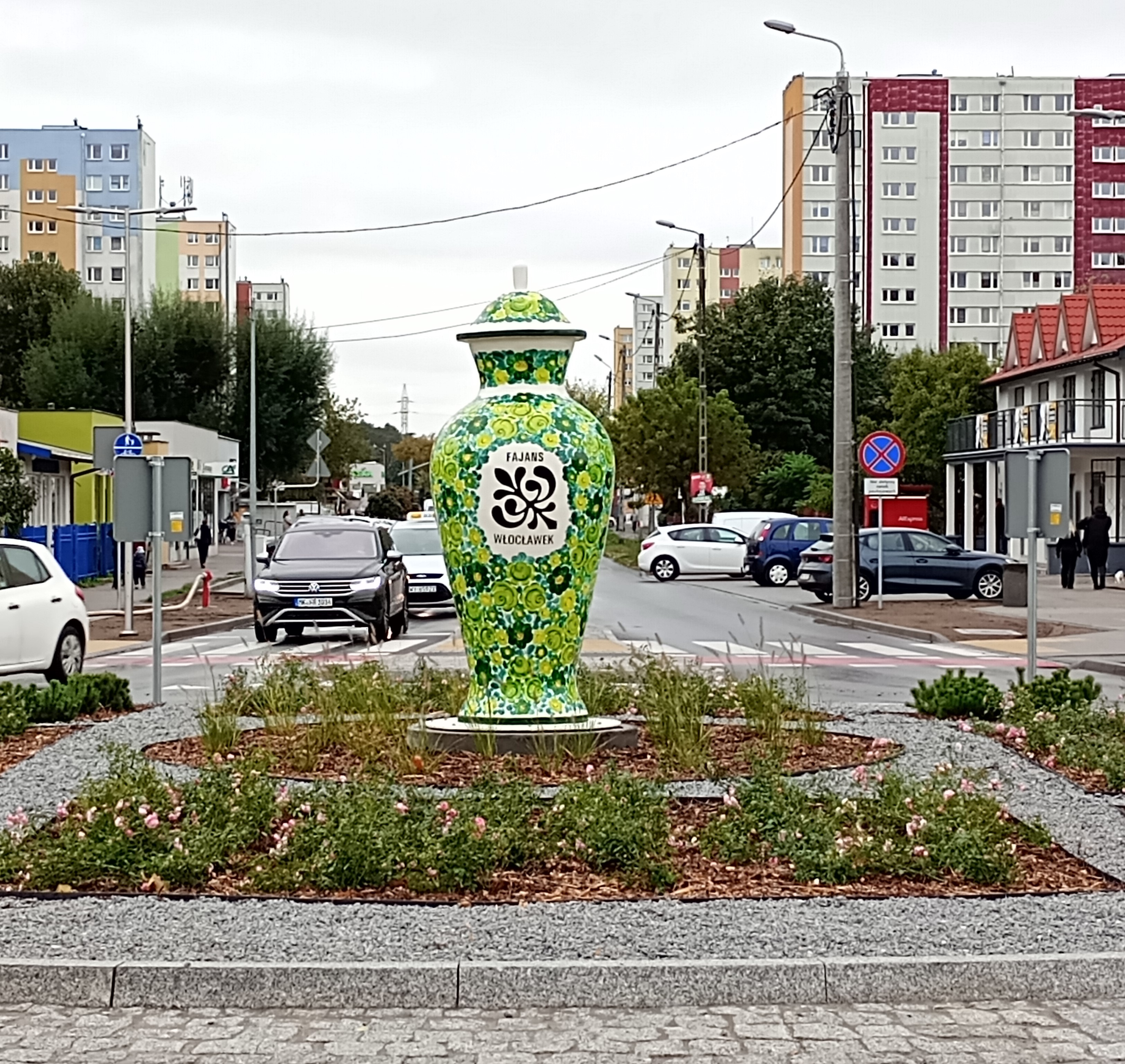
Wielkoskalowy wazon „Wicek” na rondzie w ciągu ul. Kaliskiej we Włocławku został umieszczony z inicjatywy Tyberiusza Rajsa, od 2021 roku właściciela fabryki

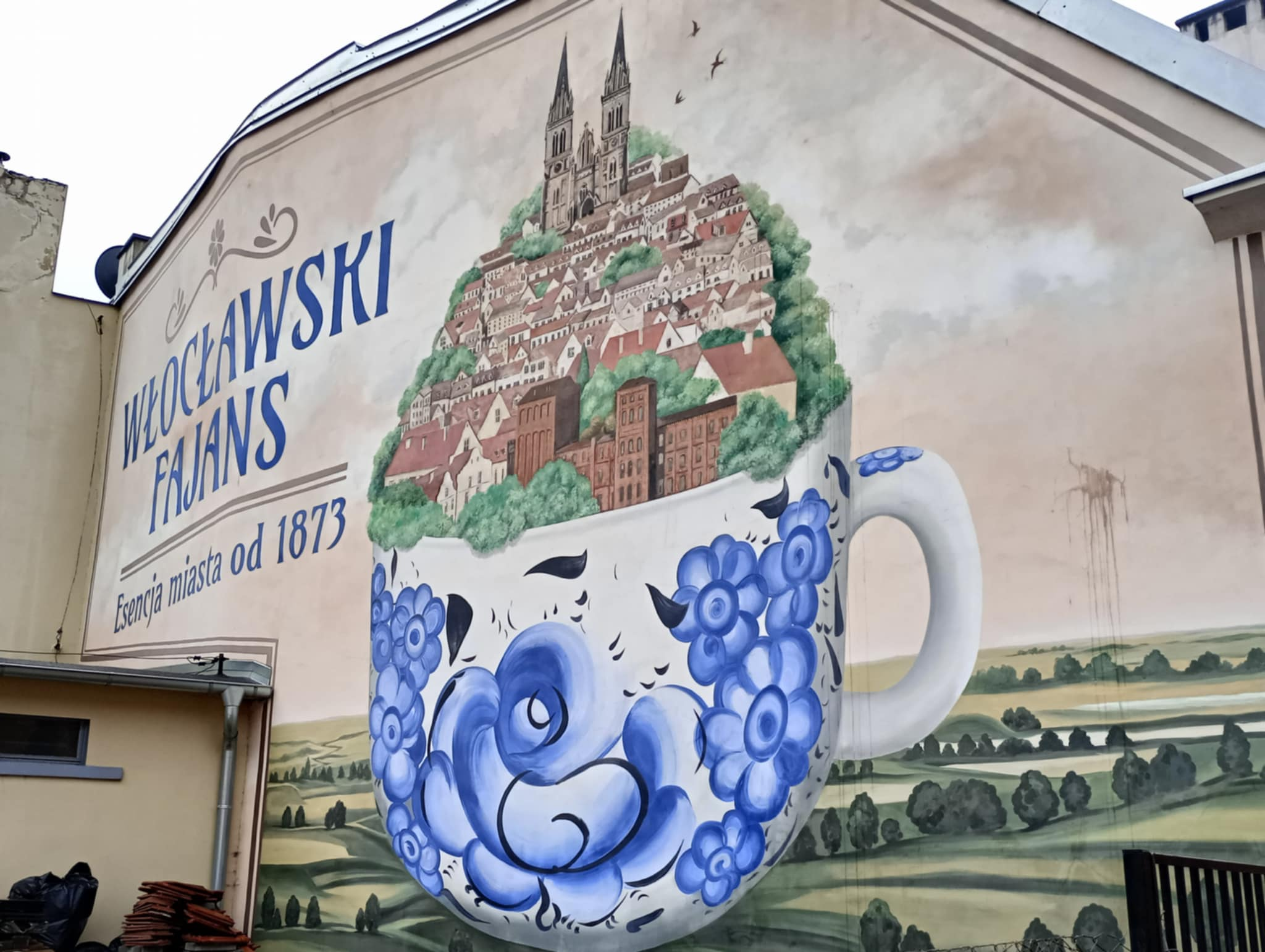
Mural „Włocławski Fajans” przy ul. Wojska Polskiego

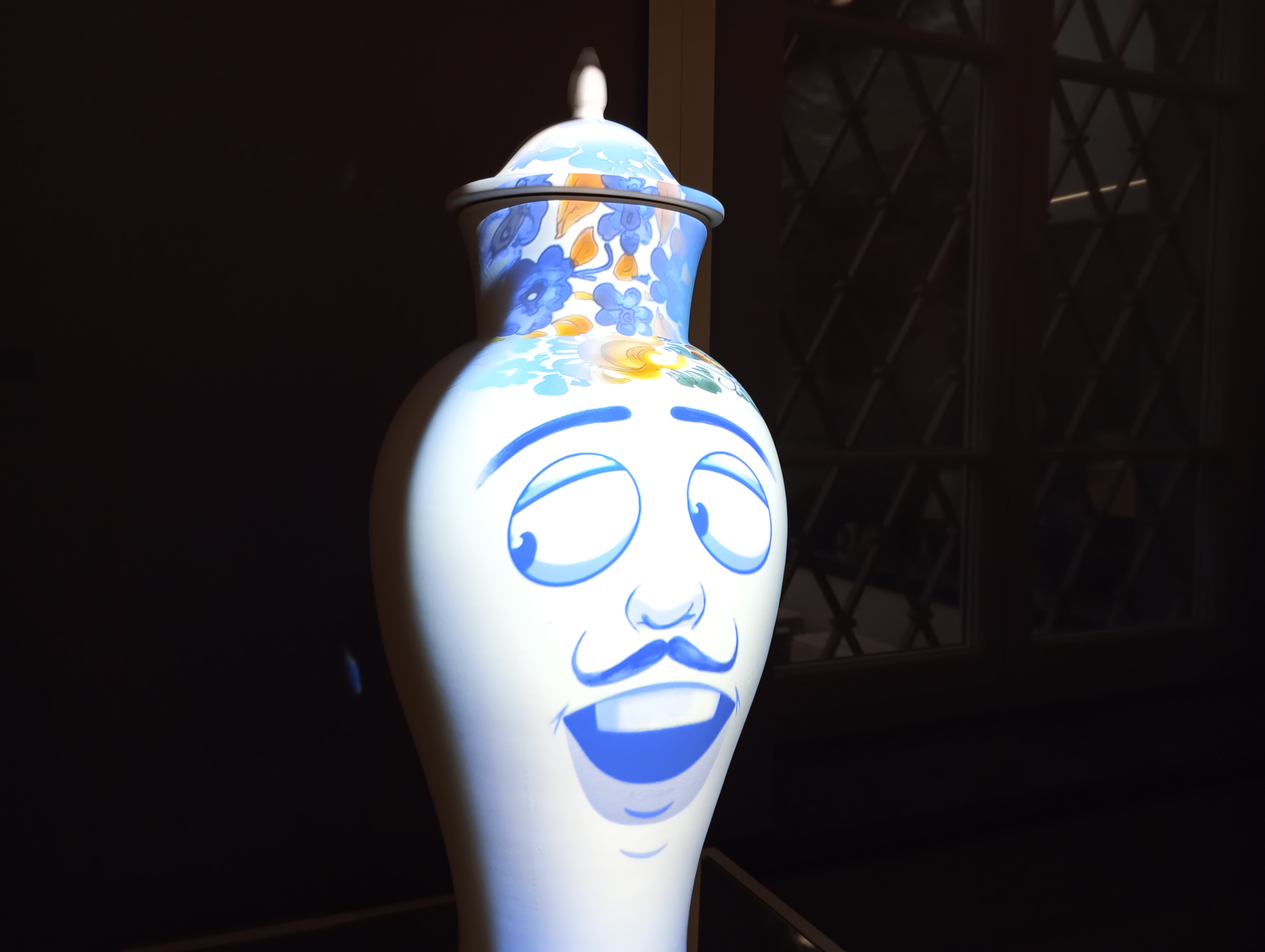
Hologramowy „Wicek” jest wirtualnym przewodnikiem w Interaktywnym Centrum Fajansu – Skarbcu Fajansu we Włocławku

We Włocławku działa fabryka fajansu, która kontynuuje tradycje sięgające 1873 roku. Historia rodzimej produkcji jest wyeksponowana m.in. w Dziale Fajansu w gmachu głównym Muzeum Ziemi Kujawskiej i Dobrzyńskiej. Począwszy od lat 10. XXI wieku nastąpił wzrost zainteresowania tematyką, co przejawiło się m.in. w nowych publikacjach naukowych wydawanych przez MZKiD. Motywy fajansowe zaczęły być wykorzystywane w przestrzeni publicznej, najpierw jako ozdoby ławek miejskich, następnie jako element identyfikacji wizualnej bezobsługowego systemu wypożyczalni rowerów miejskich Włower. Fajanse znalazły się w ofercie Informacji Turystycznej, w tym także nowe wyroby pamiątkowe takie jak magnesy na lodówkę, wprowadzone do obiegu przez ówczesnych właścicieli fabryki państwo Szanowskich.
W 2021 roku fabryka fajansu we Włocławku została przekazana przez państwo Szanowskich Tyberiuszowi Rajsowi. W krótkim czasie znacząco zwiększył on produkcję, a także poszerzył ofertę o nowe pola, takie jak biżuteria. Zaprosił do współpracy lokalnych artystów, którzy zaprojektowali unikatowe wzory. Wśród nich jest Mariusz Konczalski, który przenosi na fajans abstrakcyjne obrazy nawiązujące do fantastycznej ceramiki użytkowej produkowanej we Włocławku w latach 50. i 60. XX wieku. Rajs działa na rzecz promocji rodzimych tradycji. W 2022 roku Fabryka Fajansu użyczyła swojej biżuterii, która dopełniła kreację Klaudii Andrzejewskiej na konkurs Miss Intercontinental 2022. Cała kreacja w motywy fajansowe została zaprojektowana przez Patrycję Plesiak. Modelka spędziła w Egipcie dwa tygodnie, promując lokalną tradycję i markę. W 2023 roku Rajs był głównym koordynatorem obchodów Roku Fajansu, ogłoszonego z okazji 150-lecia produkcji. Był pomysłodawcą i inicjatorem usytuowania na trzech włocławskich rondach wielkoskalowych rzeźb fajansowych, m.in. na trasie drogi krajowej nr 91, które wprowadzają rodzimą markę do przestrzeni publicznej. Jako pierwszy stanął sztandarowy produkt Fabryki Fajansu jakim jest Wazon Wicek. Drugą była cukierniczka, malowana przez Grażynę Glonek, Katarzynę Mendel i Anastazję Bystrovą. Jako ostatnia, już w 2024 roku pojawiła się fajansowa piłka do koszykówki, nawiązująca do innej lokalnej tradycji jakim jest Klub Koszykówki Anwil Włocławek, wielokrotny mistrz Polski.
Urząd Miasta włącza się w promocję lokalnej marki. W ostatnim czasie motywy fajansowe umieszczono m.in. na stojakach rowerowych. W Parku na Słodowie usytuowano elementy małej architektury przedstawiającej włocławskie wyroby. Filiżanka fajansowa jest głównym motywem muralu odsłoniętego w 2020 roku zrealizowanego w ramach programu rewitalizacji miasta. Autorem projektu był Dawid Celek, zaś obraz wykonała firma Tomasza Smieszkoła. Historyczne wzory są podstawą nowego systemu identyfikacji wizualnej miasta, obejmującej m.in. hasło promocyjne „Włocławek jak malowany” i nowe logo. Autorem motywu była firma Gutenberg Design Katarzyna Kudeł. Na kilku budynkach we Włocławku zawieszono neony w barwie kobaltowej, która jest podstawowym kolorem włocławskich wyrobów fajansowych. Odzież w tradycyjne wzory projektowana przez Sylwię Szary pod marką Fajansiara była stałym elementem image’u prezydenta Włocławka w latach 2014–2024 Marka Wojtkowskiego. Jego następca, Krzysztof Kukucki często pokazuje się w mediach społecznościowych z fajansową filiżanką. Od 2021 roku Centrum Kultury „Browar B” organizuje Fajans Festiwal. Prezentowane są na nim zarówno tradycyjne wyroby, jak i współczesne projekty artystyczne, w tym ww. Mariusza Konczalskiego. Ponadto na festiwalu można nabyć inne produkty inspirowane rodzimym wzornictwem takie jak odzież, wziąć udział w warsztatach, czy też poznać malarki i ich pracę.
W 2023 roku otworzono filię miejskiego Centrum Kultury „Browar B.” pod nazwą Interaktywne Centrum Fajansu – Skarbiec Fajansu. Na potrzeby adaptacji wnętrz dokonano przebudowy zabytkowego gmachu z 1911 roku wraz z sąsiadującym z nim budynkiem z lat 90. XX wieku. W tym samym roku przestrzeń zaprojektowana przez Koza Nostra Studio otrzymała wyróżnienie podczas Art in Architecture Festival w kategorii Przestrzeń wystawiennicza. W kolejnym roku gmach otrzymał nagrodę w konkursie Modernizacja Roku & Budowa XXI wieku. Jednym z głównych partnerów Skarbca Fajansu jest Fabryka Fajansu Włocławek.

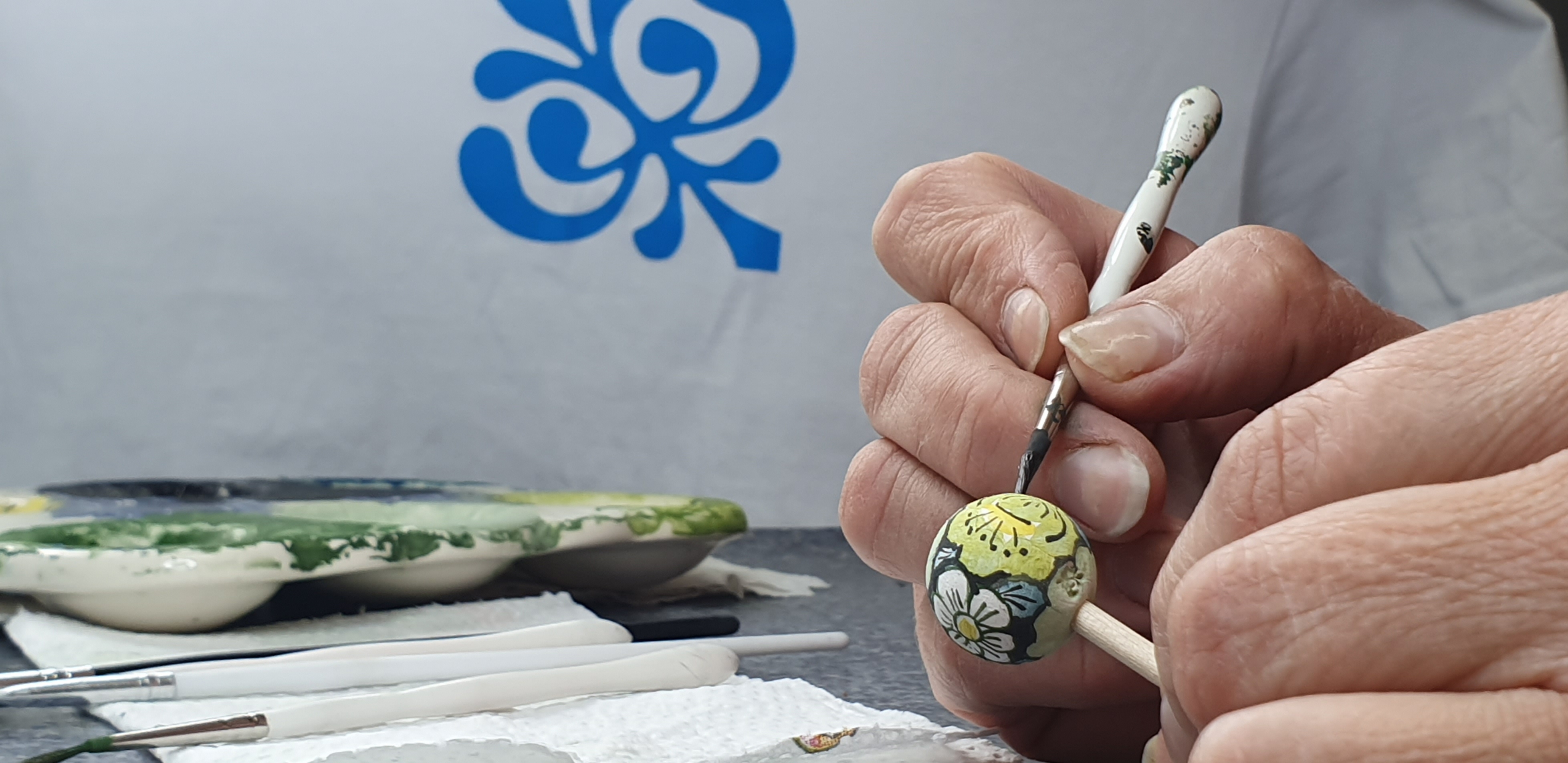
Malowanie koralików marki FajansoweLove w Fabryce Fajansu we Włocławku
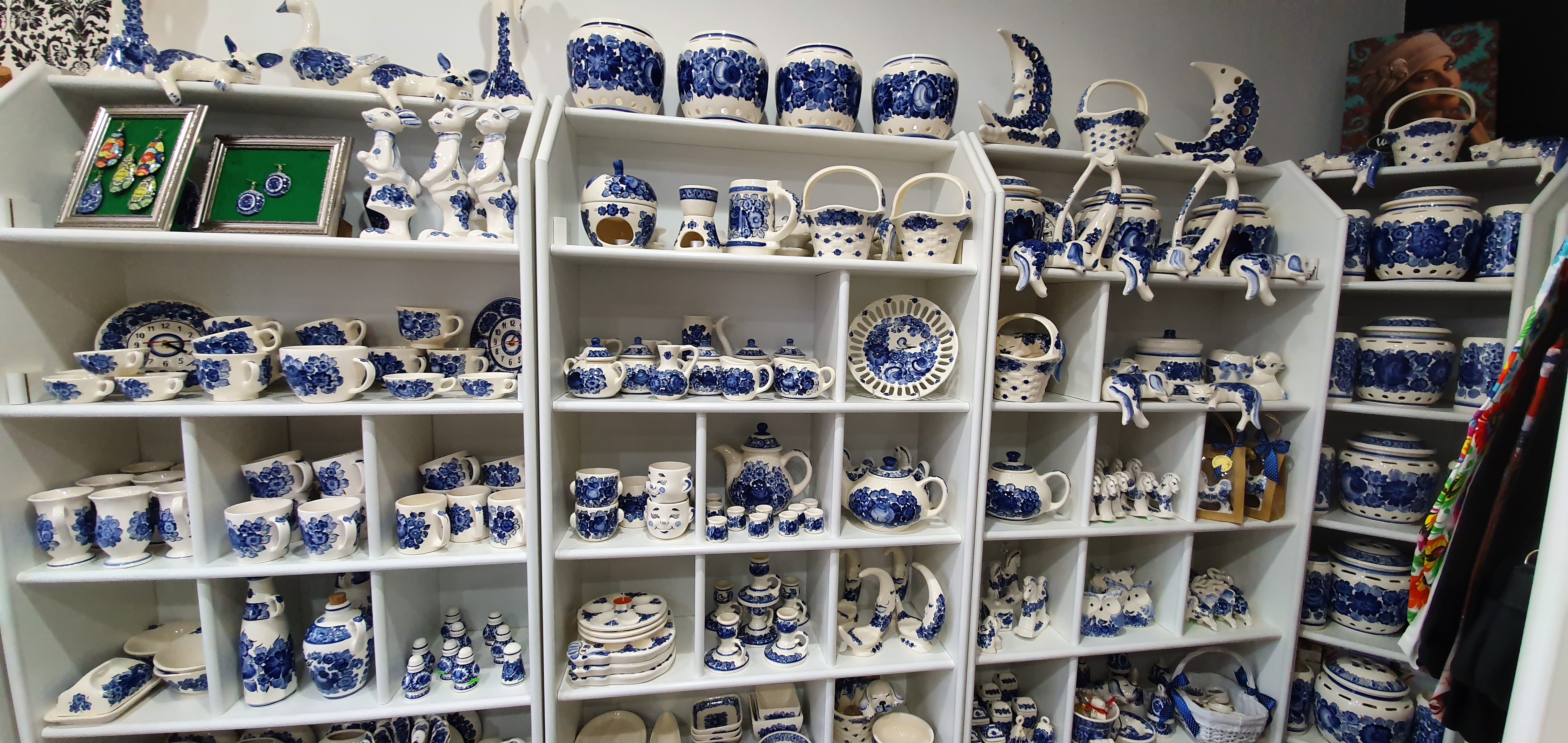
Galeria fajansu w sklepie partnerskim fabryki. Dominują wyroby w tradycyjnej barwie kobaltowej
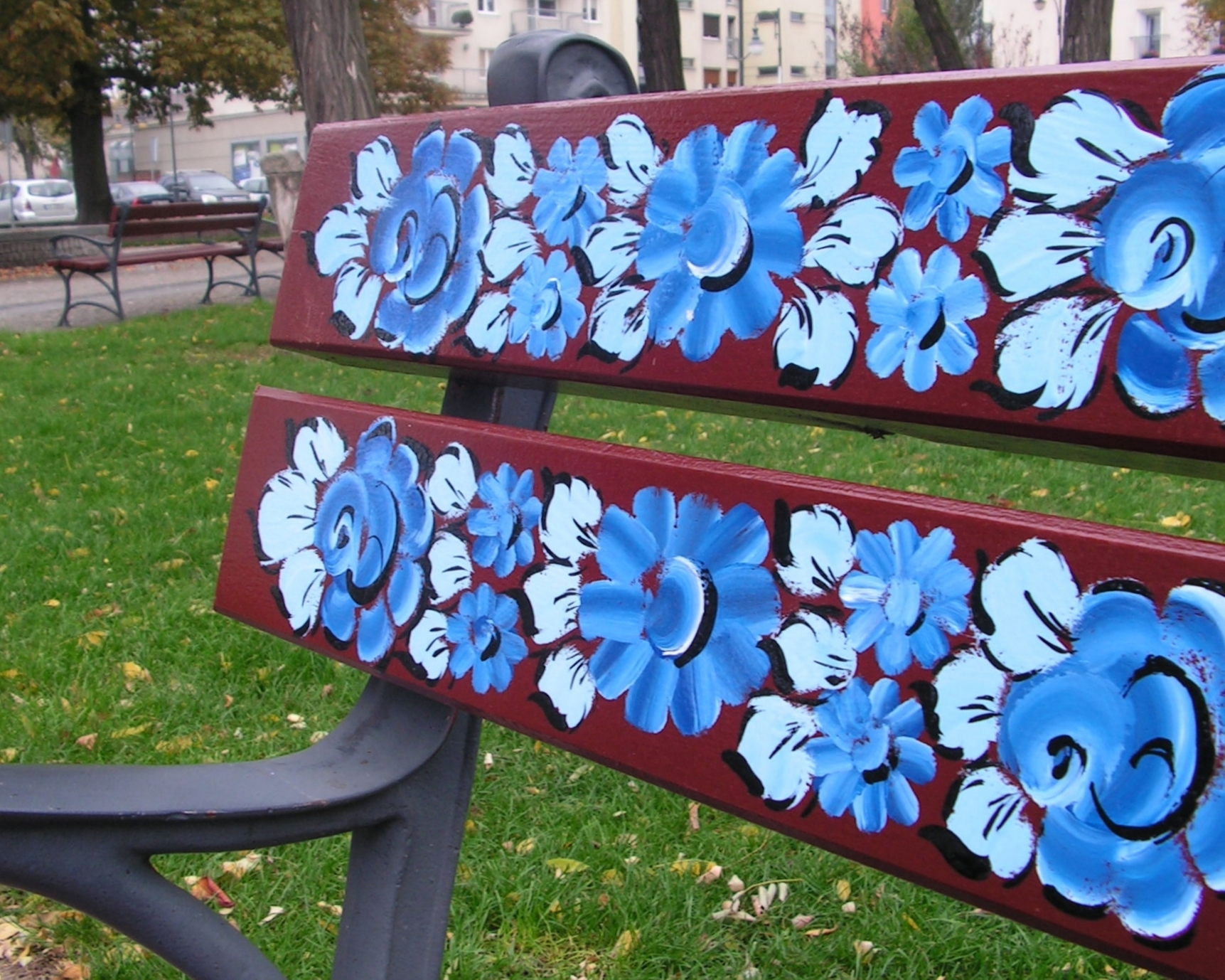
Ławka przy skwerze im. Kaczyńskich udekorowana fajansowymi motywami
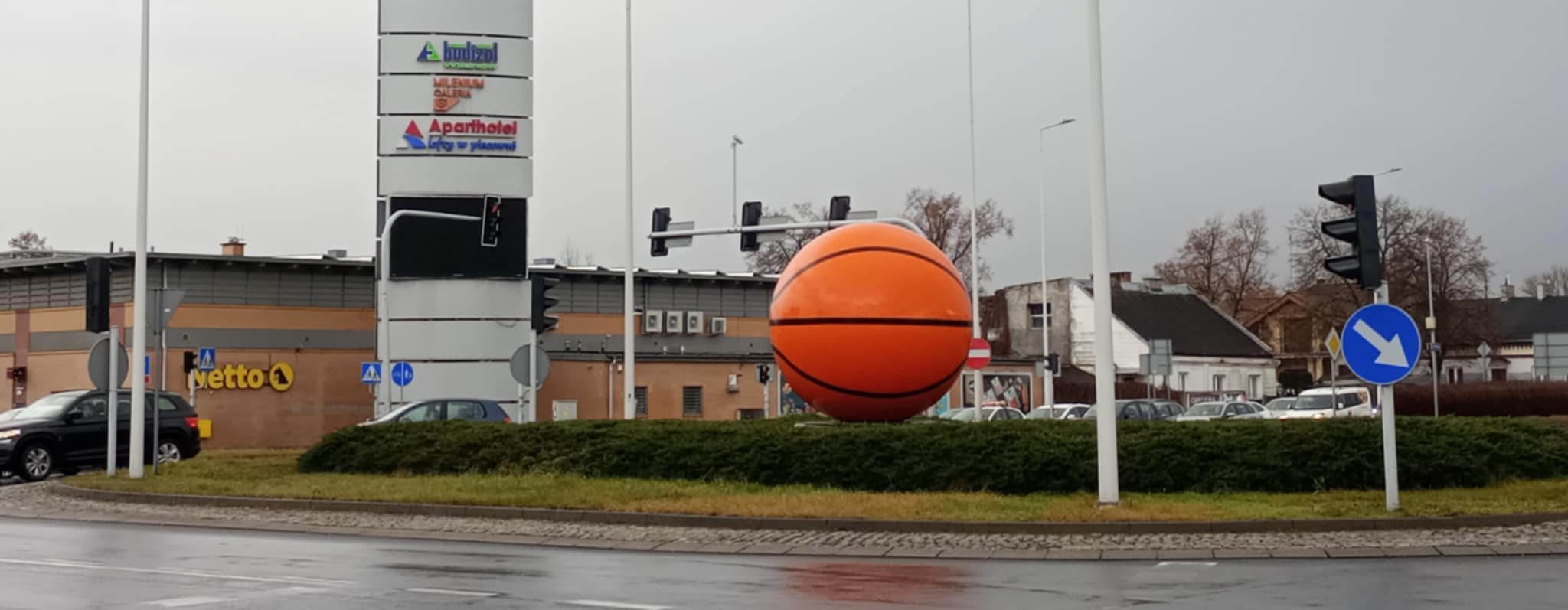
Fajansowa piłka do koszykówki zainstalowana na rondzie w ciągu drogi krajowej nr 91 z inicjatywy Tyberiusza Rajsa
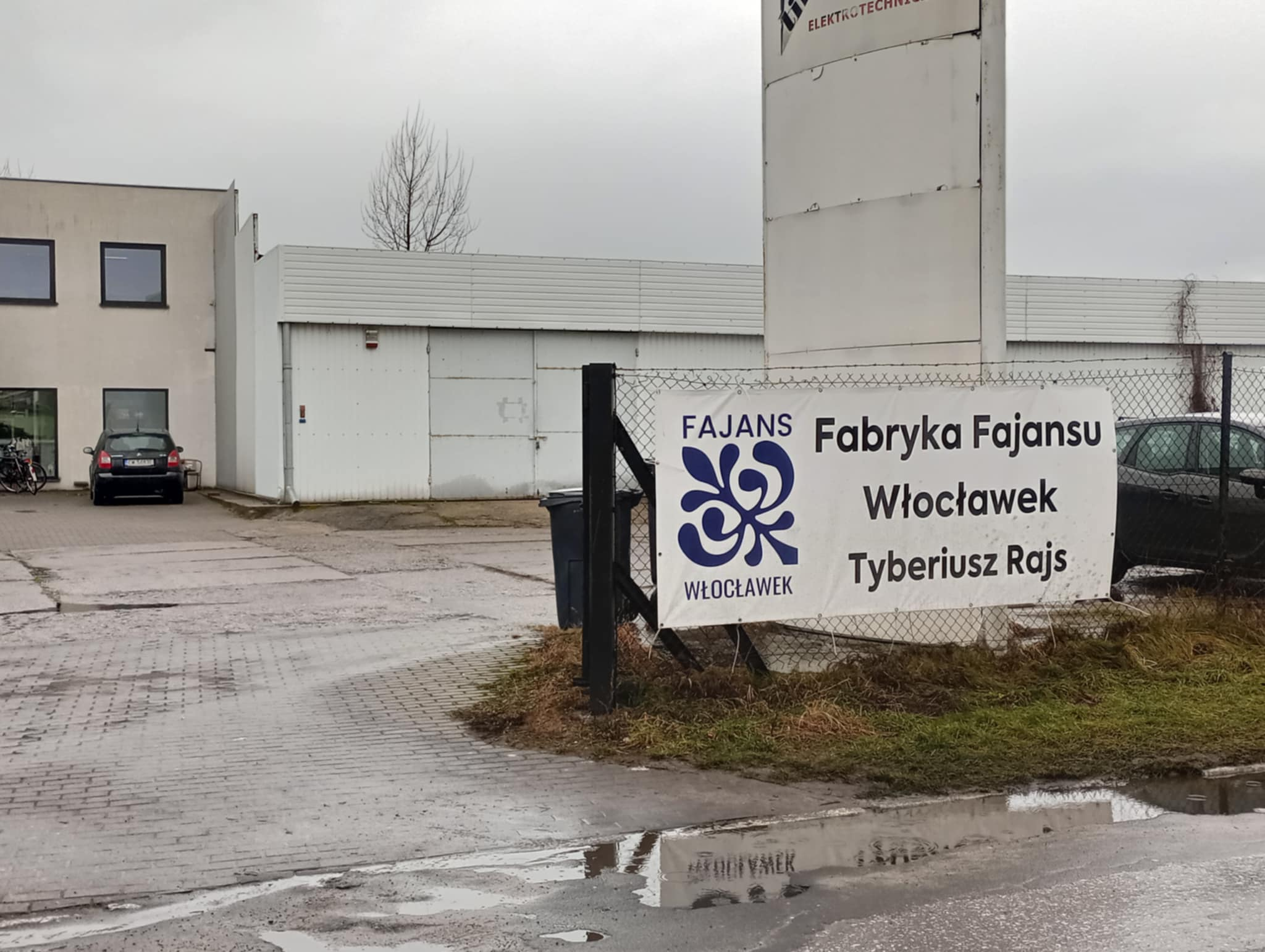
W 2024 roku Fabryka Fajansu przeniosła linię produkcyjną z ul. Falbanki na ul. Spółdzielczą 3. W poprzedniej fabryce właściciel nieruchomości uruchomił od podstaw własną fabrykę fajansu

## Demografia
Liczba mieszkańców miasta na przestrzeni wieków kształtowała się różnie. W okresie istnienia grodu książęcego (X wiek) Włocławek wsparł Bolesława Chrobrego znaczącym wojskiem jak na ówczesne czasy (rzekomo „800 pancernych i 2000 tarczowników”), a to świadczy o istnieniu dużego grodu już w X wieku. W XIV wieku ta sytuacja diametralnie się zmieniła pod wpływem najazdów krzyżackich, a kolejne spustoszenie wśród liczby ludności wywołał potop szwedzki w XVII wieku. Dynamiczny przypływ ludności nastąpił wraz z rozwojem przemysłu we Włocławku na przełomie XIX wiek i XX wieku. Obecnie miasto dotknął proces suburbanizacji, który jest charakterystyczny dla krajów Europy Zachodniej i USA. Sama tylko gmina Fabianki w okresie 1995–2007 zwiększyła swoją liczbę ludności o 15%, przy jednoczesnym spadku liczby mieszkańców Włocławka. Jest to proces charakterystyczny dla większości dużych polskich miast. Na spadek liczby włocławian mogła wpłynąć również likwidacja województwa włocławskiego i związana z tym redukcja etatów w lokalnej administracji – spadek liczby mieszkańców odnotowuje się we Włocławku od 1999 r., a wtedy właśnie weszła w życie reforma administracyjna.
Największą liczbę ludności Włocławek odnotował w 1998 r. – 123 373 mieszkańców.
Według danych Głównego Urzędu Statystycznego z 31 grudnia 2024 roku miasto odnotowało liczbę zameldowanych mieszkańców na poziome 99 474 osób. To oznacza, że miasto spadło poniżej 100 tys. zameldowanych mieszkańców, a we Włocławku ostatni raz taki stan rzeczy miał miejsce w 1977 roku, kiedy to miasto odnotowało 95 000 zameldowanych mieszkańców.
Piramida wieku mieszkańców Włocławka w 2014 roku.

## Gospodarka
| Rok  | Liczba podmiotów gospodarczych | Przeciętne miesięczne wynagrodzenie | Stopa bezrobocia rejestrowanego |
| ---- | ------------------------------ | ----------------------------------- | ------------------------------- |
| 2010 | 12 278                         | 3018,94 zł                          | 19,5%                           |
| 2011 | 11 765                         | 3132,44 zł                          | 19,8%                           |
| 2012 | 11 863                         | 3240,04 zł                          | 21,3%                           |
| 2013 | 11 950                         | 3419,98 zł                          | 20,3%                           |
| 2014 | 11 823                         | 3530,87 zł                          | 18,9%                           |
| 2015 | 11 678                         | 3631,31 zł                          | 16,9%                           |
| 2016 | 11 544                         | 3770,16 zł                          | 16,4%                           |
| 2017 | 11 438                         | 3941,33 zł                          | 12,8%                           |
| 2018 | 11 083                         | 4166,00 zł                          | 10,4%                           |

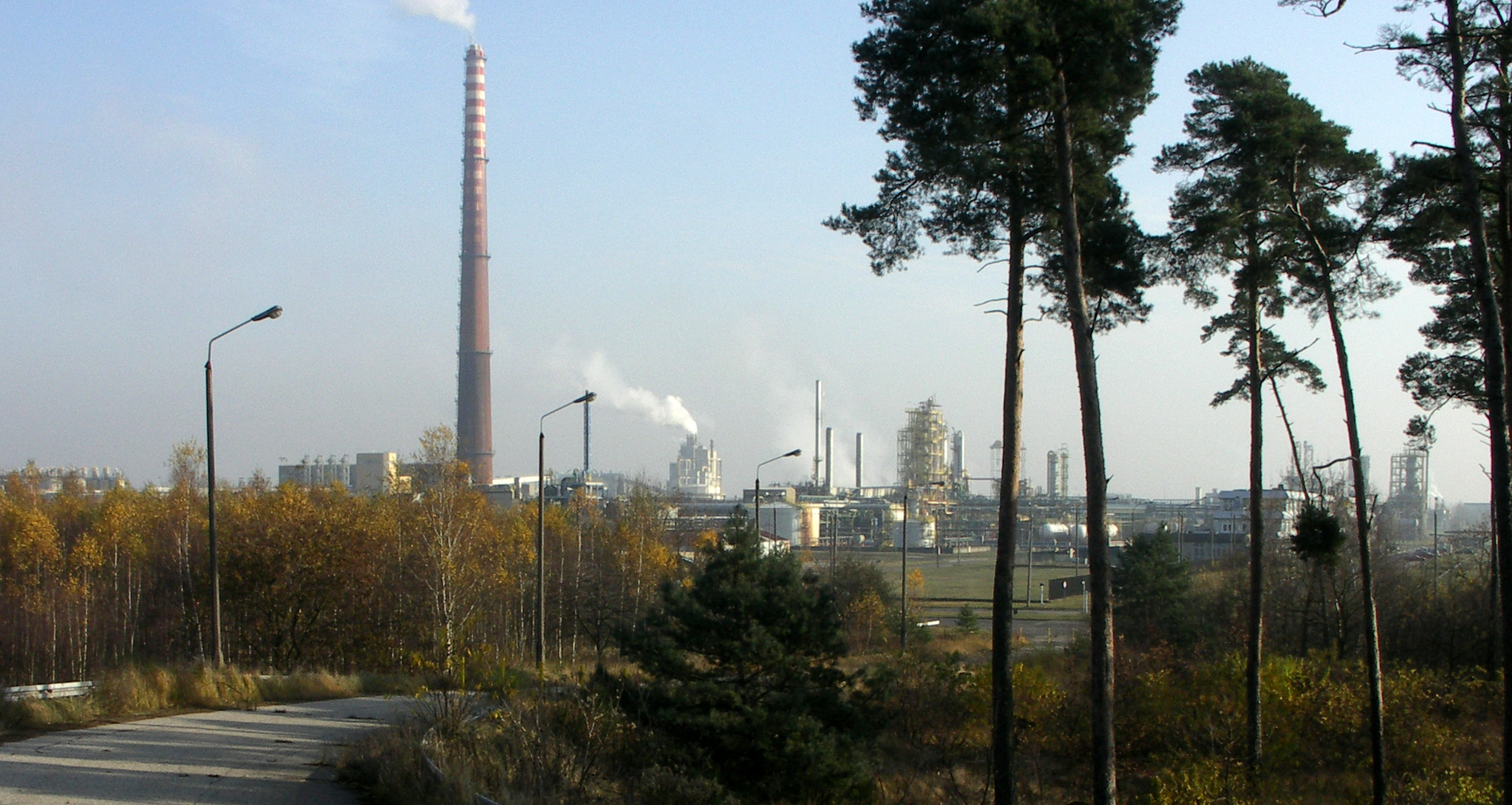
Fragment zakładów chemicznych Anwil SA

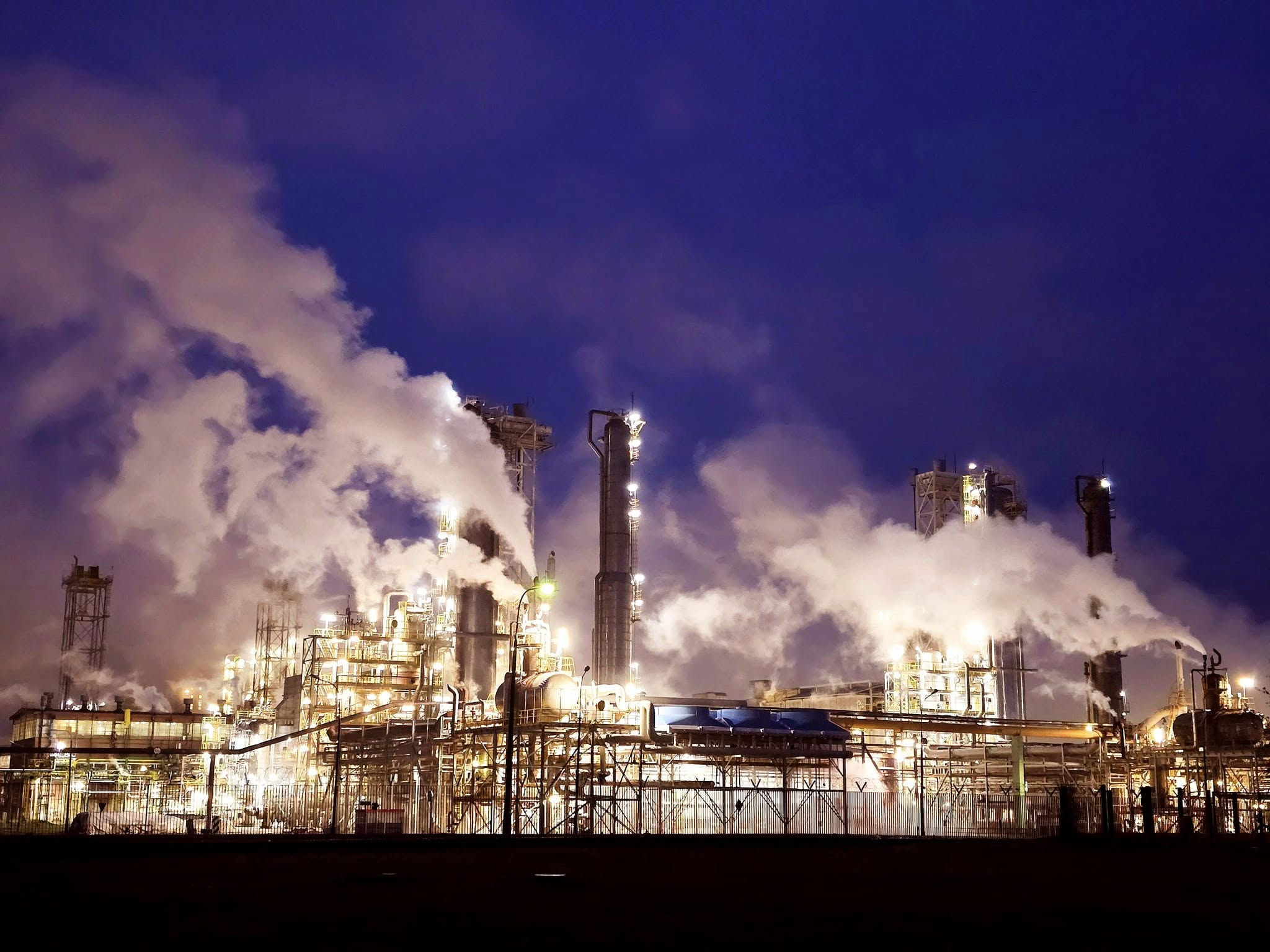
Nocny widok na zakłady chemiczne Anwil SA

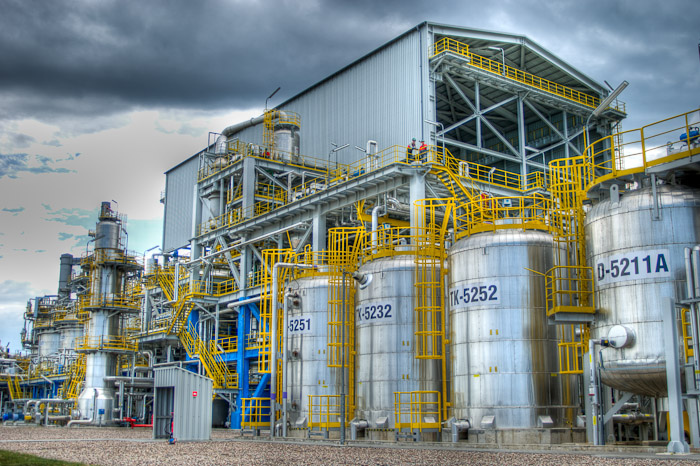
Kompleks petrochemiczny Orlenu

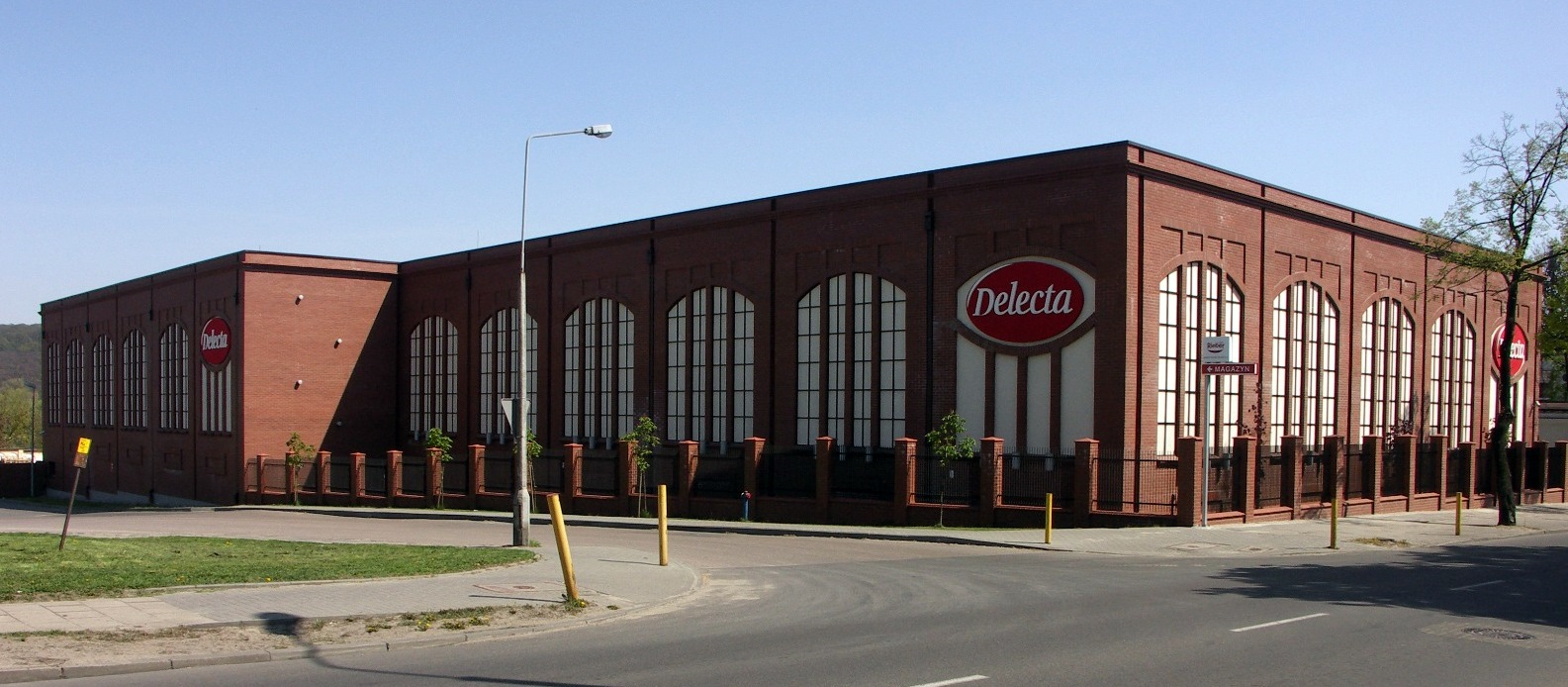
Nowy magazyn Delecty przy ul. Wyszyńskiego, nawiązujący architekturą do zabytkowych budynków firmy

W grudniu 2017 roku stopa bezrobocia wynosiła we Włocławku 12,8%, na tle 9,9% bezrobocia w województwie kujawsko-pomorskim.

### Przedsiębiorstwa

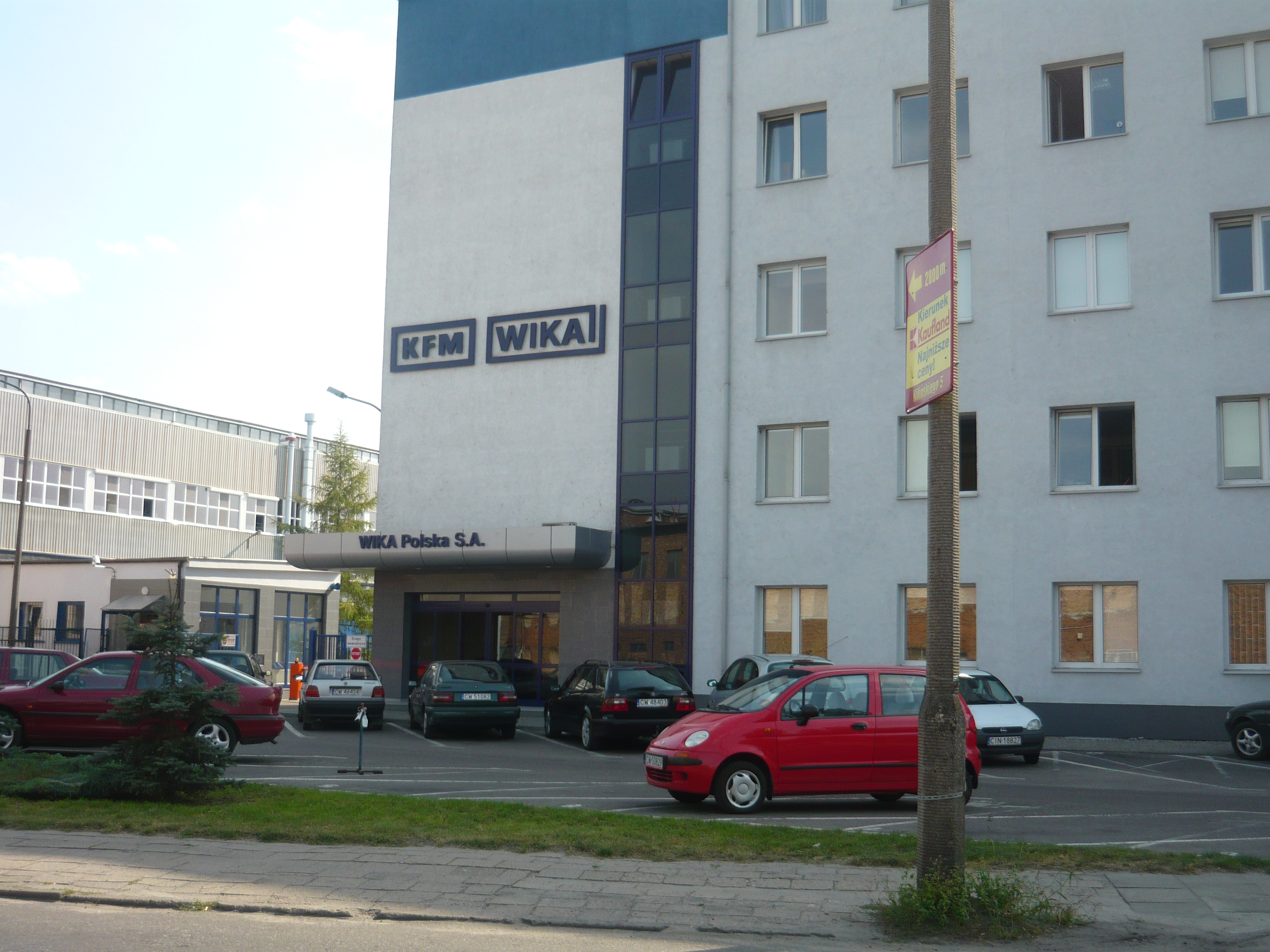
Siedziba przedsiębiorstwa Wika Polska Sp. z o.o.

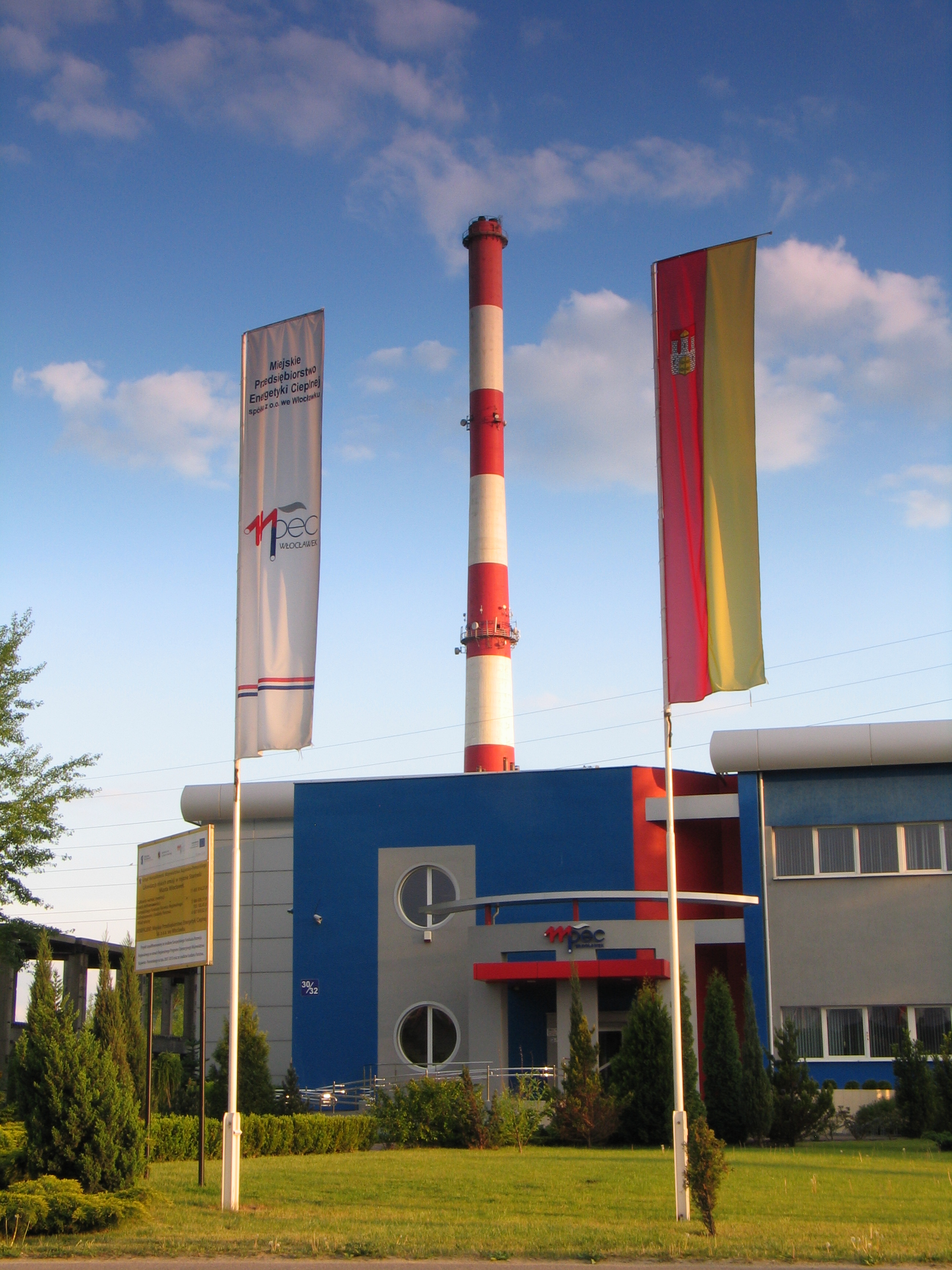
MPEC Włocławek

W mieście obecny jest m.in. przemysł chemiczny, energetyczny, spożywczy, precyzyjny, metalowy i materiałów budowlanych, w mniejszej skali niż w przeszłości również maszynowy, papierniczy oraz innych branż. We Włocławku ma swoją siedzibę 9 z 2000 największych polskich przedsiębiorstw (według rankingu „Rzeczpospolitej”):
- Anwil S.A.
- Salamander Window & Door Systems S.A.
- Drumet Liny i Druty sp. z o.o.
- Guala Closures DGS Poland S.A.
- Indorama Ventures Poland Sp. z o.o.
- Molewski Sp. z o.o.
- PSH Lewiatan
- Delecta S.A.; w latach 2002–2014 przedsiębiorstwo działało pod nazwą Rieber Foods Polska SA[161][162]
- WIKA Polska sp. z o.o. sp. k.

Do większych przedsiębiorstw funkcjonujących na terenie Włocławka, zatrudniających powyżej 250 pracowników, należą także:
- Anwis Polska Sp.z o.o.
- Instal-Projekt Gawłowscy, Ścierzyńscy S.J.
- Run Chłodnia Sp. z o.o.
- Sanitec Koło Sp. z o.o.
- Top 2000 Hamelin Polska Sp. z.o.o.

Dawniej do największych włocławskich zakładów należały:
- fabryki fajansu,
- fabryki maszyn rolniczych,
- fabryki mebli,
- Kombinat Budowlany („fabryka domów” z wielkiej płyty),
- Kujawska Fabryka Farb i Lakierów Nobiles,
- Ursus,
- Zakłady Celulozowo-Papiernicze im. Juliana Marchlewskiego we Włocławku (powstały w 1899 r., ogłosiły upadłość w 1994 r.).

W przeszłości działał tu również Zakład Rybacki Włocławek, wchodzący w skład Państwowego Gospodarstwa Rybackiego Bydgoszcz.
Przy ulicy Wiklinowej, nieopodal zakładów chemicznych, funkcjonuje ponad 33-hektarowa Włocławska Strefa Rozwoju Gospodarczego, która jest podstrefą Pomorskiej Specjalnej Strefy Ekonomicznej. W roku 2011 na terenie obok Anwilu ukończono jedną z większych inwestycji przemysłowych w Polsce – budowę instalacji kwasu tereftalowego za około 3,75 mld zł. W roku 2013 Orlen rozpoczął budowę dodatkowego bloku energetycznego przy Anwilu (gazowo-parowego, o mocy 463 MW), inwestycję zrealizowało konsorcjum składające się z koncernów General Electric International oraz SNC-Lavalin Polska, jej koszt oszacowano na blisko 1,4 mld zł.
Oprócz zakładów przemysłowych w mieście istnieje szereg spółek miejskich, świadczących usługi dla mieszkańców i odbiorców komercyjnych. Do ważniejszych zaliczamy:
- Przedsiębiorstwo Gospodarki Komunalnej „Saniko”,
- Miejskie Przedsiębiorstwo Energetyki Cieplnej,
- Miejskie Przedsiębiorstwo Komunikacyjne,
- Miejskie Przedsiębiorstwo Wodociągów i Kanalizacji.

### Infrastruktura
Rozwój przemysłu energetycznego i chemicznego umożliwia bogata infrastruktura Włocławka i okolic. Nieopodal miasta znajduje się tłocznia gazu, która powstała w związku z wybudowaniem gazociągu Jamał – Europa, w pobliżu krzyżowania się polskich magistral gazowych. Niedawno (w 2011 r.) oddano do użytku gazociąg Włocławek – Gdynia. Korzystny dla perspektyw włocławskiego przemysłu może być też przebieg trasy rurociągu Płock – Nowa Wieś Wielka, który jest przeznaczony do transportu różnych paliw płynnych na potrzeby krajowe. Największa włocławska dzielnica przemysłowa (Zachód Przemysłowy) jest znacznie oddalona od gęstej zabudowy mieszkaniowej, dzięki czemu mogą powstawać tu zakłady o dużej uciążliwości oddziaływania na środowisko naturalne. Położona jest nad Wisłą, co umożliwia dostawy wielkogabarytowych elementów konstrukcyjnych. Transport drogowy ułatwia będąca w zasięgu kilku kilometrów autostrada A1. Za przemysłowy transport kolejowy odpowiada stacja Włocławek Brzezie. W zasięgu terenów inwestycyjnych funkcjonuje wiele przemysłowych ujęć wody oraz przemysłowych oczyszczalni ścieków.

### Handel

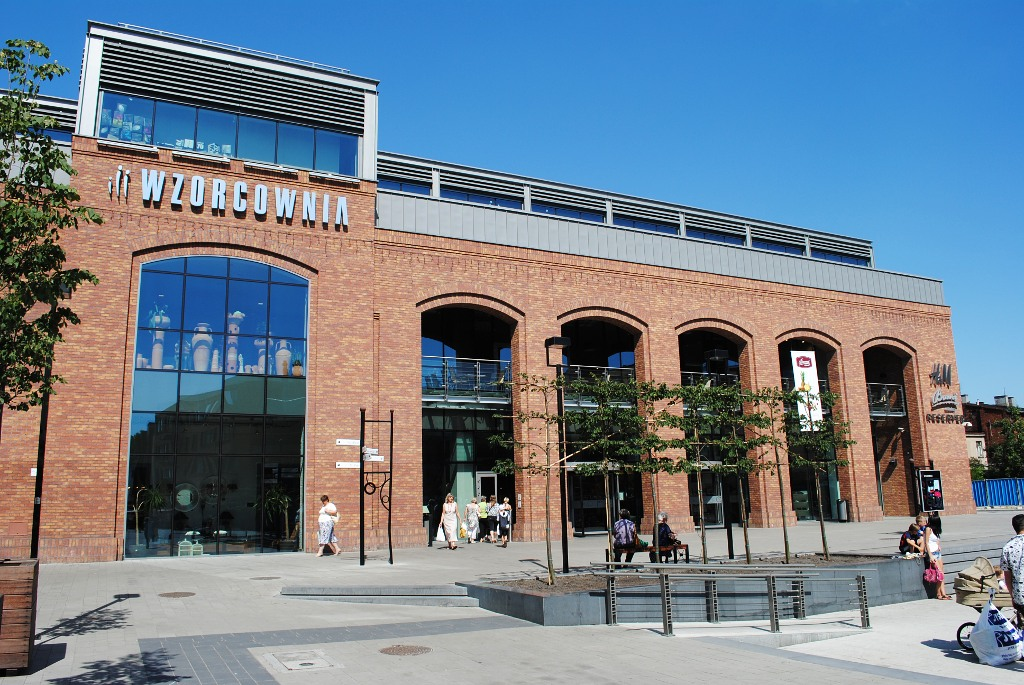
Wzorcownia we Włocławku

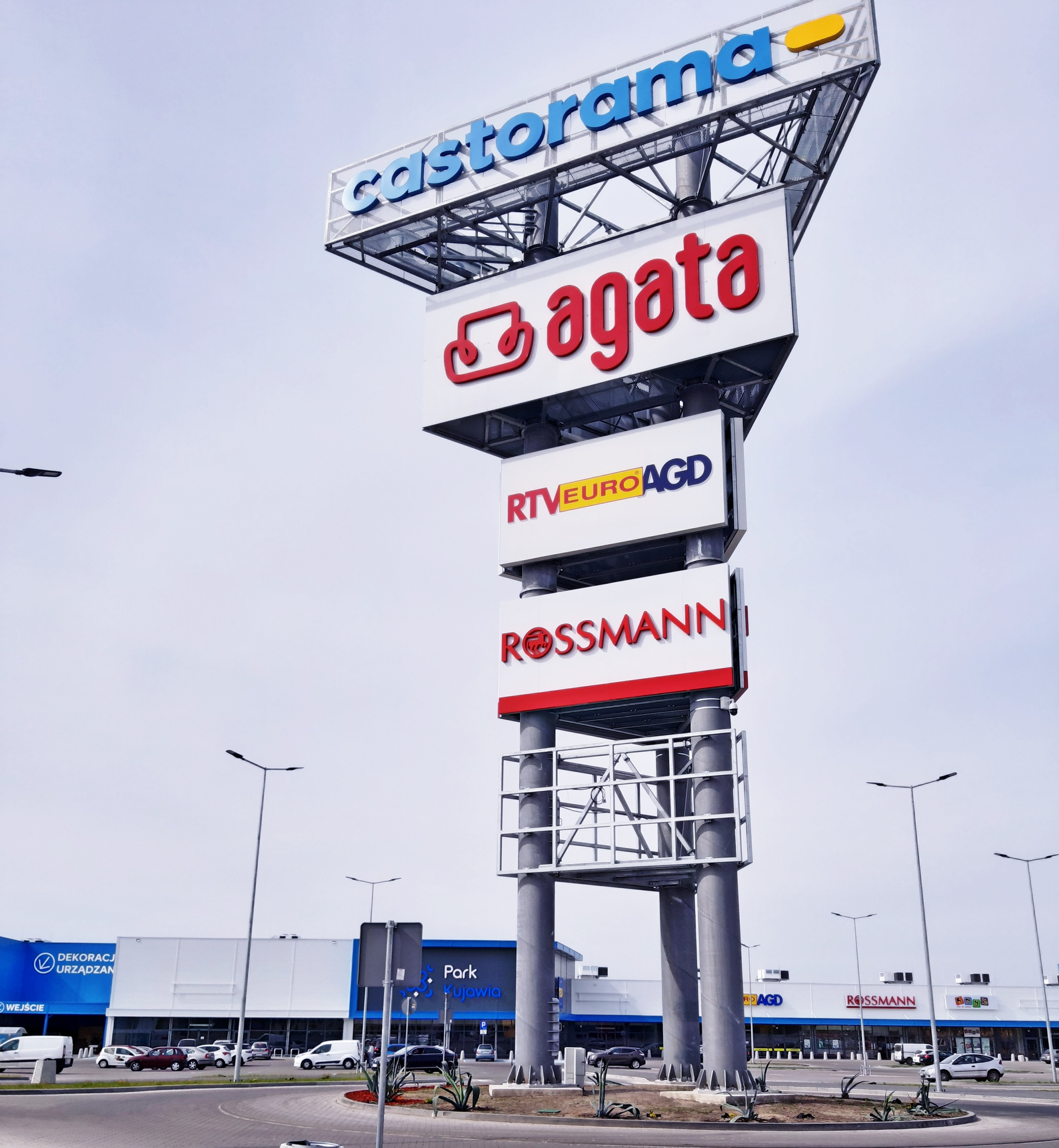
Park Kujawia we Włocławku

- Wzorcownia – centrum handlowe, które znajduje się przy ul. Pułaskiego – efekt rewitalizacji terenów po fabrykach fajansu i fabryce maszyn rolniczych Hugo Mühsama. W ramach pierwszych inwestycji, firmowanych jako „CH City”, oddano do użytku wielkopowierzchniowy obiekt handlowy, kilka dużych lokali, hotel, multipleks (Multikino) i parking na kilkaset samochodów. W późniejszym okresie powstały: galeria handlowa Wzorcownia (składająca się z kilkudziesięciu sklepów, rozmieszczonych na kilku poziomach), dwa apartamentowce, parking podziemny i budynek usługowo-rozrywkowy. Wzorcownia to ważny projekt urbanizacyjny dla miasta, ze względu na rewaloryzację rozległych terenów ruin pofabrycznych w śródmieściu. Jest to największy projekt rewitalizacyjny dotychczas realizowany we Włocławku.
- Newbridge (dawniej Focus Park) – centrum handlowe, które jest usytuowane przy ulicy Komunalnej o powierzchni 6236 metrów kwadratowych. Nieruchomość została wybudowana w 2011 roku. Znajdują się w niej m.in. takie sklepy jak: Media Expert, Rossmann, CCC, Deichmann, KIK oraz PEPCO. Newbridge oferuje odwiedzającym 316 miejsc parkingowych[174].
- Park Kujawia – centrum handlowe, które zostało otwarte 26 lutego 2020 roku przy zbiegu ulic Kapitulnej oraz Długiej[175], na terenie po byłej jednostce wojskowej. Roboty budowlane rozpoczęły się w drugiej połowie 2018 r. a zakończyły w styczniu 2020 r. Znajdują się tam takie sklepy jak: Castorama o powierzchni 7300 m², Rossmann, Dealz, Smyk, RTV Euro AGD oraz Agata Meble[176] o powierzchni handlowej 10 500 m². Mają również zostać otwarte inne sklepy ogólnopolskich sieci: PEPCO, KiK, Tedi oraz Sala Zabaw Honolulu[177].

Najstarszym i największym skupiskiem wielkopowierzchniowych obiektów handlowych są okolice ulic Witosa i Komunalnej. Poza tym we Włocławku znajdują się hipermarkety: Auchan, OBI, Kaufland oraz supermarkety: Netto, Aldi, Biedronka, Jysk, Lidl, Stokrotka, Lewiatan (dawniej Carrefour). Stosunkowo dużo sklepów, banków i punktów usługowych znajduje się na placu Wolności, a także na przyległych ulicach (Chopina, Kościuszki, 3 Maja, Zduńska). W mieście znajdują się obecnie dwa targowiska miejskie, pierwsze przy ul. Związków Zawodowych, w zrewitalizowanych ceglanych halach przemysłowych, a drugie przy ul. Kaliskiej. Ponadto w niedziele w dawnej zajezdni autobusowej nr 2 przy alei Kazimierza Wielkiego funkcjonuje pchli targ.

### Baza turystyczna

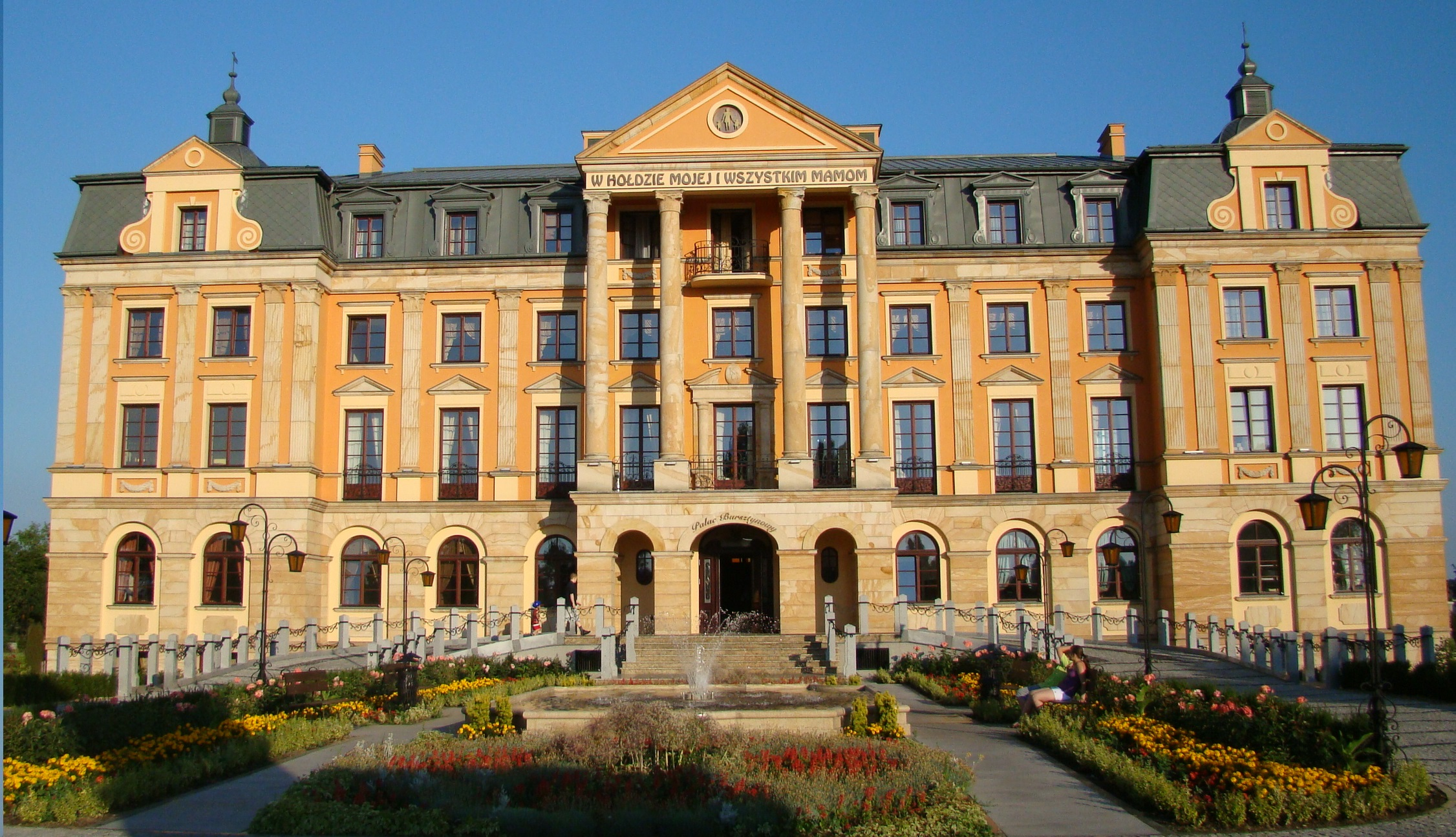
Pałac Bursztynowy we Włocławku

W 2013 roku baza turystyczna miasta składała się z 8 obiektów hotelowych, które w ciągu 12 miesięcy udzieliły 48,1 tys. noclegów, w tym 4363 turystom zagranicznym. Według danych GUS z 2017 r. Włocławek posiadał 14 obiektów noclegowych, a liczba udzielonych noclegów wyniosła: 71,7 tys., w tym 9559 turystom zagranicznym.

#### Hotele

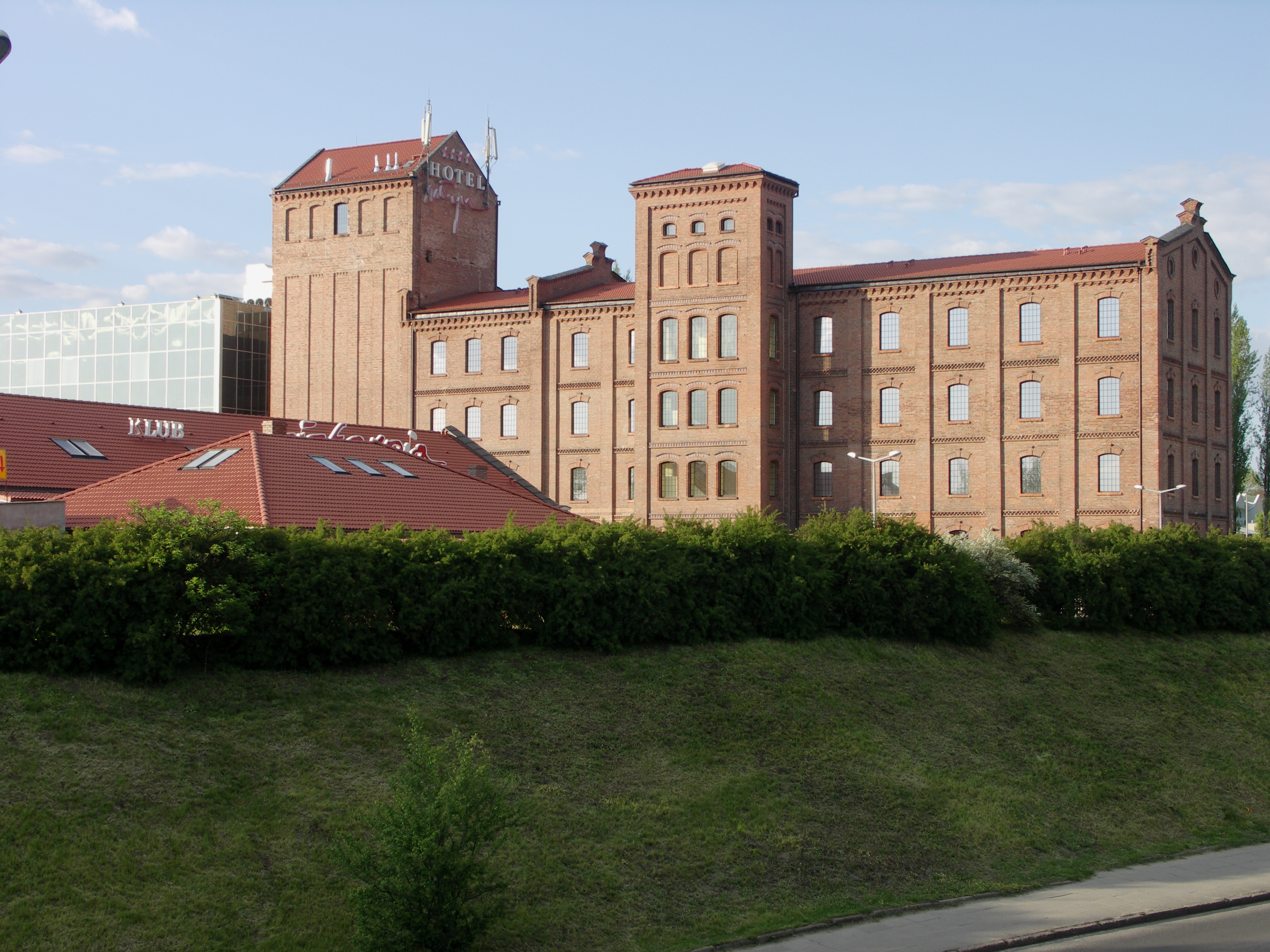
Hotel Młyn we Włocławku

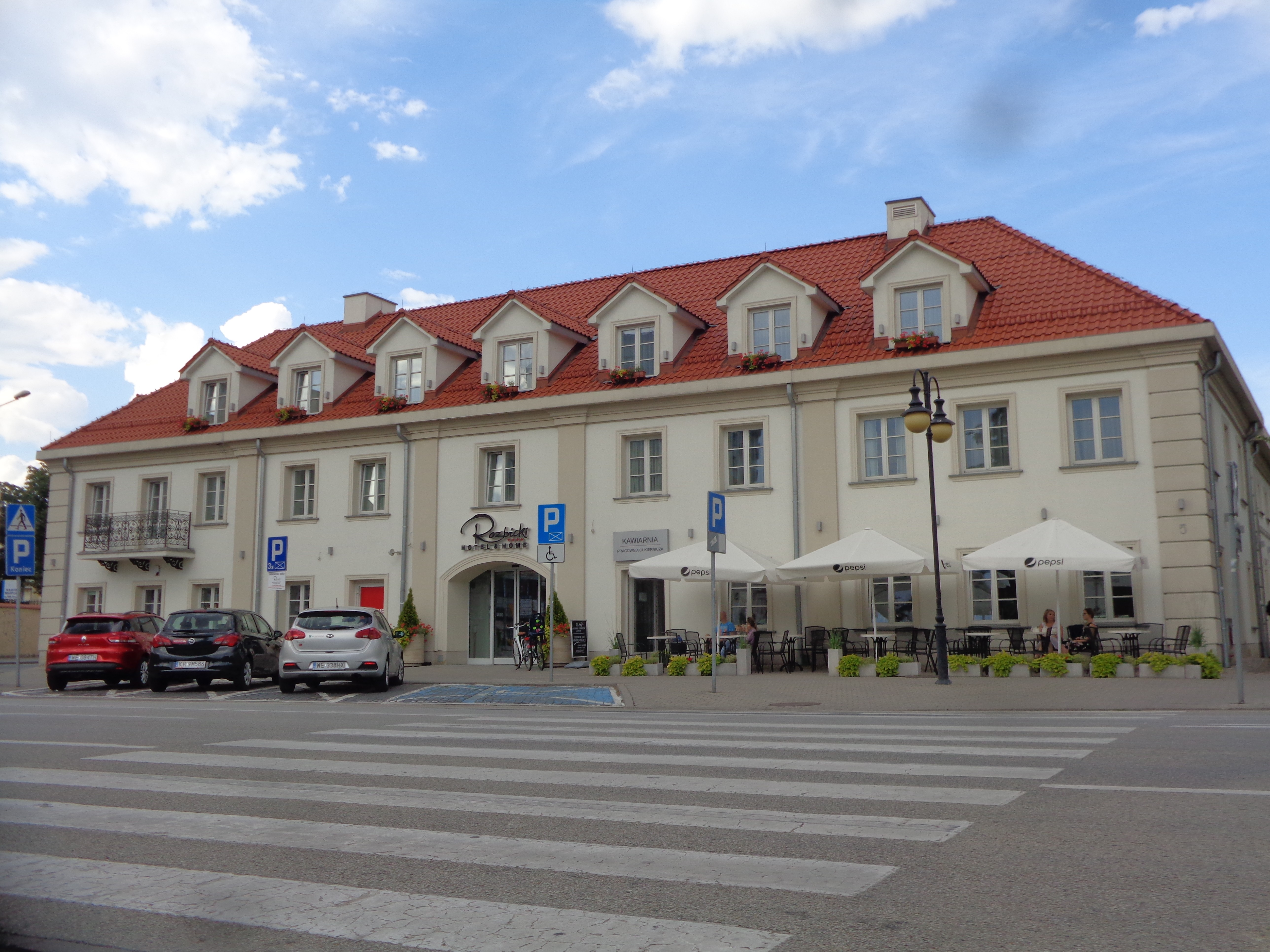
Hotel Rozbicki we Włocławku

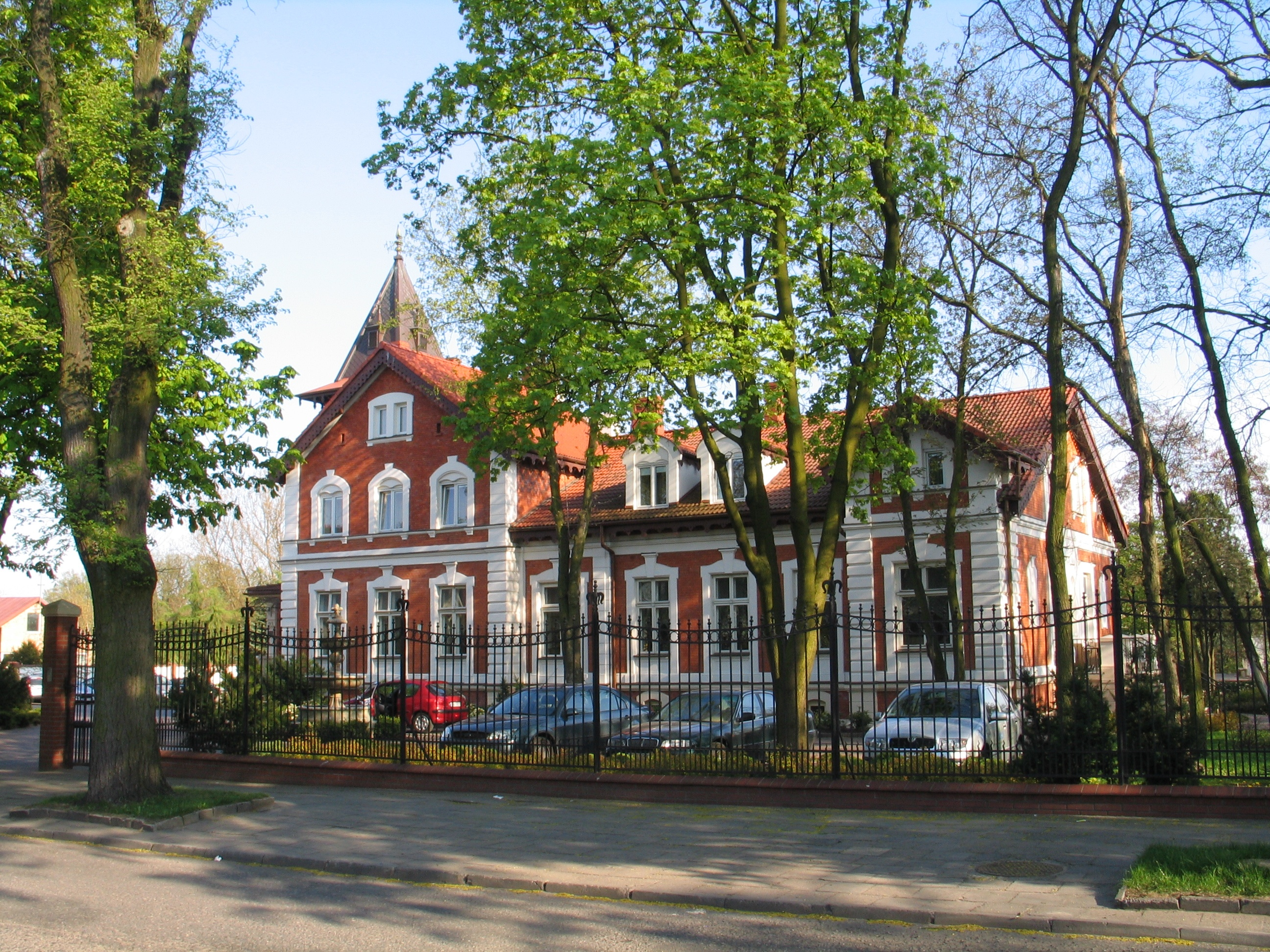
Hotel Aleksander, Włocławek

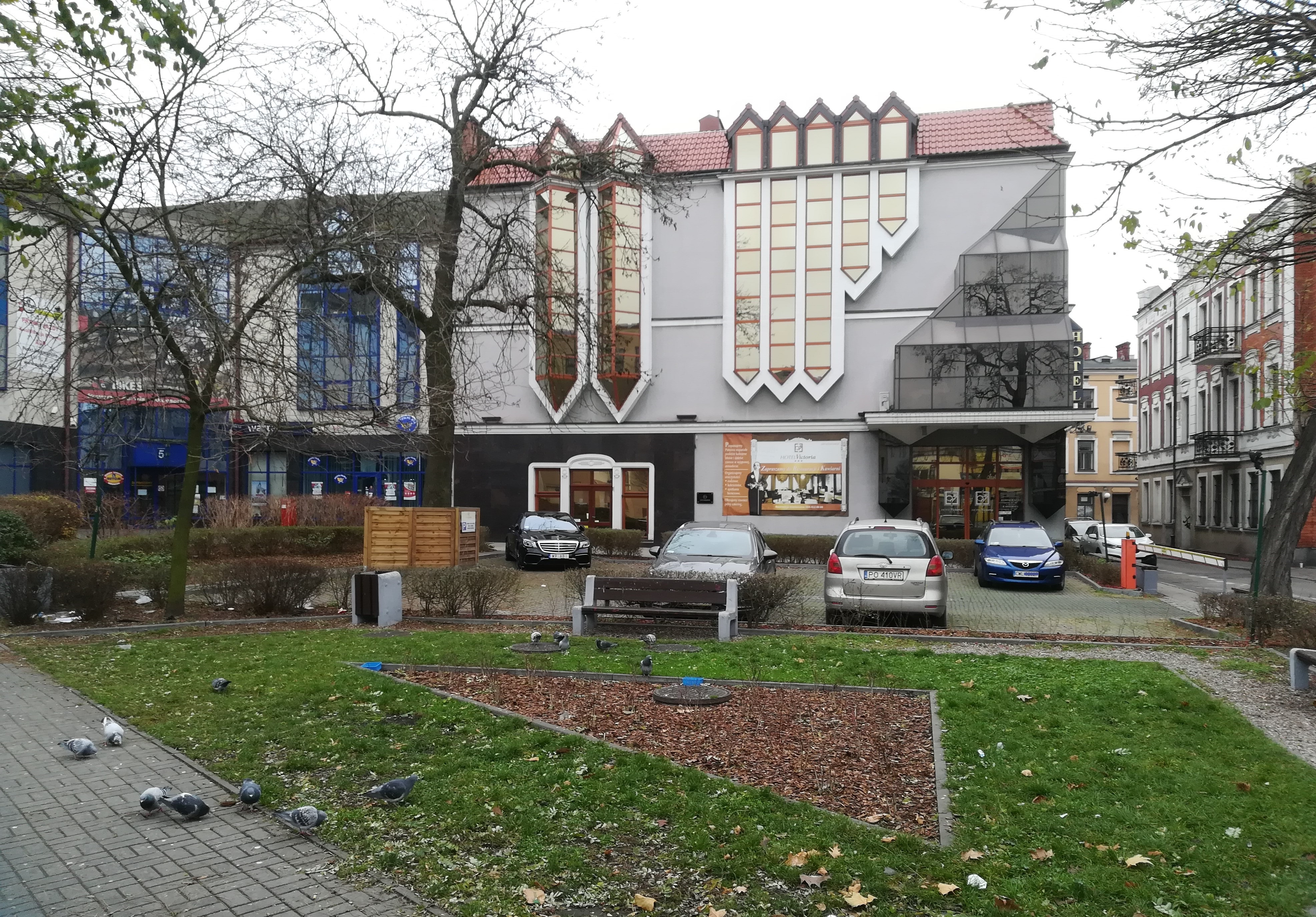
Hotel Victoria we Włocławku

Obecnie we Włocławku funkcjonują hotele spełniające standardy:
- trzygwiazdkowe:
  - Pałac Bursztynowy – ul. Okrężna 21, położony we wschodniej części miasta, na 4-hektarowym obszarze ogrodów krajobrazowych, jest też siedzibą Fundacji Samotna Mama[180],
  - Hotel Portofino – al. Kazimierza Wielkiego 6E,
  - Hotel Victoria – ul. Przechodnia 1 B,
  - Hotel RiverSide – ul. Piwna 3,
  - GarageHotel – ul. Toruńska 113[181],

Hostele
- Hostel Fabryka – ul. POW 32,
- Hostel Phoenix – al. Chopina 6.

Inne obiekty noclegowe
- Aparthotel „Lofty w piecowni” ul. Bauera 5, usytuowany w Centrum Handlowym Wzorcownia,
- Pensjonat i Klub Jeździecki „Michelin” ul. Lipowa 12b,
- Hotelik Grandmet (noclegi dla firm) ul. Żwirowa 21,
- Arsenał kwatery ul. Barska 44,
- Ośrodek Hotelarski „Wikaryjka” Jedwabna/Włocławka.

#### Obiekty szkolne i uczelniane
- Akademik PANS we Włocławku – ul. Obrońców Wisły 1921 nr 21/25,
- Szkolne Schronisko Młodzieżowe – ul. Mechaników 1,
- Internat Zespołu Szkół Katolickich im. ks. Jana Długosza – ul. Łęgska 26.

#### Kempingi i pola namiotowe
- Marina Zarzeczewo we Włocławku,
- przystań miejska nad Jeziorem Włocławskim,
- pole namiotowe Aeroklubu Włocławskiego.

## Transport

### Transport drogowy
Na zachód od miasta przebiega:

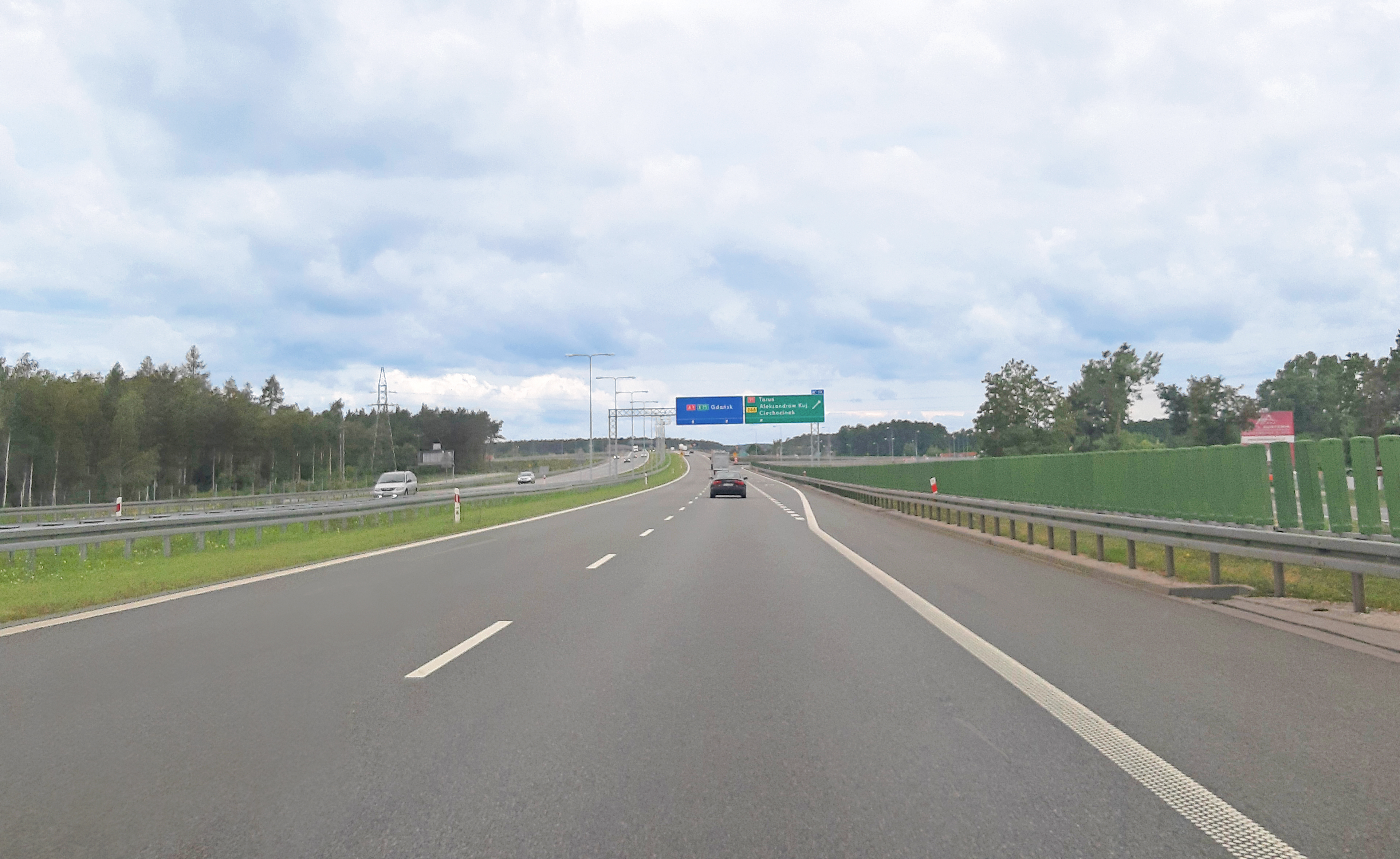
Autostrada A1, Włocławek Zachód

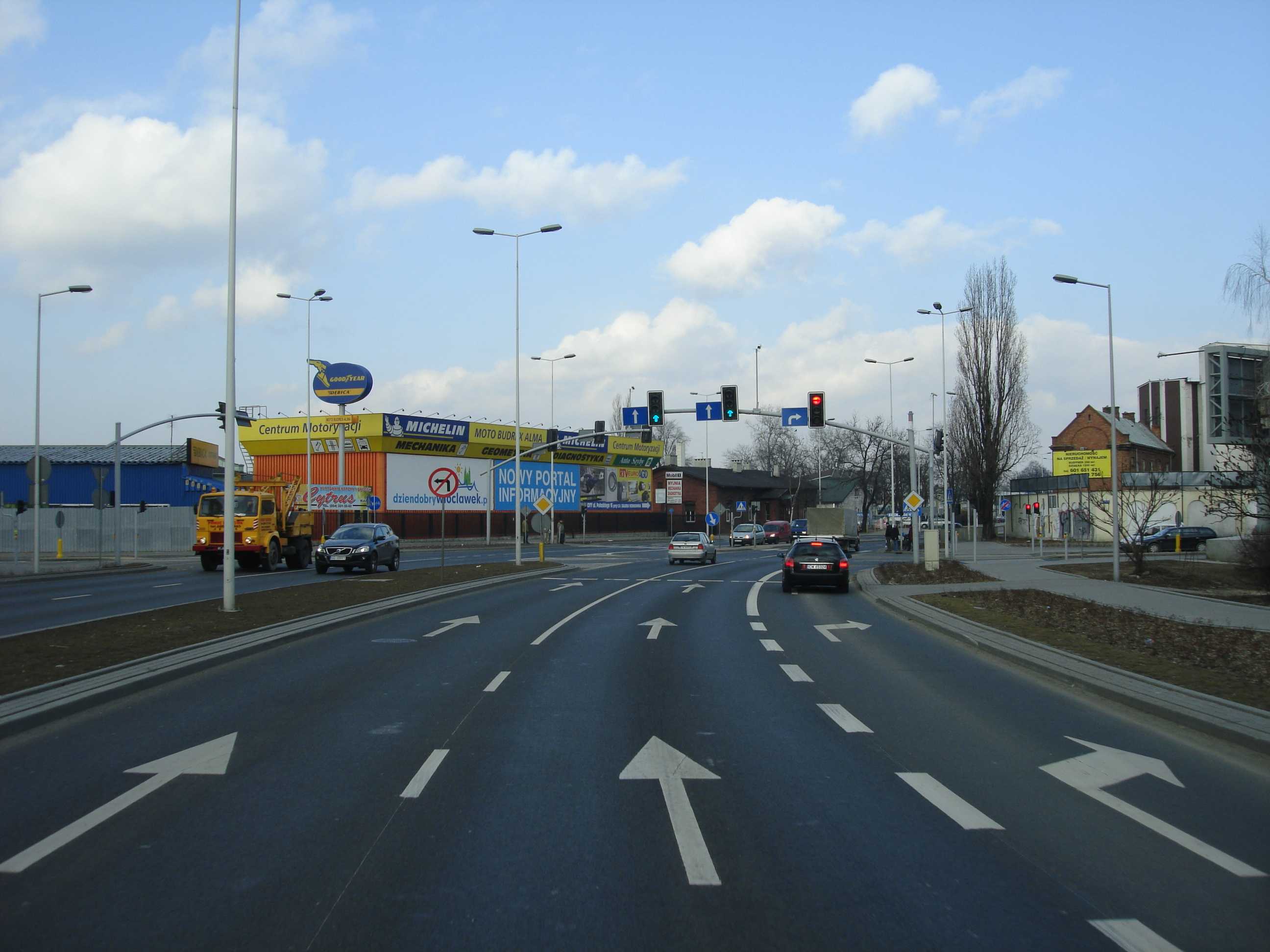
Droga krajowa nr 91, Włocławek

- A1E75  (Rusocin – Grudziądz – Toruń – Włocławek – Łódź – Piotrków Trybunalski – Częstochowa – Pyrzowice – Bytom – Zabrze – Gliwice – Żory – Gorzyczki – granica z Czechami). Autostrada odciąża drogi przechodzące przez miasto, zdejmując z nich w znacznym stopniu ciężar tranzytu.

W pobliżu miasta znajdują się trzy węzły autostradowe:
- Włocławek Północ – zlokalizowany w Brzeziu,

- Włocławek Zachód – zlokalizowany w Pikutkowie,

- Kowal – na wysokości miasta Kowal.

Drogi krajowe:

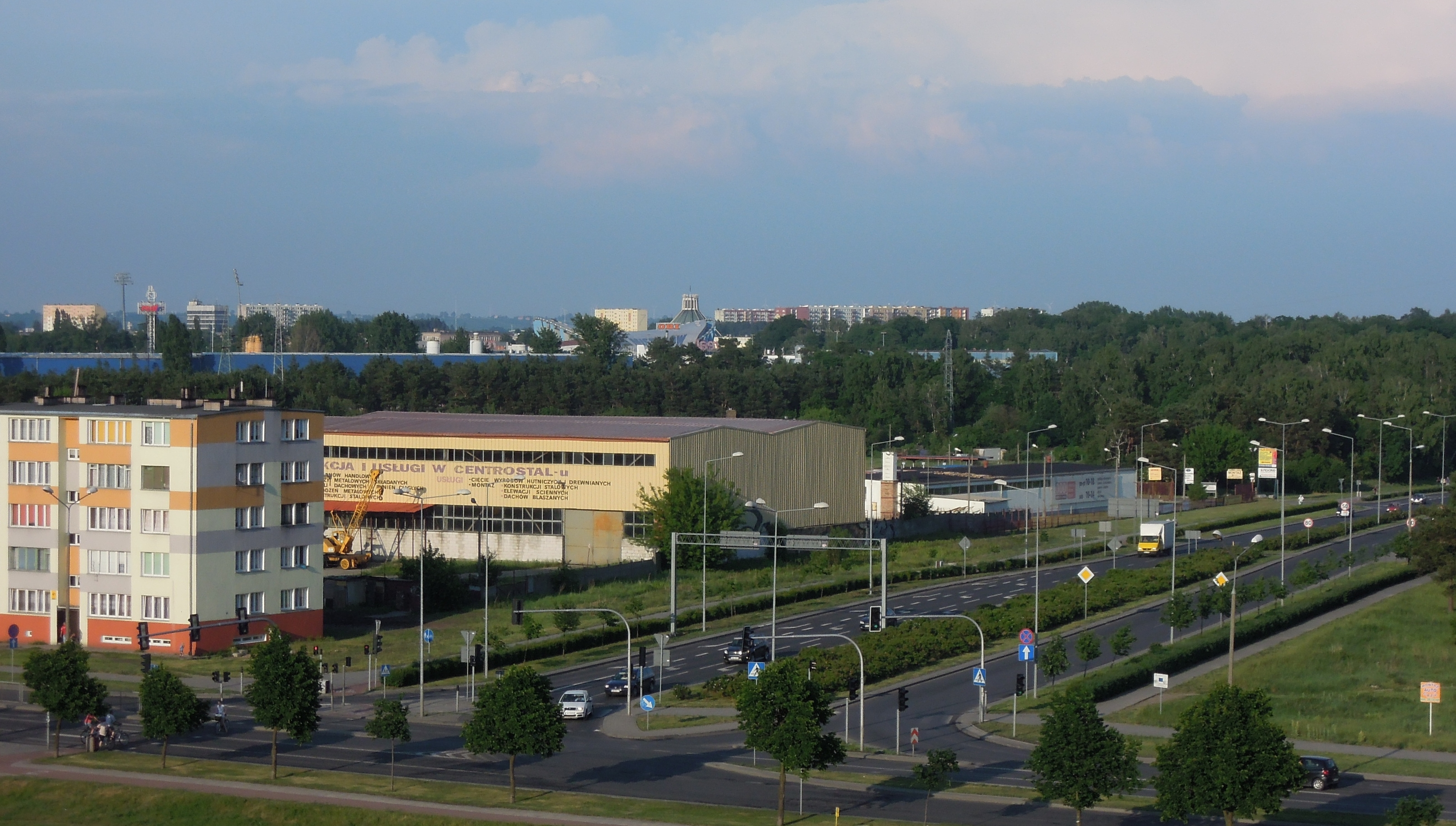
Obwodnica Włocławka

- 62 (Strzelno – Włocławek – Płock – Nowy Dwór Mazowiecki – Wyszków – Siemiatycze),
- 67 (Włocławek – Lipno),
- 91 (Gdańsk – Toruń – Włocławek – Łódź – Piotrków Trybunalski – Częstochowa – Podwarpie).

Drogi wojewódzkie:
- 252 (Włocławek – Bądkowo – Zakrzewo – Inowrocław),
- 317 (Włocławek – Kruszyn).

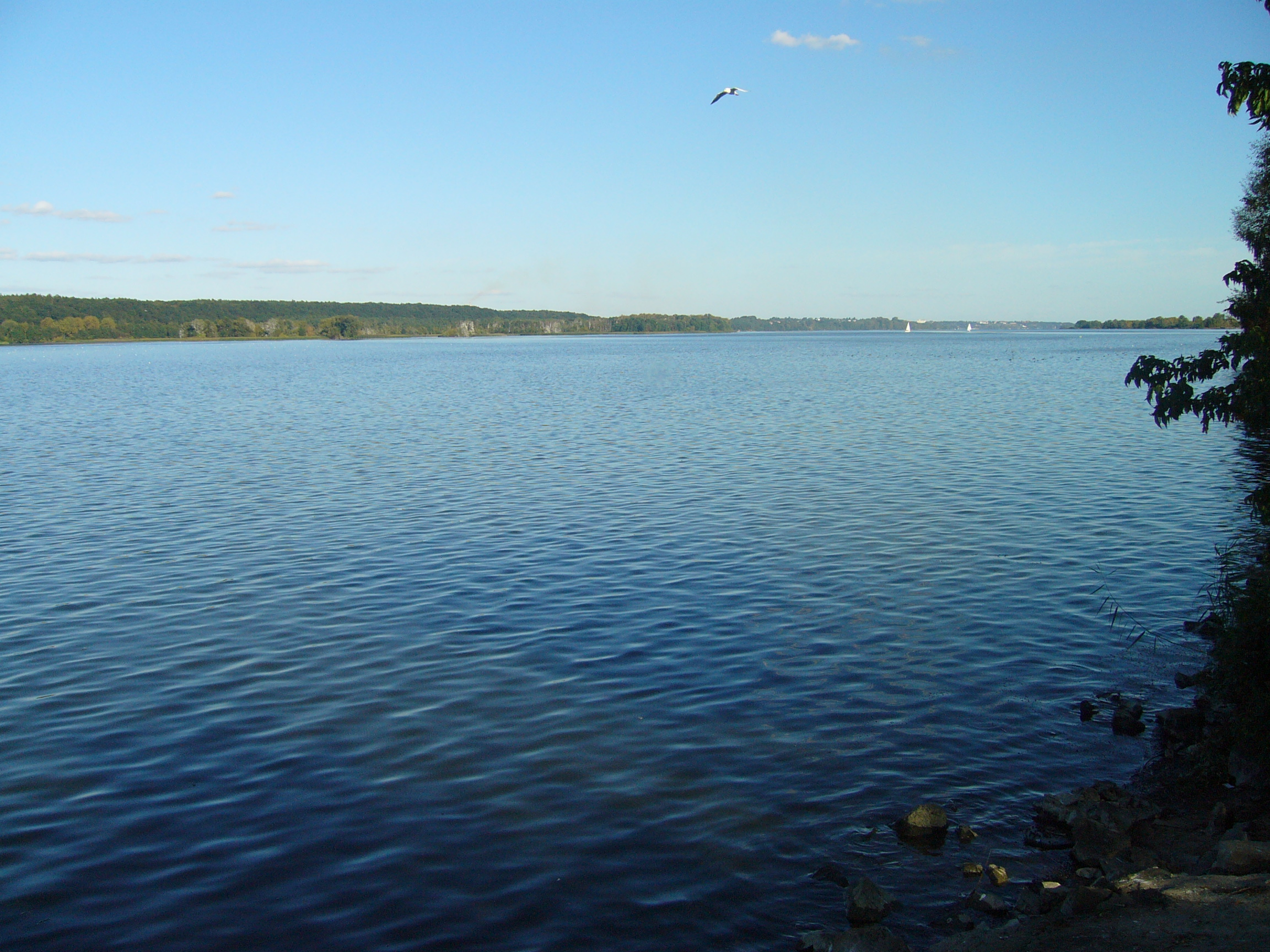
Widok na Jezioro Włocławskie

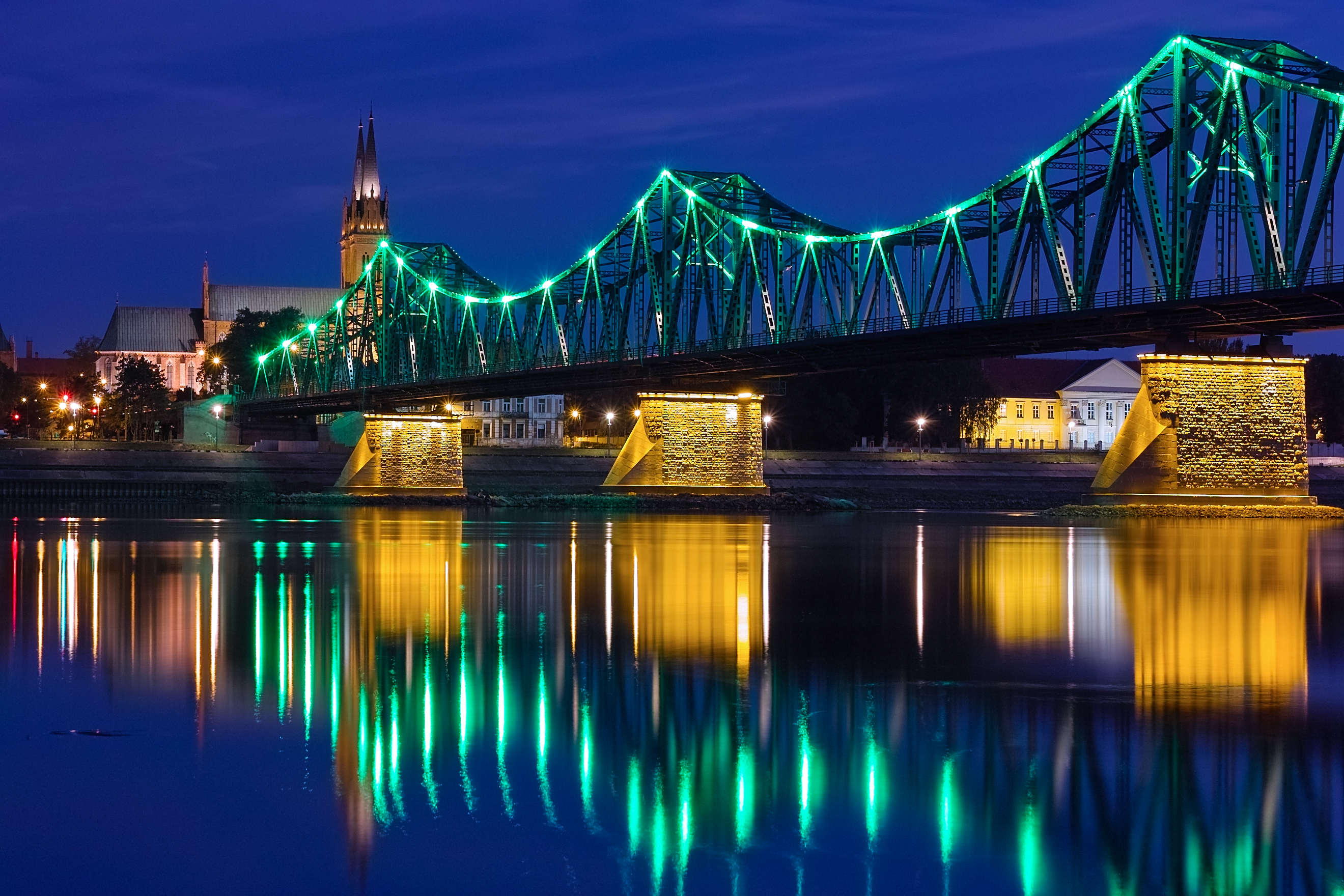
Most im. Marszałka Rydza Śmigłego, Włocławek

W latach 1963–2007 budowano obwodnicę Włocławka. Pierwszy odcinek (al. Kazimierza Wielkiego) ukończono na początku lat osiemdziesiątych, drugi (al. Królowej Jadwigi) w 2005 r. Przygotowano się już do wykupu terenów pod dalsze odcinki, jednak ostatecznie plany ukończenia obwodnicy porzucono, ponieważ mieszkańcy osiedla Południe obawiali się uciążliwości zwiększonego ruchu samochodów oraz protestowali przeciwko wywłaszczeniom. Pojawiały się również argumenty, że obwodnica miastu jest niepotrzebna, ponieważ ciężar tranzytu częściowo zdejmuje z dróg lokalnych autostrada A1. W miejsce projektu obwodnicy powołano do życia wstępny i modyfikowany na bieżąco projekt „drogi międzyosiedlowej”. Projekt ten zakłada, że ruch miejski można rozładować przez przebudowę i modernizację istniejącej już sieci dróg oraz budowę kilku nowych odcinków, nawiązujących do dawnego przebiegu obwodnicy, lecz planowanych już jako węższe drogi, nie 4-pasmowe. Poszerzane są wybrane drogi osiedla Południe, a lepsze skomunikowanie Południa z Zazamczem zapewnia już nowy most na Zgłowiączce przy ul. Obwodowej oraz przebudowane ulice: Miła, Węglowa, Kapitulna, Gajowa, Zgodna i Fredry. Z rządowych funduszy przeznaczonych na budowę dróg lokalnych przebudowano drogę gruntową Planty (odcinek Kapitulna-Wiejska, tzw. Planty II) w nową drogę twardą. W 2009 r. oficjalnie powiadomiono o zaniechaniu realizacji ogłoszonego w 2006 r. projektu budowy wiaduktu nad torami przy ul. Wienieckiej. Odciążyć tunel przy ul. Kapitulnej (z którego korzystają zarówno mieszkańcy Zazamcza, jak i Południa) miał przejazd pod/nad torami łączący ul. Kaliską ze Spółdzielczą, uznano jednak, że takie połączenie dróg jest technicznie niewykonalne (zdaniem rzeczniczki byłego prezydenta „nie ma takich możliwości technicznych”), zdaniem Andrzeja Pałuckiego pomysł na tego typu inwestycję „od dobrych trzydziestu lat jest nieaktualny”, gdyż ewentualny „tunel musiałby się zaczynać na ulicy POW, a kończyć przy Plantach”, natomiast „Jeśli chodzi o wielopoziomowe skrzyżowanie, to takie dywagacje też nie mają sensu. Bo ta inwestycja wiązałaby się z koniecznością wyburzenia budynków”.
Włocławek samodzielnie utrzymuje prawie 15 kilometrów drogi krajowej nr 91, znajdującej się w granicach administracyjnych miasta. Ostatnia przebudowa drogi miała miejsce w latach 2010–2014.
Obiekty inżynierskie

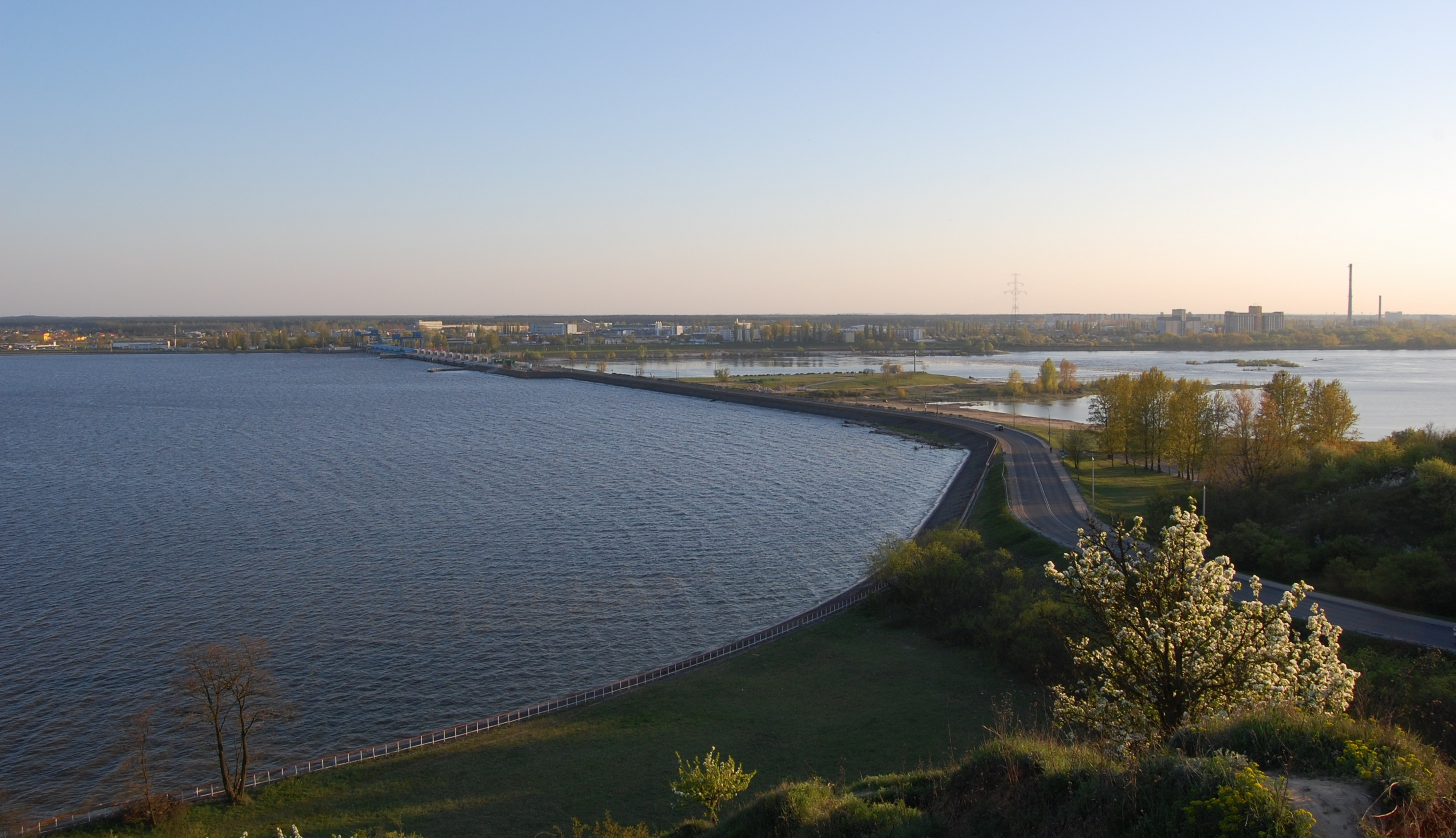
Widok na zaporę we Włocławku

Włocławek dysponuje dwiema przeprawami drogowymi przez rzekę Wisłę. Są to:
- most im. Edwarda Śmigłego-Rydza – most stalowy kratownicowy – przedwojenny, dwukrotnie wysadzany w powietrze i odbudowywany, w roku 2008 przeszedł gruntowny remont, we wrześniu 2009 roku została na nim zainstalowana iluminacja[192],
- włocławska zapora (al. Księdza Jerzego Popiełuszki) – przegradza Wisłę na jej 675 kilometrze. Ma długość jednego kilometra i podnosi wodę w rzece o prawie 13 metrów. Powyżej tamy powstało jezioro włocławskie, które ma powierzchnię 75 kilometrów kwadratowych i może pomieścić 370 milionów metrów sześciennych wody[193].

Transport samochodowy
W 2013 roku we Włocławku było zarejestrowanych 61 244 pojazdów. Najważniejsze ciągi komunikacyjne dla miasta spośród 500 ulic to: Chopina, Okrzei, Toruńska, aleja Kazimierza Wielkiego, Płocka, aleja Księdza Popiełuszki, Kruszyńska, aleja Jana Pawła II, plac Wolności, Kaliska, Wieniecka, Most Marszałka Rydza-Śmigłego, Kapitulna, Wiejska, Wronia, Stodólna, Prymasa Stefana Wyszyńskiego, Brzeska, Wojskowa.

#### Transport autobusowy
Organizatorem komunikacji miejskiej we Włocławku jest Referat Publicznego Transportu Zbiorowego w Urzędzie Miasta Włocławek.

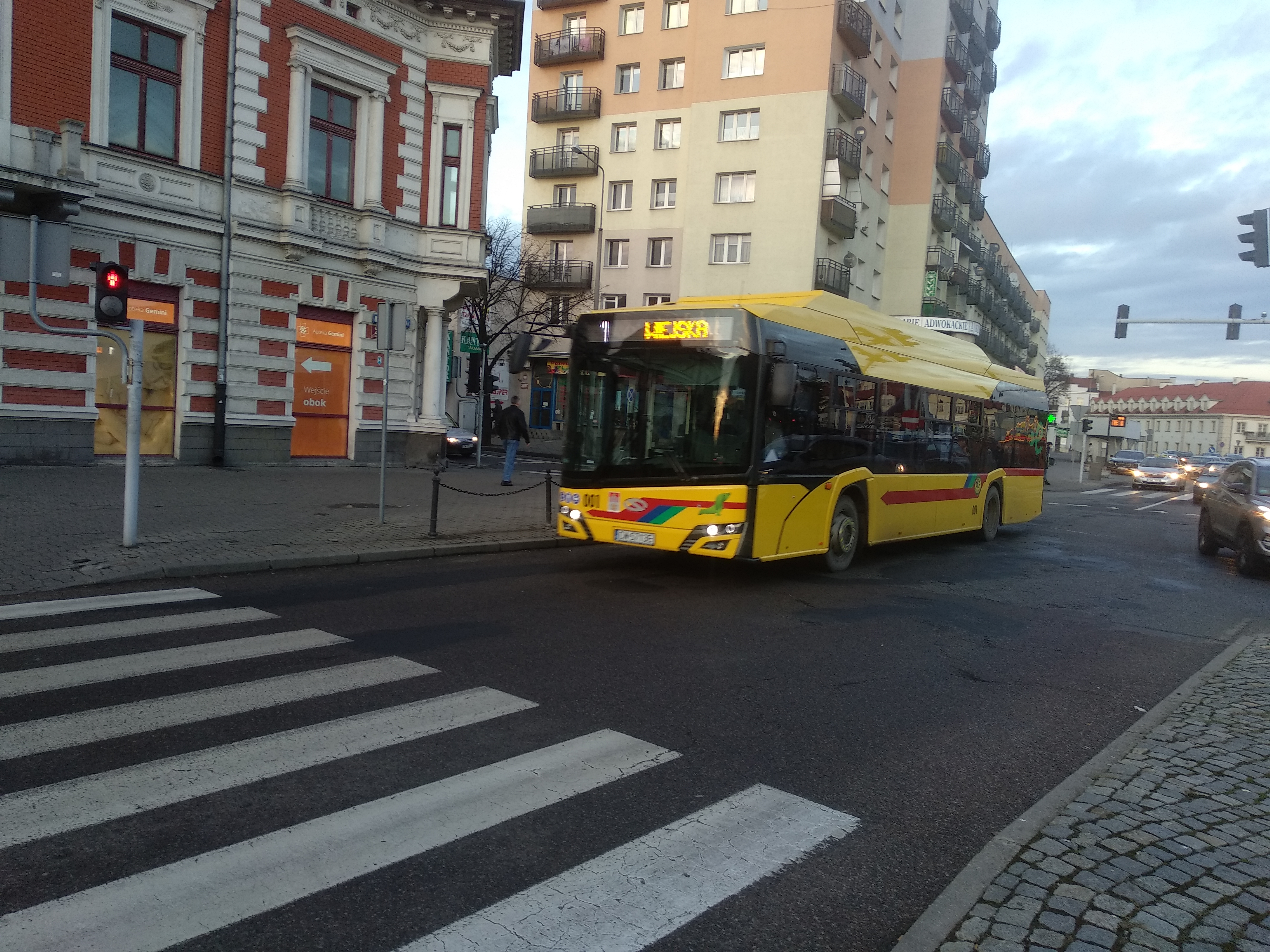
Autobus elektryczny w barwach MPK Włocławek (2019 r.)

Operatorem wykonującym usługi przewozowe w ramach komunikacji miejskiej jest:
- MPK Włocławek – posiadające w parku taborowym 63 autobusów: marki Solaris (59 sztuk), MAN (4 sztuki). Na terenie miasta funkcjonuje 20 linii stałych i 4 linie pospieszne, 1 linia na Cm. Pinczata i okresowo uruchamiane są linie nad jezioro. Długość tras komunikacyjnych wynosi 149,05 km. Długość linii komunikacyjnych wynosi około 311,90 km (stan na kwiecień 2019 r.) W roku 2019 przewoźnik przewiózł 10,9 mln pasażerów, wykonując 3,52 mln wozokilometrów[195].

W mieście działa również Kujawsko-Pomorski Transport Samochodowy S.A. Spółka powstała 13 kwietnia 2012 roku, w wyniku konsolidacji PKS we Włocławku, PKS w Brodnicy, PKS w Inowrocławiu oraz PKS w Lipnie.
Od 1 września 2008 roku na terenie województwa kujawsko-pomorskiego został uruchomiony bilet regionalny, który uprawnia do podróżowana koleją na linii Toruń – Włocławek (największy ruch pasażerski w województwie w 2007 roku), a także do bezpłatnego podróżowania komunikacją miejską w wybranym mieście przez 60 minut od wyjścia z pociągu.

### Transport kolejowy

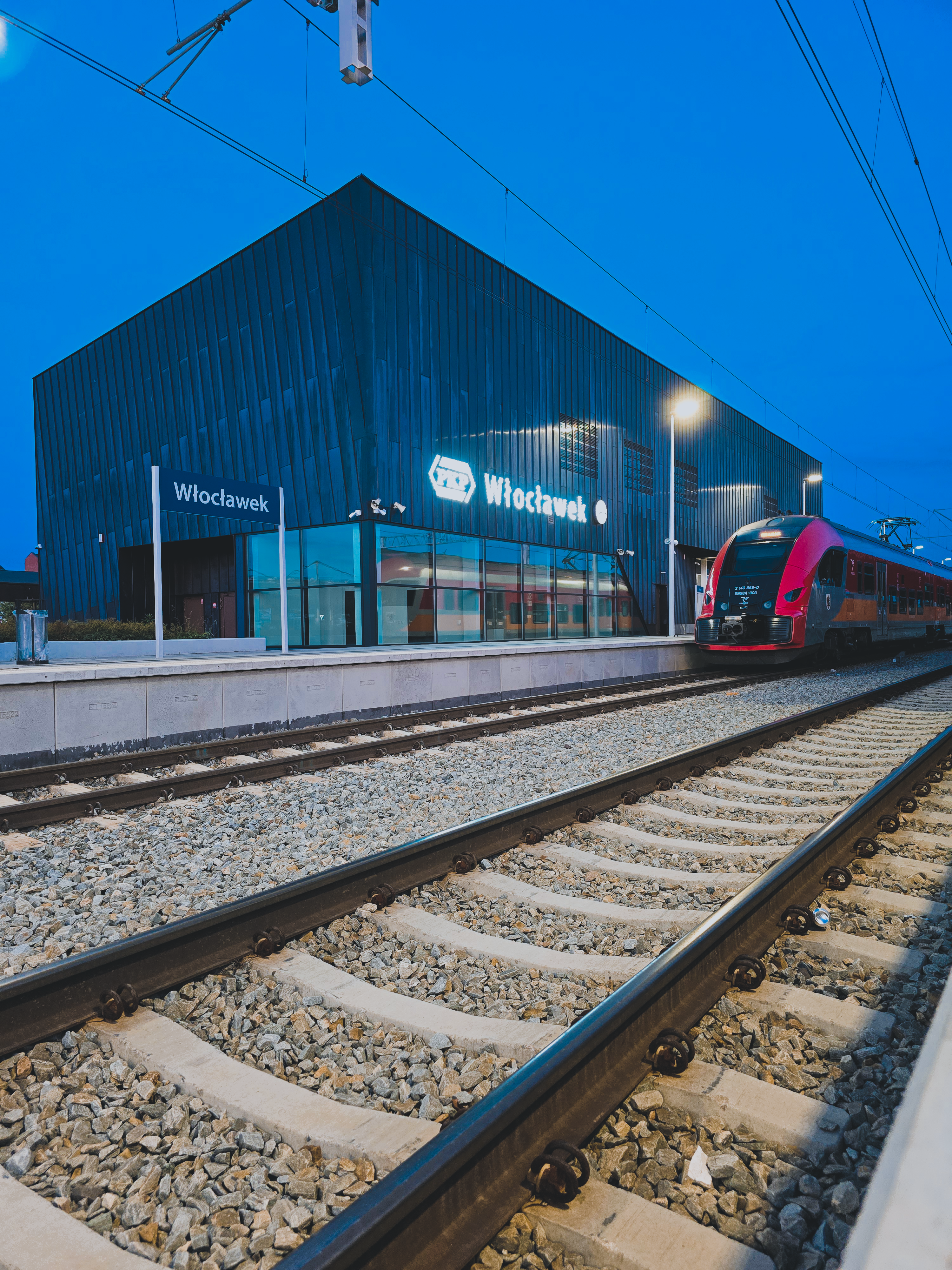
Dworzec kolejowy we Włocławku

Historia kolei żelaznych we Włocławku sięga II połowy XIX wieku. 5 grudnia 1862 uruchomiono 154,1 km linię kolejową Kutno – Włocławek – Bydgoszcz Bielawy (2-torową na 108,7 km odcinku Kutno – Toruń Główny).
Przez teren miasta przebiega:
- 18 linia kolejowa nr 18 Kutno – Piła Główna łącząca Kutno z Toruniem i Bydgoszczą. Dwutorowa, zelektryfikowana linia obsługuje zarówno ruch towarowy, jak i pasażerski, a w obrębie miasta i najbliższej okolicy znajdują się trzy stacje pasażerskie[198].

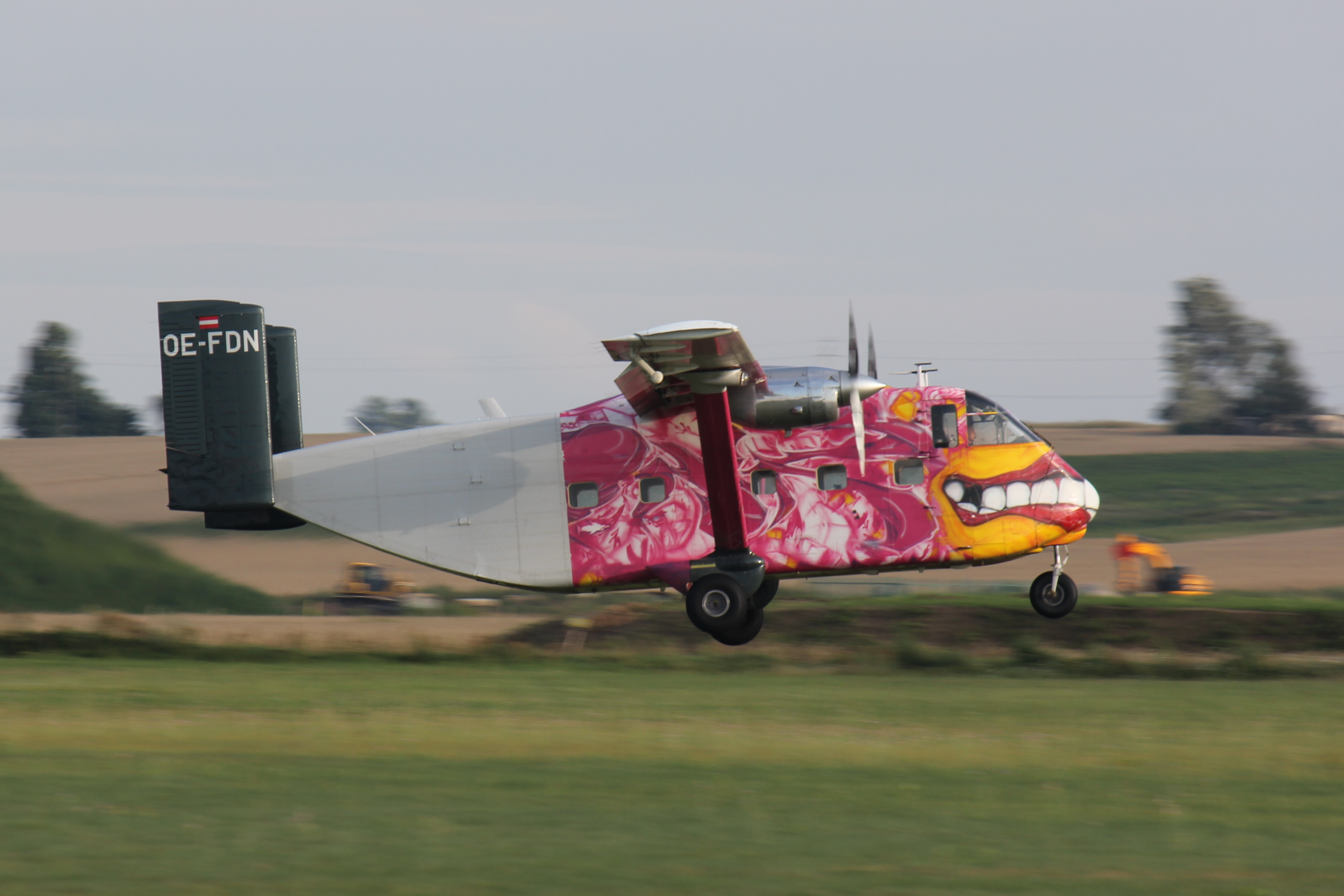
Impreza spadochronowa EURO BIG WAY CAMP na lotnisku w Kruszynie

Obecnie na terenie miasta pociągi pasażerskie zatrzymują się na:
- stacji Włocławek,
- Włocławek Zazamcze,
- Włocławek Brzezie (zburzony dworzec).

Ponadto w mieście znajduje się działający dworzec towarowy w zachodniej części miasta.

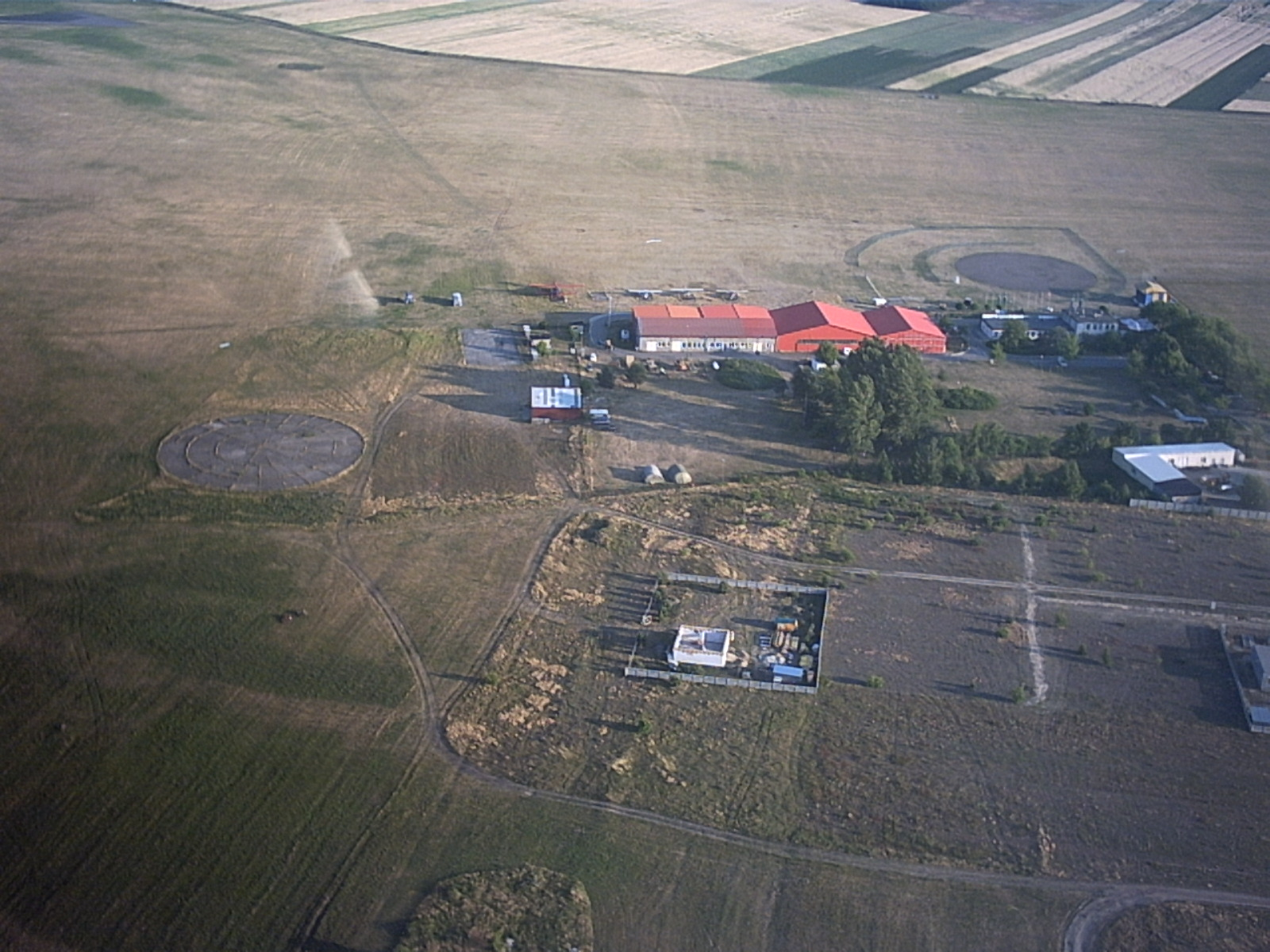
Lotnisko Włocławek-Kruszyn

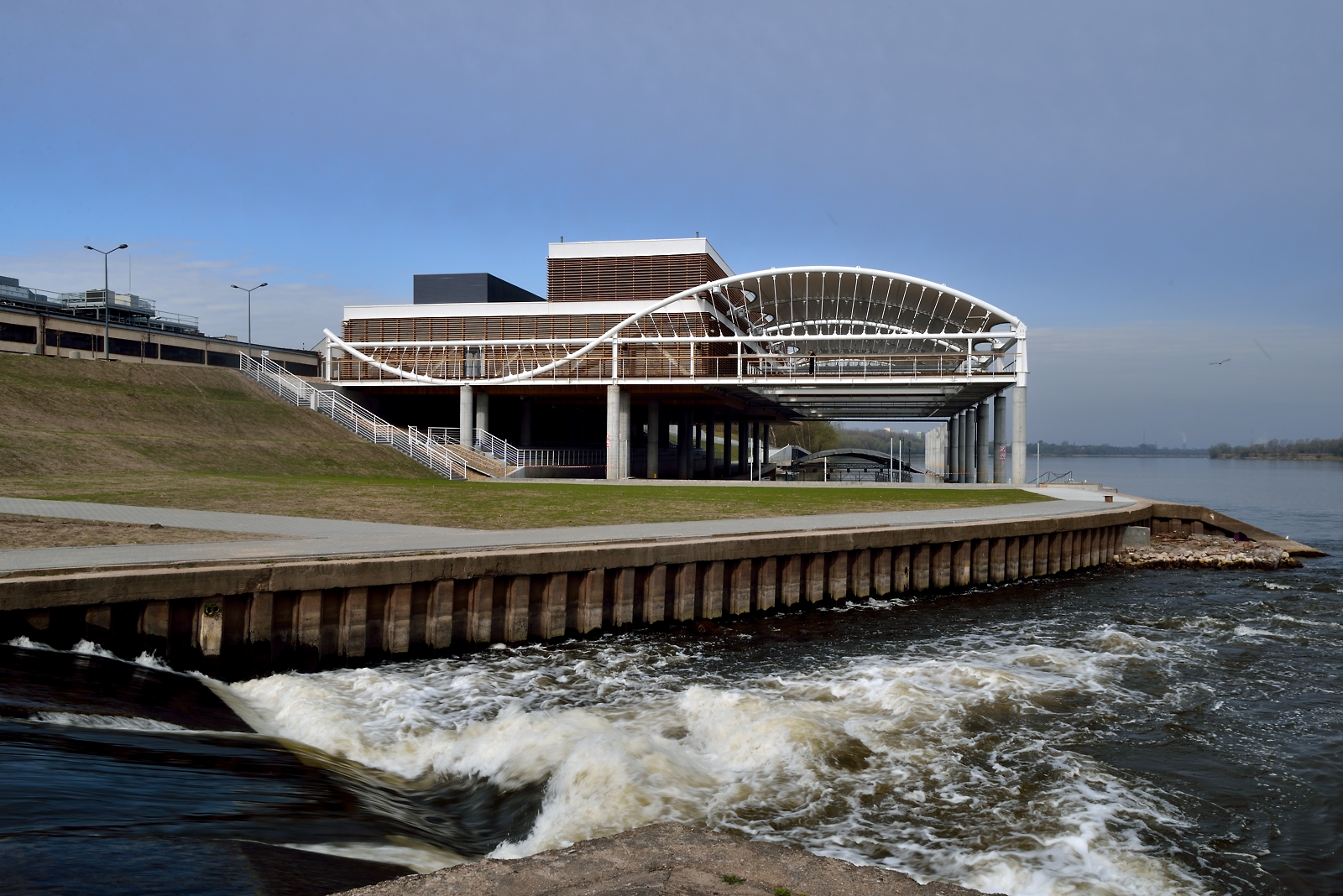
Przystań wioślarska nad Wisłą, ul. Piwna. Widoczne ujście Zgłowiączki do Wisły.

#### Kolej wąskotorowa
We Włocławku do dziś zachował się dworzec kolei wąskotorowej przy ul. Kaliskiej. Ostatni pociąg osobowy odjechał z niego 21 kwietnia 1978 r. o godzinie 18:10, a następnego dnia o godzinie 4:19 odjechał ostatni pociąg towarowy.

### Transport lotniczy
Trawiaste Lotnisko Kruszyn, użytkowane przez Aeroklub Włocławski, zlokalizowane jest około 9,8 km od centrum miasta, poza jego granicami administracyjnymi.
Najbliższe porty lotnicze znajdują się w (mierzone od Dworca Włocławek do danego lotniska):
- Bydgoszczy (105 km),
- Łodzi (114 km),
- Nowym Dworze Mazowieckim (125 km)
- Warszawie (174 km).

Od wielu lat miasto wraz z Aeroklubem Włocławskim planują przystosowanie kruszyńskiego lotniska do obsługi małego ruchu pasażerskiego, jednak w 2012 r. do tych planów negatywnie ustosunkowała się Gmina Włocławek, wobec czego dalsze losy tego przedsięwzięcia stoją pod znakiem zapytania.
W 2012 roku przy ul. Wienieckiej otworzono sanitarne lądowisko na jednym z budynków szpitala.

### Transport rzeczny
Na terenie Włocławka istnieje:
- przystań wodna na rzece Wiśle im. Jerzego Bojańczyka we Włocławku,
- Przystań miejska nad Jeziorem Włocławskim – przeznaczona dla statków spacerowych, jachtów i mniejszych jednostek,
- Marina Zarzeczewo – największy port jachtowy w mieście, zarządzany przez Yacht Club Anwil.

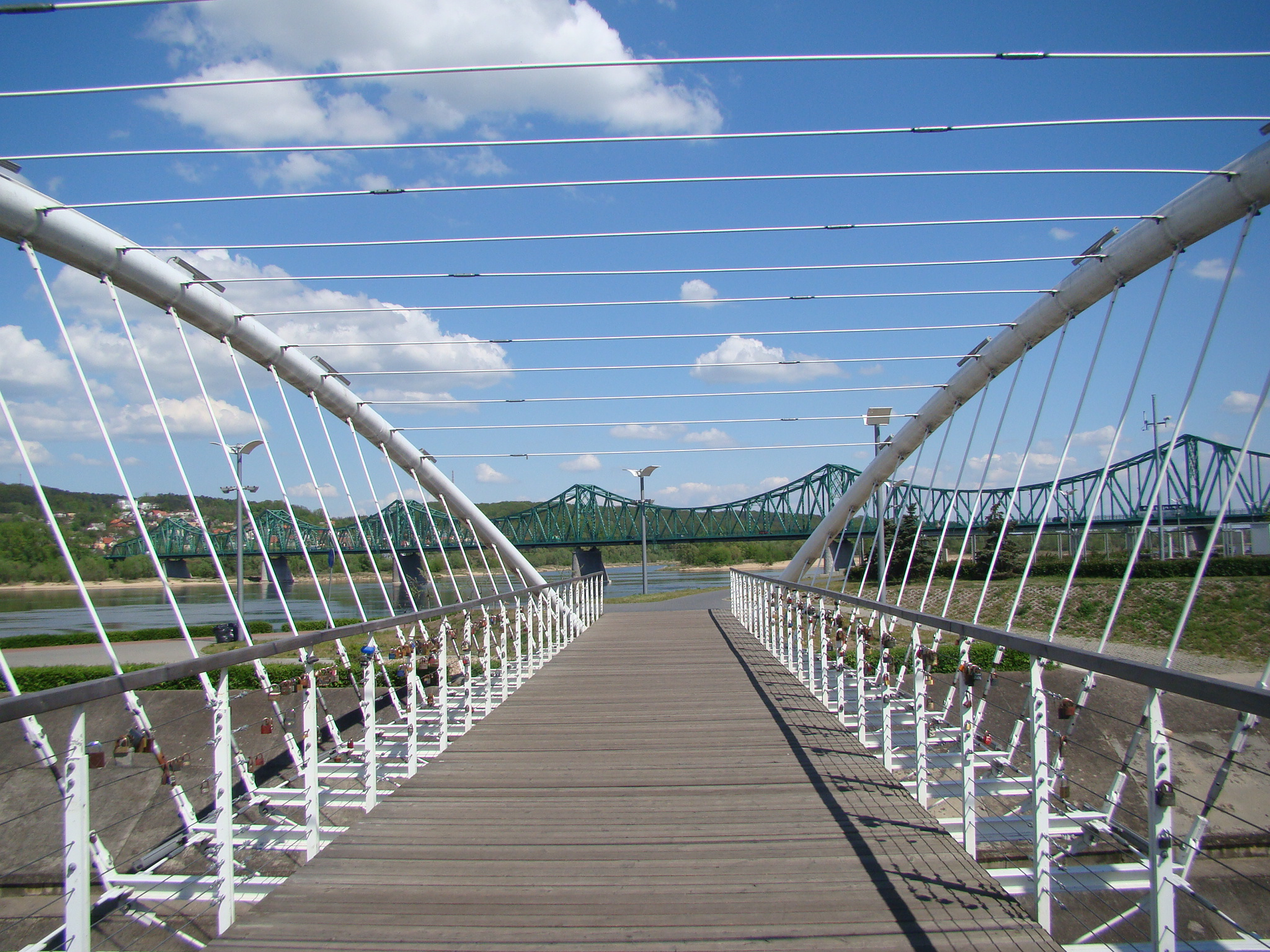
Kładka piesza nad Zgłowiączką u ujścia do Wisły. W tle widoczny Most im. Rydza-Śmigłego.

Stare włocławskie porty na Wiśle (przystań na wprost Starego Rynku, port letni i port zimowy) nie funkcjonują prawidłowo ze względu na zbyt niski poziom wody poniżej zapory. Pomimo tych trudności wybudowano kolejną wiślaną przystań – przy ujściu Zgłowiączki.
Powyżej zapory działa port przy śluzie, przeznaczony dla pchaczy, holowników, barek i lodołamaczy.
Najstarszym portem włocławskim była przystań towarowa przy dzisiejszej ulicy Gdańskiej, co zresztą znalazło odzwierciedlenie w nazwie tej ulicy. W 1865 roku, w związku z budową drewnianego mostu łyżwowego, przystań przeniesiono w okolice kościoła św. Jana. Owa przystań teoretycznie istnieje do dziś, choć już jako pasażerska, a nie towarowa. O jej funkcjonowaniu świadczą głównie polery, ucha cumownicze i drabinki na Bulwarach, od dawna nie cumują tu większe jednostki.

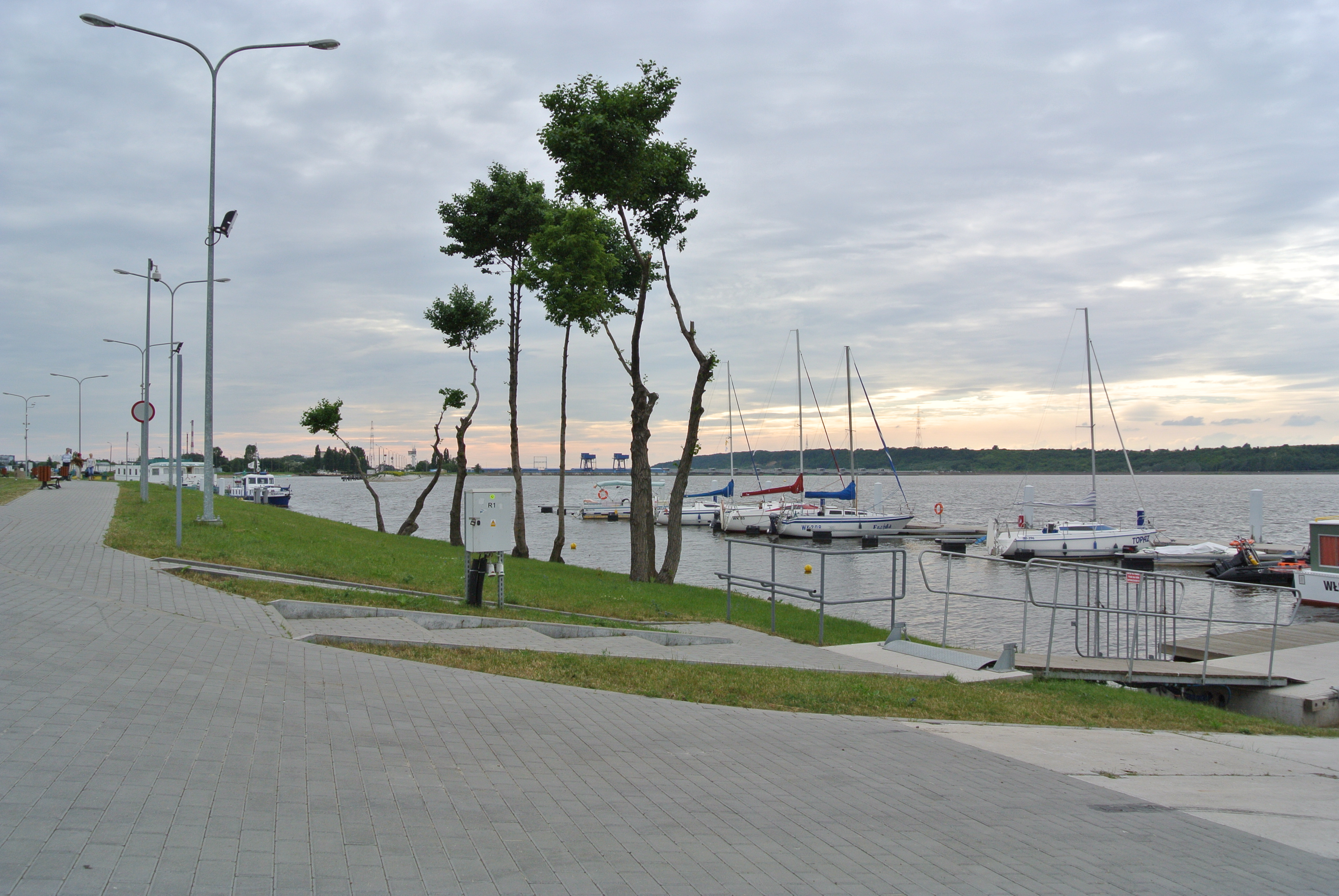
Przystań miejska nad Jeziorem Włocławskim

Poniżej zapory łodzie można slipować ze zwykłych betonowych zjazdów – w dawnym porcie letnim (przy ul. Płockiej) oraz przy ulicy Solnej (obok przystani miejskiej).
W 2020 możliwe było skorzystanie z rejsów po Wiśle katamaranem solarnym.
Komunikacja rowerowa
Na terenie Włocławka znajduje się 59 km ścieżek rowerowych.
Do otaczających Włocławek lasów i jezior prowadzą (wydłużone w ostatnich latach) ścieżki rowerowe, biegnące w kierunku Kowala, Kruszyna, Wieńca, Nieszawy, Bobrownik i Dobrzynia nad Wisłą. Umożliwiają one obejrzenie obiektów krajoznawczych: zabytków, pomników przyrody, zakładów pracy, a przede wszystkim – oglądanie urokliwego krajobrazu.
Głównymi trzonami komunikacji rowerowej we Włocławku są ulice: Toruńska, Królowej Jadwigi, Stefana Okrzei oraz aleje: Jana Pawła II i Kazimierza Wielkiego. Zapewniają one szybki dostęp do innych części miasta, jednak niekoniecznie do ścisłego centrum.
Włocławski Rower Miejski „Włower”
Od dnia 7 sierpnia 2019 r. do końca listopada 2022 r. mieszkańcy mogli korzystać z Włocławskiego Roweru Miejskiego. Jednoślady nosiły nazwę „Włowery”. Do dyspozycji mieszkańców było w pierwszym roku 50 jednośladów zlokalizowanych w różnych częściach miasta (6 stacji): przy basenie Delfin, w pobliżu pętli na Ostrowskiej, na przystani przy ulicy Piwnej, w pobliżu ronda na ul Promiennej, obok przejścia podziemnego przy dworcu oraz na skrzyżowaniu Kaliska-Zbiegniewska. Przez kolejne lata liczba jednostek rowerowych wzrosła do 220 szt. Niestety ze względu na oszczędności finansowe projekt porzucono.

## Bezpieczeństwo

### Policja i straż miejska
Od wielu lat na terenie Włocławka funkcjonuje:
- Straż Miejska – przy ul. J. Bojańczyka 11/13, z której codziennie wyruszają całodobowe patrole piesze, rowerowe, samochodowe straży miejskiej.
- Komenda Miejska Policji – siedziba mieści się przy ul. Okrężnej 25. Działa tutaj zespół budynków tworzący komendę miejską policji, poliklinikę, areszt śledczy, areszt deportacyjny dla województwa Kujawsko-Pomorskiego, Wojskową Komendę Uzupełnień, wydział Centralnego Biura Śledczego. Swoim działaniem obejmuje miasto i gminy Włocławek i Fabianki. Policjanci pracujący w komórkach organizacyjnych KMP realizują swoje czynności na terenie miasta i całego powiatu.

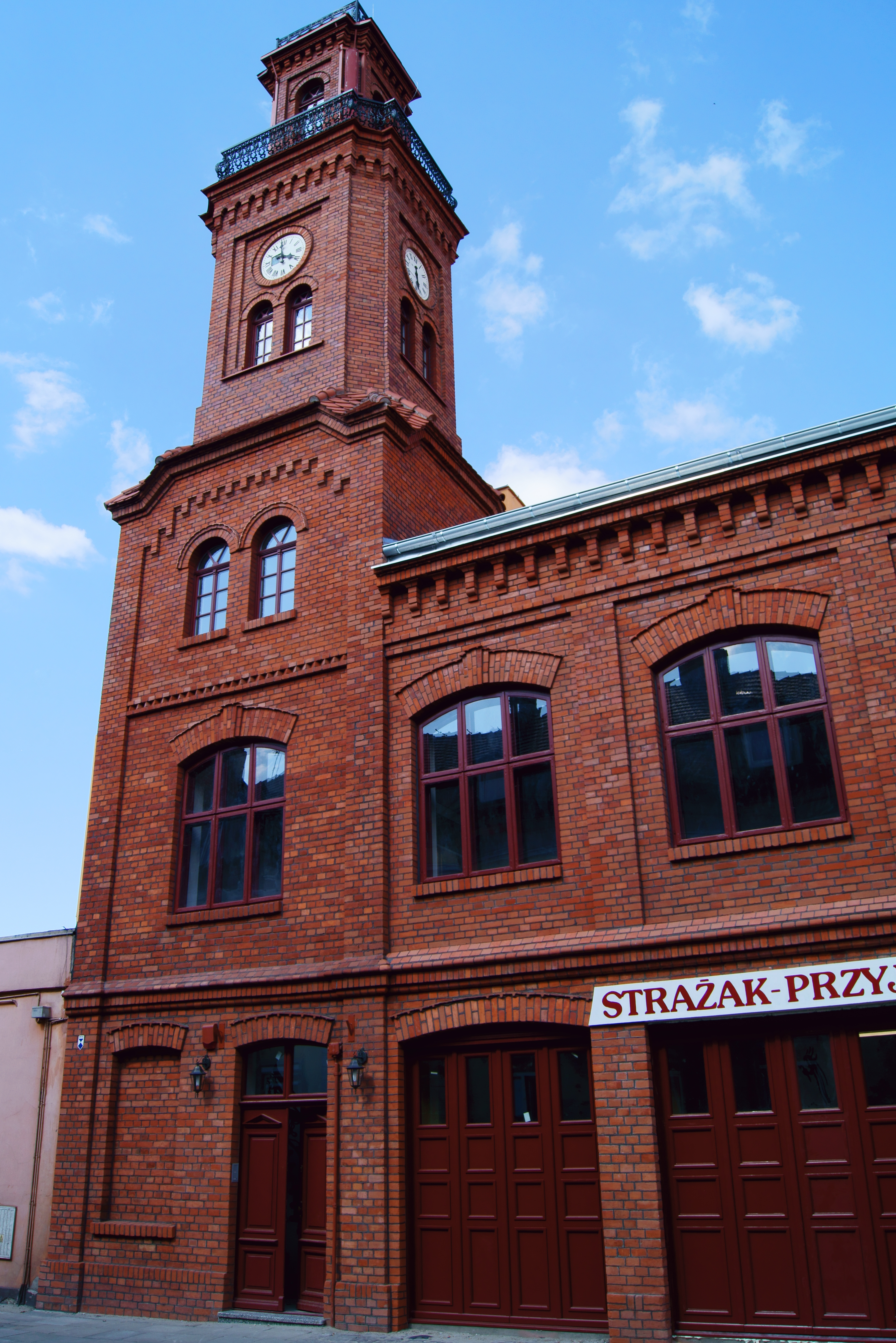
Zabytkowa remiza straży pożarnej z 1905 r., obecnie siedziba Klubu „Stara Remiza”

Wcześniej we Włocławku funkcjonowało kilka komisariatów policji, bądź milicji przy ul. Chopina (komenda milicji), Okrzei (posterunek dworcowy), Brzeskiej, Stodólnej, Toruńskiej (koszary ZOMO), Kapitulnej.

### Straż pożarna
We Włocławku ma swoją siedzibę Komenda Miejska Państwowej Straży Pożarnej – przy ul. Rolnej 1, której obszarem działania jest miasto Włocławek i powiat włocławski. W jej strukturze funkcjonują dwie jednostki ratowniczo-gaśnicze:
- Jednostka Ratowniczo-Gaśnicza nr 1 – ul. Rolna 1,
- Jednostka Ratowniczo-Gaśnicza nr 2 – ul. Płocka 7a.

W planach jest budowa strażnicy przy ul. Brzezinowej (między innymi obsługa autostrady), a także na Zawiślu. Do dziś zachowała się zabytkowa XIX wieczna strażnica na starym mieście przy ul. Żabiej 8, ale obecnie pełni rolę ośrodka kultury – działa tutaj Klub „Stara Remiza” przy Centrum Kultury Browar B. Na terenie miasta działa komenda zakładowej straży pożarnej Anwil. W mieście funkcjonuje również Parafialna Ochotnicza Straż Pożarna Pod Wezwaniem Najświętszego Serca Jezusowego przy ulicy Ostrowskiej 8, której działalność skupia się na działaniach prewencyjnych i szkoleniach młodzieży w zakresie udzielania pomocy przedmedycznej. Na lotnisku aeroklubu włocławskiego w Kruszynie stacjonuje śmigłowiec wykorzystywany do akcji gaszenia pożarów lasów.

## Sądownictwo
We Włocławku swoją siedzibę mają:

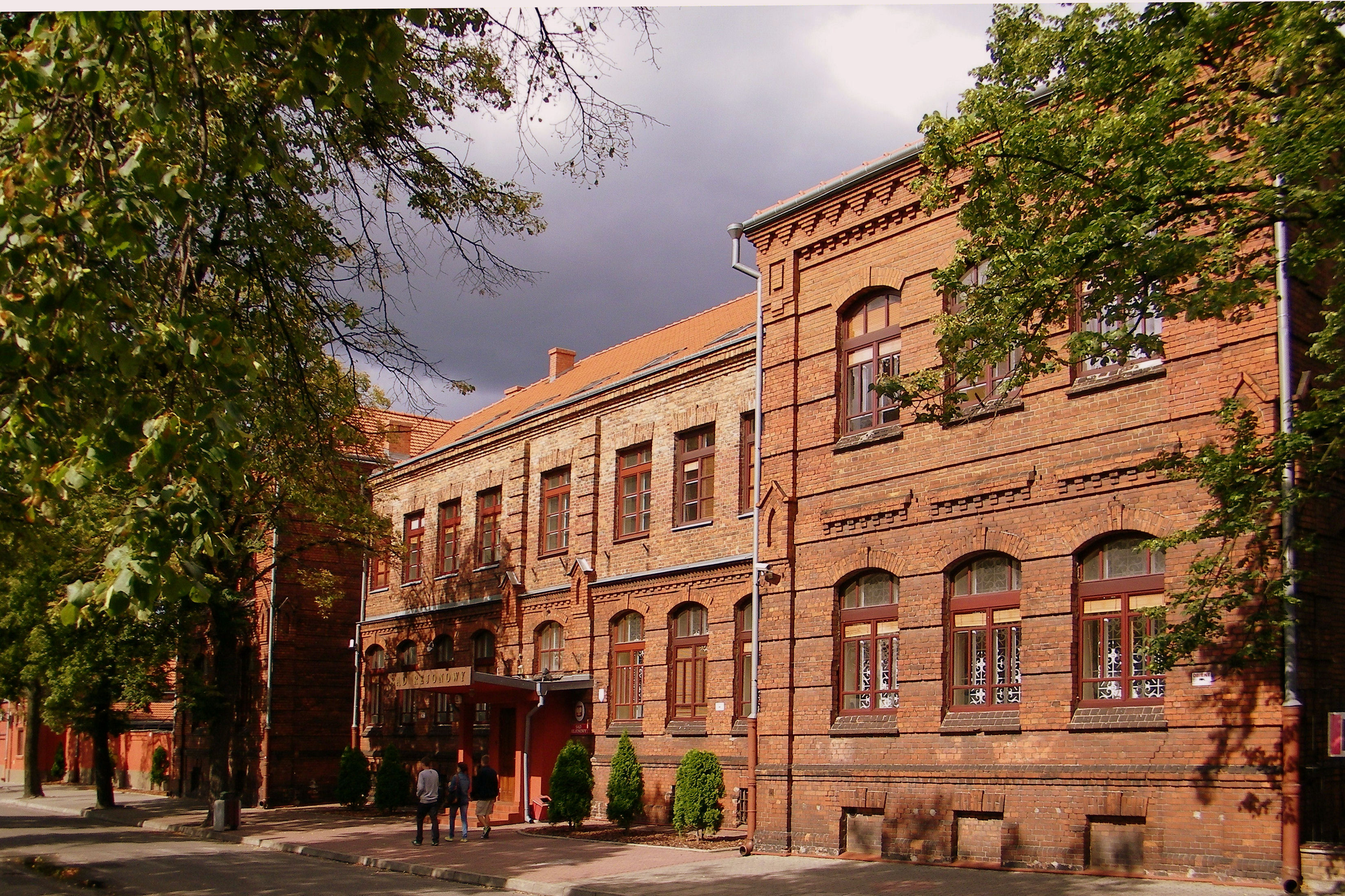
Zabytkowy budynek Sądu Rejonowego 1930–1935, Kilińskiego 20

- Sąd Rejonowy – mieści się w zespole zabytkowych budynków z XIX/XX wieku przy ul. Kilińskiego 20. Właściwość miejscowa Sądu Rejonowego we Włocławku obejmuje: miasto Kowal i Włocławek oraz gminy: Baruchowo, Boniewo, Brześć Kujawski, Choceń, Chodecz, Fabianki, Kowal, Lubanie, Lubień Kujawski, Lubraniec i Włocławek.
- Sąd Okręgowy – swoją siedzibę ma przy ul. Wojska Polskiego 22 oraz ul. Długiej 6. Swoim działaniem obejmuje powiaty: Aleksandrowski, Lipnowski, Radziejowski, Rypiński, Włocławek.
- Prokuratura Rejonowa – ul. Okrężna 2c.
- Prokuratura Okręgowa – ul. Orla 2.
- Samorządowe Kolegium Odwoławcze – ul. Kilińskiego 2.

## Opieka zdrowotna

### Szpitale

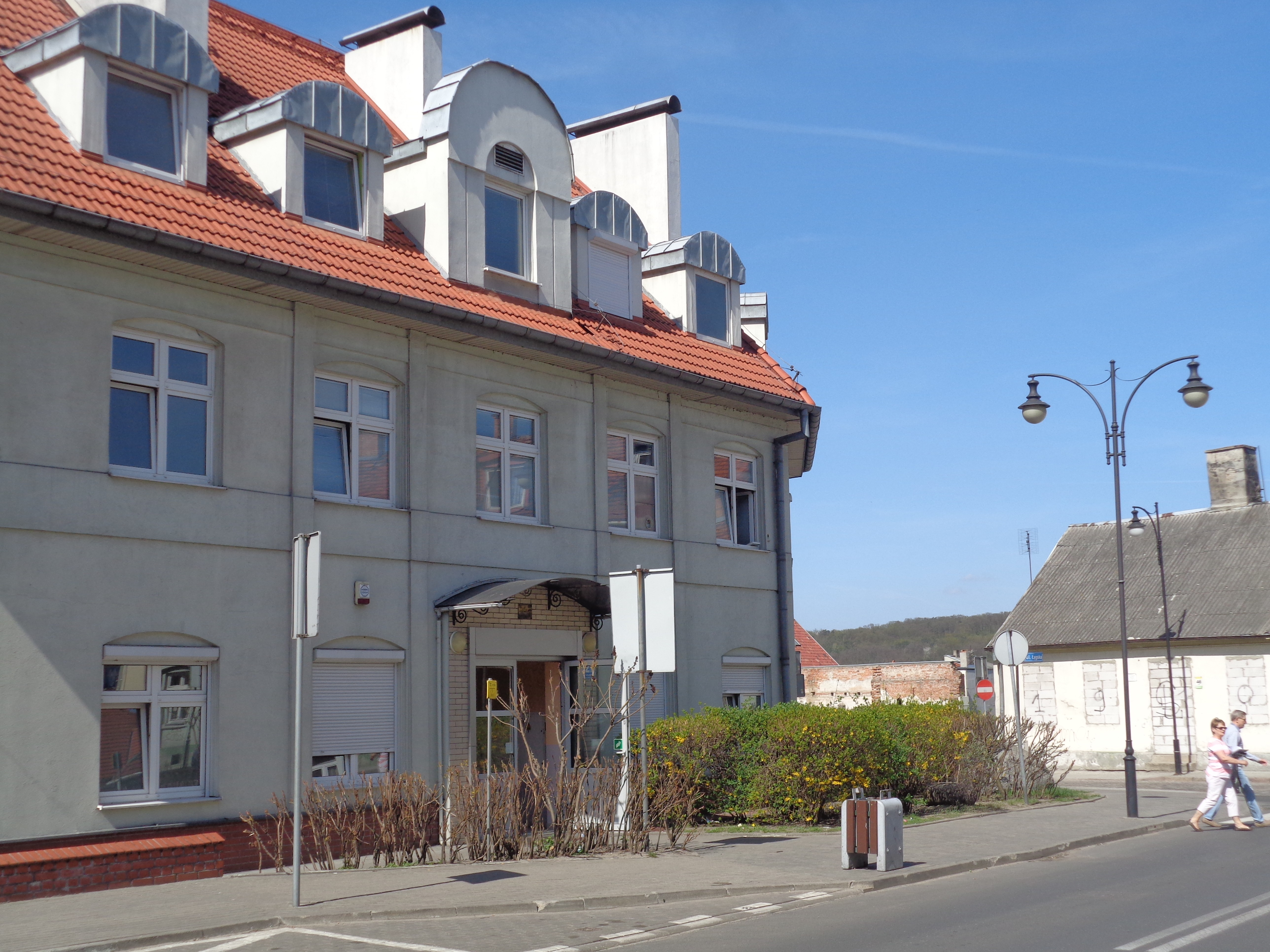
Centrum Diagnostyczno-Lecznicze, Filia Centrum Onkologii im. prof. F. Łukaszczyka w Bydgoszczy

- Rozbudowa Wojewódzkiego Szpitala Specjalistycznego przy ulicy Wienieckiej (20 maja 2023 r.)

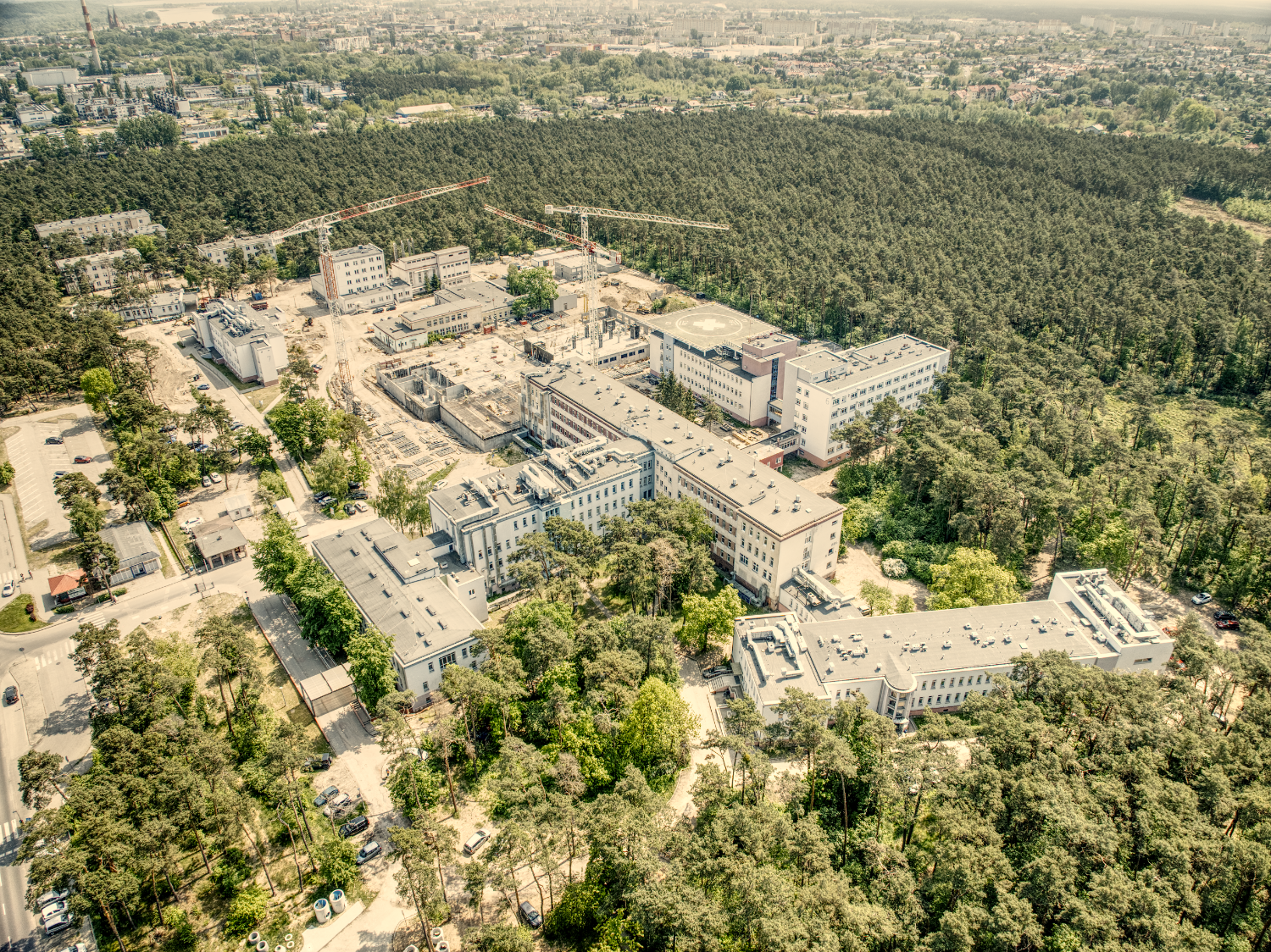
Rozbudowa Wojewódzkiego Szpitala Specjalistycznego przy ulicy Wienieckiej (20 maja 2023 r.)

Wojewódzki Szpital Specjalistyczny im. Błogosławionego księdza Jerzego Popiełuszki – szpital mieści się w zespole budynków przy ul. Wienieckiej 49 i ma status wojewódzki. Na jednym z jego budynków w 2012 roku otworzono sanitarne lądowisko. Od kilku lat trwa połączona z rozbudową i doposażeniem modernizacja szpitala. W skład Wojewódzkiego Szpitala Specjalistycznego wchodzą: Zakład Diagnostyki Obrazowej, Laboratoryjnej, Mikrobiologicznej, Rehabilitacji, Patomorfologii oraz szereg oddziałów i poradni m.in.:
- - Oddział Intensywnej Terapii,
  - Oddział Chirurgii Ogólnej,
  - Oddział Dermatologii,
  - Oddział Kardiologii,
  - Oddział Neurochirurgii,
  - Oddział Okulistyki,
  - Oddział Położniczo-Ginekologiczny,
  - Oddział Ortopedii Traumatologii,
  - Oddział Chorób Wewnętrznych.

- Specjalistyczny Szpital Rehabilitacyjny BARSKA – ul. Barska 13. Niepubliczna placówka zapewnia leczenie w oddziale szpitalnym, poradniach specjalistycznych oraz zabiegi rehabilitacyjne w systemie ambulatoryjnym. Szpital wyposażony jest w nowoczesny sprzęt, pozwalający na prowadzenie szeroko pojętej rehabilitacji. Szpital udziela świadczeń w trybie komercyjnym oraz w ramach kontraktu z NFZ[214].

Centrum Diagnostyczno-Lecznicze (Filia Centrum Onkologii im. prof. F. Łukaszczyka w Bydgoszczy) – ul. Królewiecka 2. Włocławska filia Centrum Onkologii oferuje badania z zakresu diagnostyki obrazowej, prowadzi leczenie w ramach chemioterapii ambulatoryjnej, a od 7 listopada 2016 roku prowadzi konsultacje i leczenie radioterapeutyczne. Pacjenci Centrum Diagnostyczno-Leczniczego mogą korzystać z poradni specjalistycznych.
Największą publiczną placówką lecznictwa specjalistycznego jest:
- Samodzielny Publiczny Zespół Przychodni Specjalistycznych – skupiający zakłady opieki zdrowotnej w wielu specjalnościach np.: chirurgii, alergologii, ginekologii, onkologii, diabetologii, kardiologii.

Obecnie w skład SPZPS wchodzi 69 komórek organizacyjnych m.in.:
- 45 poradni i przychodni specjalistycznych,
- 15 pracowni diagnostycznych i laboratoriów,
- pracownia badań czynnościowych i rehabilitacji układu oddechowego,
- 2 pracownie usg, pracownia cytologiczna,
- punkt biocenozy,
- dział diagnostyki laboratoryjnej[215].

Podstawową opiekę medyczną w mieście zapewnia:
- Miejski Zespół Opieki Zdrowotnej Sp. z o.o. – skupia on poradnie zlokalizowane na terenie całego miasta: dziecięce, ogólne, lekarza podstawowej opieki zdrowotnej, lekarza rodzinnego oraz specjalistyczne takie jak: Poradnia Stomatologiczna, Ginekologiczna, Neurologiczna, Reumatologiczna. W kwietniu 2012 roku oddano do użytku, funkcjonujący w ramach Miejskiego Zespołu Opieki Zdrowotnej, Zakład Rehabilitacji Leczniczej przy ul. Żeromskiego 28[216].

Ponadto na terenie miasta działają niepubliczne zakłady opieki zdrowotnej m.in.:
- Diagmed Plus NZOZ,
- Przychodnia Lekarska Eskulap NZOZ,
- Annmed sp.j. NZOZ,
- Unimed NZOZ,
- Medyk NZOZ,
- Medicus NZOZ.

### Pogotowie ratunkowe
Pomoc doraźną i ratownictwo medyczne zabezpiecza:
Stacja Pogotowia Ratunkowego – zlokalizowana przy Lunewil 15, natomiast 3 podstacje mieszczą się przy:
- ul. Obrońców Wisły 1920 r. 21/25 (na terenie PANS Włocławek. Jedyna podstacja w prawobrzeżnej części miasta. Obsługuje miasto i okoliczne miejscowości. Obsługuje ok. 20 tys. osób[218]),
- ul. Kaliskiej 104a,
- ul. Papieżka 89.

### Wodne Ochotnicze Pogotowie Ratunkowe
Na terenie Włocławka działa Miejskie WOPR przy ul. Chopina 10/12, a także Kujawskie WOPR przy ul. Komunalnej 4.

## Oświata

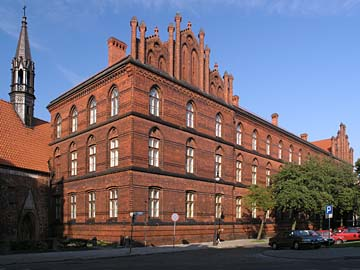
Wyższe Seminarium Duchowne

### Uczelnie
- Państwowa Akademia Nauk Stosowanych – jedyna państwowa uczelnia w mieście,
- Studium Teologii we Włocławku – oddział zamiejscowy Papieskiego Wydziału Teologicznego w Warszawie,
- Kujawska Szkoła Wyższa we Włocławku – uczelnia niepubliczna, założona w 1995 roku przez Włocławskie Towarzystwo Naukowe; do 1997 funkcjonowała jako Wyższa Szkoła Pracy Socjalnej, w latach 1997–2015 Wyższa Szkoła Humanistyczno-Ekonomiczna we Włocławku[219],
- Wyższe Seminarium Duchowne we Włocławku – jedno z najstarszych seminariów w Polsce, założone 16 sierpnia 1569; współpracuje z Wydziałem Teologicznym Uniwersytetu Mikołaja Kopernika w Toruniu.

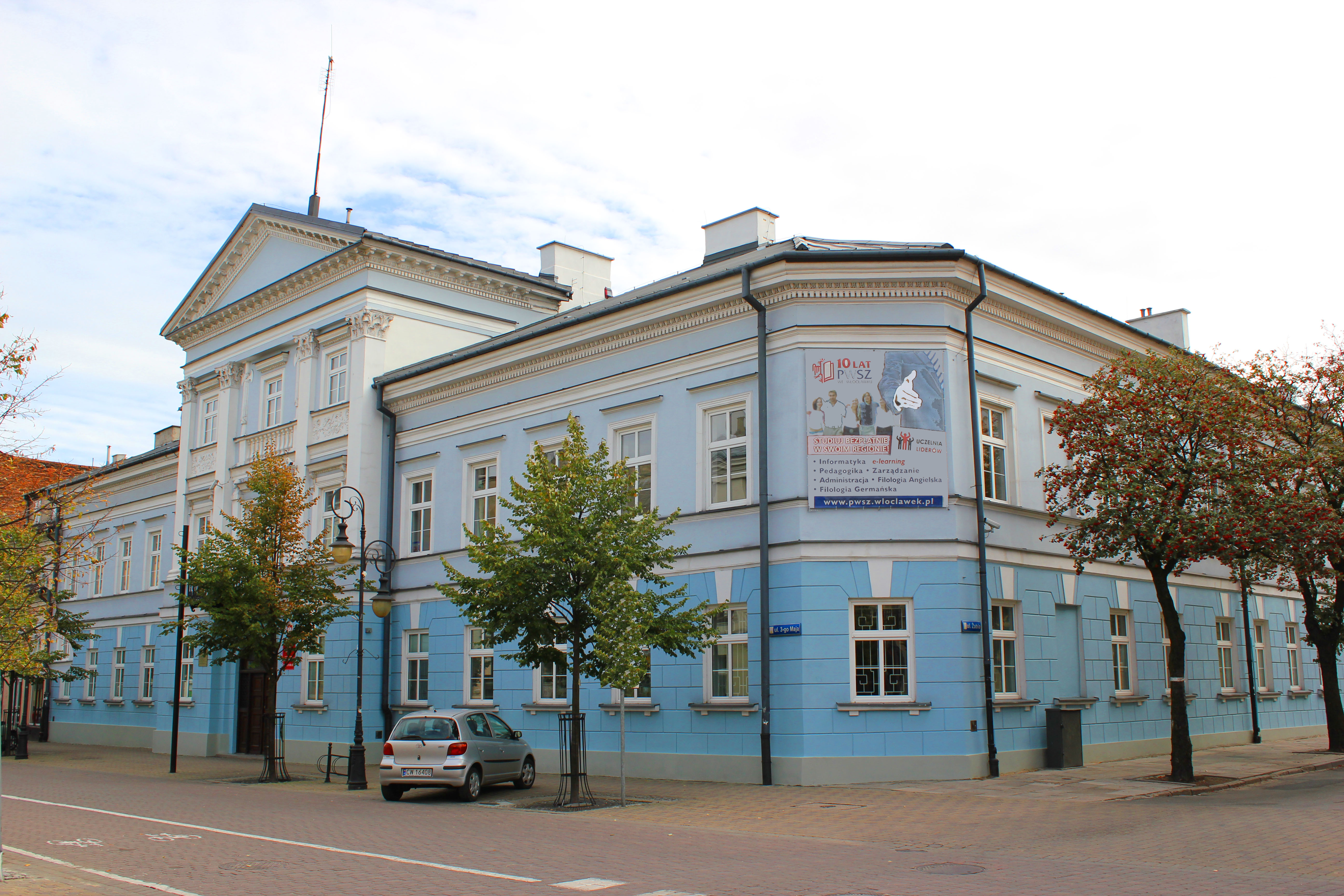
Rektorat Państwowej Uczelni Zawodowej, ul. 3 Maja 17

### Statystyki szkół
Dane Urzędu Statystycznego w Bydgoszczy z 2018 roku, zawierające liczbę szkół dla dorosłych, uzupełniających, niepublicznych:
- szkoły podstawowe: 23,
- gimnazja: 4,
- branżowe szkoły I stopnia: 10,
- technika i szkoły artystyczne: 8,
- licea ogólnokształcące: 23,
- szkoły policealne: 16.

## Kultura

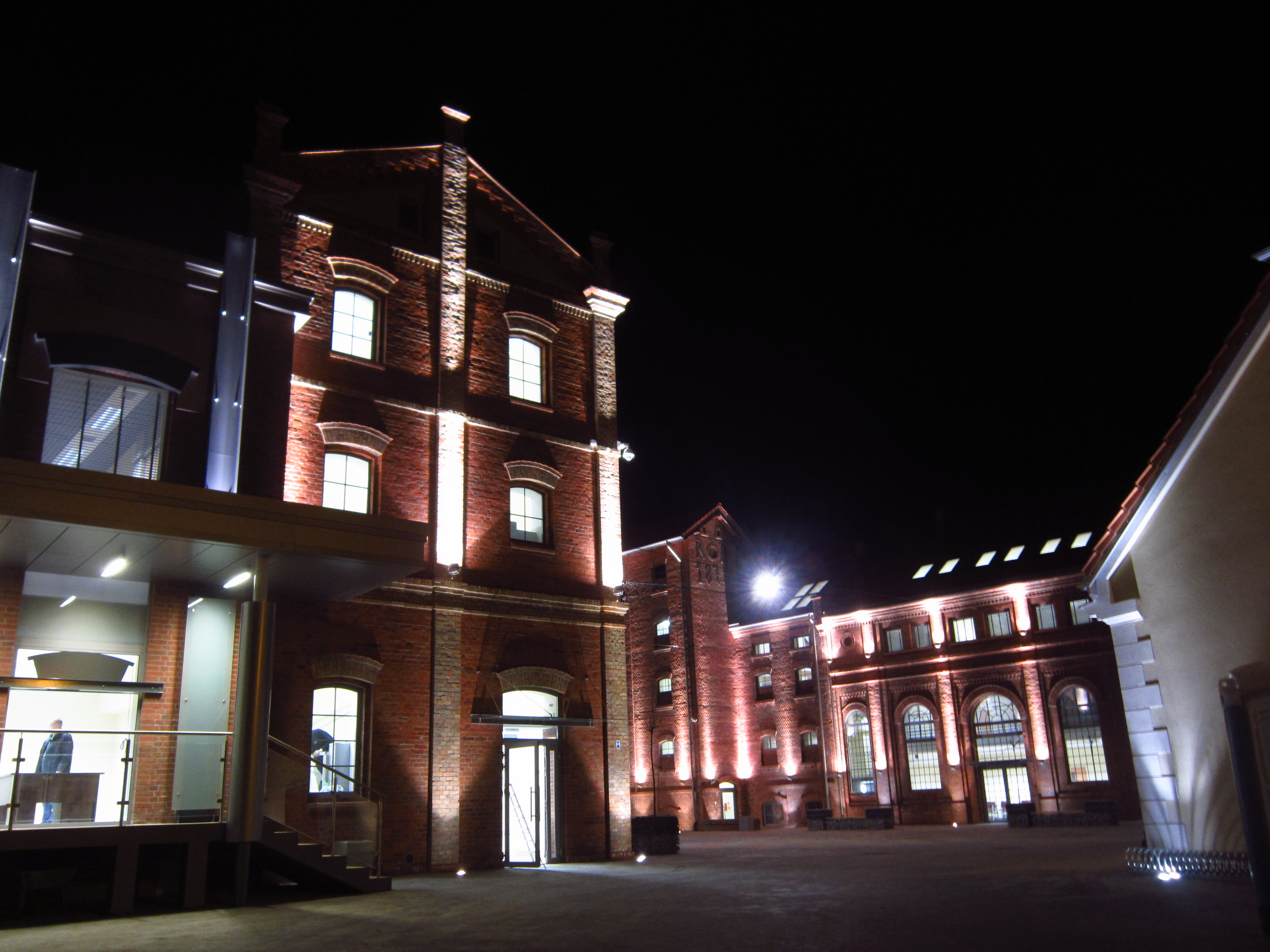
Centrum Kultury Browar B

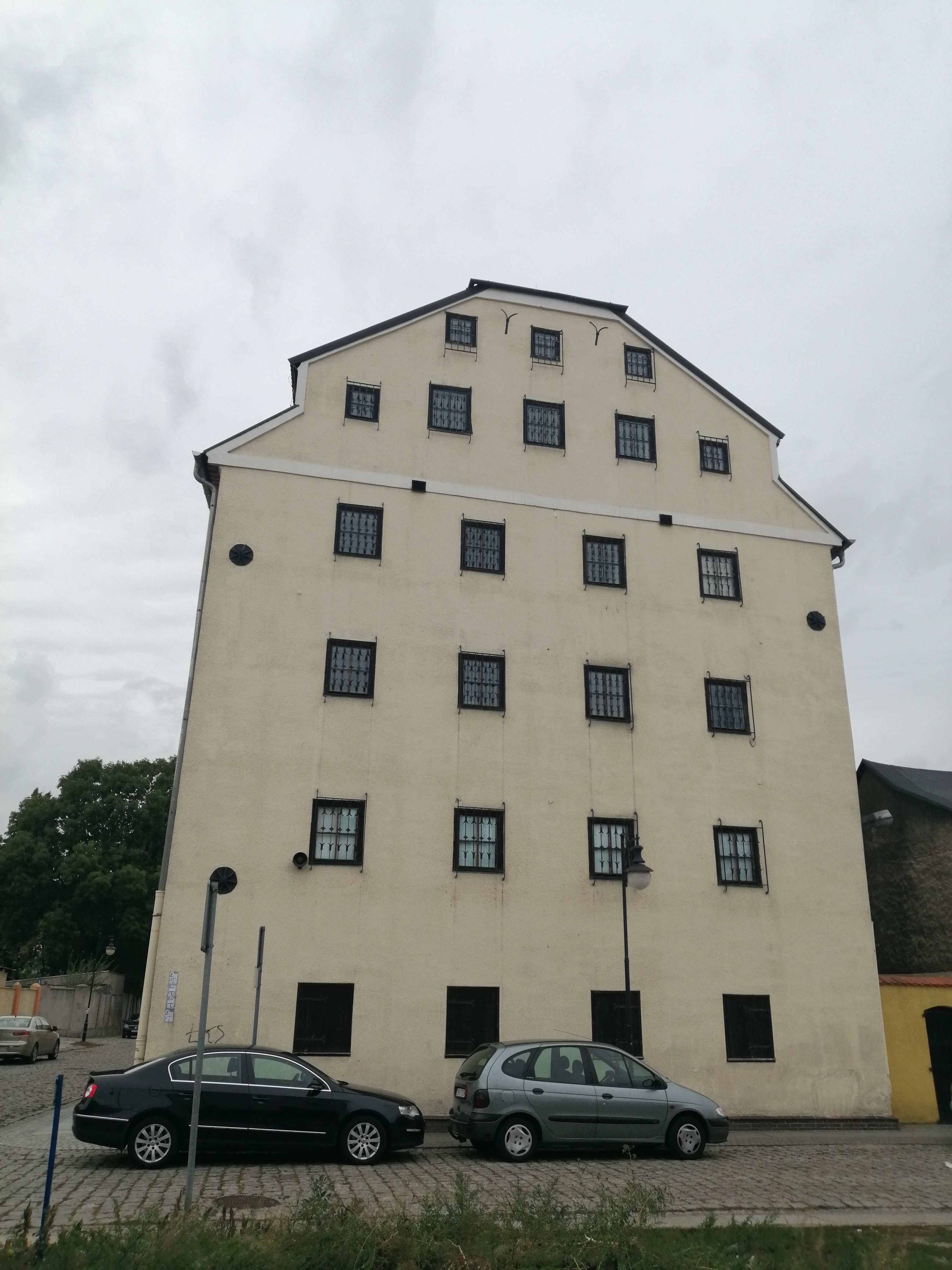
Zbiory Sztuki, jeden z oddziałów Muzeum Ziemi Kujawskiej i Dobrzyńskiej we Włocławku.

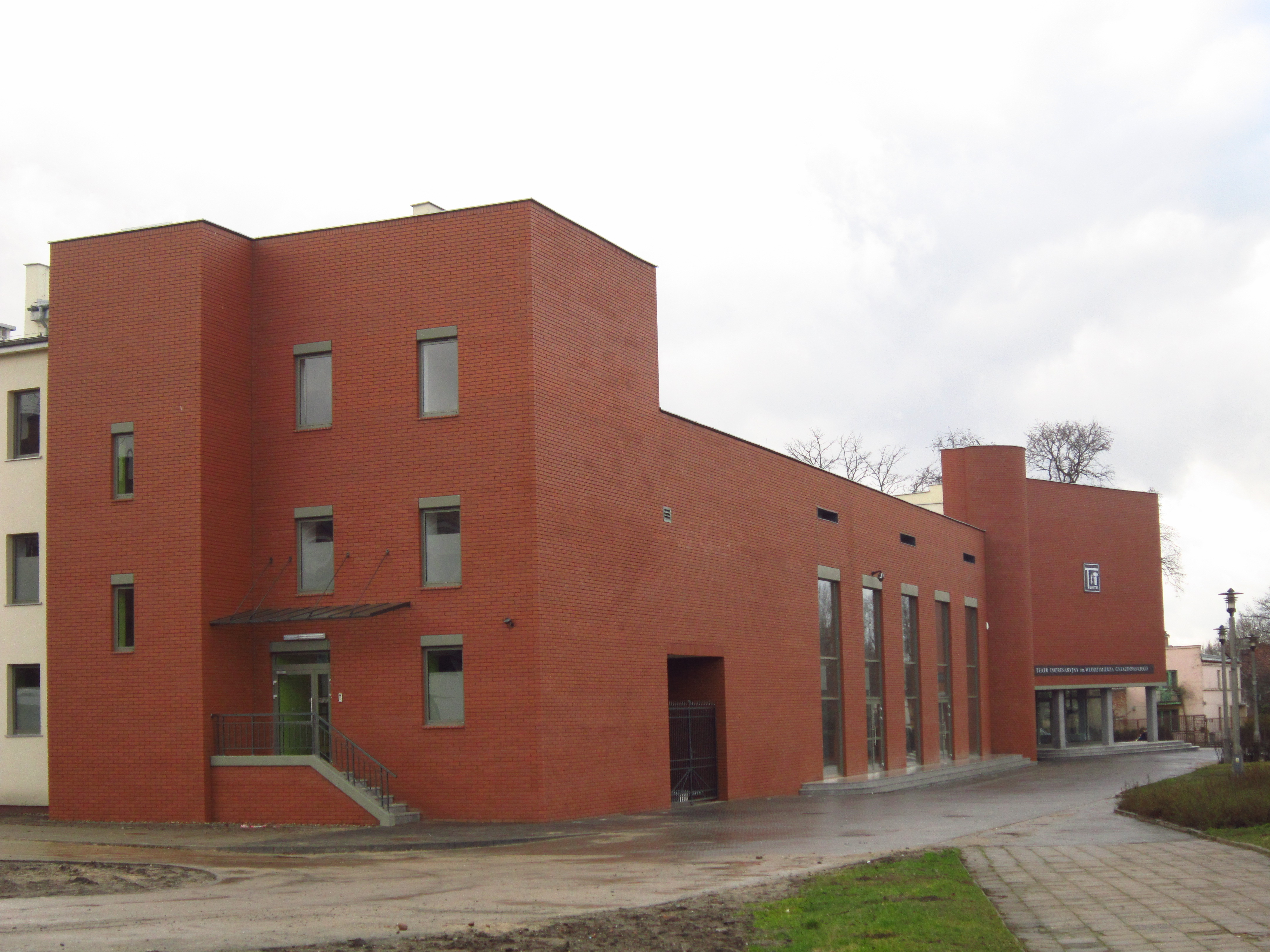
Teatr Impresaryjny im. Włodzimierza Gniazdowskiego we Włocławku

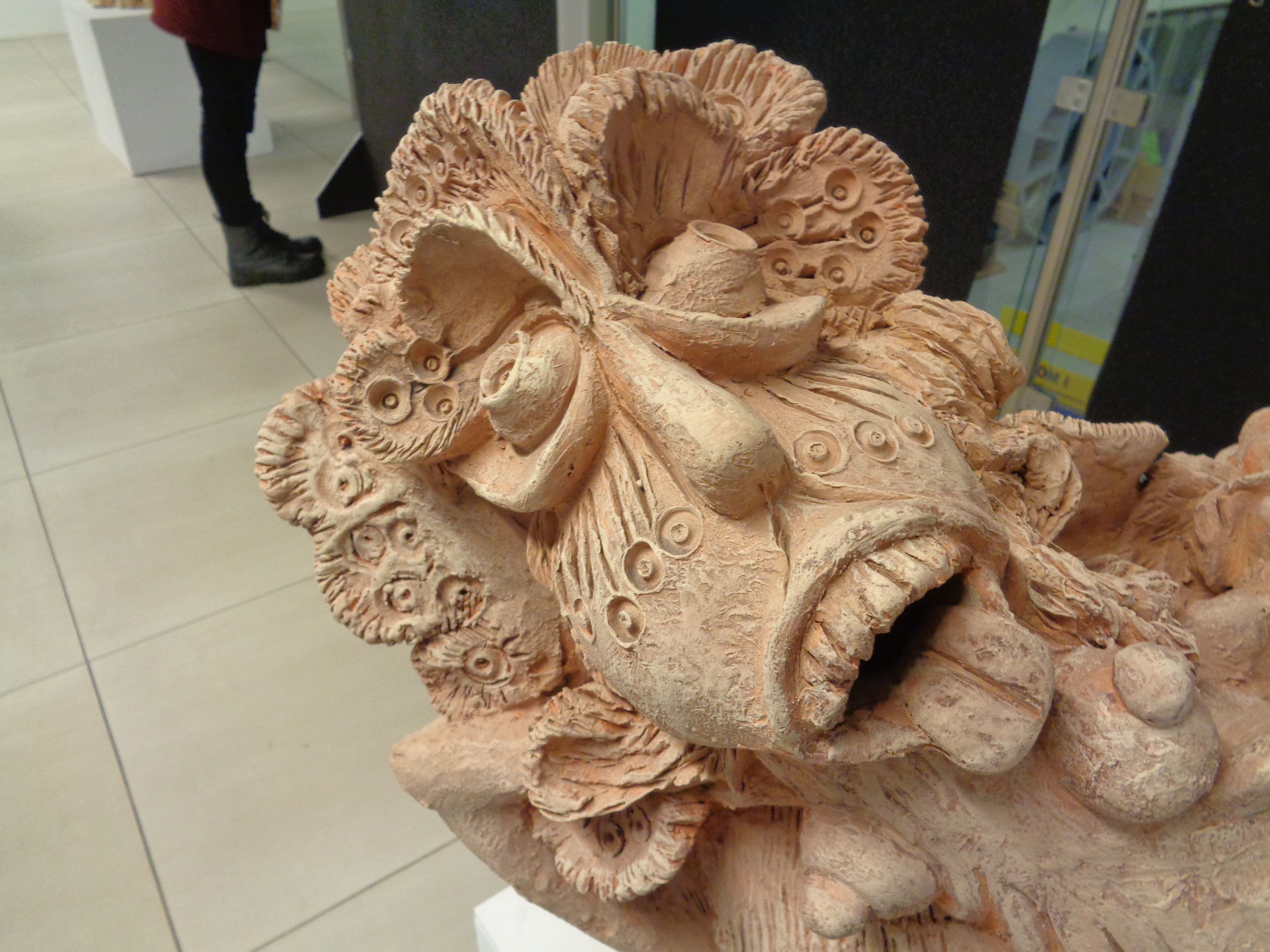
Rzeźba Stanisława Zagajewskiego

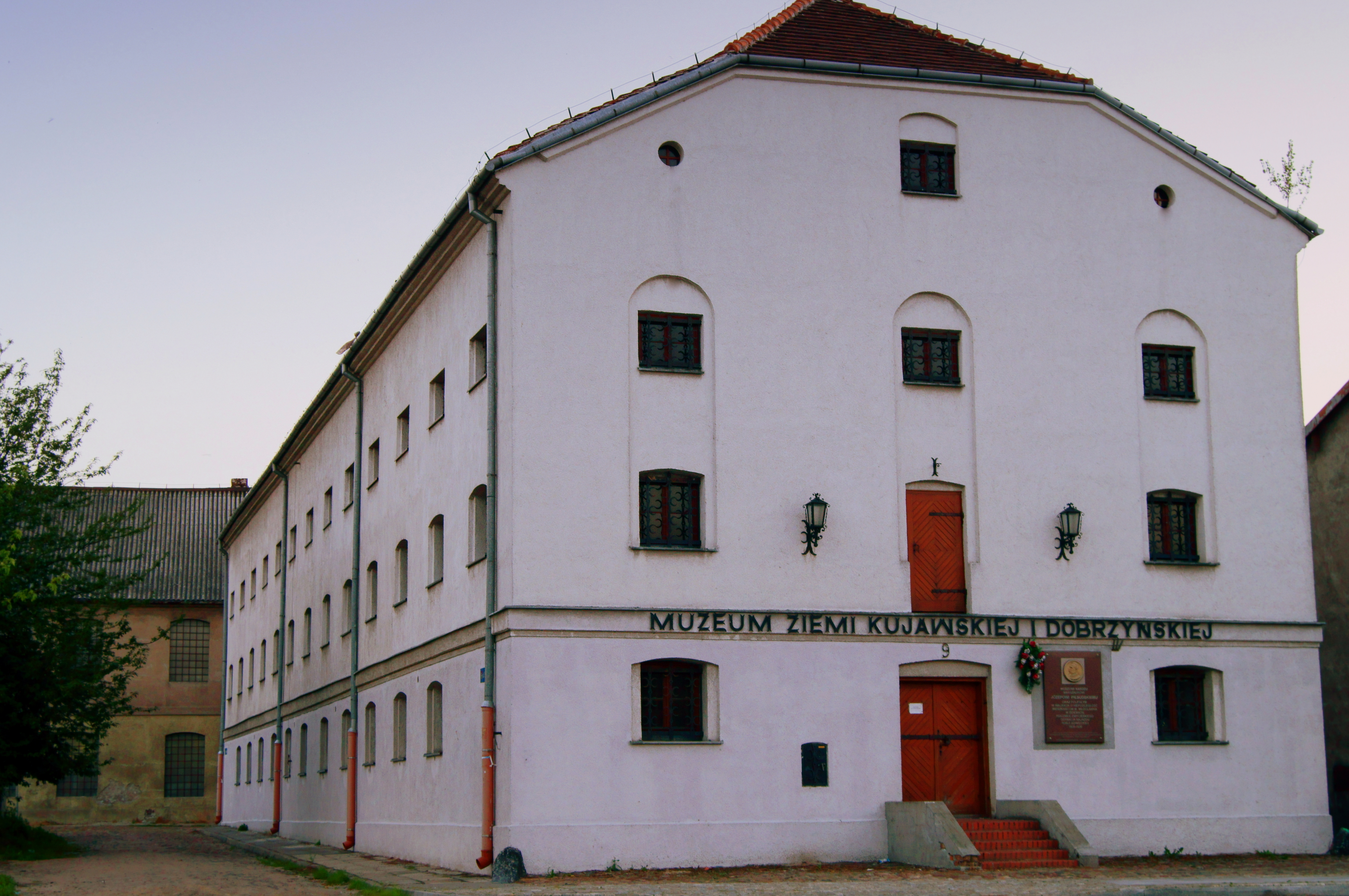
Muzeum Etnograficzne we Włocławku

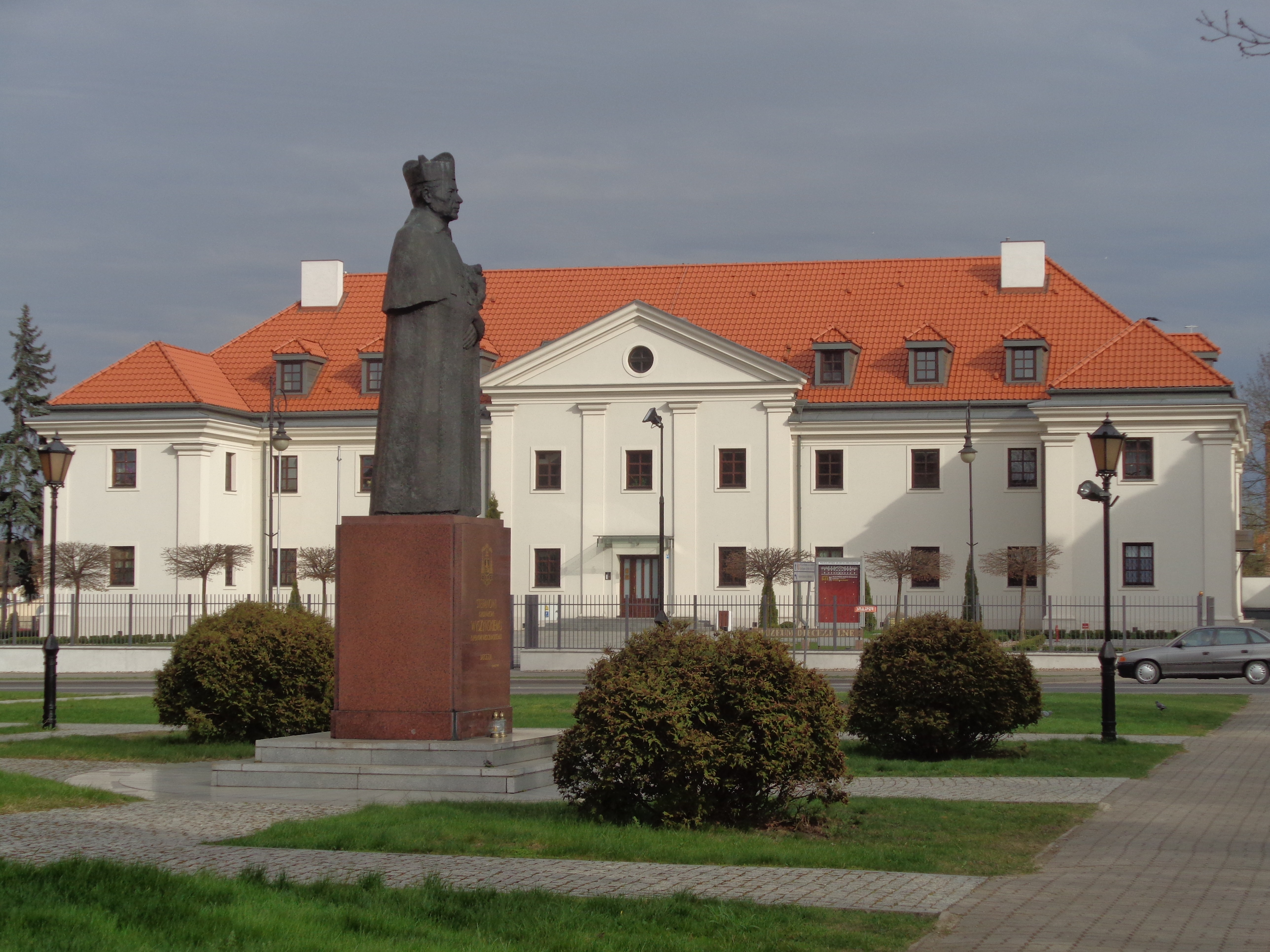
Muzeum Diecezjalne we Włocławku

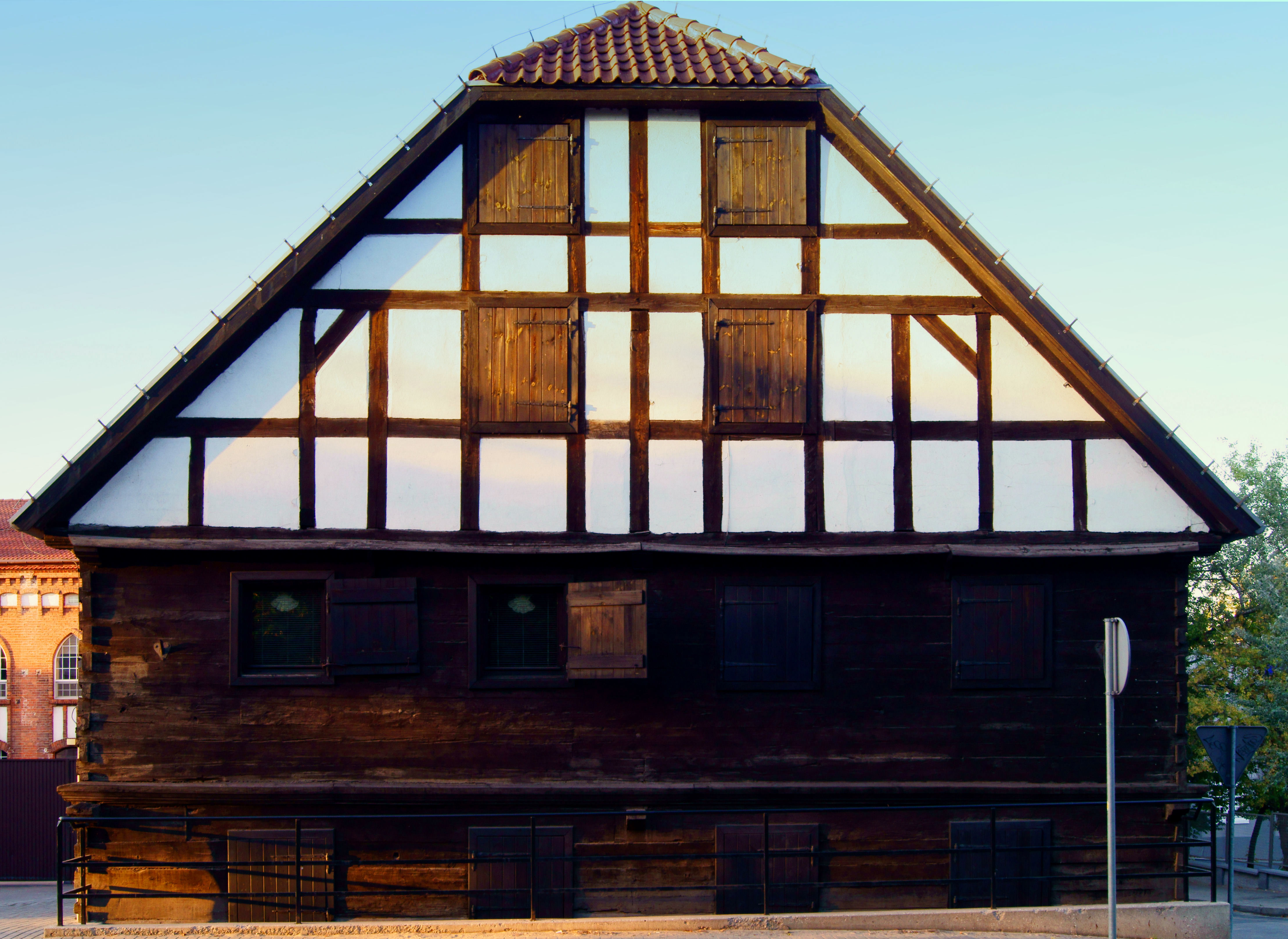
Czarny Spichrz we Włocławku

Włocławek jest centrum kulturalnym wschodnich Kujaw. W mieście ma siedzibę wiele instytucji kulturalnych. Do najważniejszych należą:
- Centrum Kultury Browar B – powstało z połączenia Włocławskiego Centrum Kultury oraz Włocławskiego Ośrodka Edukacji i Promocji Kultury, organizuje kilkadziesiąt imprez rocznie. Jest to instytucja interdyscyplinarna, realizująca inicjatywy z różnych dziedzin sztuki (muzyka, taniec, plastyka, teatr, film, literatura itp.). Główna siedziba znajduje się u zbiegu ulic Łęgskiej i Bechiego, w zabytkowych murach dawnego Browaru Bojańczyka, wzniesionych w latach 1832–1880. W ramach CKBB funkcjonują również małe placówki kulturalne – rozmieszczone w różnych częściach miasta kluby „Stara Remiza”, „Zazamcze” i „Łęg”[221].
- Teatr Impresaryjny im. Włodzimierza Gniazdowskiego – swoją działalność prowadzi od 1990 r., na stałe współpracuje z teatrami warszawskimi i krakowskimi, stąd na włocławskiej scenie gościli i goszczą najwybitniejsi polscy aktorzy. W sezonie 2000/2001 teatr odwiedziło 86,8 tys. widzów[222]. Ponadto teatr skupia kilka amatorskich zespołów teatralnych.
- Stowarzyszenie Edukacyjno-Teatralne „Teatr Nasz” – aktywny amatorski zespół teatralny, organizujący poza przedstawieniami cykliczne imprezy kulturalne o zasięgu ogólnopolskim.
- Muzeum Ziemi Kujawskiej i Dobrzyńskiej, w skład którego wchodzi pięć oddziałów:
  - Gmach Główny – dla turystów dostępne są tu wystawy czasowe oraz stałe: Fajans włocławski (najbogatsza kolekcja w Polsce, ponad 500 eksponatów fajansu z Włocławka, datowanych od 1873 r.) i Galeria portretu polskiego (kolekcja portretów autorstwa najwybitniejszych polskich malarzy, m.in. Leona Wyczółkowskiego, Jacka Malczewskiego, Józefa Mehoffera, Stanisława Ignacego Witkiewicza, Wojciecha Kossaka czy Olgi Boznańskiej, a także autorstwa polskich malarzy mniej znanych, niejednokrotnie jednak wykształconych w zagranicznych pracowniach takich wybitnych postaci jak Antoon van Dyck czy Marcello Bacciarelli)[223],
  - Muzeum Historii Włocławka – dostępne są tu wystawy stałe przedstawiające historię Włocławka i regionu[224],
  - Zbiory Sztuki – mieszczą się w zabytkowym spichrzu przy ul. Zamczej 10/12, który został wybudowany w 1839 r. Znajdują się tu wystawy poświęcone twórczości znanych polskich artystów: Stanisława Zagajewskiego oraz Wacława Bębnowskiego[225],
  - Muzeum Etnograficzne – siedzibą muzeum jest kompleks budynków przy Bulwarach nad Wisłą z zabytkowym spichrzem wzniesionym w połowie XIX wieku (przed 1848 r.). Wystawa „Kultura ludowa Kujaw i ziemi dobrzyńskiej” zajmuje trzy kondygnacje zabytkowego spichrza. Przedstawia wieś z przełomu XIX/XX wieku, pokazując poprzez najistotniejsze jej elementy obraz nieistniejącej już kultury ludowej[226],
  - Muzeum Stanisława Noakowskiego w Nieszawie – muzeum mieści się w klasycystycznym domu z 1 poł. XIX w., w którym mieszkała rodzina Noakowskich, poza ekspozycją stałą dokumentującą życie i twórczość wybitnego teoretyka architektury, pedagoga, rysownika i malarza Stanisława Noakowskiego, muzeum prezentuje także wystawy czasowe[227],
  - Kujawsko-Dobrzyński Park Etnograficzny w Kłóbce – posiada kilkanaście obiektów architektury wiejskiej, z których najstarsze pochodzą z XVIII wieku. Na terenie skansenu, wznosi się dwór z poł. XIX w., w którym mieszkała Maria z Wodzińskich Orpiszewska – jedyna oficjalna narzeczona Fryderyka Chopina. We wnętrzach dworu wiernie odtworzono klimat dawnej siedziby ziemiańskiej oraz zaprezentowano życie i twórczość malarską Marii z Wodzińskich[228].
- Obserwatorium Astronomiczne przy ul. Fredry.
- Muzeum Diecezjalne – muzeum posiada bardzo bogate zbiory, z których większość jest publicznie dostępna. Do najcenniejszych eksponatów należą m.in.: pastorał biskupa Macieja z Gołańczy, pochodzący z trzeciej ćwierci XIII wieku, kielich liturgiczny z 1368 roku[potrzebny przypis], drzeworyty autorstwa Albrechta Dürera, wartościowe obrazy (m.in. Powrót syna marnotrawnego Giovanniego Francesca Barbieriego, znanego również jako Guercino), liczne znaleziska archeologiczne z obszaru Diecezji Włocławskiej oraz meble[229].
- Muzeum Męczeństwa księdza Jerzego Popiełuszki – obiekt jest częścią sanktuarium przy parafii Matki Bożej Fatimskiej[230].
- Galeria Sztuki Współczesnej – zajmuje się prezentacją i promocją współczesnej twórczości plastycznej i fotograficznej, upowszechnianiem sztuk wizualnych i edukacją kulturalną. Galeria realizuje różne formy działań edukacyjnych dla dzieci, młodzieży i dorosłych: lekcje na ekspozycjach, prelekcje i projekcje filmów o sztuce, warsztaty twórcze, konkursy, plenerowe akcje i zabawy plastyczne, spotkania z artystami[231].
- Miejska Biblioteka Publiczna im. Zdzisława Arentowicza – gmach główny biblioteki znajduje się centralnej części miasta, przy ul. Warszawskiej 11/13. Biblioteka posiada 9 filii dla dorosłych, 2 filie dziecięce oraz Filię Książki Mówionej.
- Multikino Włocławek – funkcjonuje tu 6 sal kinowych, budynek znajduje się w Centrum Galerii Wzorcownia.
- Dobrzyńsko-Kujawskie Towarzystwo Kulturalne – mające swoją siedzibę przy ul. Piwnej 4 w zabytkowym Czarnym Spichrzu. Działalność kulturalną we Włocławku i w regionie prowadzi od 1976 r. Zajmuje się popularyzacją dorobku kultury regionalnej, promocją talentów artystycznych w zakresie plastyki i literatury, edukacją regionalną i kulturalną, podejmuje inicjatywy na rzecz ochrony dóbr kultury i tradycji regionalnych. Towarzystwo w 2017 r. zostało laureatem 42. edycji ogólnopolskiej nagrody imienia Oskara Kolberga, prestiżowej nagrody przyznawanej za dokonania twórcze, naukowe i artystyczne oraz działania wspierające tradycyjną kulturę regionalną[232]. W Czarnym Spichrzu działa również Klub Środowisk Twórczych „Piwnica” (zajmuje się m.in. organizacją koncertów zespołów grających muzykę alternatywną).
- Włocławskie Towarzystwo Naukowe – utworzone w 1979 r. jest jednym z najdłużej działających stowarzyszeń we Włocławku. Siedziba mieści się (od 1994 r.) w zabytkowej kamienicy w centrum Włocławka, przy placu Wolności 20. Towarzystwo skupia w swoich szeregach osoby aktywnie działające na rzecz rozwoju społecznego ruchu naukowego na Kujawach wschodnich i w ziemi dobrzyńskiej[233].
- Klub Literacki „Bartnicka 10”, działający przy Zakładzie Karnym we Włocławku.

W przeszłości w mieście funkcjonowało również Wojewódzkie Muzeum Pożarnictwa, jednak w 1989 roku zostało zamknięte, zbiory przekazano innym podmiotom.

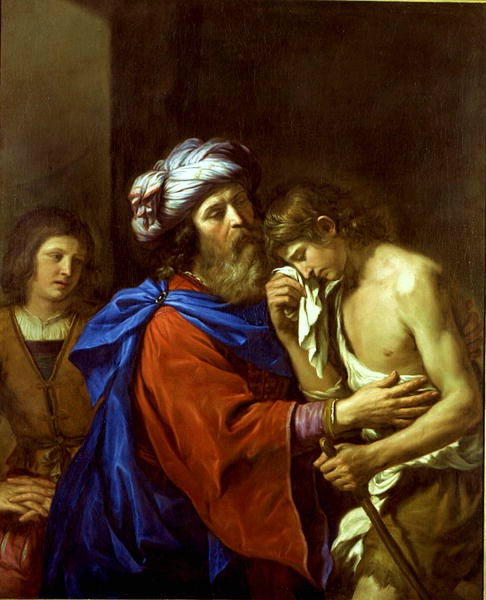
Obraz autorstwa Guercina ze zbiorów Muzeum Diecezjalnego

W mieście działa wiele zespołów artystycznych, spośród których największe sukcesy osiągnęli:
- Zespół tańca klasycznego „Classic”,
- Chór Vladislavia,
- Chór Rzemieślniczy Lutnia,
- Zespół Pieśni i Tańca Kujawy,
- Echo Kujaw,
- Grupa Taneczna Fantazja,
- Chór „Canto”,
- Teatr „Skene” – zespół teatralny dzieci i młodzieży.

Od 1995 r. w mieście działa aktywnie włocławska Drużyna Rycerska. W ostatnich latach, szczególnie w Parku Miejskim i na Bulwarach, organizowane są liczne imprezy plenerowe, na które ściągają mieszkańcy miasta i okolic.
Wśród najsłynniejszych imprez należy wymienić:

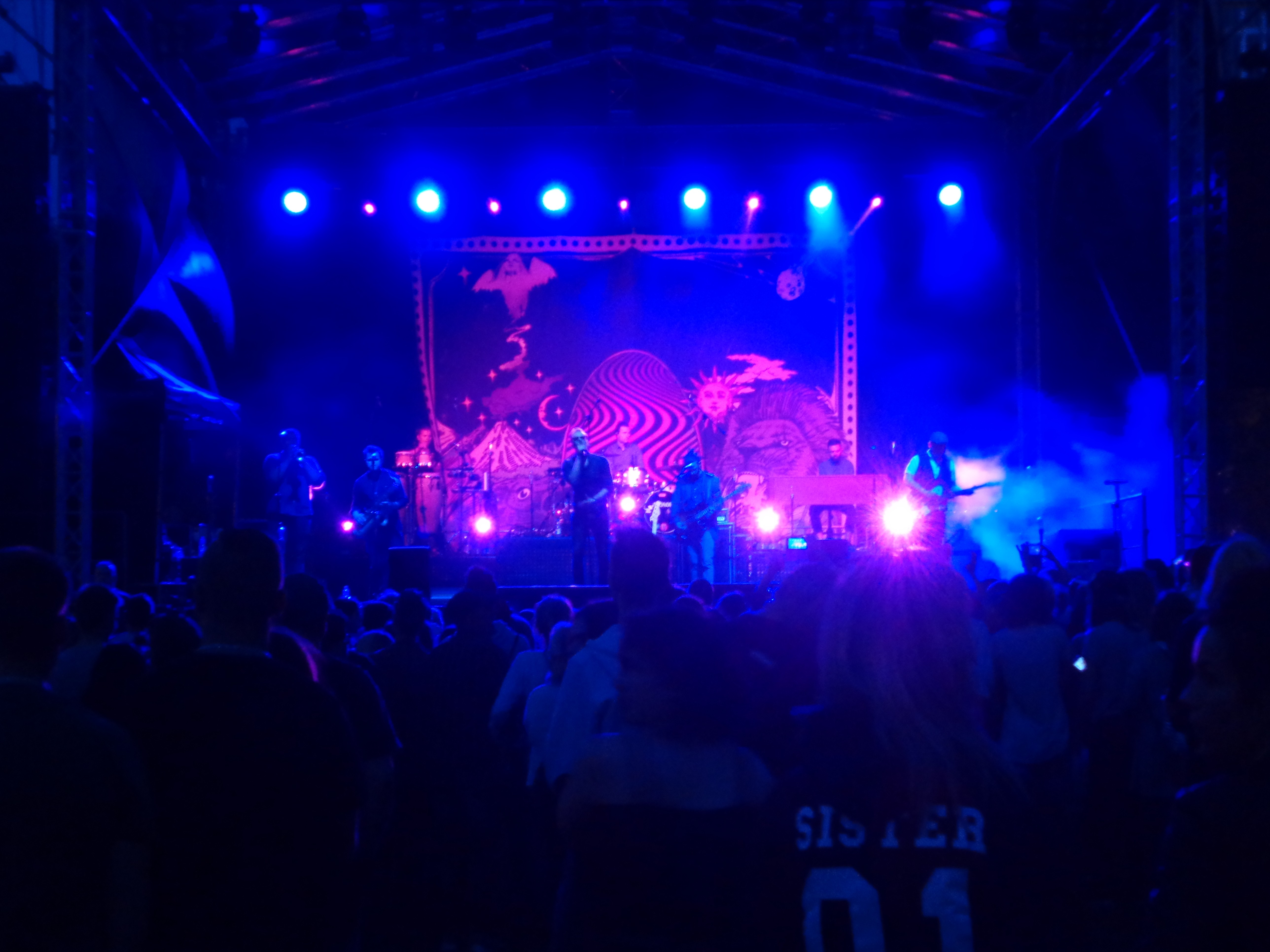
Koncert Mrozu na Bulwarach we Włocławku.

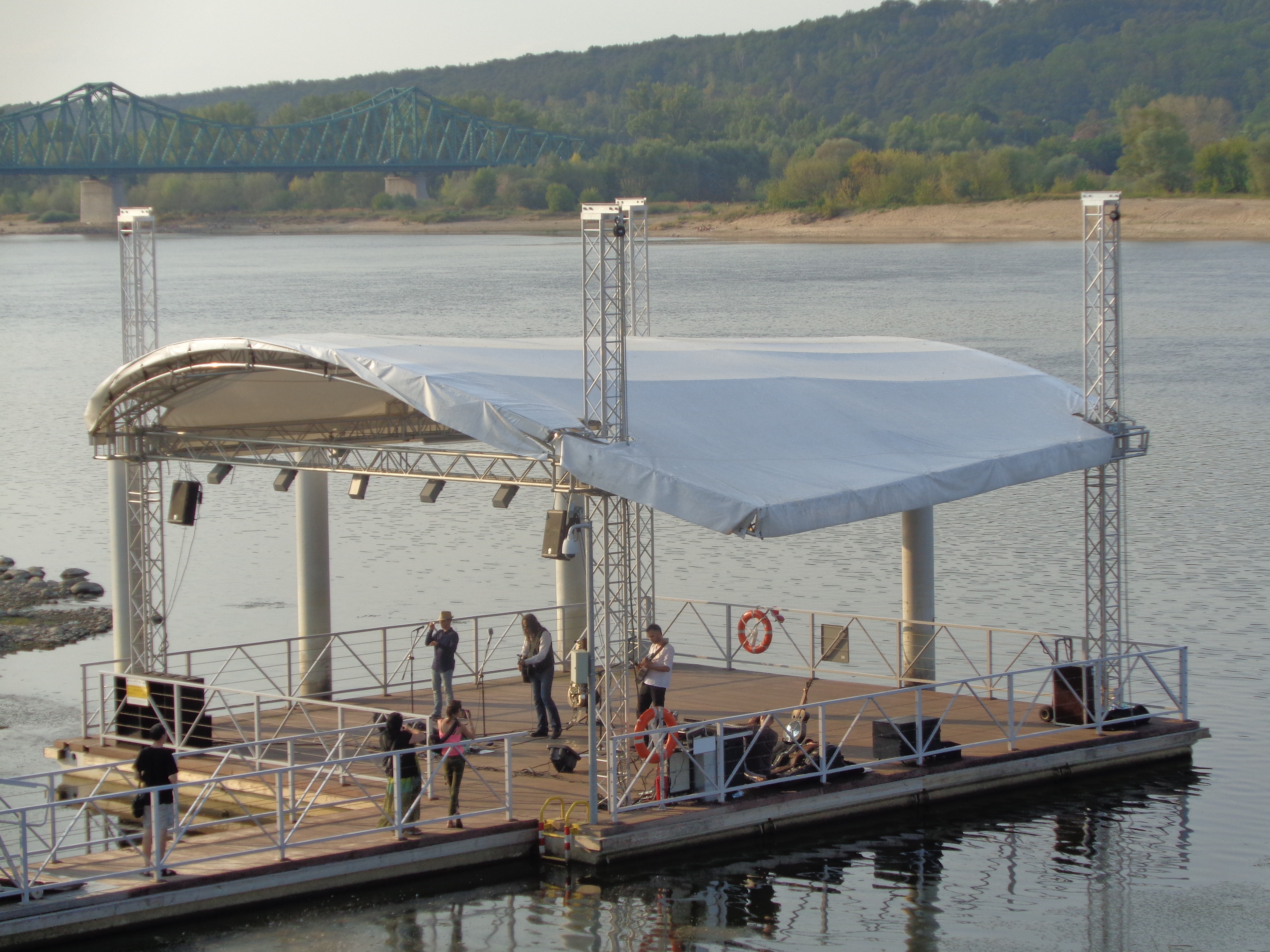
Koncert grupy Willie Mae Unit na Scenie na Wiśle we Włocławku.

- Finał Turnieju Poezji Śpiewanej Ogólnopolskiego Konkursu Recytatorskiego,
- Międzynarodowy Festiwal Teatrów Ulicznych „Brukarnia”,
- Bulwar Kultury,
- Bulwar Sztuki,
- Festiwal Nauki, Kultury i Przedsiębiorczości,
- Koncert Uwielbienie,
- Katedralne koncerty organowe,
- Festiwal Wisły,
- Dni Włocławka,
- Festiwal Włoskiej Muzyki Operowej Belcanto Per Sempre,
- Freszland Festiwal,
- Spring Rap Festiwal,
- Juwenalia Włocławskie.

Poza tym w Centrum Kultury Browar B cyklicznie organizowane są m.in.:
- Ogólnopolski Przegląd Zespołów Ludowych „O kujawski wianek”,
- Rejonowy Przegląd Zespołów Muzycznych „Struna”,
- Włocławskie Inspiracje Artystyczne,
- Deser z Kulturą,
- Ogólnopolski Konkurs Rzeźbiarski im. Stanisława Zagajewskiego,
- Prezentacje Twórczości Artystycznej Osób Niepełnosprawnych „Mój świat-Moje życie”,
- Gwiazdoteka[235].

W Galerii Sztuki Współczesnej odbywa się corocznie:
- Triennale Plastyki Włocławskiej.

W 2000 r. rozpoczęło działalność Regionalne Stowarzyszenie Artystów „Wło-Art”, zarejestrowane w rok później. Jej członkami są m.in. malarze, pisarze i rzeźbiarze. Kilku byłych i obecnych członków Stowarzyszenia zostało członkami Związku Polskich Artystów Plastyków (m.in. Andrzej Fronczak, Irena Podedworna) i Związku Literatów Polskich (m.in. Bożena Boczarska).
Narodowy Bank Polski w dniu 18 listopada 2005 roku wprowadził do obiegu monetę „Włocławek” o nominale 2 zł, wykonaną stemplem zwykłym w stopie Nordic Gold.

## Media

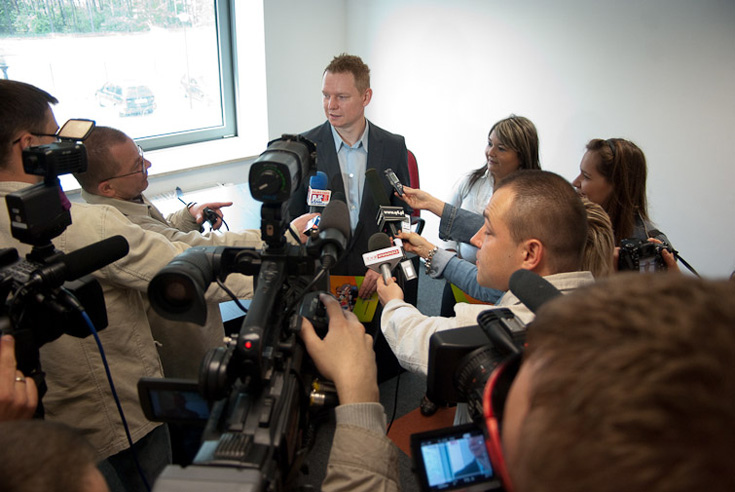
Włocławscy dziennikarze

We Włocławku działają liczne media, które przekazują mieszkańcom informacje z miasta i regionu:
- Telewizja
  - Telewizja Kujawy
- Radio
  - Radio Hit – nadające na fali 107,6 MHz
  - Radio Kujawy – częstotliwość 99,4 MHz
  - Radio PiK – częstotliwość 100,3 MHz
  - RMF Maxxx Włocławek – dawniej Radio Gra, pierwotnie Radio W, nadające na częstotliwości 89,2 MHz
- Prasa
  - „Gazeta Pomorska” (dawniej wydawana również jako „Gazeta Kujawska”)
  - „Puls Regionu”
  - „Tu i Teraz”, gazeta Włocławka i powiatu włocławskiego (miesięcznik)

## Zabytki

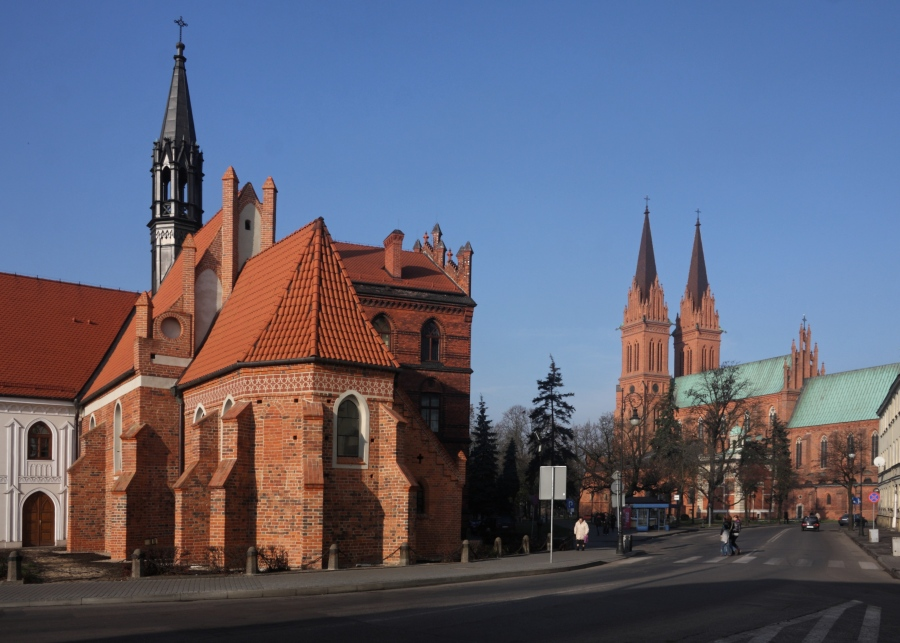
Kościół św. Witalisa, w tle Katedra

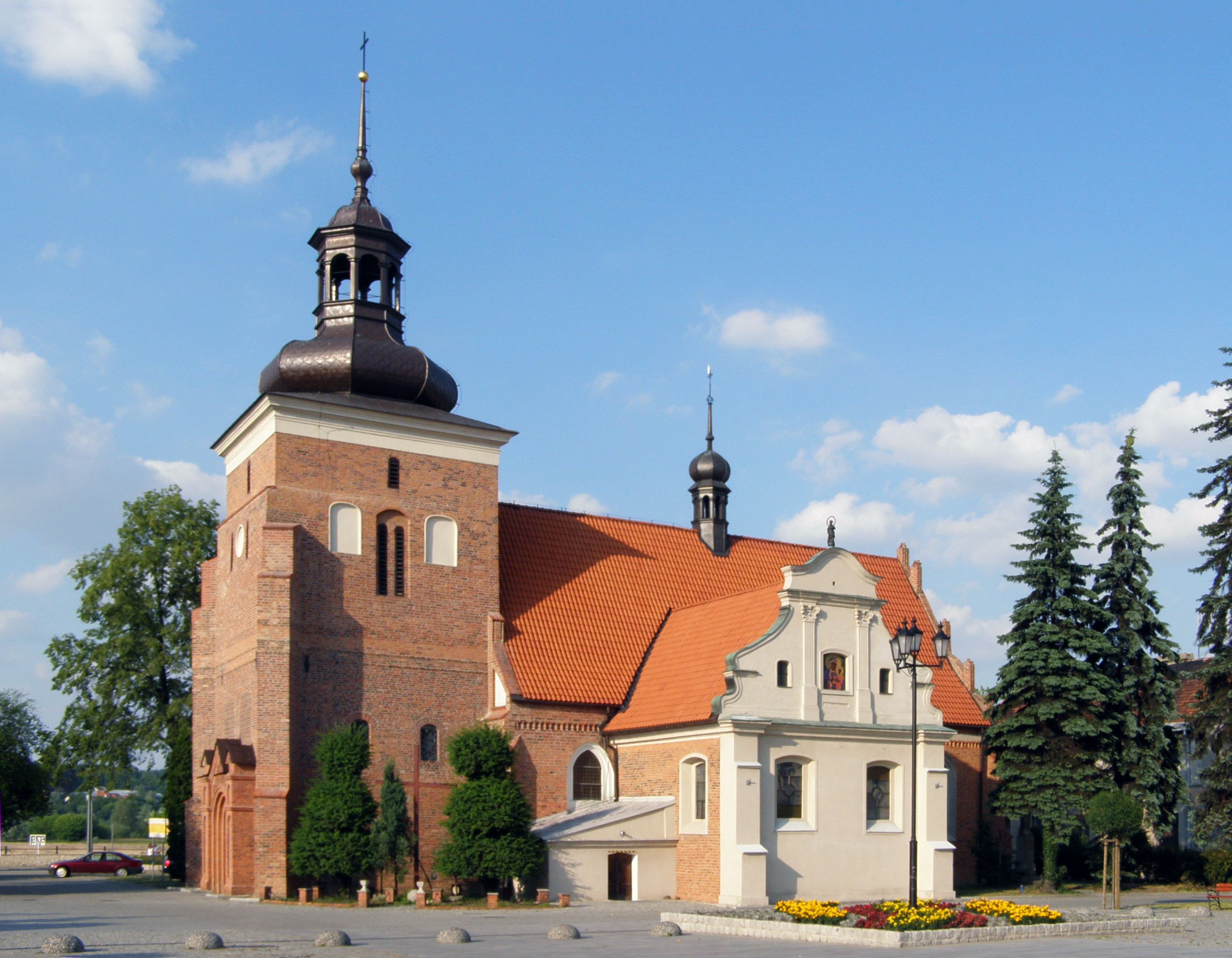
Kościół św. Jana Chrzciciela

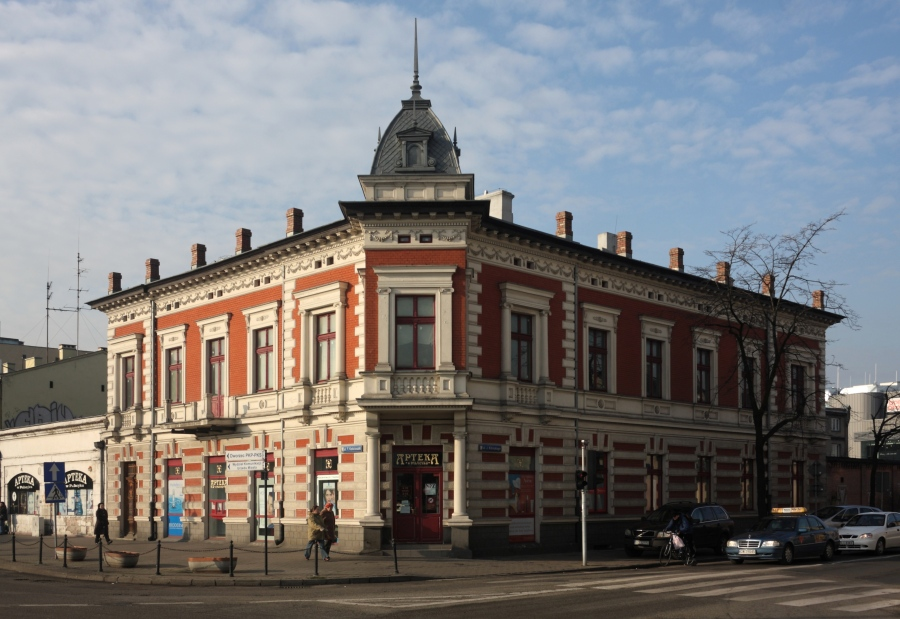
tzw. Pałac Mühsama

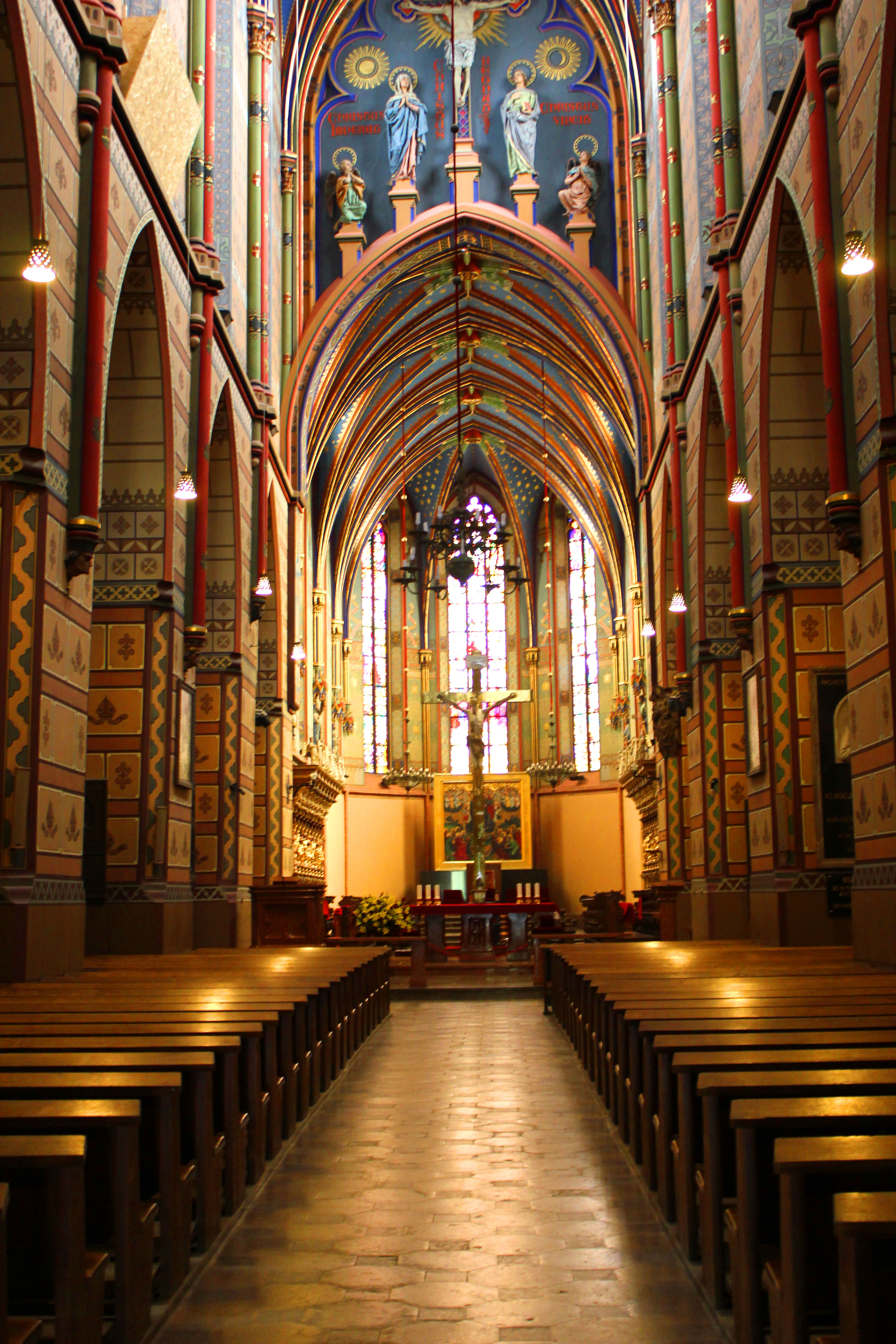
Wnętrze Bazyliki katedralnej

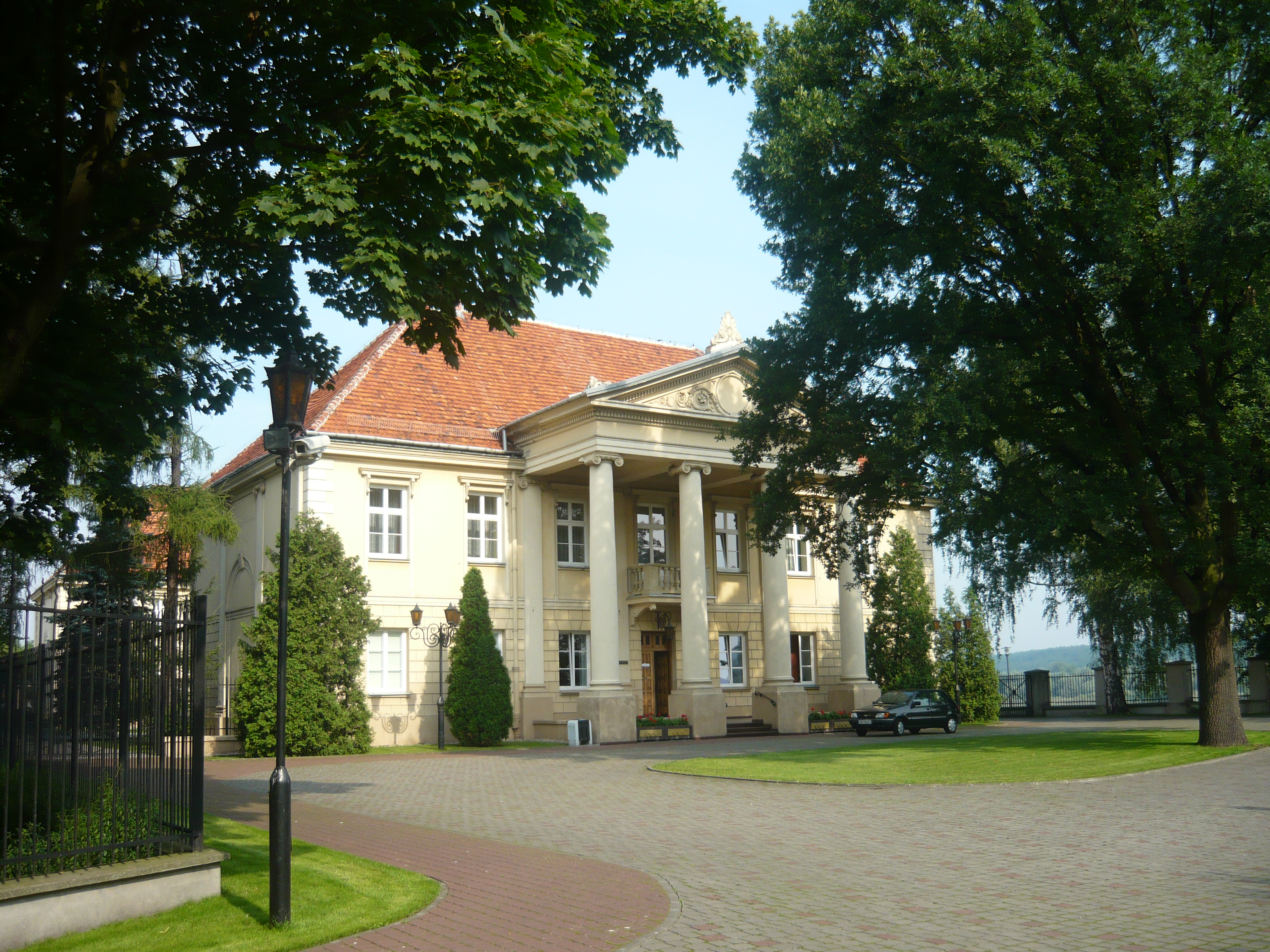
Pałac Biskupi, Włocławek

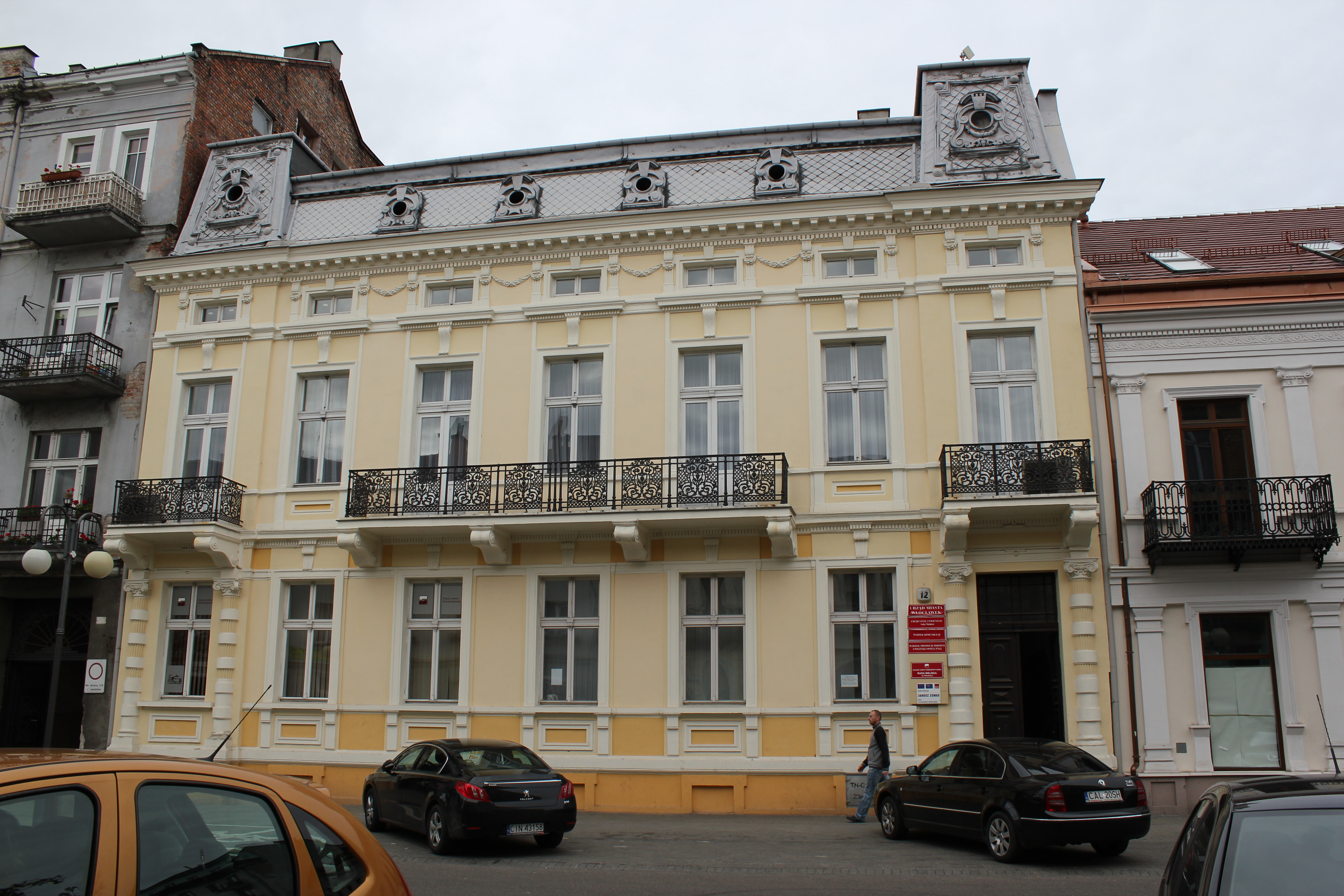
tzw. Pałac Cohna, ul. Kościuszki 12

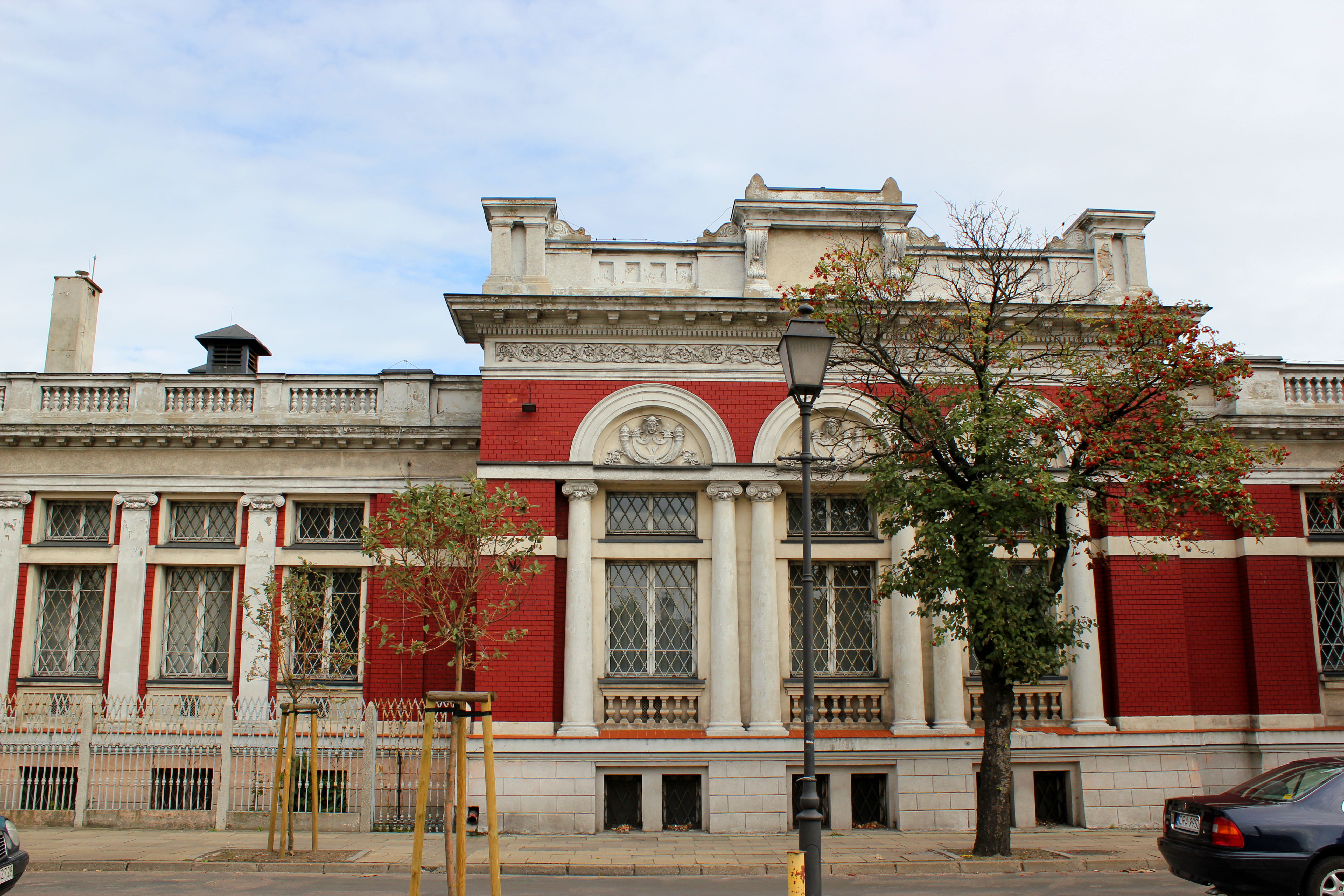
Zabytkowy budynek dawnego Banku Gdańskiego przy ul. Żabiej, Włocławek

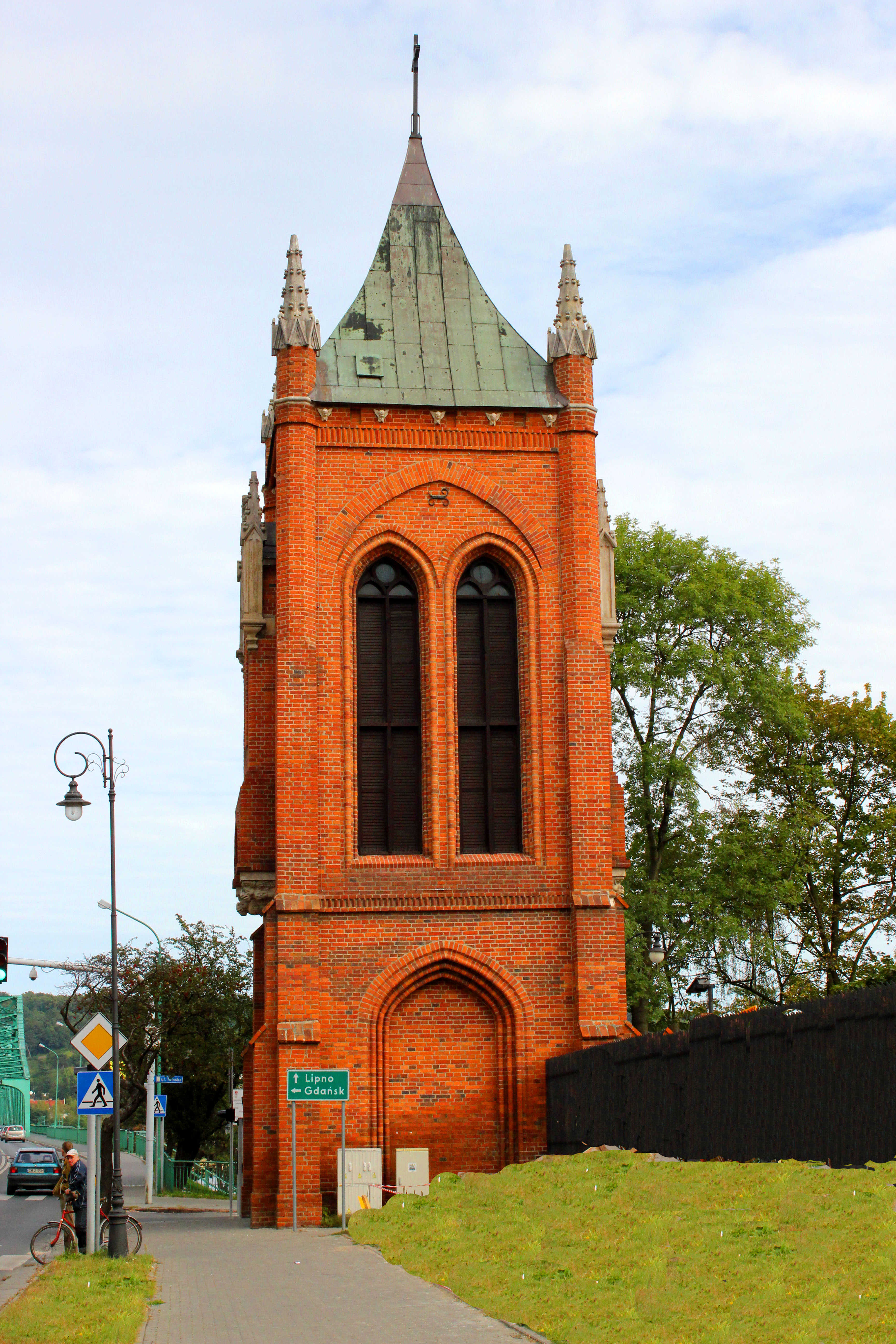
Dzwonnica katedralna, Plac Kopernika we Włocławku

Obecnie w granicach administracyjnych miasta Włocławek znajduje się 70 obiektów zabytkowych wpisanych do księgi rejestru zabytków województwa kujawsko-pomorskiego, prowadzonego przez Kujawsko-Pomorskiego Wojewódzkiego Konserwatora Zabytków w Toruniu. Poza tym zgodnie z Gminną Ewidencją Zabytków we Włocławku istnieje 820 zabytków, z czego 790 obiektów zabytkowych i 30 zespołów zabytkowych. Włocławek znajduje się na Szlaku Piastowskim, na trasie wschód-zachód z dwoma obiektami: bazyliką katedralną oraz Muzeum Historii Włocławka.
- Bazylika katedralna Wniebowzięcia Najświętszej Maryi Panny – kościół gotycki, którego początki sięgają 1340 r. (data poświęcenia kamienia węgielnego), konsekrowany w 1411 r., później rozbudowywany, a na przełomie wieków XIX i XX, na skutek rozpoczęcia prac nad regotycyzacją w 1875 r., gruntownie przebudowany (np. w 1881 r. do trzykondygnacyjnych wież dobudowano dwie następne kondygnacje)[240]. Znajdują się tu najstarsze witraże w kościele katolickim w Polsce (z 1360 roku), nagrobek bpa Piotra z Bnina, wykonany przez Wita Stwosza, a także liczne cenne rzeźby i malowidła, do których powstania przyczynili się tacy artyści jak np. Jan Florentczyk czy Juan Correa de Vivar. Na zewnątrz znajduje się zegar słoneczny, być może wykonany przez Mikołaja Kopernika i (lub) jego domniemanego nauczyciela Mikołaja Wodkę. Katedra włocławska jest jednym z najwyższych kościołów w Polsce, jej wysokość sięga 85 metrów[241][242].
- Plac Kopernika – tu znajdują się najważniejsze zabytki Włocławka: bazylika katedralna WNMP, kościół św. Witalisa, Dzwonnica z 1854 r., budynki Wyższego Seminarium Duchownego, a także Muzeum Diecezjalne czy pomnik astronoma Mikołaja Kopernika, który mógł uczyć się w szkole katedralnej we Włocławku[243].
- gotycki kościół św. Witalisa z ok. 1330 r., który jest najstarszym zachowanym obiektem ceglanym w mieście.
- późnogotycki kościół św. Jana Chrzciciela z I połowy XVI w., dawna fara miejska; na uwagę zasługują m.in.: kaplica zaprojektowana w 1565 r., która mogła zostać wykonana przez płockiego budowniczego Jana Baptystę Wenecjanina oraz cegły z datami w elewacji, pokazujące stan Wisły w czasie podtopień miasta.
- Wyższe Seminarium Duchowne, powstałe w 1569 r., jedno z najstarszych w Polsce. Obecny zespół budynków pochodzi z lat 1843, 1882–1900 (przebudowa) i lat 80. XX wieku, charakteryzuje go styl historyzujący, z przewagą neogotyku. Biblioteka Seminaryjna pochodzi z 1843 r.
- Kościół i klasztor oo. franciszkanów reformatów pw. Wszystkich Świętych – zespół klasztorny, znajdujący się przy placu Wolności, powstał w latach 1639–1644; na uwagę zasługują m.in. unikalne w Polsce drzwi pomiędzy prezbiterium kościoła a krużgankiem klasztoru, techniką intarsji posłużono się tu tak, aby zdobienie ukazywało trójwymiarowy obraz.
- Pałac Biskupi, zbudowany na miejscu średniowiecznego zamku, przebudowany w latach 1720–1738, 1861 i 1925 w stylu klasycystycznym. W czasie wojen napoleońskich szpital wojskowy, następnie szkoła. Od 1858 ponownie należy do biskupów.
- budynek dawnej kanonii przy ul. Gdańskiej 8 – powstał w 1649 r. z fundacji kanonika Stanisława Orłowskiego[244]. Jest to jeden z najstarszych obiektów świeckich zachowanych w mieście, mieści się tu Muzeum Biskupa Michała Kozala oraz Izba Pamięci Prymasa Stefana Wyszyńskiego.
- prałatówka przy pl. Kopernika 7, wybudowana w 1801 r. o skromnych cechach klasycyzmu, wchodzi w skład kanonii otaczających bazylikę katedralną[244].
- zespół budynków klasycystycznych z XVIII i XIX wieku zamkniętych w obrębie ulic 3 Maja, Przedmiejskiej, Brzeskiej i Plac Wolności, wpisany do rejestru zabytków jako Hotel Polski[245].
- Czarny Spichrz, wzniesiony na przełomie XVIII i XIX w., usytuowany przy rogu ul. Wyszyńskiego i ul. Piwnej.
- Wzorcownia, centrum handlowo-usługowe, nawiązujące architekturą do XIX-wiecznych fabryk, w miejscu których powstało; prowadzili tu działalność różni przemysłowcy, wśród nich m.in. Teichfeld i Asterblum, przez wiele lat właściciele Włocławskich Fabryk Fajansu[246].
- tzw. Pałac Mühsama przy ul. Kościuszki – eklektyczny budynek z cegły licówki z bogatym tynkowym detalem architektonicznym nawiązujący do tradycji renesansu francuskiego, wybudowany został ok. 1894 r.
- Pałac Klaukego
- Szkoła Handlowa przy ul. Mickiewicza, obecnie Liceum Ziemi Kujawskiej.
- Muzeum Ziemi Kujawskiej i Dobrzyńskiej przy ul. Słowackiego.
- pałacyk, tzw. Willa Grodzkiego z 1920 r. – zlokalizowany przy ul. Smolnej 7.
- spichrz z 1848 r. – obecnie Muzeum Etnograficzne, powstał wg projektu Franciszka Turnelle’a – ówczesnego architekta miejskiego Włocławka.
- spichrz z 1939 r. – przy ul. Zamczej 10/12 – znajdują się tutaj Zbiory Sztuki.
- tzw. Pałac Cohna z lat 1881–1884 – mieści się przy Kościuszki 12, wybudowany dla Ludwika Cohna, właściciela fabryki fajansu. Autorem projektu budynku był znany architekt Bronisław Brodzic-Żochowski[247].
- kamieniczki, Stary Rynek 14 i 15 – budynki należą do zaledwie kilku obiektów zachowanych z XVIII, obecnie mieści się tu Muzeum Historii Włocławka.
- Bulwary im. Marszałka Józefa Piłsudskiego – od Pałacu Biskupiego wzdłuż rzeki w kierunku wschodnim ciągną się nadwiślańskie bulwary. Na ich zakończeniu znajduje się doskonały punkt z widokiem na zaporę i krzyż upamiętniający męczeńską śmierć ks. Jerzego Popiełuszki[244].
- dawna kaplica cmentarna, przebudowana na Cerkiew św. Mikołaja.
- kościół św. Stanisława, częściowo wybudowany w dwudziestoleciu międzywojennym, oddany do użytku długo po wojnie, konsekrowany w 1958 r.[248] Położony między ulicami Wiejską i Żeromskiego.
- kamienica na rogu bulwaru Piłsudskiego i Bednarskiej – z 1910 r.
- dawny Browar Bojańczyka, wzniesiony w latach 1832–1880; przebudowany na główną siedzibę Centrum Kultury Browar B.
- zespół budynków Sądu Rejonowego i Sądu Okręgowego przy ul. Kilińskiego i Wojska Polskiego; zabudowania wzniesiono na przełomie XIX i XX wieku, pierwotnie mieściła się tu m.in. Fabryka Wód Gazowych i Spirytusu, należąca do Ludwika Bauera[249][250].
- Kościół ewangelicko-augsburski przy ul. Brzeskiej; na uwagę zasługuje obraz autorstwa Kazimierza Mireckiego, będący kopią dzieła Paula Delaroche’a, przedstawiającego Chrystusa w Ogrójcu.
- zespół budynków przy ul. Wyszyńskiego 14, należący do firmy Delecta SA; dawna siedziba XIX-wiecznej fabryki kaw zbożowych i cykorii Ferdynanda Bohma, w XX wieku mocno rozbudowanej
- budynek Wojewódzkiego Ośrodka Medycyny Pracy u zbiegu ulic Wyszyńskiego i Szpitalnej; wybudowany na wzór dawnego XIX-wiecznego szpitala św. Antoniego[251], zburzonego w 2012 roku, wiele lat po zamknięciu i wyłączeniu z użytkowania.
- willa tzw. Pałacyk Dyrektora Celulozy z 1897 r.- ul. Łęgska 5
- budynek dawnego Banku Gdańskiego z 1911 r. – ul. Żabia 2, wzniesiony według projektu S. Paszkiewicza.
- dawna siedziba straży ogniowej przy ul. Żabiej 8; obecnie mieści się tu Klub „Stara Remiza”, funkcjonujący w ramach Centrum Kultury Browar B
- Pałacyk Jurgaszki – najwcześniejsze informacje o budynku przy ulicy Łęgskiej 24 pochodzą z 1822 roku i wzmiankują o pierwszym właścicielu Janie Gładyszewskim, kapitanie Wojska Polskiego.
- liczne kamienice w Śródmieściu m.in. przy Placu Wolności 1, obecnie siedziba Naczelnej Organizacji Technicznej
- dawny solny młyn parowy, należący niegdyś do Lejba Sterna; wzniesiony w 1902 roku przy obecnej ul. Okrzei, na początku XXI stulecia przebudowany na Hotel Młyn
- modernistyczny gmach Poczty Głównej przy al. Fryderyka Chopina 54, zbudowany w latach 1935–1937
- dawne zespoły fabryczne i ich pozostałości (między innymi przy ul. Związków Zawodowych, Łęgskiej, w lasach w Michelinie – pozostałości niemieckiej fabryki z czasów II wojny światowej[252]).

Wiele zabytków nie doczekało obecnych czasów, wśród nich można między innymi wymienić: zamek biskupi, katedrę romańską, ratusz na Starym Rynku, kościół św. Stanisława, położony nieopodal zamku książęcego, klasztor cystersów i kościół św. Gotarda na Zawiślu, kościół św. Jerzego przy ul. Jurskiej, kościół św. Wojciecha przy ul. Brzeskiej, synagogi przy ul. Żabiej 14 i Królewieckiej 17, cerkiew św. Mikołaja na placu Wolności, pałacyk przy ulicy Chopina, dworzec kolejowy, zabytkowe fabryki, średniowieczne stare miasto, koszary wojskowe przy ul. Żytniej.

## Wspólnoty wyznaniowe

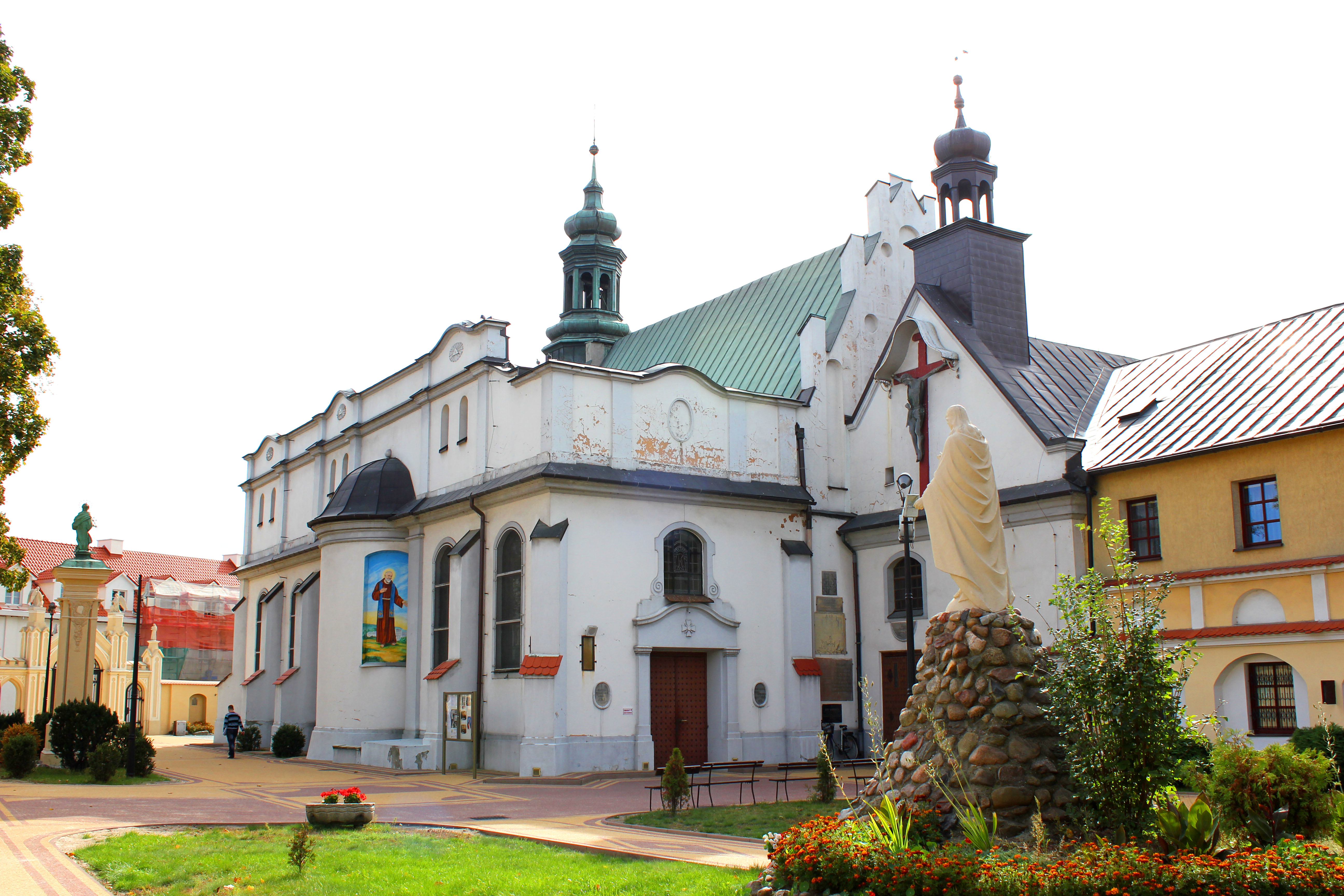
Kościół parafialny Wszystkich Świętych i klasztor Franciszkanów reformatów

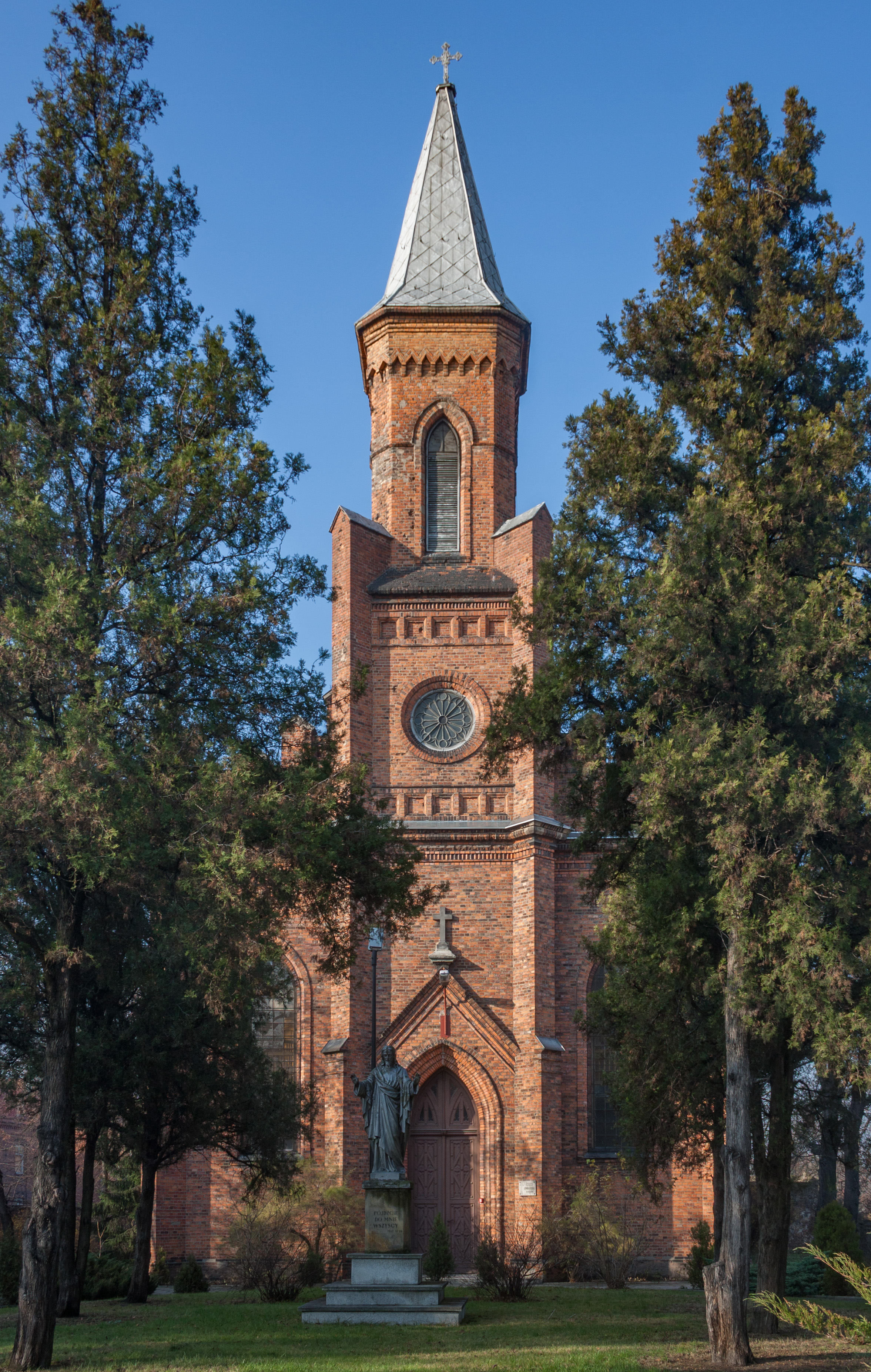
Kościół ewangelicko-augsburski przy ul. Brzeskiej

Na terenie Włocławka działalność religijną prowadzą następujące Kościoły i związki wyznaniowe:

### Judaizm
- Żydzi stanowili przed II wojną światową blisko 18%[253] mieszkańców Włocławka. Do września 1939 r. funkcjonowały dwie synagogi – „stara” przy ul. Żabiej 14 oraz „nowa” przy ul. Królewieckiej 17, obie zostały spalone przez Niemców. Przed wojną w mieście było 14 domów modlitwy[254], obecnie nie działa żaden[potrzebny przypis]. W latach 90. zadecydowano, że opiekę nad mniejszością żydowską na terenie Włocławka ma sprawować Gmina Żydowska we Wrocławiu, ustalenia te nadal obowiązują[255].

### Katolicyzm
- Kościół rzymskokatolicki – liczne parafie oraz organizacje religijne – diecezja włocławska oraz dekanaty Włocławski I i Włocławski II,
- Kościół greckokatolicki – placówka duszpasterska we Włocławku, nabożeństwa prowadzone są w kościele rzymskokatolickim św. Jana Chrzciciela[256]

### Starokatolicyzm
- Kościół Polskokatolicki – wierni należą do parafii w Toruniu,
- Kościół Starokatolicki Mariawitów – wierni należą do parafii w Płocku.

### Prawosławie
- Polski Autokefaliczny Kościół Prawosławny – pierwszy dom modlitwy znajdował się w kaplicy domowej przy ul. Przedmiejskiej 12. Ze względu na coraz większą liczbę stacjonujących we Włocławku żołnierzy armii cesarskiej, w 1860 roku oddano do użytku cerkiew przy Placu Kopernika. W 1905 roku zastąpiła ją zbudowana na placu Wolności pokaźna cerkiew, wysadzona w powietrze w 1925. Obecnie jej tradycje kultywuje parafialna cerkiew św. Mikołaja z 1895 roku, znajdująca się na cmentarzu komunalnym przy alei Fryderyka Chopina (raz w miesiącu msza).

### Protestantyzm
- Chrześcijańska Wspólnota Ewangeliczna – placówka misyjna we Włocławku[257]
- Kościół Adwentystów Dnia Siódmego – zbór we Włocławku[258]
- Kościół Ewangelicko-Augsburski – parafia i kościół[259]
- Kościół Ewangelicznych Chrześcijan – zbór we Włocławku[260]
- Kościół Zielonoświątkowy – Zbór Chrystusa Zbawiciela[261]

### Świadkowie Jehowy
- trzy zbory: Włocławek–Południe, Włocławek–Wschód (w tym grupa języka migowego), Włocławek–Zazamcze (Sala Królestwa ul. Zdrojowa 13)[262].

## Cmentarze
We Włocławku znajdują się trzy czynne cmentarze:
- Cmentarz Komunalny przy al. Chopina – obecnie najstarszy funkcjonujący cmentarz we Włocławku, utworzony w 1882 r. i zajmujący 18,3 ha. Na cmentarzu znajdują się między innymi nagrobki zasłużonych włocławian, żołnierzy polskich, radzieckich i niemieckich, cerkiew prawosławna; częścią cmentarza komunalnego jest również wydzielony nowy cmentarz żydowski.
- Cmentarz w Michelinie (przy parafii Ducha Świętego).
- Cmentarz w Rózinowie (pomiędzy ulicą Krzywa Góra a Toruńską) – cmentarz funkcjonujący przy parafii pw. Chrystusa Króla. Pochowani są na nim m.in. żołnierze polegli w I wojnie światowej[263].

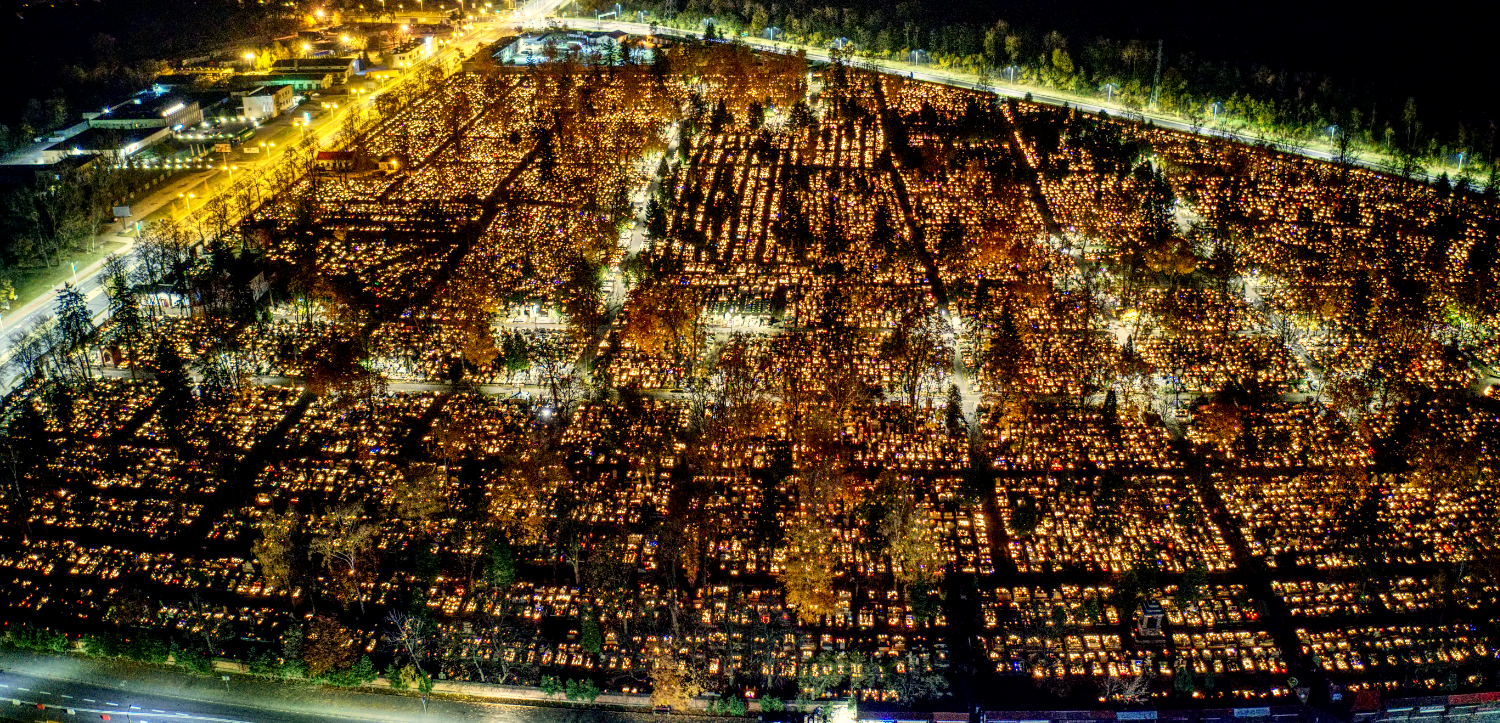
Cmentarz Komunalny (1 listopada 2021 r.)

Włocławianie spoczywają także w bazylice katedralnej, gdzie są pochowani między innymi biskupi włocławscy. Pod Pomnikiem Poległych Obrońców Wisły na Wzgórzu Szpetalskim spoczywają włocławianie, którzy polegli broniąc miasta przed bolszewikami w sierpniu 1920 roku. Kolejny cmentarz komunalny został zbudowany w 1990 roku poza obszarem administracyjnym miasta w Pińczacie i nadal jest rozbudowywany. Cmentarz znajduje się 4 km od Włocławka i docelowo ma zajmować obszar 28 ha. Tuż przy granicach administracyjnych miastach znajduje się cmentarz z czasów I wojny światowej, gdzie pochowano niemieckich i rosyjskich żołnierzy poległych w Bitwie pod Włocławkiem.
Dawne cmentarze:
- Cmentarz podmiejski – pierwszy włocławski cmentarz komunalny, znajdował się w części południowej dzisiejszego Zielonego Rynku (1813–1897, w 1927 r. splantowany[266]; według innych źródeł 1823–1893, splantowany w latach 1929–1930[267]).
- Cmentarz przy klasztorze oo. Franciszkanów-Reformatów[266]. (prawdopodobnie funkcjonował do 1850 r., w pobliżu nieistniejącego już drewnianego kościoła pw. św. Wojciecha, znajdującego się niegdyś w miejscu obecnego kościoła Ewangelicko-Augsburskiego przy ulicy Brzeskiej[268]).
- Cmentarz przy kościele św. Jana Chrzciciela[266].
- Cmentarz przy nieistniejącym już kościele św. Stanisława (w pobliżu katedry)[266].
- Cmentarz przy kościele św. Witalisa[266].
- Cmentarz wojenny przy ul. Wienieckiej – pochowano na nim rosyjskich i niemieckich żołnierzy po walkach z listopada 1914 r.[269] Na środku cmentarza wzniesiono obelisk, na którym widniał Krzyż Żelazny. Obelisk podpisany był datą 12 listopada i poświęcony był poległym jedynie po niemieckiej stronie[270]. W okresie PRL na terenie cmentarza wybudowano blok Wieniecka 44 oraz duży sklep spożywczy[271] (obecnie Biedronka).
- Stary cmentarz żydowski.

## Sport

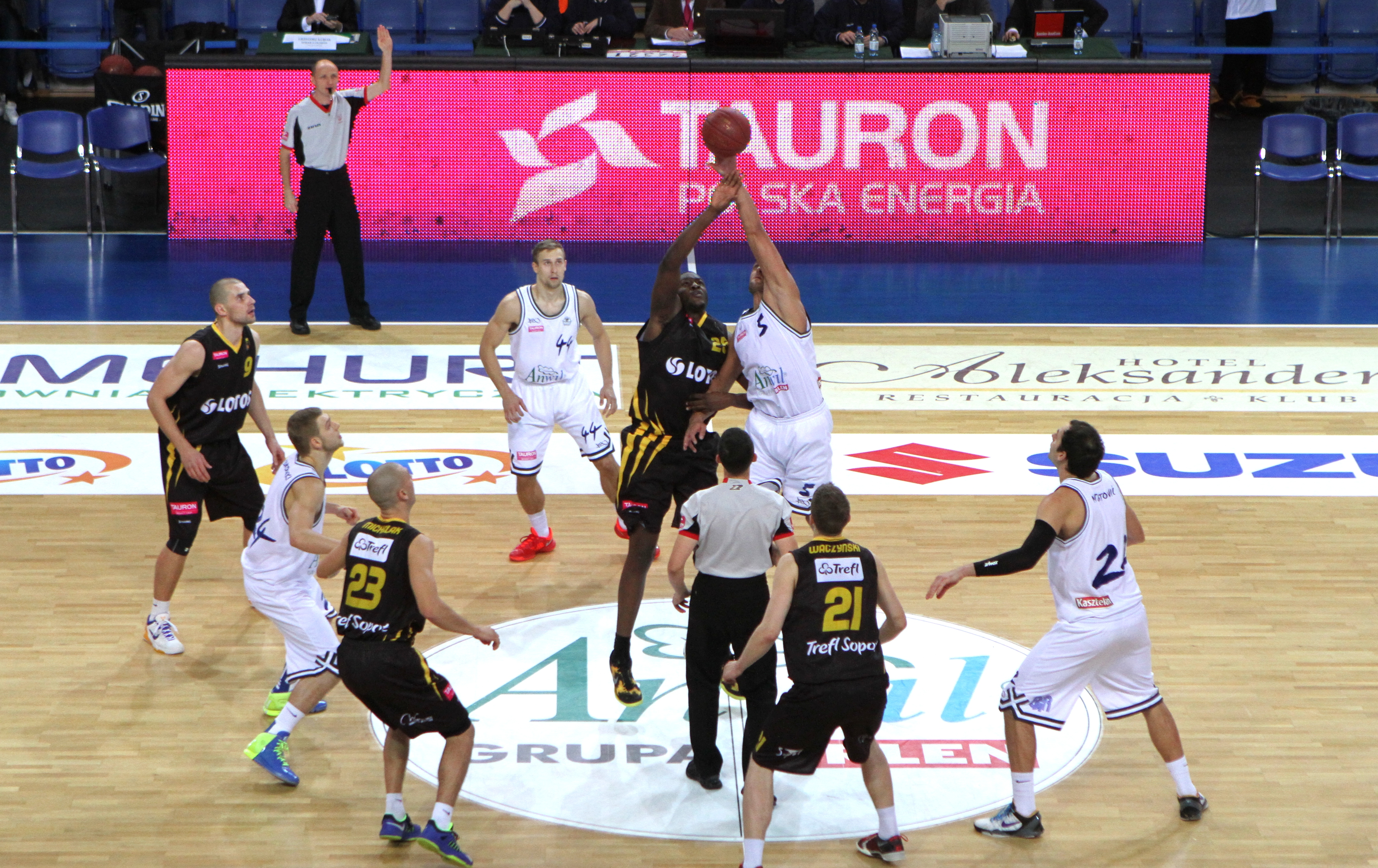
Anwil Włocławek – Treﬂ Sopot

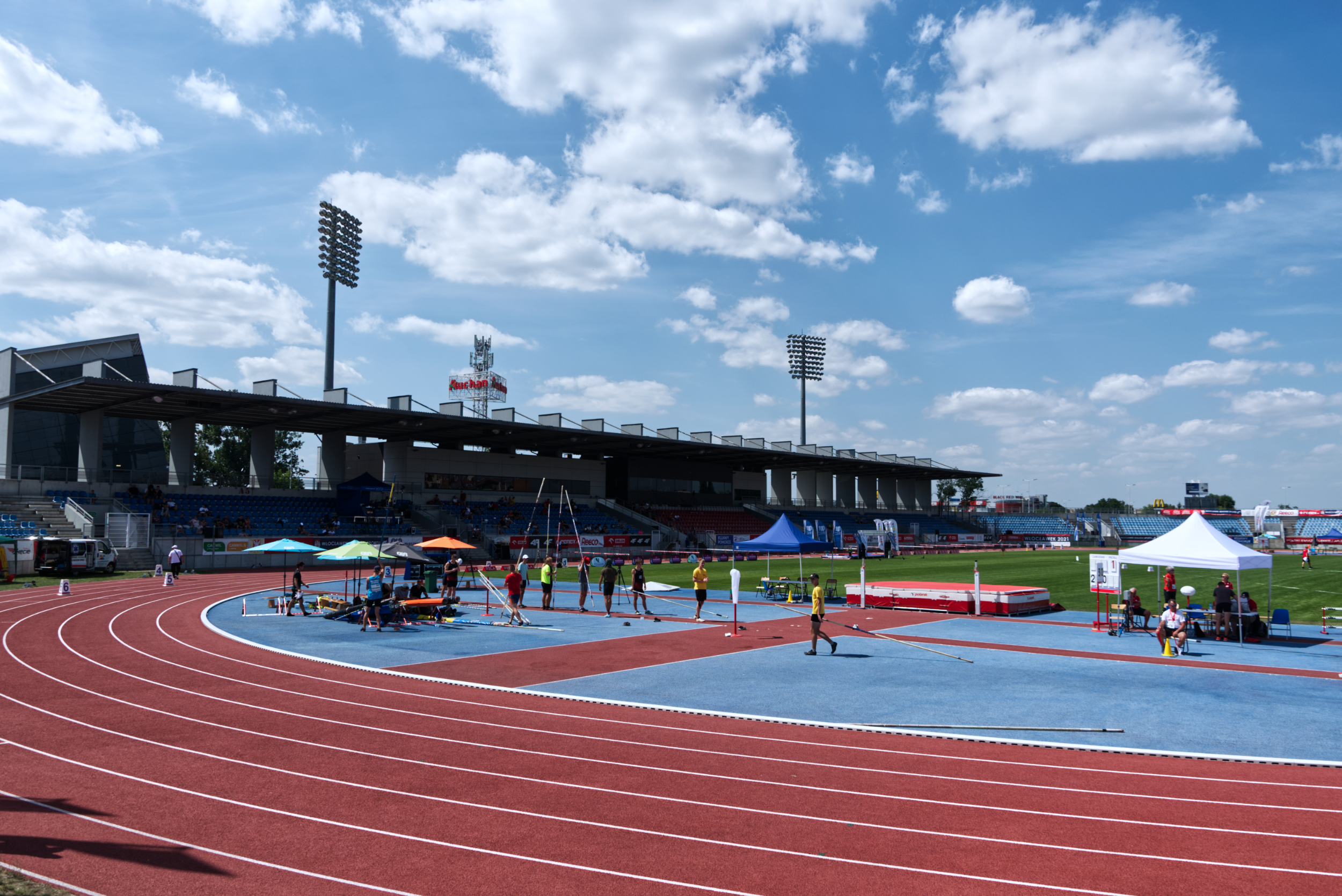
Stadion OSIR we Włocławku (2021 r.)

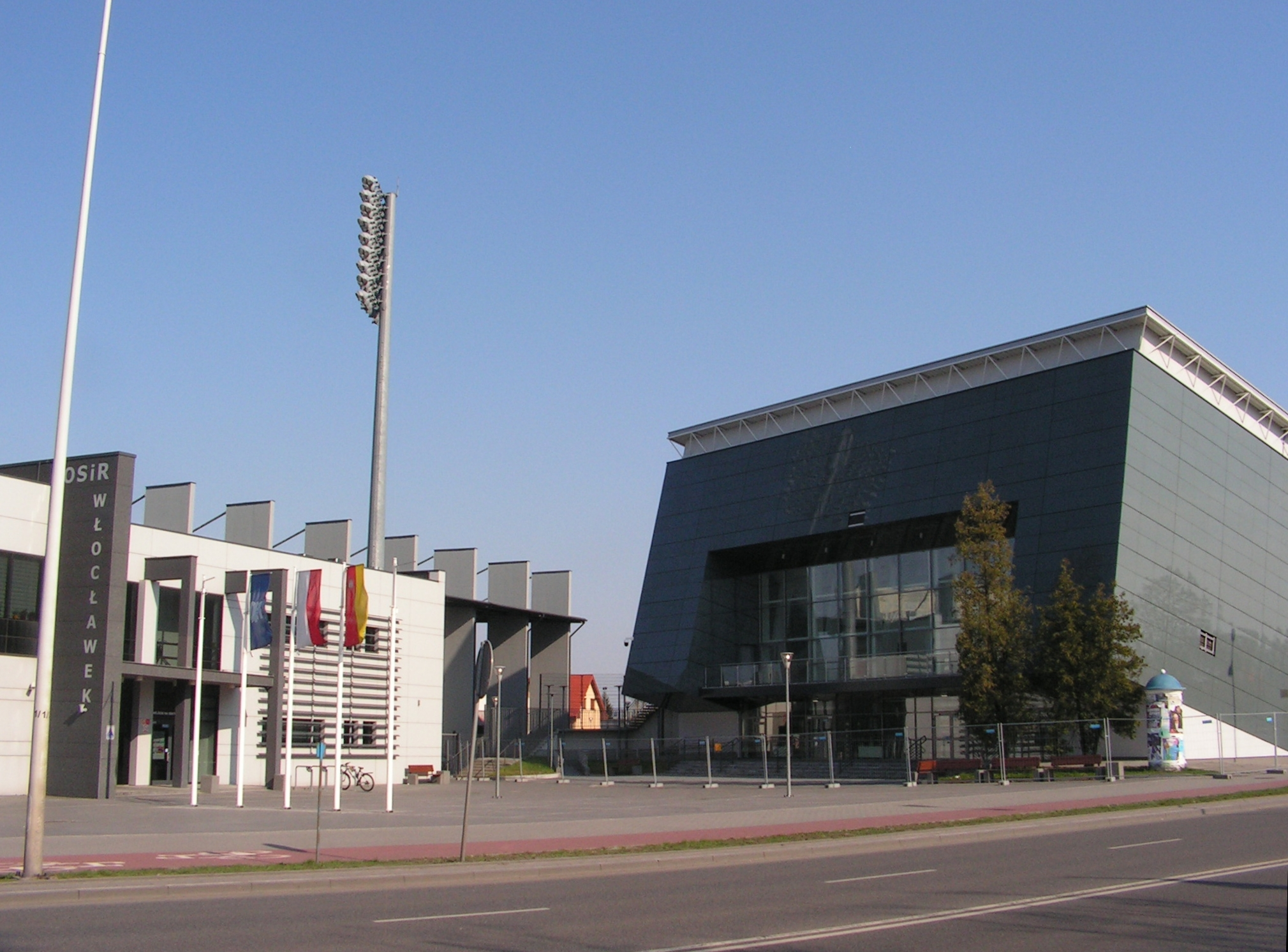
Hala Sportowo-Widowiskowa

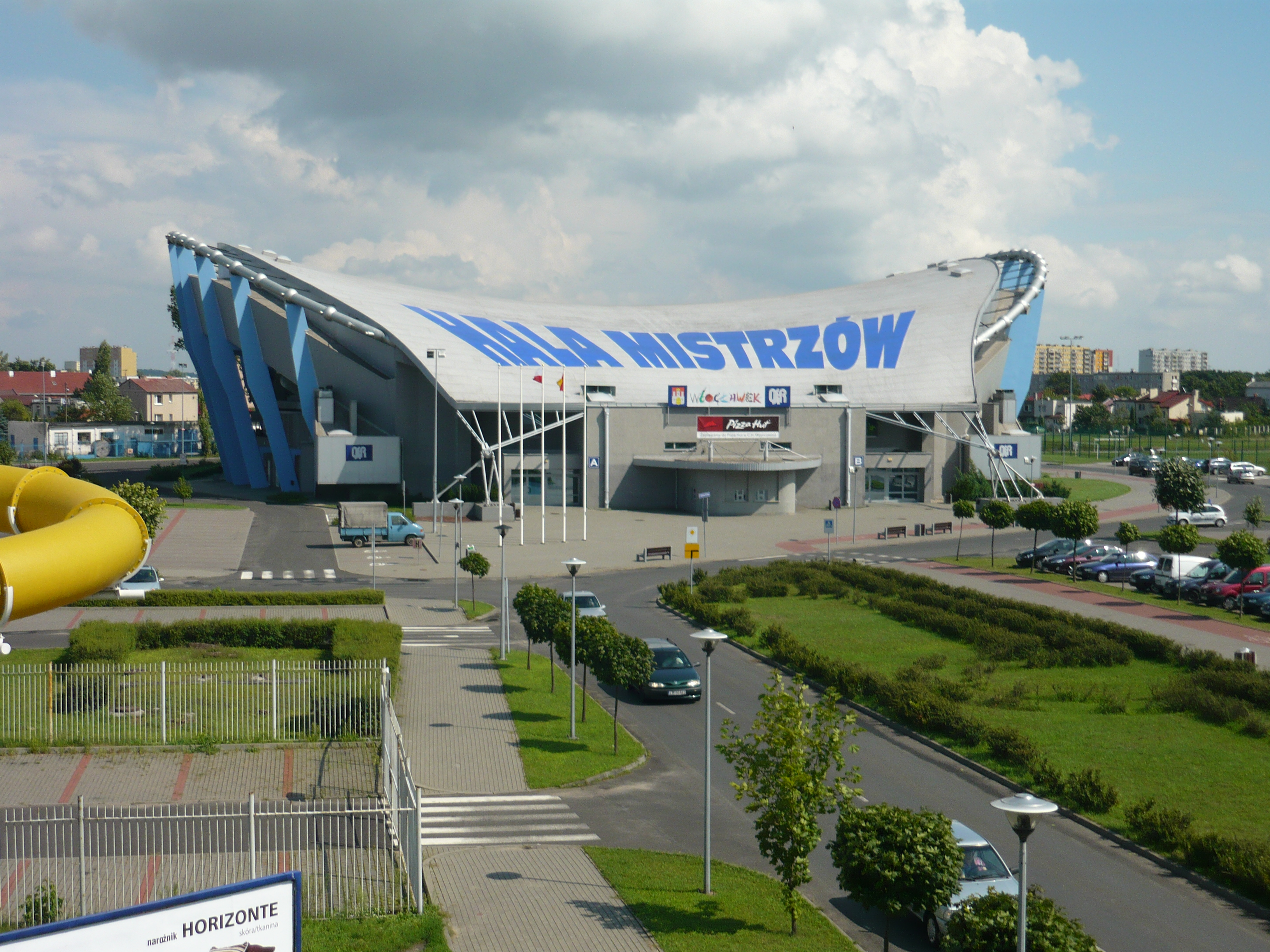
Hala Mistrzów

Włocławscy sportowcy mają wiele osiągnięć (m.in. mistrzostwo Polski w boksie, wioślarstwie, koszykówce, lekkiej atletyce, judo, karate). Największą popularnością cieszą się w mieście koszykówka i piłka nożna, funkcjonuje tu amatorska liga koszykówki i amatorska liga futsalu. Do najaktywniejszych włocławskich stowarzyszeń sportowych należą:
- Anwil Włocławek – męski zespół koszykarski, grający w polskiej ekstraklasie (obecnie Energa Basket Liga – EBL), nieprzerwanie od 1992 roku; mistrz Polski w sezonie 2002/2003, 2017/2018 oraz 2018/2019.
- Włocławskie Towarzystwo Wioślarskie – klub wioślarski założony w 1886 r., najstarszy i najbardziej utytułowany klub sportowy na Kujawach.
- WKP Włocłavia Włocławek – zespół piłki nożnej; od sezonu 2008/2009 Włocłavia występuje w IV lidze – grupie kujawsko-pomorskiej.
- WKB Start Włocławek – klub bokserski, założony w 1954 roku, w którym trenuje wielu bokserów amatorskich.
- AZS Włocławek – dwa kluby wielosekcyjne funkcjonujące przy dwóch największych uczelniach.
- Aeroklub Włocławski – jeden z najstarszych aeroklubów w Polsce, organizator wielu imprez, także o randze światowej.
- Włocławski Klub Biegacza Maratończyk – stowarzyszenie zrzeszające amatorów biegania, założone w 2009 roku.
- Włocławski Krajoznawczy Klub Rowerowy PTTK „Cyklista” – jeden z najliczniejszych i najaktywniejszych klubów turystyki rowerowej w Polsce[potrzebny przypis].
- Yacht Club Anwil – stowarzyszenie żeglarskie, działające przy Marinie Zarzeczewo.
- LKS Vectra-DGS Włocławek – młody klub z dużymi sukcesami na arenie międzynarodowej, od medali w mistrzostwach Europy (Michał Rosiak, Katarzyna Kowalska), po reprezentację Polski na Igrzyskach Olimpijskich w Pekinie w 2008 roku (Katarzyna Kowalska).
- TKM Włocławek – szkółka koszykarska, która powstała dnia 1 stycznia 2008 r.
- Nowy Styl Duet Włocławek – klub koszykarski z sukcesami w lidze kujawsko-pomorskiej.
- MMKS Junak Włocławek – klub koszykówki młodzieżowej, w przeszłości trenujący sportowców różnych dyscyplin (np. Jerzy Engel trenował tu piłkę nożną).
- WAP Włocławek – klub piłkarski, założony we wrześniu 2008 roku, składający się z seniorów, grających w B-klasie, a także dziewcząt oraz żaków (dzieci)[273].
- WTS Włocławek – damski, młodzieżowy klub siatkarski, założony w 2009 roku, sezon 2012/2013 młodziczki kończą z mistrzostwem województwa kujawsko-pomorskiego i w rozgrywkach finałowych Mistrzostw Polski w Człuchowie zajmują 6. miejsce.

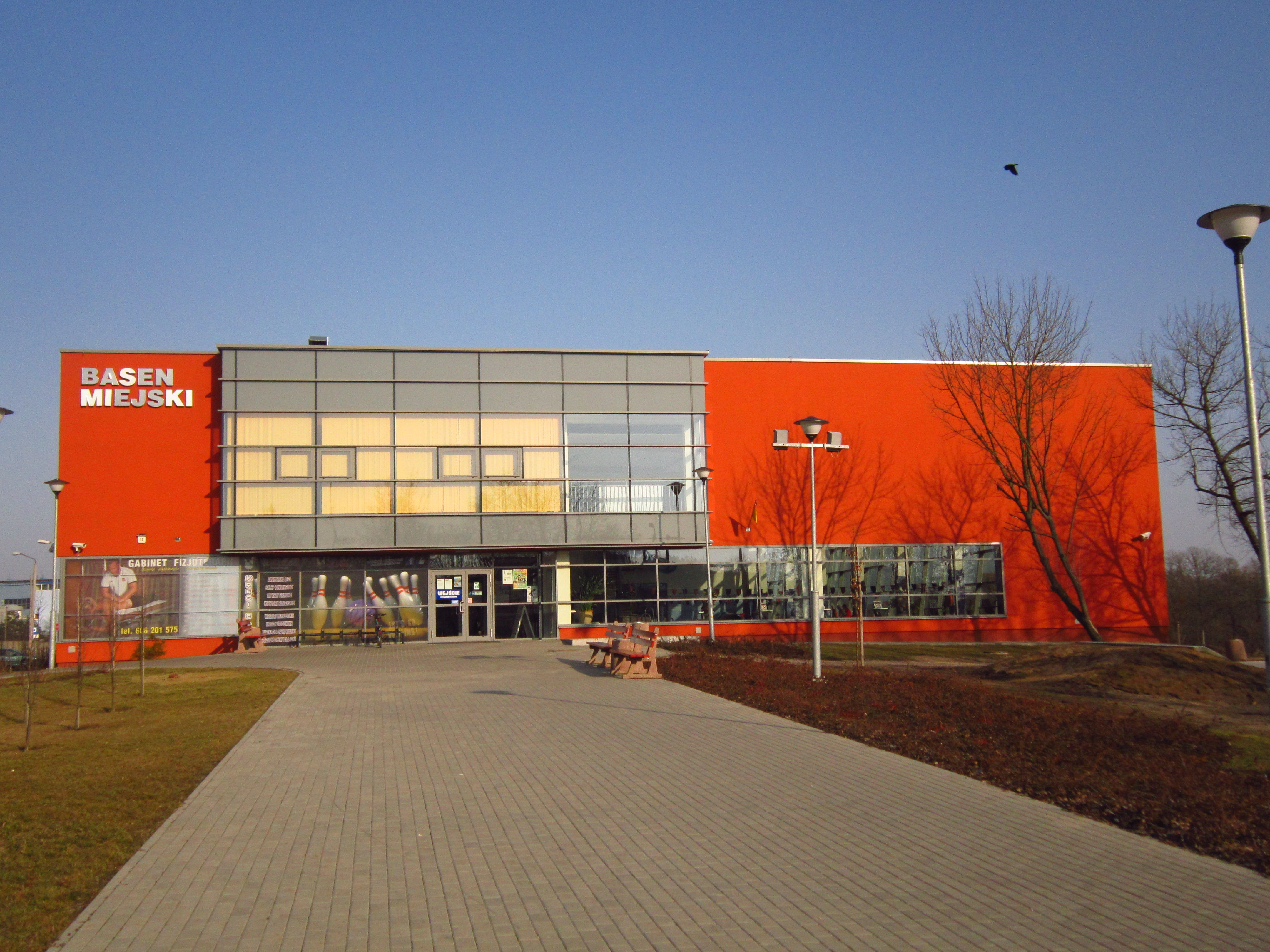
Międzyosiedlowy Basen Miejski, ul. Wysoka

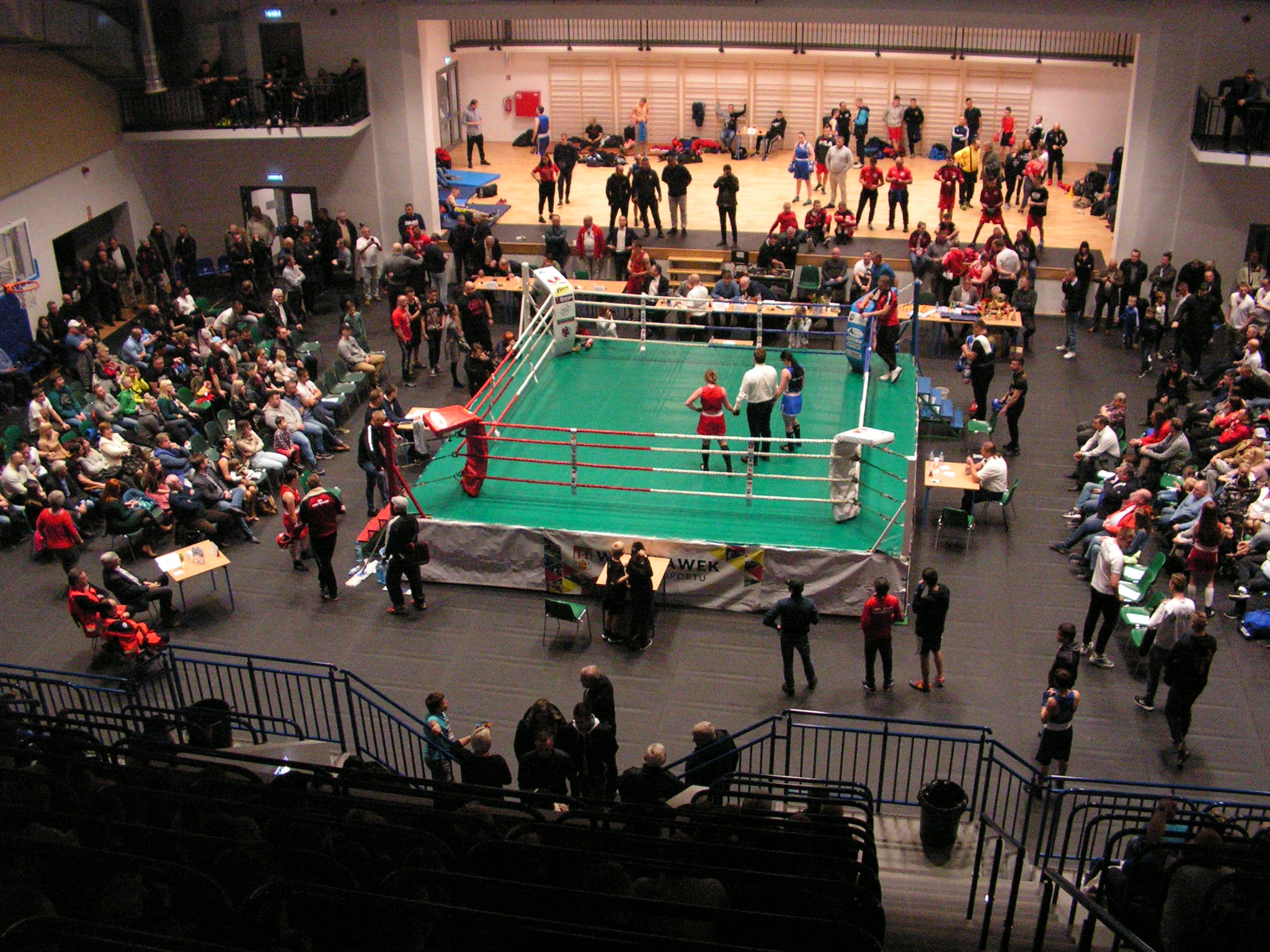
Turniej Bokserski o Puchar Prezydenta Włocławka w ramach cyklu „Szukamy Olimpijczyków Tokio 2020”

- liczne kluby sportów walki.

### Obiekty sportowe
- trzy stadiony piłkarskie (OSiR, Włocłavia, Przylesie). Stadion OSIR jest wyposażony w bieżnię lekkoatletyczną i sztuczne oświetlenie,
- dwa boiska treningowe (dla piłki nożnej) ze sztucznym oświetleniem i murawą,
- dwie hale sportowo-widowiskowe. Hala Mistrzów jest w stanie pomieścić 4200 osób,
- korty tenisowe (między innymi przy Hali Mistrzów),
- zadaszone korty tenisowe (ul. Żytnia),
- dwie średniej wielkości pływalnie miejskie („Delfin” i „Słodowo”), niewielki basen szkolny przy Zespole Szkół Elektrycznych oraz kilka małych basenów komercyjnych[274],
- lotnisko Aeroklubu Włocławskiego w Kruszynie,
- sezonowe sztuczne lodowisko na powietrzu,
- trzy rekreacyjne porty rzeczne (przystań miejska na Wiśle im. Jerzego Bojańczyka, Marina Zarzeczewo i przystań miejska nad Jeziorem Włocławskim),
- dwie kręgielnie (w budynkach miejskich pływalni),
- skatepark (stadion Przylesie),
- zespół boisk do kosza (ul. Wieniecka),
- klub jeździecki „Michelin”,
- pole golfowe (Wieniec-Zalesie – 6 km od Włocławka).

### Imprezy sportowe
Do ważniejszych imprez sportowych odbywających się na terenie Włocławka należą:
- Międzynarodowe Włocławskie Zawody Balonowe,
- Energa Basket Liga,
- Kasztelan Basketball Cup,
- MEZ Polska Tournament,
- Masters Grand Prix Włocławek w tenisie ziemnym,
- Vladislavia Cross,
- Anwil Włocławek Półmaraton,
- Cisowianka Zarzeczewo Mazovia MTB Marathon,
- Regaty Salamander CUP,
- Długodystansowe Mistrzostwa Polski Jachtów Kabinowych Regaty Anwil Cup,
- Błękitna Wstęga Zalewu Włocławskiego,
- Integracyjne Regaty Żeglarskie „Antałek”,
- Latawcowe mistrzostwa Polski FLS i FLP,
- Otwarte Mistrzostwa Włocławka w badmintonie,
- Turniej Tenisowy o Puchar Prezydenta Włocławka,
- Mistrzostwa Europy FAI Modeli Szybowców,
- Włocławski Rajd Samochodowy,
- Międzynarodowy Turniej Bokserski o Puchar Prezydenta Miasta Włocławek,
- Masters Challenge Open,
- Włocławski Festiwal Modelarski (modele kartonowe i plastikowe).

## Współpraca międzynarodowa
Miasta i gminy partnerskie:
- Bedford[275]  Wielka Brytania
- Izmaił[275]  Ukraina
- Mohylew[275]  Białoruś
- Saint-Avold[275]  Francja